# Rouen
Pour les articles homonymes, voir Rouen (homonymie).
Rouen (prononciation : /ʁuɑ̃/ ou /ʁwɑ̃/ ) est une commune française, préfecture du département de la Seine-Maritime et chef-lieu de la région Normandie. Elle est traversée par la Seine.
Comptant 116 331 habitants en 2022, elle est la trente-sixième commune la plus peuplée de France et la deuxième de Normandie après Le Havre. En 2021, sa métropole compte 497 225 habitants. Elle est la commune la plus densément peuplée du Grand-Ouest français avec 5 336 hab./km2. En 2021, avec 709 065 habitants, sa zone d'attraction est la première de la région normande, la douzième de France et la deuxième du Bassin parisien après celle de Paris. Sa zone d'emploi, première du territoire régional, comprend 733 801 habitants en 2021. Par conséquent, la ville est un centre économique national important.
L'histoire très riche de cette cité normande témoigne de sa dimension politique et économique. Entre 911 et 1204, elle est la capitale du duché de Normandie. L'Échiquier puis le Parlement de Normandie y sont successivement installés. À partir du XIIIe siècle, la ville connaît un essor économique remarquable grâce au développement des manufactures de textile. Revendiquée aussi bien par les Français que par les Anglais durant la guerre de Cent Ans, c'est sur son sol que Jeanne d'Arc a été incarcérée, jugée puis brûlée vive en 1431. Très endommagée par la Semaine rouge de 1944, elle a retrouvé son dynamisme économique au cours de l'après-guerre grâce à ses sites industriels et à son grand port maritime, qui est de nos jours le cinquième grand port maritime français. Elle est aussi marquée par l'incendie de l'usine Lubrizol, survenu en 2019.
Dotée d'un prestige hérité principalement de l'ère médiévale et d'un patrimoine composé de nombreux monuments historiques, Rouen est une capitale culturelle reconnue dont plusieurs musées jouissent d'une renommée certaine. Célèbres sont ses maisons à colombages. Le grand nombre d'édifices religieux s'y trouvant lui vaut le surnom de « Ville aux Cent Clochers ». La cathédrale Notre-Dame, bien connue par-delà la région, est l'une des plus hautes du monde. Labellisée ville d'art et d'histoire en 2002, elle brigue sans succès le titre de capitale européenne de la culture pour 2028.
Siège d'un archidiocèse et de la primatie de Normandie, elle accueille aussi une cour d'appel et une université. Tous les quatre à six ans, son Armada fait d'elle la capitale du monde maritime.
Après la Seconde Guerre mondiale, Rouen fait partie des quelques villes décorées de la Légion d'honneur et de la croix de guerre 1939-1945.

## Géographie

### Localisation

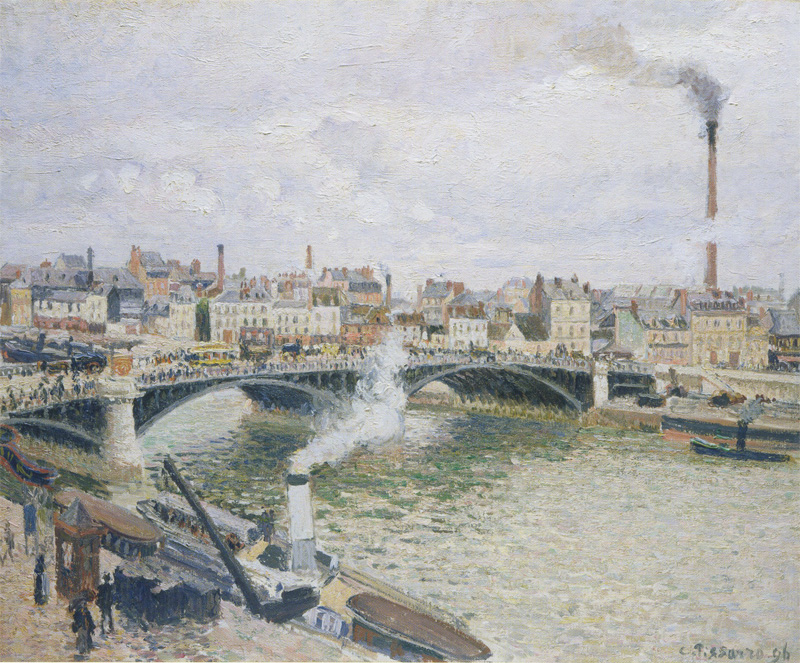
Le matin au port de Rouen, tableau de Camille Pissarro, peint en 1896.

Rouen se trouve à 136 kilomètres au nord-ouest de Paris, capitale de la France.
À l'origine, la ville se situait sur la rive droite de la Seine. Aujourd'hui, elle inclut la rive gauche (quartier Saint-Sever en particulier, au sud du fleuve) et l'île Lacroix. Le Nord de la ville (« Hauts de Rouen »), très vallonné, est dominé par un plateau sur lequel se trouve une partie des villes de la Métropole.
La Seine couvre 179 hectares de la superficie de la ville. On compte 306 hectares d'espaces verts, 210 kilomètres de voies dont 16 kilomètres de pistes cyclables et 8 kilomètres de rues piétonnes, dont la rue du Gros-Horloge, qui fut en France la première rendue aux piétons, en 1971.
Le port de Rouen a été l'un des plus importants ports français d'importation d'agrumes et de fruits tropicaux. Dans la deuxième moitié du XIXe siècle, à la suite de la destruction de la quasi-totalité des vignobles français par le phylloxéra, l'activité portuaire a fortement augmenté avec l'importation de la production vinicole de l'Algérie.
La transformation du port en a fait le premier port européen exportateur de céréales ; c'est aussi le premier port céréalier français. Un « terminal pour conteneurs et marchandises diverses » a trouvé place dans l'activité portuaire vers 1990.
De grands armateurs ont marqué l'histoire portuaire, dont des rues et avenues portent les noms. Il en est de même pour les anciennes activités maritimes avec l'Afrique du Nord. Jusqu'au début des années 1960, le port étendait son emprise au cœur même de la ville et les navires de commerce accostaient jusqu'au pont Jeanne-d'Arc, presque en face de l'ancienne gare routière (rue Saint-Éloi).
L'abbatiale Saint-Ouen, contiguë à l'hôtel de ville, est l'aboutissement de la Route des Abbayes de la vallée de la Seine, sur laquelle se trouvent les abbayes de Saint-Wandrille, de Jumièges et de Saint-Georges de Boscherville.

### Communes limitrophes
Rouen et ses douze communes limitrophes sont constitutives de la Métropole Rouen Normandie ; parmi elles, les six situées au nord sont Mont-Saint-Aignan, Déville-lès-Rouen, Bois-Guillaume, Bihorel, Saint-Martin-du-Vivier et Darnétal ; une autre, Canteleu, se trouve à l'ouest tandis que Saint-Léger-du-Bourg-Denis se trouve à l'est ; enfin, les quatre dernières communes — Le Grand-Quevilly, Le Petit-Quevilly, Sotteville-lès-Rouen et Bonsecours — se trouvent au sud de Rouen.
| Mont-Saint-Aignan Déville-lès-Rouen | Bois-Guillaume                         | Bihorel Saint-Martin-du-Vivier      |
| Canteleu                            | Rouen                                  | Darnétal Saint-Léger-du-Bourg-Denis |
| Le Grand-Quevilly                   | Le Petit-Quevilly Sotteville-lès-Rouen | Bonsecours                          |

### Géologie
Les paléontologues Alexandre Brongniart et Georges Cuvier sont les premiers à étudier les « « terrains de craie » de la côte Sainte-Catherine », fixant ainsi la référence internationale de ce type de craie cénomanienne. Alcide Dessalines d'Orbigny mentionne la « faune de la craie de Rouen » dans sa « Paléontologie Française » entamée en 1840.

### Hydrographie
La commune est située dans le bassin Seine-Normandie. Elle est drainée par la Seine, le Cailly, l'Aubette, le Robec, un bras de l'Aubette et un bras du Pré au Loup,,.
La Seine, qui prend sa source à Source-Seine, en Côte-d'Or, sur le plateau de Langres, traverse le département avec de larges méandres sur son flanc sud et se jette dans la Manche entre Le Havre et Honfleur. 
Le Cailly, d'une longueur de 29 km, prend sa source dans la commune de Cailly et se jette  dans la Seine sur la commune, après avoir traversé douze communes. 

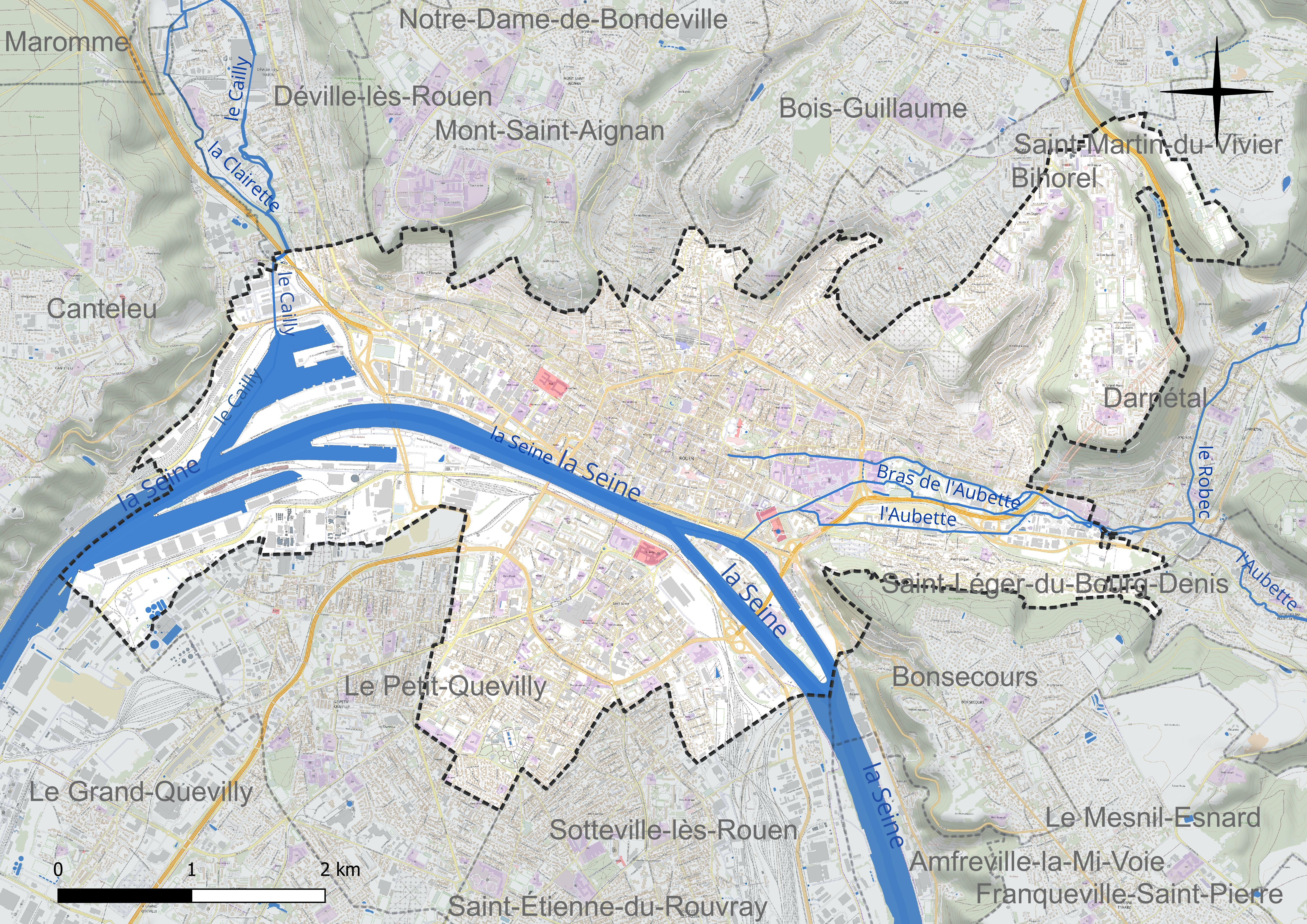
Réseau hydrographique de Rouen.

### Climat
Pour des articles plus généraux, voir Climat de la Normandie et Climat de la Seine-Maritime.
En 2010, le climat de la commune est de type climat océanique altéré, selon une étude du CNRS s'appuyant sur une série de données couvrant la période 1971-2000. En 2020, Météo-France publie une typologie des climats de la France métropolitaine dans laquelle la commune est exposée à un climat océanique et est dans la région climatique Côtes de la Manche orientale, caractérisée par un faible ensoleillement (1 550 h/an) ; forte humidité de l’air (plus de 20 h/jour avec humidité relative > 80 % en hiver), vents forts fréquents. Parallèlement le GIEC normand, un groupe régional d’experts sur le climat, différencie quant à lui, dans une étude de 2020, trois grands types de climats pour la région Normandie, nuancés à une échelle plus fine par les facteurs géographiques locaux. La commune est, selon ce zonage, exposée à un « climat contrasté des collines », correspondant au pays d'Auge, Lieuvin et Roumois, moins directement soumis aux flux océaniques et connaissant toutefois des précipitations assez marquées en raison des reliefs collinaires qui favorisent leur formation.
Pour la période 1971-2000, la température annuelle moyenne est de 10,9 °C, avec une amplitude thermique annuelle de 13,2 °C. Le cumul annuel moyen de précipitations est de 790 mm, avec 12 jours de précipitations en janvier et 8 jours en juillet. Pour la période 1991-2020, la température moyenne annuelle observée sur la station météorologique installée sur la commune est de 12,6 °C et le cumul annuel moyen de précipitations est de 817,9 mm,. L'ensoleillement annuel moyen, mesuré par la station de Rouen-Boos, est de 1554,4 heures. Pour l'avenir, les paramètres climatiques de la commune estimés pour 2050 selon différents scénarios d’émission de gaz à effet de serre sont consultables sur un site dédié publié par Météo-France en novembre 2022.
| Mois                                  | jan.           | fév.             | mars          | avril         | mai           | juin           | jui.         | août          | sep.          | oct.            | nov.            | déc.           | année    |
| ------------------------------------- | -------------- | ---------------- | ------------- | ------------- | ------------- | -------------- | ------------ | ------------- | ------------- | --------------- | --------------- | -------------- | -------- |
| Température minimale moyenne (°C)     | 2,7            | 2,6              | 4,4           | 6,2           | 9,5           | 12,6           | 14,5         | 14,2          | 11,5          | 8,9             | 5,5             | 3,1            | 8        |
| Température moyenne (°C)              | 5,6            | 6,2              | 8,9           | 11,6          | 15            | 18,2           | 20,2         | 20            | 16,9          | 13,2            | 8,8             | 6              | 12,6     |
| Température maximale moyenne (°C)     | 8,6            | 9,9              | 13,4          | 17,1          | 20,5          | 23,9           | 25,9         | 25,9          | 22,3          | 17,4            | 12,1            | 8,9            | 17,2     |
| Record de froid (°C) date du record   | −17 08.01.1985 | −12,2 07.02.1991 | −6,1 01.03.05 | −3,3 06.04.21 | 0 07.05.1979  | 2,3 05.06.1991 | 7,5 12.07.00 | 6 28.08.1979  | 2,5 30.09.18  | −3,5 30.10.1997 | −6,6 24.11.1998 | −11 29.12.1996 | −17 1985 |
| Record de chaleur (°C) date du record | 16,9 01.01.22  | 22 24.02.90      | 27,5 31.03.21 | 29,8 30.04.25 | 33,5 27.05.05 | 39,1 18.06.22  | 43 25.07.19  | 40,5 09.08.20 | 36,3 09.09.23 | 31 01.10.11     | 22,5 07.11.15   | 17,3 30.12.22  | 43 2019  |
| Ensoleillement (h)                    | 52,2           | 76,6             | 119,3         | 164,6         | 182,2         | 196,6          | 199,5        | 190,1         | 159,1         | 107,6           | 57,8            | 48,9           | 1 554,4  |
| Précipitations (mm)                   | 76,1           | 63,6             | 58            | 52,5          | 66,5          | 56,8           | 62           | 68,6          | 57,8          | 76,2            | 76,2            | 103,6          | 817,9    |

## Urbanisme

### Typologie
Au 1er janvier 2024, Rouen est catégorisée grand centre urbain, selon la nouvelle grille communale de densité à sept niveaux définie par l'Insee en 2022. Elle appartient à l'unité urbaine de Rouen, une agglomération inter-départementale regroupant 50 communes, dont elle est ville-centre,,. Par ailleurs la commune fait partie de l'aire d'attraction de Rouen, dont elle est la commune-centre,. Cette aire, qui regroupe 317 communes, est catégorisée dans les aires de 200 000 à moins de 700 000 habitants,.

### Occupation des sols
L'occupation des sols de la commune, telle qu'elle ressort de la base de données européenne d’occupation biophysique des sols Corine Land Cover (CLC), est marquée par l'importance des territoires artificialisés (89,3 % en 2018), en augmentation par rapport à 1990 (86,8 %). La répartition détaillée en 2018 est la suivante : zones urbanisées (56,9 %), zones industrielles ou commerciales et réseaux de communication (29,3 %), eaux continentales (7,7 %), espaces verts artificialisés, non agricoles (3,2 %), forêts (2,4 %), prairies (0,6 %). L'évolution de l’occupation des sols de la commune et de ses infrastructures peut être observée sur les différentes représentations cartographiques du territoire : la carte de Cassini (XVIIIe siècle), la carte d'état-major (1820-1866) et les cartes ou photos aériennes de l'IGN pour la période actuelle (1950 à aujourd'hui).

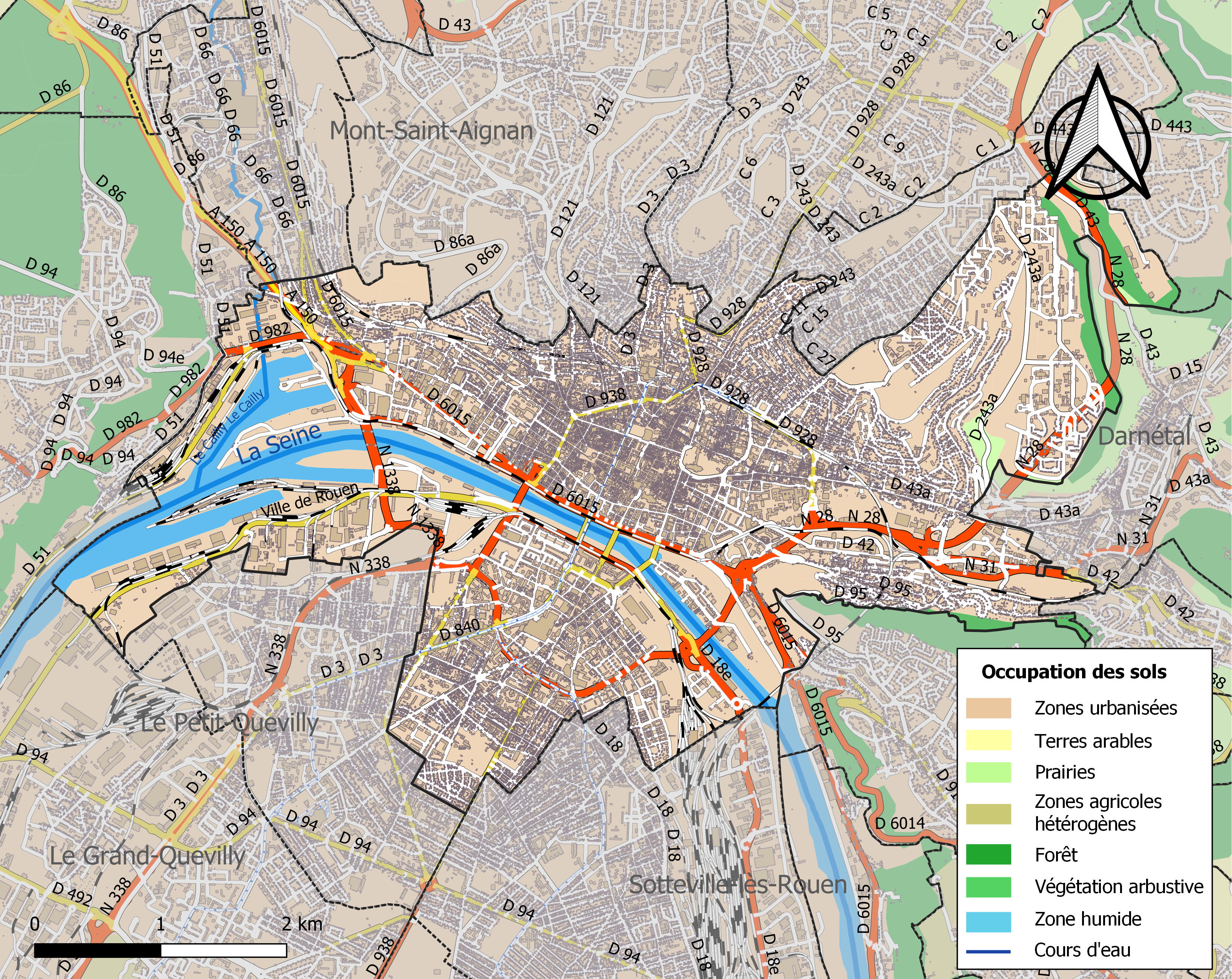
Carte des infrastructures et de l'occupation des sols de la commune en 2018 (CLC).

### Morphologie urbaine
Rouen, à l'image de Paris, est traversée par la Seine en son milieu ; la ville est par conséquent divisée en deux rives :
- la rive droite, sur laquelle se trouve le centre historique de Rouen ;
- la rive gauche, sur laquelle se trouve le quartier Saint-Sever.

Les deux rives sont reliées par six ponts routiers et un pont ferroviaire.
Il existe également une vaste île, l'île Lacroix, qui sépare la Seine en deux bras.

Vue panoramique de la ville, traversée par la Seine.

#### Quartiers

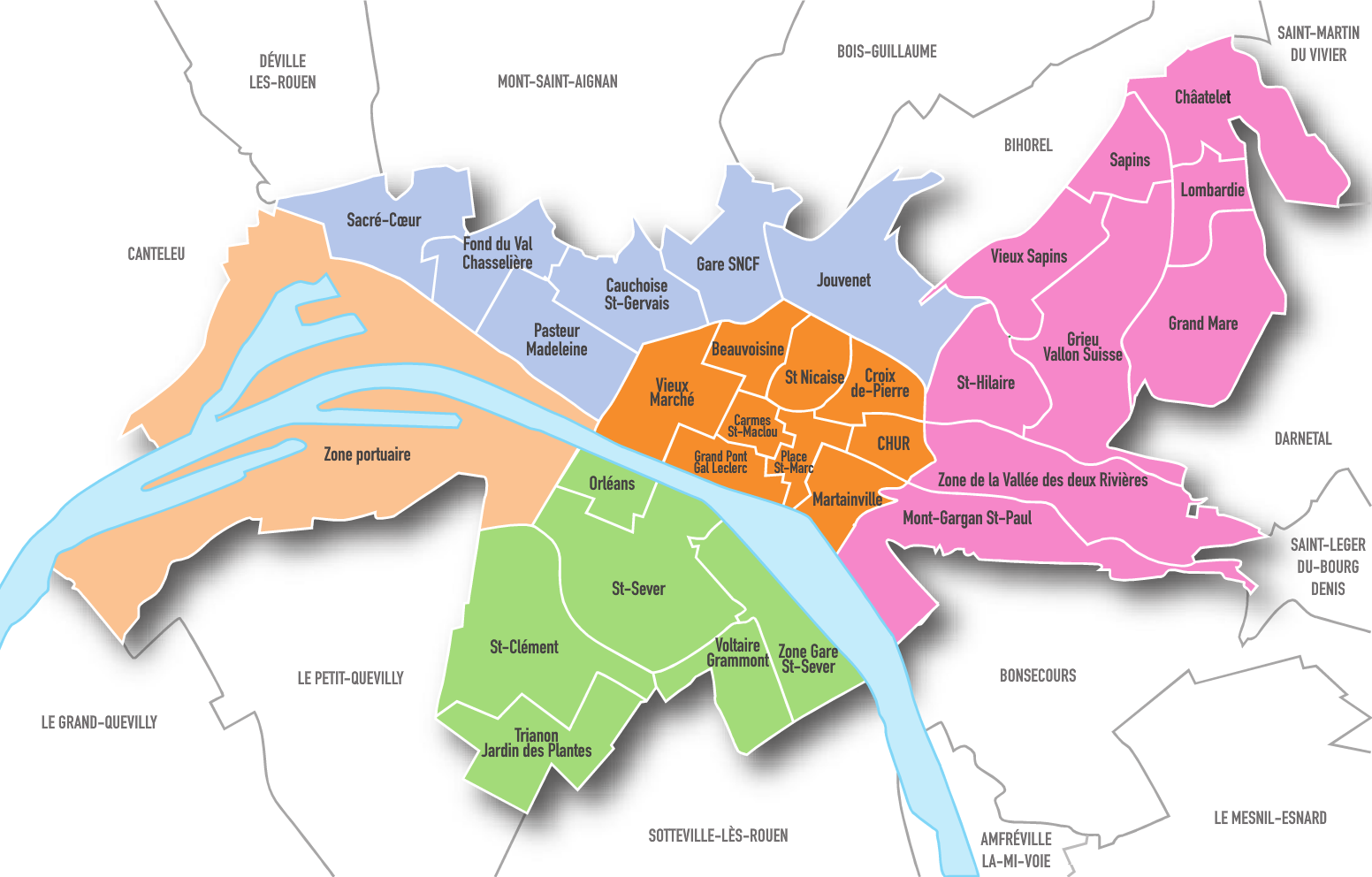
Plan de Rouen et de ses quartiers en 2011.

Rouen est divisée en douze quartiers[réf. nécessaire], répartis sur les deux rives de la Seine ; neuf quartiers sont situés au cœur historique en rive droite, tandis que les trois autres se trouvent rive gauche.
Les quartiers rouennais sont ainsi nommés :
- Rive droite
  - Coteaux Ouest
  - Pasteur
  - Vieux-Marché – Cathédrale
  - Mont-Gargan
  - Saint-Marc – Croix de Pierre – Saint-Nicaise
  - Gare Jouvenet
  - Descroizilles
  - Sapins – Châtelet – Lombardie
  - Grand'Mare
  - Grieu – Vallon Suisse – Saint-Hilaire
- Rive gauche
  - Saint-Clément – Jardin des Plantes
  - Saint-Sever
  - Grammont

##### Rive droite
Véritable centre historique de Rouen, le quartier Vieux-Marché – Cathédrale, ainsi nommé en référence à deux des plus grandes traces patrimoniales du passé rouennais, comprend plusieurs autres monuments emblématiques de la « ville aux cent clochers », comme le Palais de Justice ou encore le Gros-Horloge. La concentration de musées parmi les plus prestigieux tels que le musée des Beaux-Arts ou celui de la Céramique, ainsi que de galeries d'art, généralement situées rue des Bons-Enfants, en fait l'une des places les plus attractives de la ville. Dans son prolongement, le quartier Saint-Marc – Croix de Pierre – Saint-Nicaise est, pour sa part, animé par des manifestations régulières comme le marché de la place Saint-Marc, l'une des plus réputées de Rouen ; les Rouennais et touristes peuvent notamment déambuler dans la rue Damiette où sont installés de nombreux magasins d'antiquités, ou la rue Eau-de-Robec.

Vue panoramique de la place Saint-Marc.

Un autre quartier important est celui appelé Gare Jouvenet, où se trouve la gare de Rouen-Rive-Droite. Situé au nord de la ville et délimité par les boulevards de la Marne et de l'Yser au sud, se trouve le cimetière monumental. Plusieurs artistes, peintres ou écrivains, ont vécu dans ce quartier souvent considéré comme le point d'origine de l'École de Rouen. Le projet de construction, sur la rive gauche, d'une nouvelle gare devrait amener la municipalité à travailler sur un renouveau prochain de ce quartier emblématique du centre-ville.
Mêlant architectures classique et contemporaine, le quartier Pasteur-Madeleine accueille la faculté de droit de l'université de Rouen. En outre, l'église Sainte-Madeleine, dernier édifice religieux bâti avant la Révolution française de 1789, et son parc constitué d'allées sont très appréciés des promeneurs. Le quartier concentre des activités aussi touristiques, qu'économiques ou politiques, accueillant le siège de plusieurs entreprises ainsi que la préfecture de région. Les bords de Seine, désormais piétonniers, font du quartier un lieu investi par les promeneurs ou sportifs amateurs. La ZAC Luciline, un « écoquartier », y a été aménagé, ainsi que le palais des sports « Kindarena ».
Alors que les Coteaux Ouest, naguère haut lieu du commerce et de l'agriculture, ont longtemps été marqués par l'activité maraîchère et comptent désormais comme un quartier plutôt bourgeois de la ville, le quartier Sapins - Châtelet - Lombardie, situé à l'opposé des premiers, a été l'un des premiers ouvrant la voie à l'urbanisation de Rouen, essentiellement au lendemain de la Seconde Guerre mondiale. C'est également le cas du quartier dit du Mont-Gargan, considéré comme le « plus vert » de Rouen. Ces deux derniers quartiers forment, avec Grieu – Vallon Suisse – Saint-Hilaire, les « Hauts-de-Rouen », quartier prioritaire regroupant plus de 10 000 habitants avec un taux élevé de pauvreté,. Les difficultés sociales se répercutent également sur le quartier de la Grand'Mare, classé « zone de sécurité prioritaire » en 2013.

##### Rive gauche
Le principal quartier de la rive gauche, connu sous le nom de quartier Saint-Sever, est un ancien faubourg ; l'île Lacroix lui est administrativement rattachée. Il accueille le conseil départemental de la Seine-Maritime, la cité administrative et la tour des Archives départementales.
Le quartier est doté de deux piscines, d'une patinoire et d'un club d'avirons. Le quartier Grammont, qui jouit d'un parc d'une superficie de 29 000 m2, accueille le pôle culturel Grammont, qui comprend une partie des archives départementales et la bibliothèque Simone-de-Beauvoir ; il a fait l'objet d'importants aménagements urbains destinés à le moderniser et l'imposer comme une zone commerciale de référence.
Le quartier Saint-Clément - Jardin-des-Plantes abrite l'un des espaces verts les plus vastes et les plus anciens. Cependant, le quartier ne se résume pas à ce seul jardin : l'Atrium, la maison d'arrêt « Bonne Nouvelle », la Direction régionale de l'Environnement, de l'Aménagement et du Logement ou encore la Chambre de métiers de la Seine-Maritime animent le quartier.

### Logements
En 2019, le nombre total de logements dans la commune était de 73 755, alors qu'il était de 69 491 en 2014 et de 67 104 en 2009.
Parmi ces logements, 86,9 % étaient des résidences principales, 2,5 % des résidences secondaires et 10,6 % des logements vacants. Ces logements étaient pour 15 % d'entre eux des maisons individuelles et pour 84 % des appartements.
Au sens du recensement, en 2008, le parc de résidences principales de la ville comprend 18,5 % de logements sociaux, taux qui s'est accru à 20,4 % en 2013 puis est revenu à 18,6 % en 2019.
Le tableau ci-dessous présente la typologie des logements à Rouen en 2019 en comparaison avec celle de la Seine-Maritime et de la France entière. Une caractéristique marquante du parc de logements est ainsi une proportion de résidences secondaires et logements occasionnels (2,5 %) inférieure à celle du département (4 %) mais supérieure à celle de la France entière (9,7 %). Concernant le statut d'occupation de ces logements, 28 % des habitants de la commune sont propriétaires de leur logement (28,3 % en 2014), contre 53 % pour la Seine-Maritime et 57,5 pour la France entière.
| Typologie                                               | Rouen | Seine-Maritime | France entière |
| ------------------------------------------------------- | ----- | -------------- | -------------- |
| Résidences principales (en %)                           | 86,9  | 87,8           | 82,1           |
| Résidences secondaires et logements occasionnels (en %) | 2,5   | 4              | 9,7            |
| Logements vacants (en %)                                | 10,6  | 8,2            | 8,2            |

Le confort des résidences principales est variable : en 2019, 17 357 logements sur 64 092 (27,1 %) sont pourvus de deux pièces tandis que 16 323 autres logements (25,5 %) comptent trois pièces. Enfin, 10 423 logements (16,3 %) sont dotées de quatre pièces alors que 11 140 autres (17,4 %) n'en ont qu'une. S'agissant des résidences principales comptant cinq pièces ou plus, elles sont minoritaires sur l'ensemble de la commune (8 845, soit 13,8 %).
Dès la fin du XIXe siècle, la problématique du logement est apparue comme un véritable enjeu social et politique : le souci d'une salubrité garantie aux petits employés ainsi qu'aux ouvriers poussa plusieurs patrons à acquérir un terrain pour y bâtir un parc de « petits logements » regroupés dans un grand immeuble situé au croisement des actuelles rues Alsace-Lorraine et Victor-Hugo. Ces habitations bon marché, gérées par la « Société anonyme immobilière des Petits Logements », n'étaient pas négligeables pour l'époque puisque les occupants jouissaient d'un accès à l'eau courante, d'une cave et d'un grenier tout en bénéficiant d'un vide-ordures.
Après la Seconde Guerre mondiale, il a fallu reconstruire une ville dévastée par de nombreux bombardements. C'est au cours de cette période que 2,9 % des logements actuels ont été construits. Malgré les dommages et les destructions causés par ce conflit, une partie du patrimoine architectural de la ville a été préservée. La reconstruction rendue nécessaire par les besoins de la population locale a laissé place à de nouveaux édifices capables d'accueillir plusieurs logements contemporains.

### Renouvellement urbain
D'importants projets de réaménagements urbains sont programmés ou en cours de réalisation dans la ville, afin de se réapproprier des territoires oubliés (friches industrielles et portuaires). C'est le cas notamment dans l'ancienne emprise portuaire de la rive droite, avec le projet Luciline - Rives de Seine destiné à accueillir 1 000 logements neufs, ainsi que des activités tertiaires d'ici 2020. Il en va de même pour la friche portuaire de la rive gauche, avec l'écoquartier Flaubert, qui devrait accueillir quant à lui 10 000 habitants (une partie sur la commune de Rouen, l'autre sur la commune du Petit-Quevilly), d'ici 2024. Un autre îlot urbain a été reconverti à partir de 2015, principalement autour de la rue de Constantine en remplacement d'anciens entrepôts.

### Voies de communication et transports

#### Service Express Régional Métropolitain Rouennais

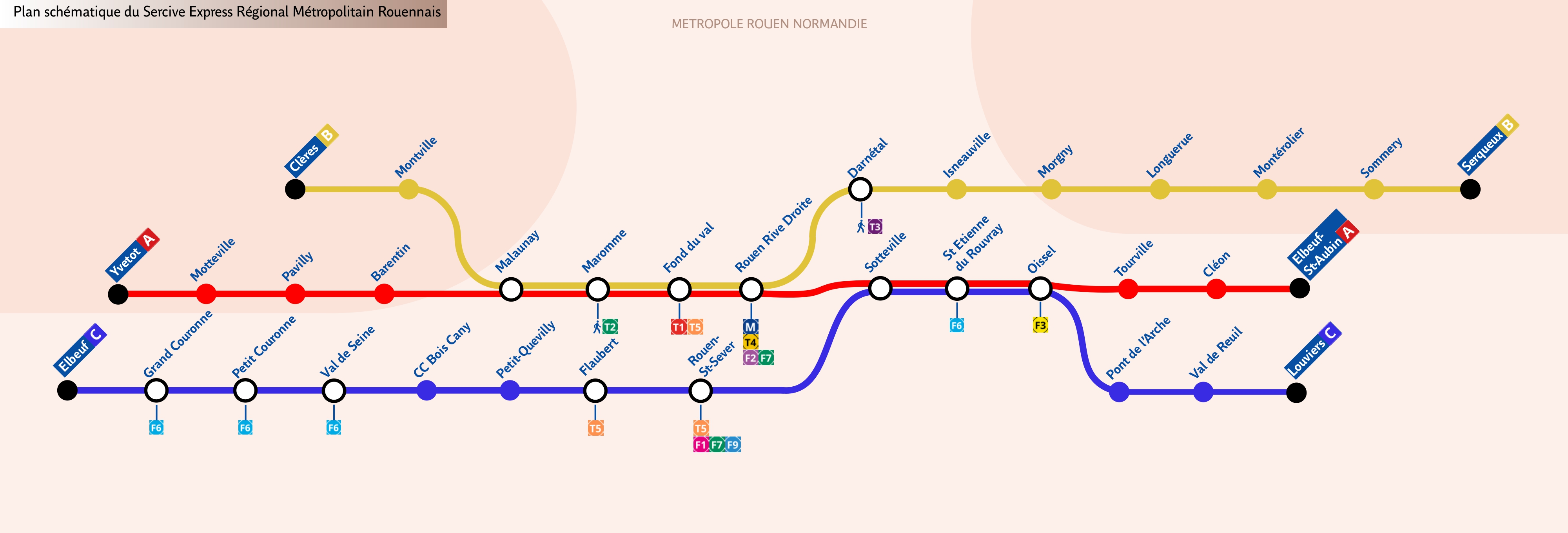
Schéma du Service Express Régional Métropolitain Rouennais

En avril 2022, trois associations (SOS Gares, le Comité de Défense du Triage de Sotteville et le Comité de Vigilance Ferroviaire de Normandie) présentent un projet de Service Express Métropolitain lors d'une conférence de presse. Quelques semaines plus tard, le président de la Métropole Rouen Normandie, Nicolas Mayer-Rossignol, annonce qu'il soutient l'initiative des trois associations et apporte son soutien au projet. En septembre 2023, la Région Normandie et la Métropole Rouen Normandie annoncent conjointement que l'intégration tarifaire sera mise en place dès janvier 2024 pour les abonnés au Réseau Astuce.
Pendant de longues années, les politiques, sur tout l'échiquier politique, ainsi que les dirigeants de la SNCF ont utilisé une excuse fallacieuse pour ne rien faire : la gare de Rouen-Rive-Droite était saturée selon eux. Pourtant, à la suite de la crise sanitaire du Covid, 18 trains ont été supprimés par la Région Normandie. Malgré un retour aux chiffres de fréquentation de 2019, point de retour à la grille horaire. Une décision que les associations d'usagers continuent à dénoncer unanimement. Les premiers résultats de l'étude commandée conjointement par SNCF Réseau, la Région Normandie et la Métropole Rouen Normandie ont par ailleurs démontré que la gare de Rouen-Rive-Droite était loin d'être en état de saturation.[réf. nécessaire] Le trafic de fret ferroviaire en provenance ou à destination du Port du Havre peut facilement contourner Rouen via la ligne Motteville/Montérolier, que la SNCF a électrifié pour cet usage spécifique au début des années 2010. Nicolas Mayer-Rossignol a officiellement changé de position, le 14 mai 2023, dans l'émission Dimanche en Politique sur France 3 Normandie consacrée au ferroviaire.

#### Transports routiers
Rouen ne dispose pas de boulevard périphérique, les principales routes menant directement aux abords du centre-ville, près de la Seine. Cette particularité amène à une circulation souvent difficile sur les routes de l'agglomération. Un contournement Est dont l'accès via un péage est projeté depuis de nombreuses années. Cependant, la date de réalisation de ce projet n'est pas précisée.
- Rocade Sud III (RN338) : voie rapide entre l'A13 et le pont Gustave-Flaubert.
- Rocade Sud (ouverte en 2008) : voie rapide entre la Sud III et la RD 18E.
- Pont Gustave-Flaubert : liaison entre l'A150 et la Sud III (raccordements définitifs construits ultérieurement).
- L'A150 : reliant Barentin au pont Gustave-Flaubert.
- La RN28 : rocade Est reliant l'A28 vers Abbeville au boulevard de l'Europe par le pont Mathilde et le tunnel de la Grand'Mare.
- Rocade Nord : projet reliant la RN 28 au nord du tunnel de la Grand'Mare à La Vaupalière (autoroute A150 vers Barentin) ; un viaduc est nécessaire pour traverser la vallée du Cailly.
- Rocade Ouest (entre l’A151 de Dieppe et l’A28 vers Le Mans et Tours) : en projet mais nécessite la construction d'un ouvrage majeur, un pont à haubans proche de Duclair.
- Contournement Est : en projet de liaison Est entre l'A28 au nord et l'A154 au Sud (section Val de Reuil à Évreux) ; avec un possible barreau (dénommé A134) qui relierait la future liaison Est (A133) à la rocade Sud III en direction du Port de Rouen (contraintes Natura 2000) ; ouverture prévisible en 2027 maximum selon les scénarios de financement retenus et le nombre de recours faisant suite à la DUP publiée en novembre 2017.
- Création d'une zone à faibles émissions mobilité (ZFE) en 2021[39].

#### Réseaux cyclables

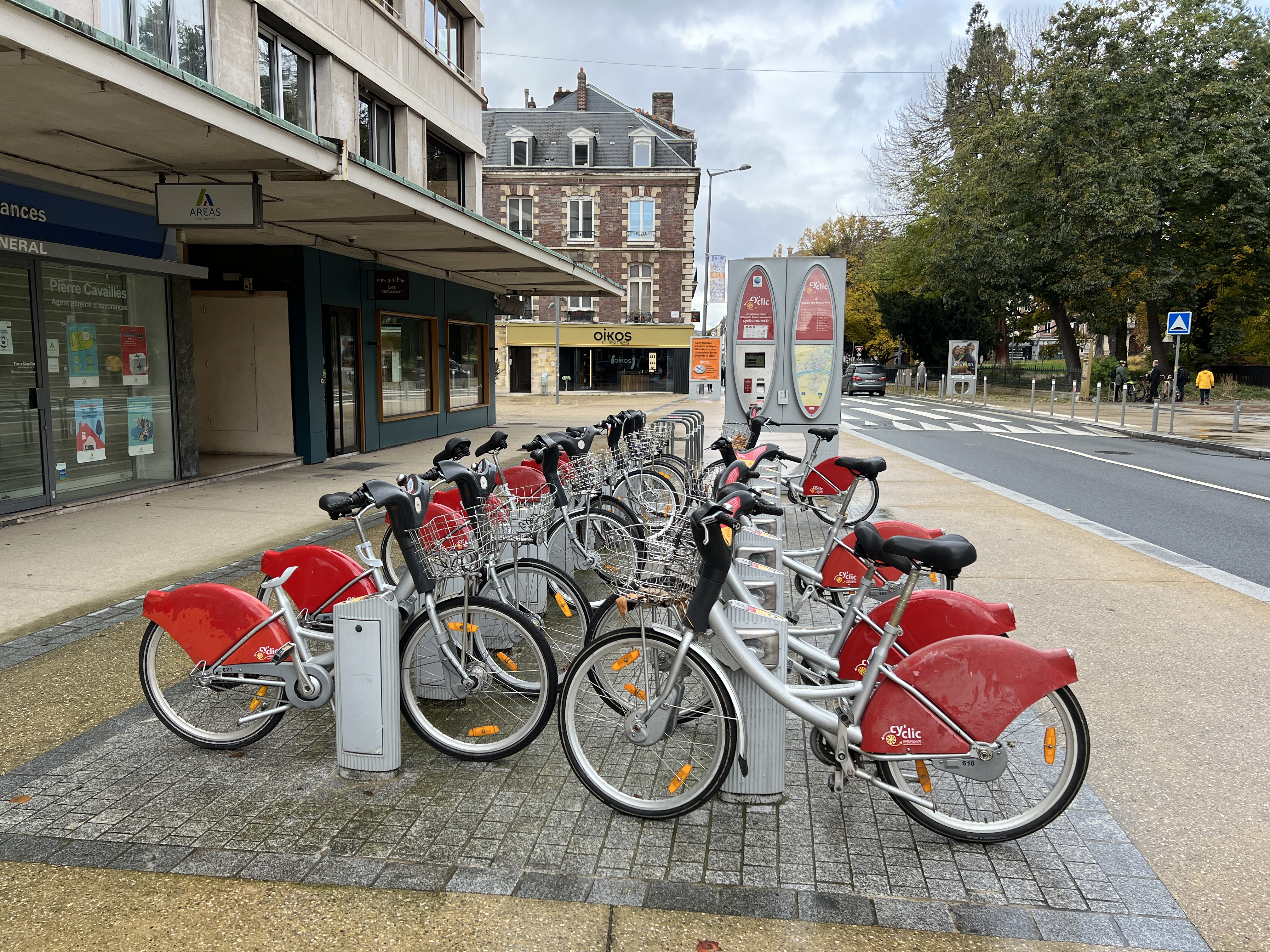
Station de l'ancien réseau de vélopartage Cy'clic.

Le réseau cyclable voit le jour à Rouen en 2007. Des aménagements cyclables sont apportés, notamment avec la piste cyclable du pont Boieldieu qui permet de traverser la Seine sans être mêlé au reste du trafic.
Depuis 2019, les cyclistes ont de nouveau l'autorisation d'emprunter certaines voies du TEOR, notamment celles en centre ville.
Le Cy'clic est un système de vélopartage ouvert de 5 h à 1 h, installé en décembre 2007 par la mairie en partenariat avec la société JCDecaux et qui facilite les déplacements en centre-ville. En 2013, 251 vélos sont accessibles dans les 21 stations en ville. En 2023, le réseau Cy'clic est remplacé par le système Lovélo.
Rouen est également une étape de La Seine à vélo. Des pistes cyclables supplémentaires ont été créées à l'occasion du déconfinement du printemps 2020.

#### Transports autoroutiers
Rouen est à la convergence d'axes autoroutiers, dont l'autoroute A13 Paris-Caen, l'autoroute A28 Abbeville-Tours (section de l'Axe Nord-Sud Atlantique européen) et l'autoroute A150 Rouen-Yvetot (barreau de raccordement à l'A29 entre Barentin et Yvetot).

#### Transports fluviaux

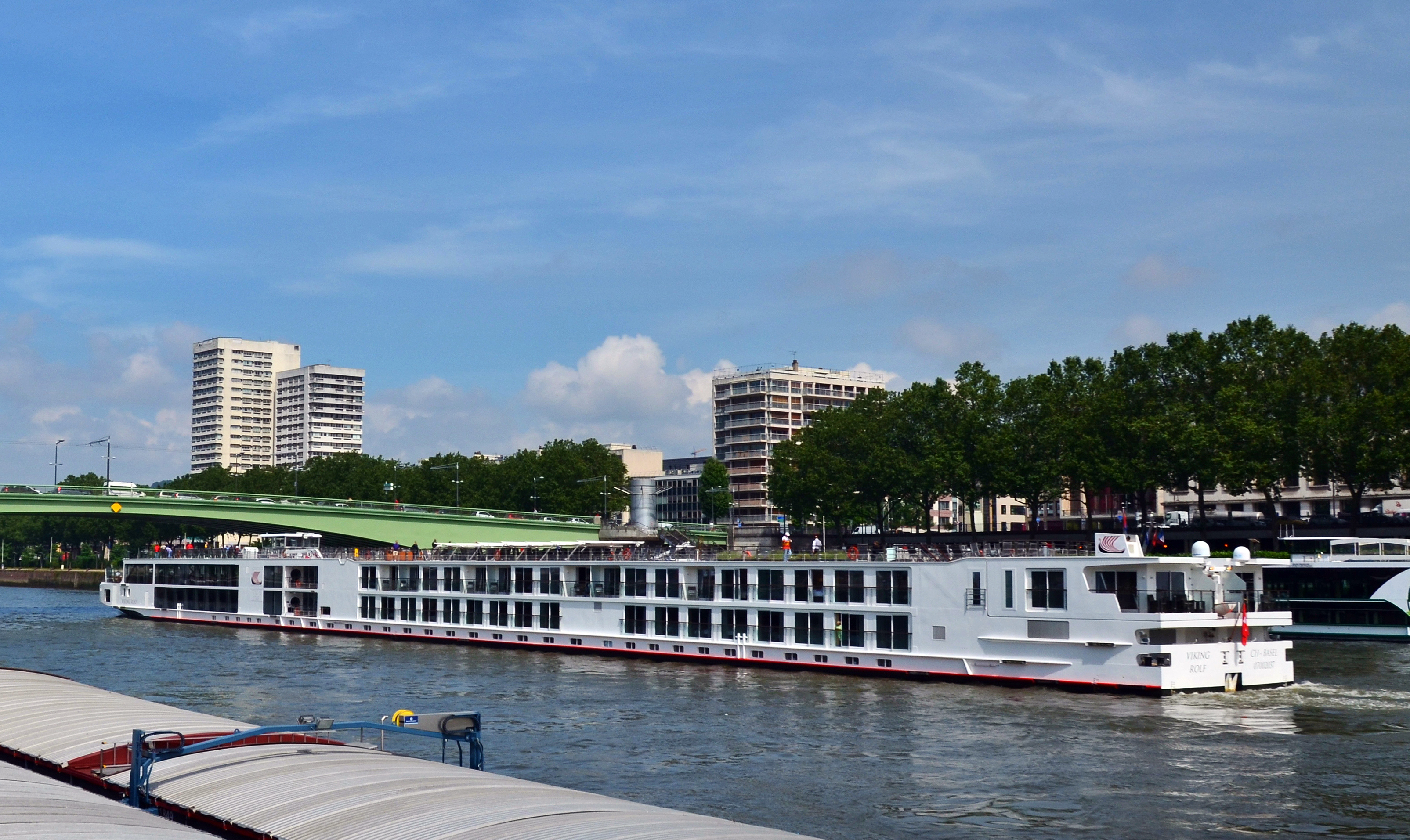
Le navire de croisière Viking Rolf sur la Seine, en 2016.

Ville traversée par un fleuve navigable en tous temps, Rouen est un lieu d'escale pour les mariniers.
Le port de plaisance, ouvert depuis le 15 juillet 2008, compte 150 anneaux sur des pontons totalement équipés. La ville connaît une explosion du trafic de croisières fluviales avec près d'une vingtaine d'escales par semaine en haute saison.
Le Terminal croisières, en aval du pont Flaubert, prévoit dix-neuf escales de grands navires en 2023.

#### Transports aériens
Rouen est desservie par l’aéroport Rouen Vallée de Seine situé à Boos, 9 km à l'est de la ville. Depuis l'été 2017, il est relié à Bastia en ligne saisonnière. La liaison vers Lyon Saint-Exupéry de façon quotidienne avec HOP !) a été arrêtée en juin 2019. D'autres lignes régulières et des destinations touristiques devraient prochainement desservir la métropole rouennaise dans le cadre d'un projet de développement.

#### Transports ferroviaires

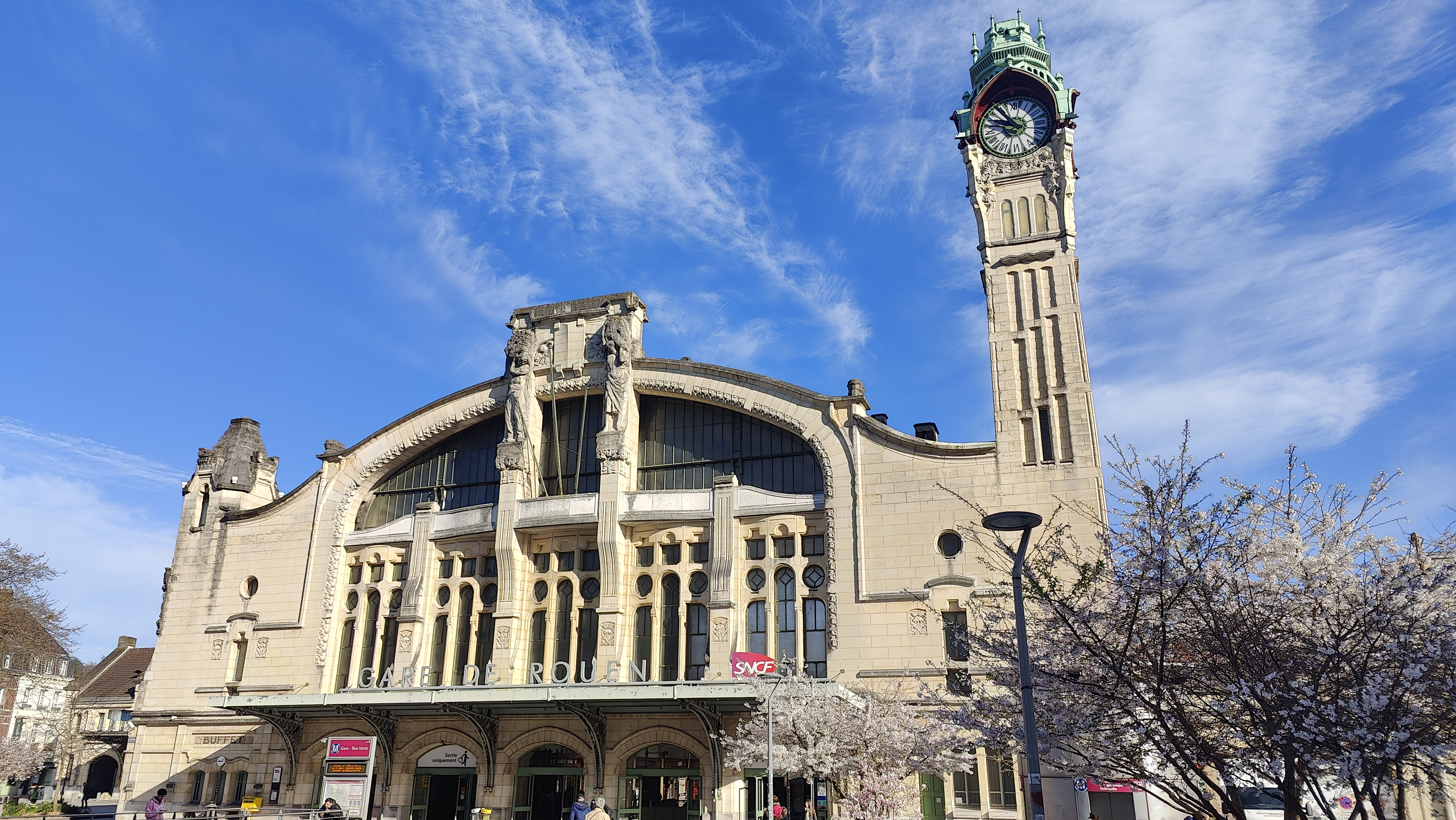
La gare de Rouen-Rive-Droite.

Avant la Seconde Guerre mondiale, Rouen comptait quatre gares : celles de Rouen-Rive-Droite, de Rouen-Orléans, Rouen-Martainville et Saint-Sever. La ville n'étant plus desservie que par la première, il a été question de réaménager la gare en rive gauche pour alléger celle de la rive droite, laquelle a atteint ses limites d'agrandissements ; la mise en service d'une telle gare nouvelle n'est toutefois pas prévue avant 2030, au mieux.
La gare principale qu'est la gare de Rouen-Rive-Droite est fréquentée par quatre millions de voyageurs en 2020 (près de sept millions en 2015). Elle est reliée au réseau TGV et Intercités Normandie, ainsi qu'aux réseaux TER Normandie et TER Hauts-de-France ; l'accès au « métro » dépend de la station Gare-Rue Verte. Jusqu'au mois de juin 2017, la gare a fait l'objet d'importants travaux de modernisation impliquant aussi bien l'accessibilité que les commerces proposant des services aux usagers.
Rouen pâtit d'une part de l'engorgement quasi-permanent du réseau Île-de-France (sillon) à partir de Mantes-la-Jolie. Si la liaison avec Paris prend en théorie une heure, la vétusté du réseau allonge d'autre part le parcours en moyenne de trente minutes. Ce temps de trajet étonne au regard de la proximité géographique des deux villes, alors que certaines villes comme Reims, bien que plus éloignées de la capitale, s'en trouvent parfois à moins de quarante-cinq minutes par le train. Consciente de cette anomalie, la SNCF s'est engagée à moderniser ses infrastructures.
Rouen est raccordée quotidiennement à Amiens par cinq allers-retours en moyenne, à la métropole lilloise par trois allers-retours ainsi que par un aller-retour en TGV pour Lyon et Marseille. De nouvelles rames Regio 2N remplaçant l'ensemble des trains dits « corail » sont déployées entre fin 2019 et 2022 (40 unités) sur la Normandie qui gère dorénavant la totalité de ses lignes ferroviaires. D'autres rames neuves compléteront cette série initiale de 2022 à 2025.

#### Transports en commun

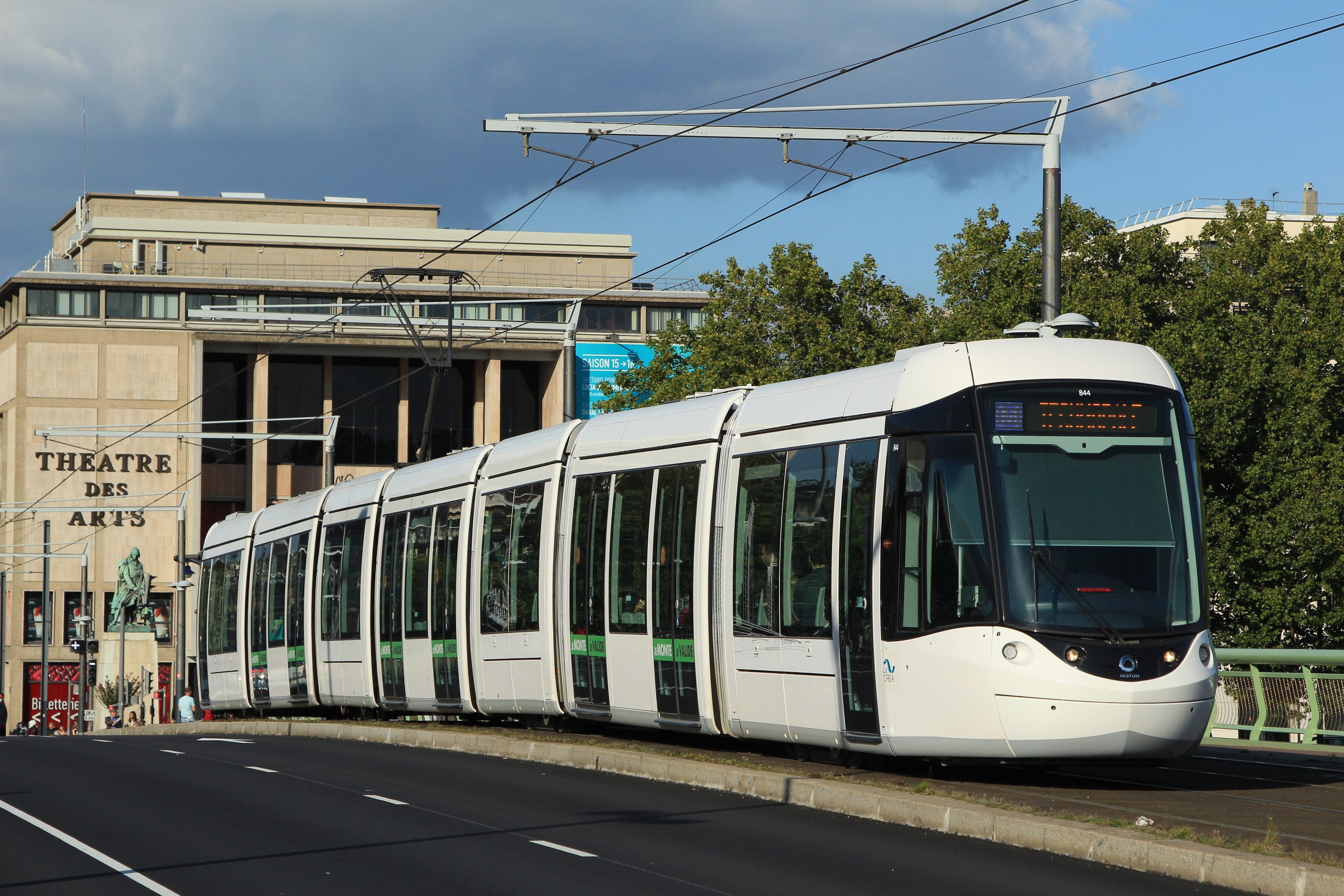
Une rame du tramway près de la station Théâtre des Arts.

L'autorité organisatrice de la mobilité, chargée de son développement et de son financement à Rouen et dans son agglomération, est la Métropole Rouen Normandie. Le réseau Astuce comprend :
- deux lignes de tramway sur un axe nord-sud de la Métropole comprenant 27 rames en circulation ;
- quatre lignes TEOR avec des bus à haut niveau de service sur un axe est-ouest et nord-sud dans l'agglomération avec 79 véhicules articulés ;
- trente-quatre lignes régulières de bus et quatre lignes de taxis avec 219 bus (161 véhicules standards et 58 véhicules articulés) ;
- quarante-deux lignes de transports scolaires, accessibles aux non-scolaires.

Ces lignes sont exploitées par le groupe Transdev (Transdev Rouen), les transports de l'agglomération d'Elbeuf (TAE), Keolis Normandie Seine et la société sottevillaise VTNI.
Dix-sept parcs relais, pour un total de 1 500 places, sont accessibles, soit gratuitement, soit sur présentation d'un titre de transport validé.

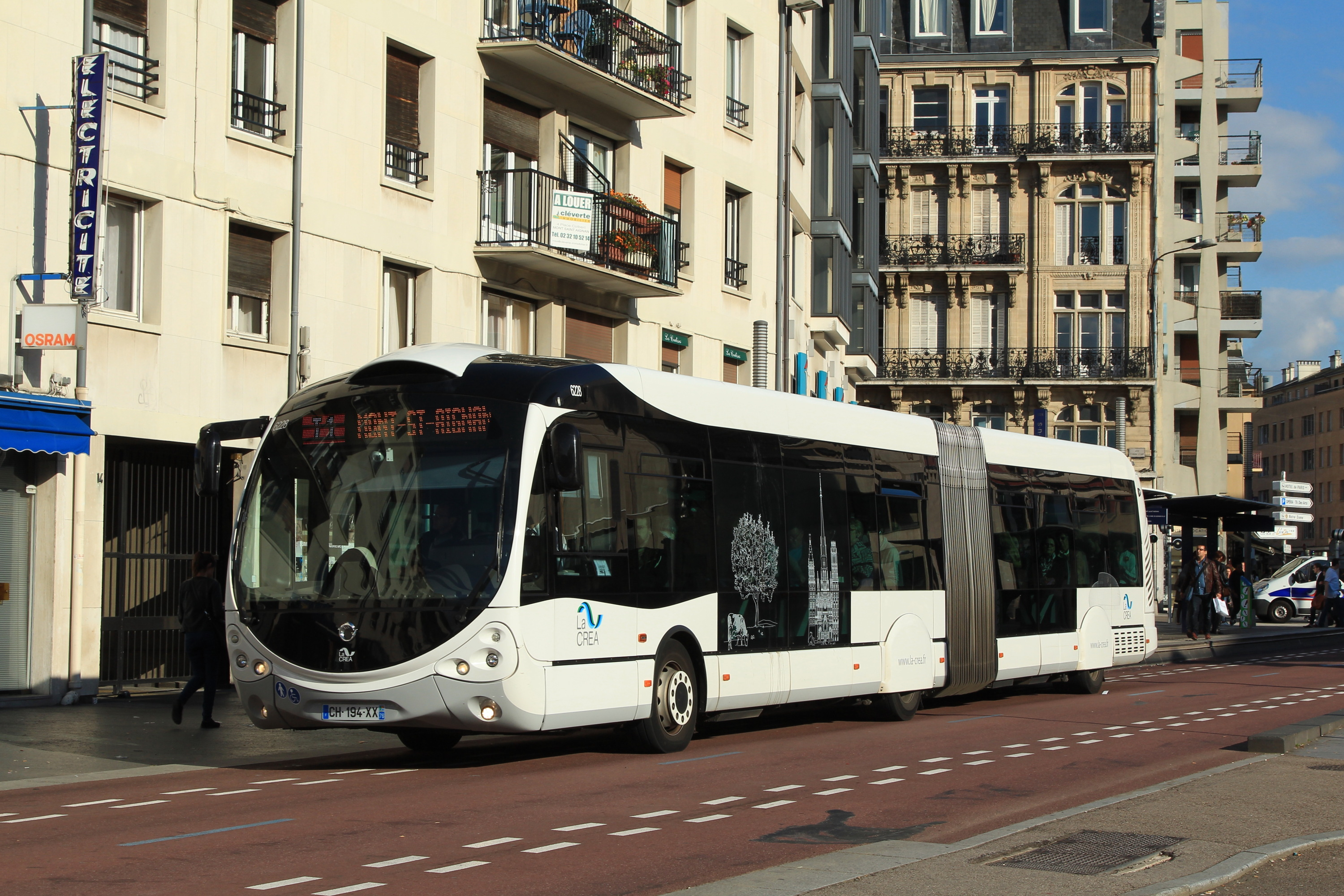
Bus de la ligne T1 à l'arrêt Théâtre des Arts.

Le tramway assure la liaison entre les deux rives de la Seine depuis 1994. Il dessert quatre communes de la Métropole : Saint-Étienne-du-Rouvray, Sotteville-lès-Rouen, Le Petit-Quevilly et Le Grand-Quevilly. Une importante rénovation du réseau a été effectuée en 2012 en vue du remplacement des vingt-huit rames Alstom TFS par vingt-sept rames Alstom Citadis 402 de plus grande capacité de juin 2012 à mars 2013. Les stations Saint-Sever et Théâtre des Arts ont été modernisées en 2014 et 2016-2017. Les cinq stations souterraines du réseau sont relookées en 2018 pendant l'été principalement (revêtements muraux intérieur / extérieur, éclairage LED, etc.).
Le transport est-ouest rouennais (TEOR), en service depuis 2001, assure la liaison entre l'est et l'ouest de la Métropole, en traversant le centre-ville sur un tracé en site propre. Les trois lignes de 39 km sont en correspondance avec le tramway à la station Théâtre des Arts. TEOR dessert environ 175 000 habitants de huit communes de la Métropole : Rouen, Déville-lès-Rouen, Bihorel, Mont-Saint-Aignan, Darnétal, Canteleu, Notre-Dame-de-Bondeville et Maromme. Une quatrième ligne (TEOR) Nord - Sud (Boulingrin - Parc Expo / Zénith) est ouverte au mois de juin 2019 pour l'Armada et prolongée en 2022 jusqu'au CHU de Rouen et en 2023 jusqu'au Medical Training Center.
Transdev Rouen exploite les lignes TEOR T1; T2; T3; T4, des lignes Fast F1; F2; F3; F4; F5; F7 et F8, ainsi que des lignes régulières 10; 11; 15; 20; 22; 27; 41; 43 et le Noctambus. Certaines lignes sont sous-traitées par des taxibus (35, 36, 37 et 38) et le restant des lignes sont sous-traitées par Transdev Normandie Grand-Rouen (F6, 13, 14, 26, 28, 33, 35, 42 et 44). Les lignes T.A.E. A, B, C, D1, D2, E, F, G et le Fast 9 sont exploitées par la régie des bus de l'agglomération d'Elbeuf.
Des pôles ont été mis en place afin de garantir un service en continu lors des changements de conducteur à l'hôtel de ville de Sotteville-lès-Rouen, à Champlain, au théâtre des Arts, à l'hôtel de ville de Rouen, au Mont-Riboudet, au Boulingrin ainsi que récemment avec la mise en place du réseau de 2022 à la Varenne.

##### Réseau de nuit
Une ligne Noctambus reliant La Pléiade de Mont-Saint-Aignan aux Cateliers de Saint-Étienne-du-Rouvray circule du lundi au samedi de 0 h 10 à 4 h 55 et le dimanche de 0 h 10 à 2 h 55. Cette ligne prend le relais des lignes de soirée (métro, TEOR et FAST) qui effectuent leurs derniers départs au centre-ville de Rouen à minuit (sauf dimanche). À noter que le T1 effectue des rotations entre le CHU Charles-Nicolle et le Mont-aux-Malades du lundi au samedi jusqu'à 2 h 5 et le dimanche à 1 h 20.

##### Réseau à la demande sur réservation
Les communes qui ne sont pas reliées à une ligne régulière de Transdev Rouen possèdent un réseau Filo'R de 29 véhicules avec 561 arrêts. Le Filo'R est destiné à tous, particulièrement aux habitants des 37 communes de la Métropole directement concernées. Les véhicules (des minibus de 7, 20 ou 22 places) sont accessibles aux personnes à mobilité réduite. Le service Filo'R fonctionne de 6 h 30 à 19 h 30 (heure de dernière prise en charge), du lundi au samedi (hors dimanche et jours fériés), en complément des lignes régulières et scolaires existantes.
Pour les autres communes qui ne bénéficient pas de passages d'une ligne TAE, le réseau a mis en place un moyen de transport à la demande appelé Allobus qui se compose de cinq lignes desservant La Londe, Orival, Freneuse, Bédanne, Saint-Pierre-lès-Elbeuf. Pour pouvoir utiliser l'une de ces cinq lignes, il est prévu de formuler une réservation téléphonique au moins 1 heure avant le passage du véhicule, du lundi au vendredi de 7 h 30 à 19 h le samedi de 7 h 30 à 12 h 30.
Des lignes de pédibus sont par ailleurs structurées.

## Toponymie

### Attestations anciennes
Le nom de la localité est attesté sous les formes Ratumacos (monnayage des Véliocasses), Ρατό-μαγοϛ au IIe siècle (Ratomagos, Ptolémée), Ratomago au IVe siècle (Itinéraire d'Antonin), Ratumagus au IVe siècle (table de Peutinger), Rotomagus / Rothomagi au IVe siècle (Ammien Marcellin), Rotomago en 400 (Notitia dignitatum), Rodomo en 779 (Diplomata… Karolinorum), Rothomago en 853-854 (Actes de Charles le Chauve, II, 386), Rothomago en 991 (Jean Adigard des Gautries, 1959, p. 153), Rodom (רודם) dans des manuscrits hébraïques médiévaux, Rothomago / Rotomago en 1013 (Adigard des Gautries, 1959, p. 153), Rothome / Rotome en 1014 (Adigard des Gautries, 1959, p. 153), Roem vers 1160 (Wace, Rou, I, 58), Roem en 1280, Roan en 1347 (Arch. S.-M., Lettres de Jean, duc de Normandie), Roüan encore sous l'Ancien Régime,.

### Étymologie
François de Beaurepaire note une alternance des formes en Rato- et en Roto-. L'élément Roto- se retrouverait en Normandie dans Le Vaudreuil (Eure, jadis Rotoialum, Rothoialensis villa 584 ; avec gaulois *ialon « lieu défriché, clairière » cf. gallois tir ial). Quant à Rato-, on l'observe dans Reviers (Calvados, Radaverum 1077, avec gaulois var- / ver- « eau, rivière »).
Xavier Delamarre considère implicitement Rato- dans ce cas, comme une variante de Roto-, tout en ajoutant à propos du Ratumacos inscrit sur les pièces de monnaie des Véliocasses : « Mais il s'agit peut-être d'un autre mot ». Le sens de *roto- est restitué d'après le vieil irlandais roth « course » et le gallois rhod « course, roue, objet rond » (cf. latin rota « roue », allemand Rad « roue »), issus de l'indo-européen *ret(h) « courir, aller en char », d'où la signification déduite en gaulois de « roue » ou « course de char ». L'interprétation du second élément est plus assurée : il est issu du gaulois *magos « champ », puis « marché » cf. vieil irlandais mag « plaine, champ », vieux breton ma « lieu, endroit ». Le sens général de *Rotomagos serait donc celui de « marché de la roue » ou plutôt de « champ de courses » au regard de la passion qu'éprouvaient les Celtes pour les courses de chars.
L'historien Patrice Lajoye, rappelant que les formes les plus anciennes du nom sont en rato-, penche davantage pour une étymologie en « fortune, grâce » et pour une interprétation en « marché de la (bonne) fortune », lieu désignant une place commerciale. Cependant, ni les toponymistes Albert Dauzat et François de Beaurepaire, ni le linguiste Xavier Delamarre n'envisagent cette solution. Ce dernier, dans l'entrée de son Dictionnaire consacrée à rato-, ratu- « fortune, grâce », n'émet pas l'hypothèse qu'un nom de lieu ait pu être créé à partir de cet élément.
On trouve en France de nombreux homonymes : Ratomagos (ancien nom de Senlis), Pondron (Oise, Rodomo 920), les différents Ruan, Rouans (Loire-Atlantique, Roem 1134), Rom (Deux-Sèvres, Rodom 961),.
La langue islandaise est la seule langue scandinave à avoir conservé les noms de Rúðuborg et Rúða, qui représentent l'adaptation par les Vikings du nom médiéval de la ville, Rotho[m], comme ils avaient l'habitude de le faire cf. Dublin → Dyflinn, Nantes → Namsborg, Brugge (Bruges) → Bryggja, villes dont la forme viking du nom est tombée dans l'oubli dans les langues scandinaves.

## Histoire

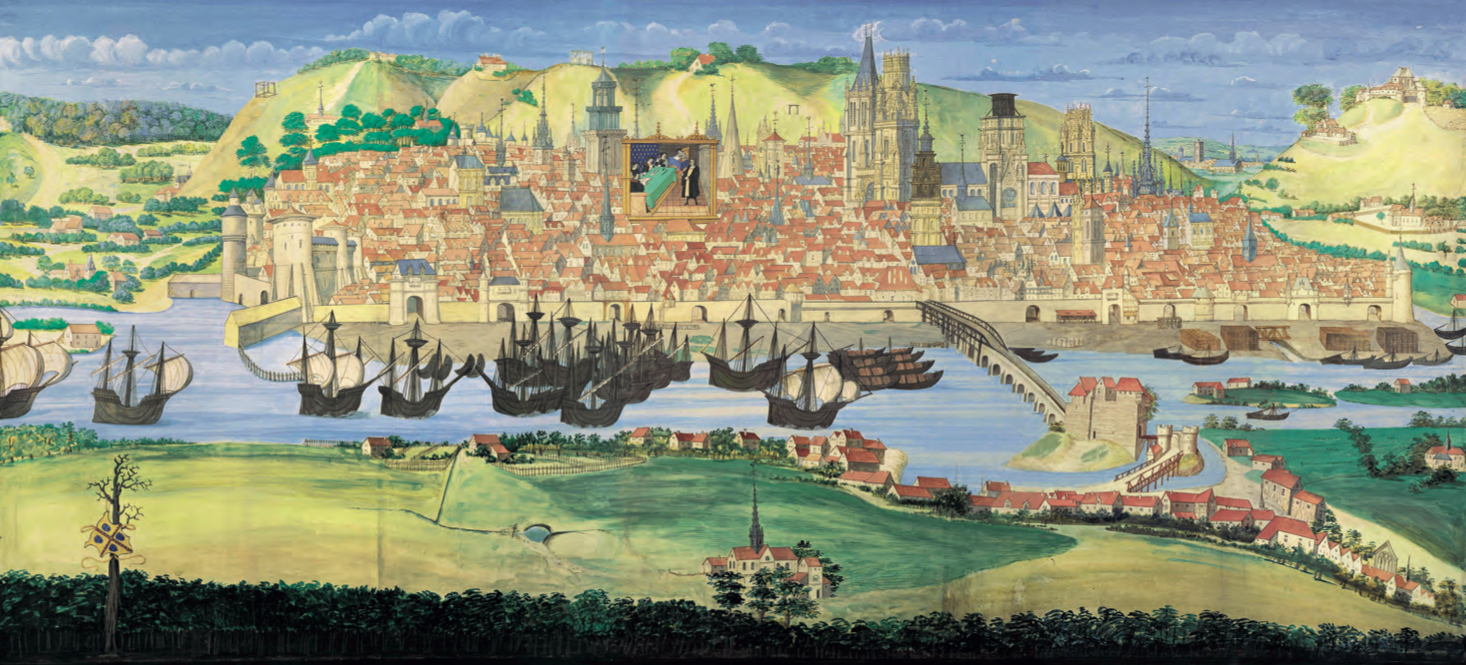
Vue de Rouen, en 1525, par Jacques Le Lieur dans le Livre des Fontaines.

### Préhistoire et Antiquité
L'occupation celte du site de Rouen est attestée entre autres par la découverte archéologique d'une pirogue monoxyle datée d'environ 900 avant J.-C. (fin de l'âge du bronze).
Un établissement s'est développé à l'époque gallo-romaine pour devenir la capitale de la tribu des Véliocasses, peuple celte de Gaule, dont le territoire dans la vallée de la Seine s'étendait peut-être de Caudebec-en-Caux actuel à Briva Isarae (Pontoise). La cité proprement dite a été fondée sur la rive droite de la Seine pendant le règne d'Auguste, et elle était la deuxième ville la plus importante de la Gaule derrière Lugdunum (Lyon).
Traditionnellement, une ville romaine est quadrillée en cardo (axe nord-sud) et decumanus (axe est-ouest). Le cardo maximus et le decumanus maximus sont les deux axes principaux de la ville à la croisée desquels se trouvait généralement le forum, la place publique où les Romains traitaient des grandes affaires. Il y au total neuf cardo et six decumanus pour Rouen, sans savoir vraiment lesquelles étaient précisément les maximus. La plupart de ses axes corroborent, avec quelques mètres de décalage, les rues actuelles.
Une communauté juive s'installe à Rotomagus au moment de la colonisation romaine dans la terra judaeorum, quartier de 3 ha autour de l'actuelle rue aux Juifs. Cette installation est encouragée par le pouvoir romain qui veut conforter la conquête militaire de la Gaule par une implantation démographique. La communitas judaeorum se maintient de manière continue pendant un millénaire, malgré plusieurs massacres et jusqu’à l’expulsion des juifs de France ordonnée par Philippe le Bel en 1306 où les 5 000 Juifs rouennais sont chassés de la ville,.
Le cardo maximus de Rotomagus (principal axe nord-sud) est marqué dans le tracé actuel de la ville par la rue Beauvoisine, la rue des Carmes et la rue Grand-Pont. Le tracé du decumanus maximus (principal axe ouest-est) est moins assuré : une hypothèse propose qu'il parte du débouché de la voie venant de Juliobona (Lillebonne) par la cavée Saint-Gervais, la rue Cauchoise, la place du Vieux-Marché, la rue du Gros-Horloge. Vers l'est, c'est très incertain. Un autre tracé plus septentrional passe par la rue des Bons-Enfants et la rue Ganterie.
Au IIIe siècle apr. J.-C., la ville gallo-romaine a atteint son plus fort développement. Un amphithéâtre et de grands thermes y ont été bâtis. La ville s'entoure d'une enceinte lors des premières invasions barbares. Elle constituera le noyau pré-urbain de la future ville. Des vestiges du rempart du IVe siècle sont visibles rues des Vergetiers, de la Poterne et des Fossés-Louis-VIII. C'est également durant ce siècle que le premier groupe cathédral paléochrétien a été construit et qu'un premier évêque a été nommé, saint Victrice. Ce dernier relate en effet dans son De laude sanctorum (396) la construction d'une basilique pour abriter les reliques qu'il a reçues d'Ambroise de Milan (il fait référence à l'église Saint-Étienne qui est alors en construction).

### Moyen Âge

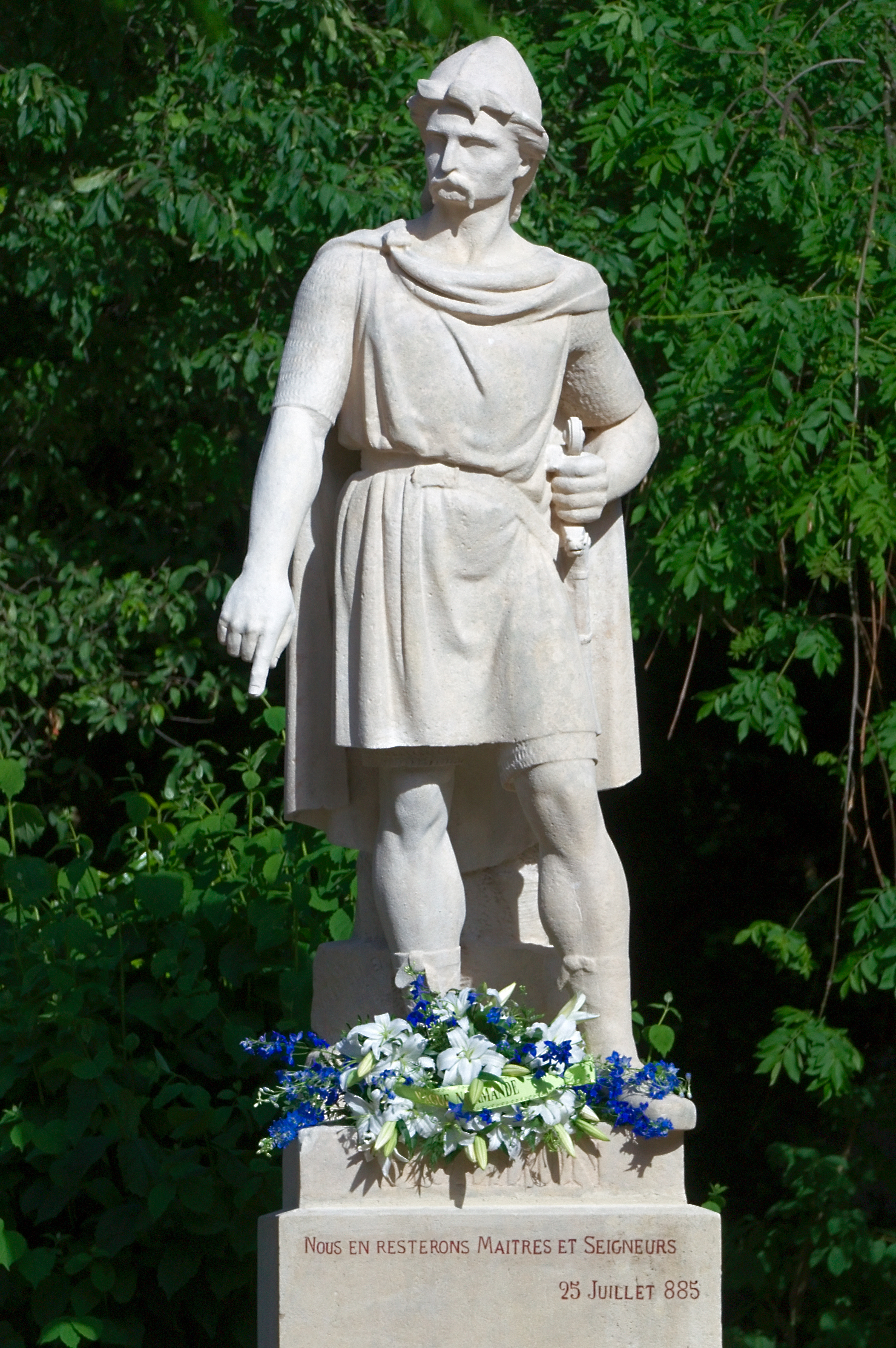
La statue de Rollon dans les jardins de l'hôtel de ville.

À partir de 841, les Vikings effectuent de fréquentes incursions en vallée de Seine.
En mai 841, ils ravagent Rouen. La Chronique de Fontenelle rapporte brièvement : « L'an de l'incarnation du Seigneur 841, les Vikings arrivèrent avec leur chef Oscherus et brûlèrent la ville de Rouen le 14 mai ». Oscherus correspond probablement à Asgeirr, chef viking du IXe siècle. Un autre manuscrit, narrant également les événements de 841, mentionne Rouen sous le nom de Rotunum, qui serait une des latinisations du nom de la ville au Haut Moyen Âge.
En 843, Rouen est attaquée une fois de plus par les Nortmanni et de nouveau le 13 octobre 851 où la flotte de navires scandinaves est encore commandée par Ásgeir, comme au printemps 841.
En 876, Rollon, chef danois, s'empare de Rouen[réf. nécessaire]. La ville est de nouveau prise en juillet 885, et en 890, Rollon, après avoir pris part au siège de Paris, mène à la tête des Normands de Basse Seine une expédition contre le comte de Bayeux, et après avoir pillé Lisieux s'installe à Rouen après avoir conquis une grande partie du pays. À la suite du traité de Saint-Clair-sur-Epte en 911, la ville devient la capitale d'un territoire compris entre l'Epte et la Dives, correspondant approximativement aux diocèses de Rouen, Évreux et Lisieux, concédé par le roi des Francs Charles III le Simple. Rollon est fait comte de Rouen, au sens carolingien du terme, mais les textes de l'époque parlent plus fréquemment de « prince » (princeps). À cette date, le Cotentin et Bayeux sont encore bretons.
Vers 934, au cours d'une bataille ayant lieu dans un pré aux portes de la ville, Guillaume Longue-Épée chasse Rioulf, comte du Cotentin, en étant bien inférieur en nombre avec seulement trois cents hommes. Une rue de Rouen à l'emplacement supposé de la bataille est nommée « rue du Pré-de-la-Bataille »,.
En 942, après l'assassinat de Guillaume Longue-Épée à Pîtres, le roi de France Louis IV d'Outremer s'installe à Rouen en « protecteur » du jeune Richard Ier, héritier du duché de Normandie, alors à peine âgé de 10 ans. Le roi l'enferme à Laon d'où il parviendra à s'évader.
En 947, Richard Ier, dit « Sans Peur », devenu Duc de Normandie, affronte une grande coalition réunissant le roi de France Louis IV d'Outremer, l'empereur germanique Othon le Grand et le comte de Flandre venus mettre le siège qui l'enferme dans la ville de Rouen. Après que Louis et Othon ont levé le siège, Richard les poursuit et les bat à Rougemare. Cette victoire est décisive pour l'avenir de la Normandie.
Au Xe siècle, Ibrahim ibn Ya'qub, marchand arabe envoyé par le calife omeyyade de Cordoue, décrit ainsi la ville :

« Rudhûm (Rouen). Ville dans la terre des Francs, construite en moellons de réemploi, sur le fleuve Shaqana (la Seine). La vigne et le figuier n'y réussissent absolument pas, en revanche elle est fertile en blé et en seigle. On pêche dans le fleuve un poisson qu'ils appellent salmûn (saumon) et un autre, plus petit, dont le goût et l'odeur rappellent ceux du concombre. On dit que ce poisson existe également dans le Nil où il s'appelle al-'ayr [mulet]. J'ai vu à Rouen un jeune homme dont la barbe atteignait les genoux. Quand il la peignait, elle les dépassait de quatre doigts. Il avait peu de poils aux joues et jura que six ans auparavant il était imberbe. Il paraît qu'à Rouen, en hiver, lorsqu'il fait très froid, une espèce d'oie blanche au bec et aux pattes rouges qui s'appelle gânsh (germanique gans), fait son apparition. »

Dès la période viking, la ville était devenue un port de commerce en rapport avec la région parisienne et un marché d'esclaves.
En 1007, un pogrom décime une partie de la population juive de Rouen.
L'œuvre de Guillaume le Conquérant permet à la Normandie de devenir la province la plus puissante d'Europe. S'il installe la capitale politique à Caen, Rouen reste la capitale économique et religieuse. C'est à Rouen que Guillaume s'éteindra le 9 septembre 1087 après avoir été mortellement blessé au cours de l'attaque de la ville de Mantes. On peut voir sur la scène 12 de la tapisserie de Bayeux une représentation de la ville forte de Rouen à l'époque de Guillaume.
Les ducs de Normandie ont résidé à Rouen, cependant, Guillaume le Conquérant préféra développer Caen comme capitale du grand duché de Normandie, ville dans laquelle se trouve sa sépulture. En revanche, le cœur d'un de ses descendants, Richard Ier d'Angleterre dit « Cœur de lion », est conservé dans le tombeau à gisant que l'on peut voir dans le déambulatoire de la cathédrale de Rouen.
Le 26 janvier 1096, les juifs de Rouen, qui formaient la plus grande communauté au nord de la Loire, furent massacrés lors de « pogroms » dus à la flambée d'hostilité à leur égard suscitée par l'appel à la première Croisade lancé par le pape Urbain II fin 1095. La communauté juive restante est chassée de France par Philippe Auguste en 1182.
En octobre 1122, le duc-roi Henri Ier réunit à Rouen une grande armée afin de mater une rébellion de seigneurs normands. Il convoque alors Hugues de Montfort, l'un des conjurés, et lui enjoint de lui remettre son château de Montfort-sur-Risle.
Le 14 janvier 1143, Rouen capitule devant la puissante armée du duc de Normandie, Geoffroy Plantagenêt.

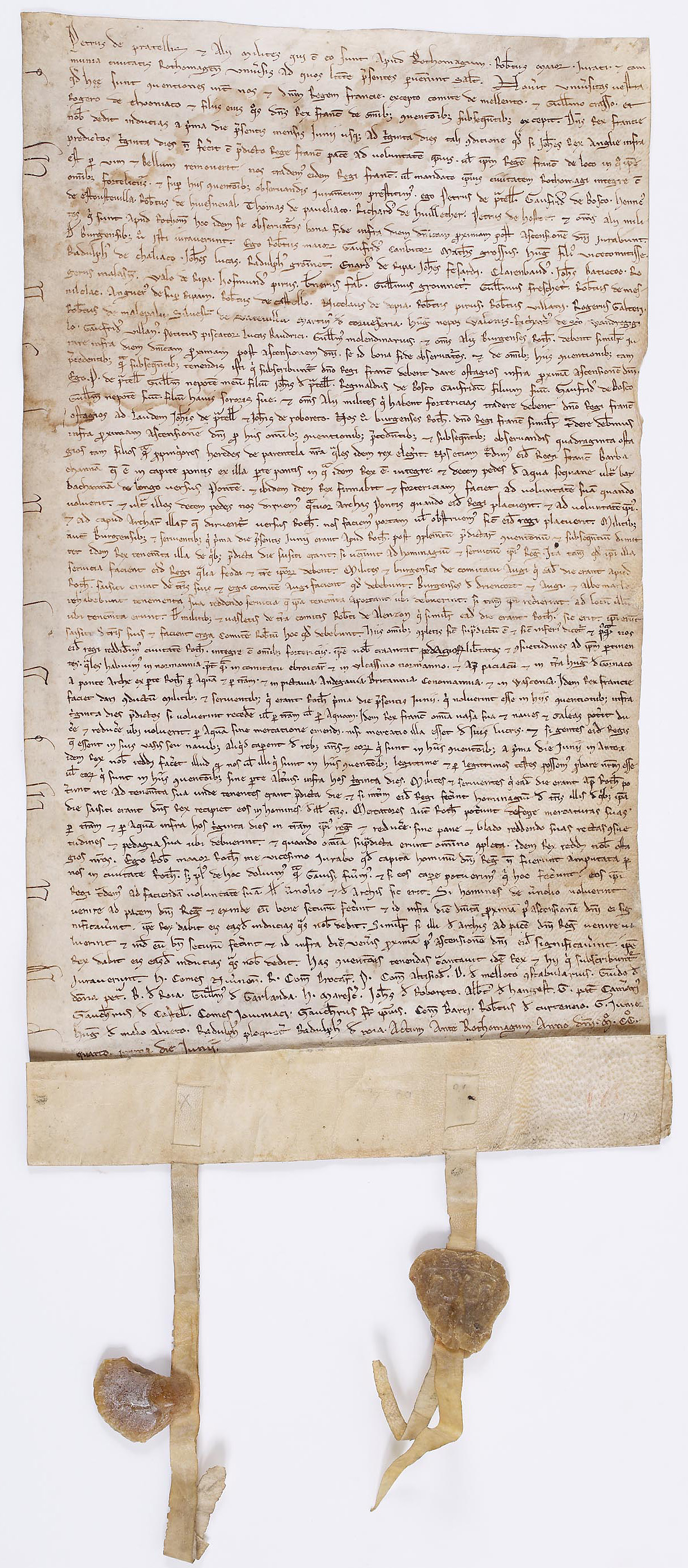
L'acte de capitulation de Rouen (1204).

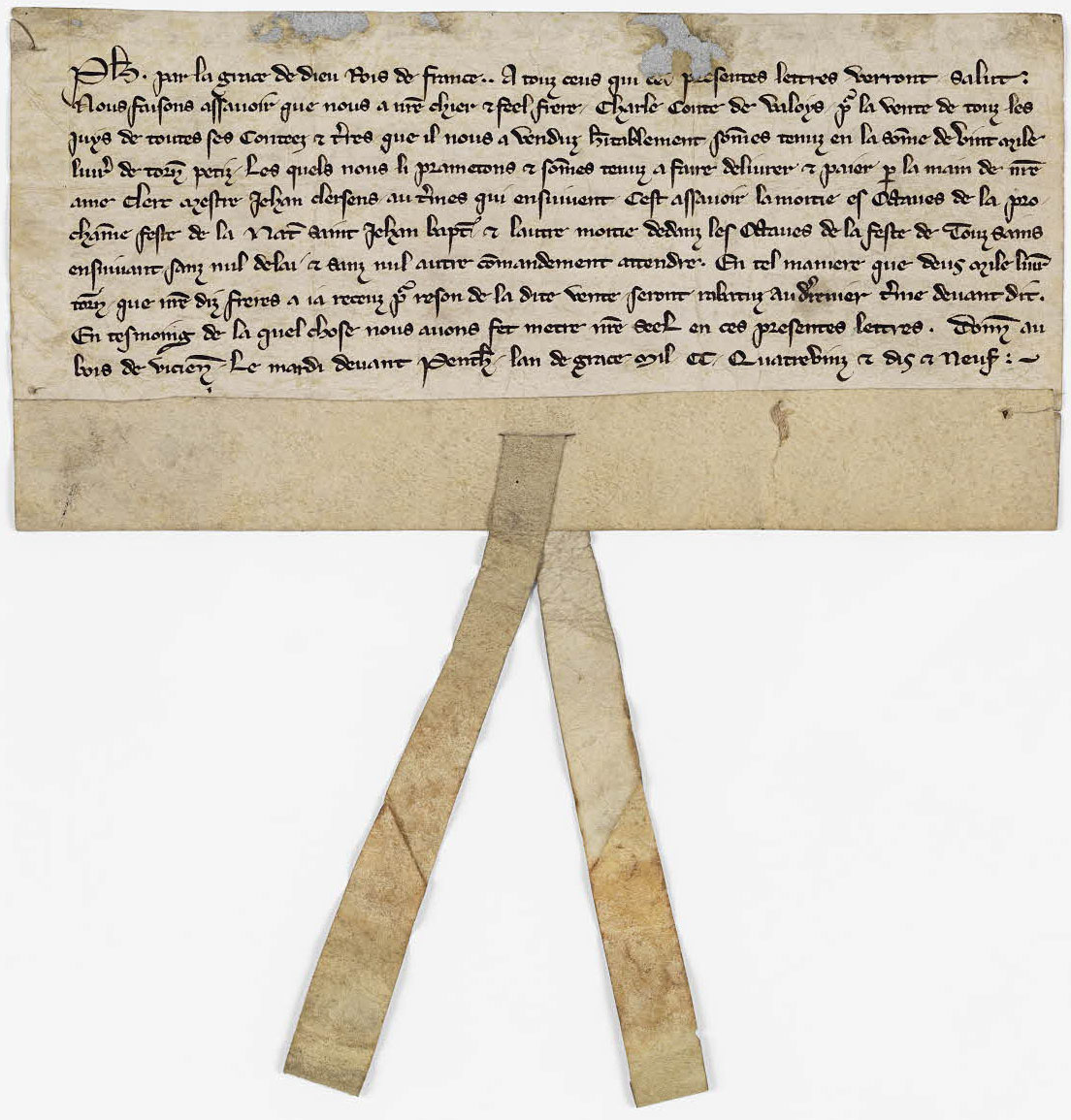
Lettre de Philippe le Bel qui reconnaît devoir à son frère Charles de Valois 20000 livre tournois pour les juifs de tous ses comtés qu’il a vendus (1299).

En 1150, Rouen obtient une charte communale ; la ville est alors administrée par « cent pairs » et les habitants sont regroupés en corporations et confréries de métiers. Rouen est un centre de commerce important, exportant du sel et du poisson vers Paris et du vin vers l'Angleterre.
En 1174, au cours de la révolte contre Henri II d'Angleterre de trois de ses fils, de son épouse Aliénor d'Aquitaine et de barons qui les soutenaient et se sont alliés au roi de France Louis VII, les révoltés assiègent la ville avec tous les contingents féodaux du royaume de France. Henri II d'Angleterre, arrivé devant la ville le 11 août 1174, il s'engouffre dans la capitale normande. Surpris par cette action audacieuse, le roi de France n'insiste pas et se replie dans son domaine.
C'est à Rouen que le 20 juillet 1189, Richard Cœur de Lion se voit remettre les attributs du pouvoir ducal.
En 1193, alors que Richard Cœur de Lion est retenu prisonnier par Henri VI, empereur du Saint-Empire romain germanique, à l'issue de la troisième croisadee, l'occasion paraît trop belle pour le souverain français, Philippe Auguste, qui tente de s'emparer de la place. Mais elle est fermement tenue par Robert de Leicester qui réussit à mobiliser les bourgeois de Rouen, obligeant Philippe Auguste à se retirer.
Le 21 mai 1199, Jean sans Terre alors qu'il se trouve à Dieppe, confirme leurs privilèges aux bourgeois de Rouen. Figurent comme témoin au bas de cet acte, Robert, comte de Meulan, avec Guillaume le Maréchal.
En avril 1200, la cathédrale de Rouen est la proie d'un incendie qui s'étend à la ville.
Le 24 juin 1204, le roi de France Philippe Auguste, après quarante jours de siège, prend la ville. Le capitaine et gouverneur Pierre de Préaux signe l'acte de capitulation en constatant que le secours de Jean sans Terre n'arrive pas. La même année, la Normandie est rattachée au domaine royal. Le roi maintient les privilèges communaux mais fait détruire le château ducal et fait construire le château de Rouen pour surveiller la cité. Celui-ci est édifié sur l'ancien site de l'amphithéâtre romain et prend le nom de château Bouvreuil. Il sera détruit à la fin du XVIe siècle et servira de carrière. Seul le donjon dit tour Jeanne-d'Arc, restauré par Viollet-le-Duc, subsiste. Malgré son nom, cette tour n'a pas été le lieu de l'emprisonnement de Jeanne d'Arc en 1431, même s'il semble que celle-ci y résida. Il ne reste que les soubassements de la tour où fut emprisonnée la Pucelle d'Orléans. Ils sont visibles dans la cour intérieure d’une propriété privée qui est ouverte au public au no 102 de la rue Jeanne-d'Arc.
Des manufactures de textiles se développent à Rouen et dans sa région (Elbeuf, Darnétal, Barentin, Pavilly, Villers-Écalles, Saint-Pierre-de-Varengeville, Maromme, Le Houlme, Malaunay, Montville), les marchands achetant la laine en Angleterre et revendant les draps dans les foires de Champagne.
Au XIIIe siècle, à la suite de l'accroissement de la population, la ville s'agrandit deux fois, élargissant alors son enceinte. La prospérité de Rouen reposait principalement sur le commerce fluvial. Les marchands rouennais détenaient depuis Henri II le monopole de la navigation sur la Seine en aval de Paris. Ils expédiaient en Angleterre des vins et du blé et importaient de la laine et de l'étain. Les troubles liés aux impôts se multiplièrent à Rouen, avec des émeutes en 1281, l'assassinat du maire et le pillage des maisons nobles. Devant l'insécurité, Philippe IV le Bel supprima la commune et retira aux marchands le monopole du commerce sur la Seine. Le souverain rétablit la commune en 1294.
En 1292 Philippe le Bel crée le "Clos aux galées", premier arsenal de France, sur la rive gauche de la Seine. Après sa destruction en 1418, il est reconstruit en 1451. Le dernier bateau construit sort en 1532.
En 1306, Philippe le Bel décida d'expulser la communauté juive de France et Rouen perdit 5 000 à 6 000 habitants reconnaissables à leur rouelle et installés dans la rue aux Juifs (vicus judaeorum) ou plus largement dans la juiverie rouennaise (terra judaeorum).
Dans un document promulgué à Pacy en février 1307, le roi cède aux maire, jurés et commune de Rouen, toutes les terres, maisons, cours, jardins, tous les biens et toutes les propriétés immobilières ainsi que le cimetière (« cimetière as Juieulz ») appartenant précédemment aux juifs de la ville « et dans la banlieue ».
En juillet 1348, la peste noire touche Rouen, qui perd un tiers de sa population.
Après 1350, les murs d'enceinte de la ville de Rollon et ceux de Saint Louis sont abattus et remplacés par une vaste enceinte s'étendant jusqu'au faubourg Saint-Hilaire (de nos jours les boulevards intérieurs reprennent exactement son tracé). Les finances royales étant exsangues, les travaux traînèrent en longueur mais, en 1415, la défaite d'Azincourt, et les contributions extraordinaires en argent et en corvées qui sont imposées à la population permettent son achèvement en hâte.
En 1382, la révolte de la Harelle, une révolte urbaine importante, éclate. Elle est cruellement réprimée par les troupes royales. Les impôts sont augmentés et les privilèges de Rouen pour le commerce sur la Seine abolis.

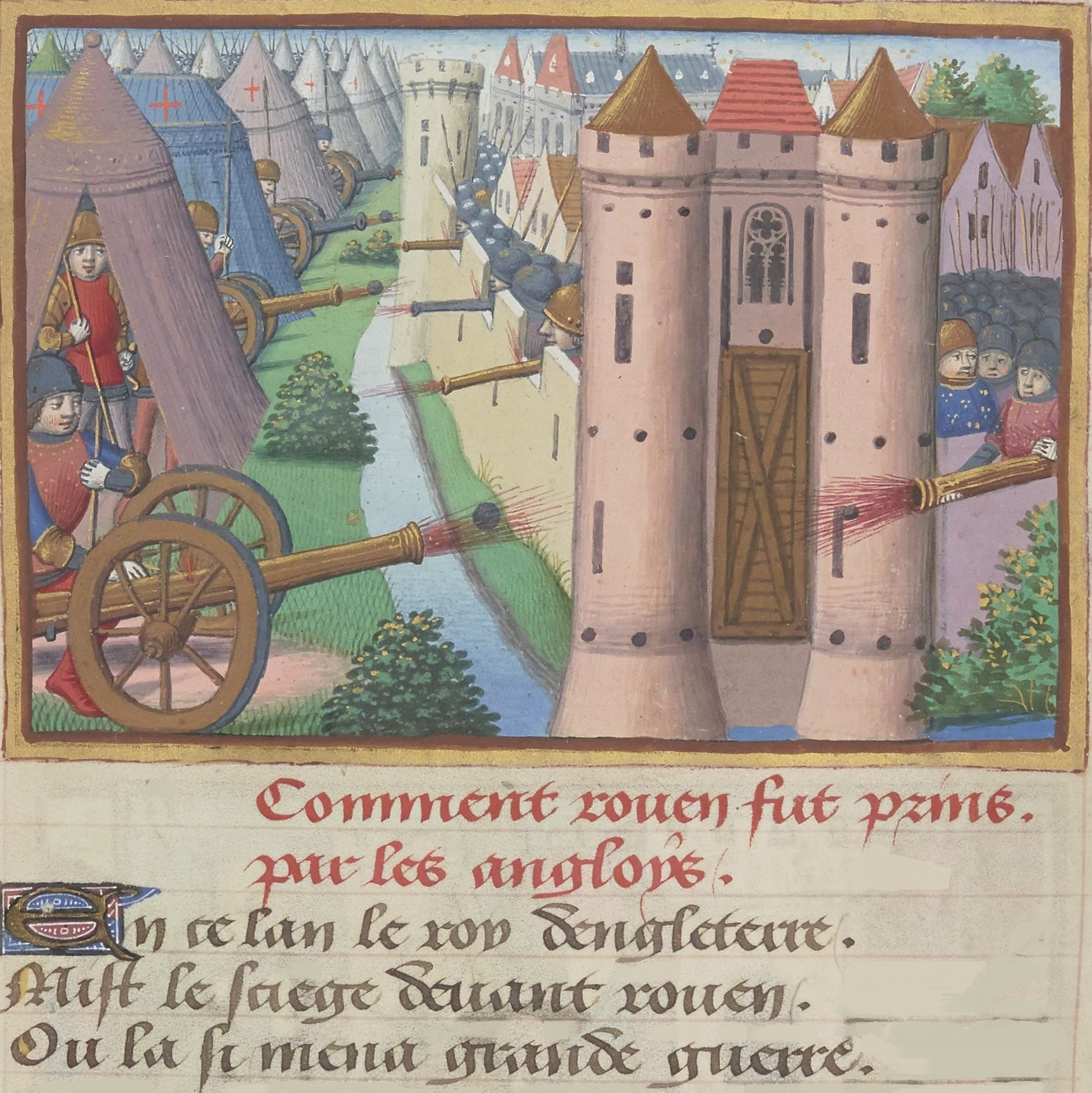
Siège de Rouen (1418-1419), enluminure des Vigiles de, vers 1484.

En janvier 1418, en plein affrontement entre Armagnacs et Bourguignons, le parti du duc de Bourgogne, Jean sans Peur reprend la place. Le roi d'Angleterre, Henri V, débarque le 1er août sur les côtes françaises, après avoir fait dans un premier temps la conquête de la Basse-Normandie, dès mai 1418. Il rassemble ses troupes à Bernay et entreprend, après avoir isolé la ville en direction de Paris et de la Picardie, sa marche sur Rouen, capitale de la Normandie et deuxième ville du royaume après Paris avec 60 000 habitants.
Le siège, commencé le 29 juillet 1418, dure longtemps. La ville est défendue par une garnison de 1 500 hommes d'armes, Bourguignons et étrangers, commandés par Guy le Bouteiller et ses lieutenants : Jean de Neufchâtel, Antoine de Toulongeon, le Bâtard de Thian, le Bâtard d'Arly, le Grand Jacques condottiere lombard, la milice bourgeoise avec à leur tête Alain Blanchard et un détachement de canonniers aux ordres de maître Jean Jourdain. Elle est prise le 19 janvier 1419 par Henri V qui rattache la Normandie conquise, à l’exception du Mont-Saint-Michel, à la couronne anglaise. Jean Jouvenel des Ursins, contemporain de ces événements, rapporte :

« Le siège fut longuement devant Rouen, ne jamais ne l’eussent eu sinon par famine, car il y avoit vaillantes gens tenans le party du duc de Bourgogne ; mais la famine fut si merveilleuse et si grande, qu’ils furent contraints de se mettre en obeyssance du roy d'Angleterre, car d’un costé et d’autre ils n’eurent aucun secours. Le dix-neuviesme jour de janvier le roy d’Angleterre entra à Rouen. »

Henri V meurt en 1422, la même année que le roi de France Charles VI, et son frère Jean de Lancastre, duc de Bedford, assure la régence, essayant de gagner les Rouennais à sa cause, ce qu'il réussit en partie. Devenu chanoine de la cathédrale Notre-Dame, il y est enterré à sa mort en 1435.

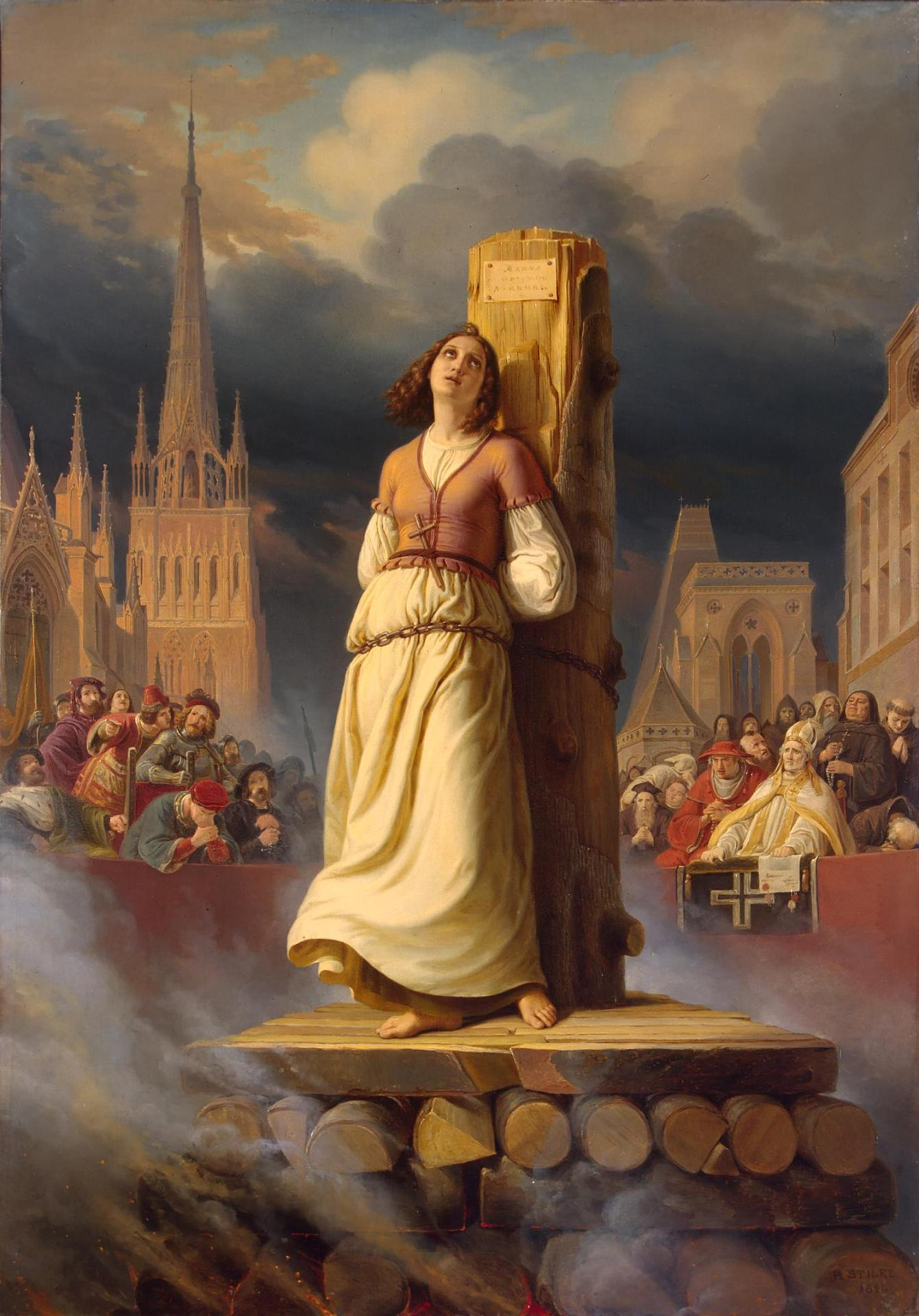
Jeanne d'Arc sur le bûcher, d'après Stilke.

C'est à Rouen, capitale du pouvoir anglais et normand dans le royaume de France, que Jeanne d'Arc est jugée, et brûlée par le bourreau Geoffroy Thérage le 30 mai 1431, à l'instigation du duc de Bedford et du parti bourguignon, majoritaire à Rouen même dans la population. Cette année-là, le jeune Henri VI est couronné roi de France et d'Angleterre à Paris, avant de venir à Rouen où il est acclamé par la foule.
En octobre 1449, dans le cadre du recouvrement de la Normandie, les troupes du roi de France Charles VII reprennent la ville, défendue par John Talbot à l'issue d'un siège de dix jours, dix-huit ans après la mort de Jeanne d'Arc et après 30 ans d'occupation anglaise.

### Temps modernes

#### Renaissance

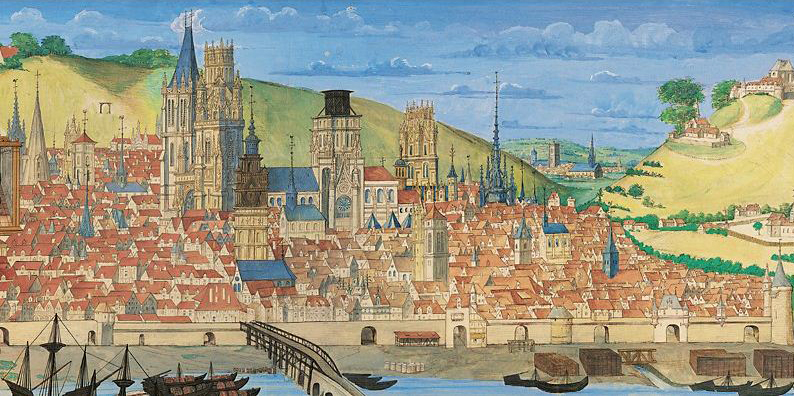
Vue de Rouen en 1526, d'après le Livre des Fontaines, de Jacques Le Lieur.

Les chantiers, ralentis par la guerre de Cent Ans, se développent à nouveau. Ainsi, l'église Saint-Maclou, commencée sous l'occupation anglaise, finit par être achevée à la Renaissance. La nef de l'église abbatiale Saint-Ouen est enfin terminée, sans toutefois être complétée par une façade flanquée de deux tours. On construit la salle des pas perdus de l'actuel palais de justice. Le tout s'érige dans un style flamboyant, où se mêlent les premiers éléments décoratifs propres à la Renaissance dès le début du XVIe siècle. À cette époque, la cité est la plus peuplée du royaume après Paris, Marseille et Lyon.
Rouen est l'un des foyers normands de la Renaissance artistique, grâce en particulier au mécénat des archevêques (Georges d'Amboise et son neveu, Georges II d'Amboise) et des financiers. Artistes et architectes tels Roulland Le Roux ont orné les maisons et les palais de décors italianisants, comme le Bureau des Finances, faisant face au portail de la cathédrale. On attribue au sculpteur Jean Goujon les vantaux de l'église Saint-Maclou.

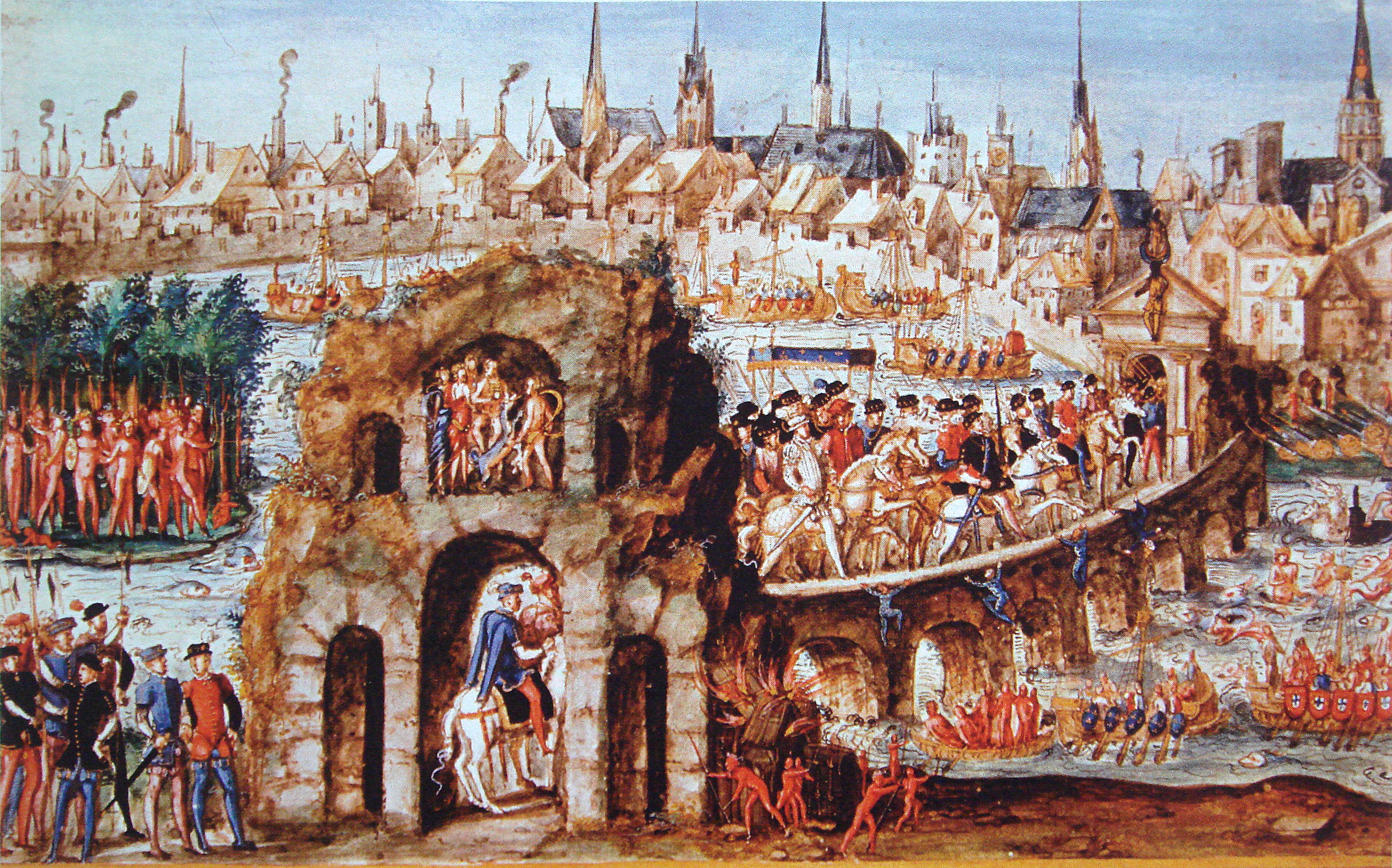
La joyeuse entrée du roi Henri II (roi de France) à Rouen le 1 octobre 1550.

En novembre 1468, par lettres patentes, le roi Louis XI autorise la prolongation de la foire de Rouen, le Pardon Saint-Romain, jusqu'à six jours de durée, de sorte que la ville s'accroisse. Le 9 novembre 1469, Louis XI, après s'être fait remettre en avril 1468 lors des états généraux de Tours, l'anneau d'or, symbole de l'indépendance, puis de l'autonomie de la province, en séance de l'Échiquier, fait rompre sur une enclume l'anneau ducal.
L'essor économique de la ville à la fin du XVe siècle est dû essentiellement aux draperies, mais aussi à la soierie et à la métallurgie. Les pêcheurs de Rouen vont jusqu'à Terre-Neuve pêcher la morue et en Baltique pêcher le hareng. Le sel vient du Portugal et de Guérande. Les draps sont vendus en Espagne, qui fournit alors la laine, et les Médicis font de Rouen le principal point de revente de l'alun romain.
Au début du XVIe siècle, Rouen est devenue le principal port français de commerce avec le Brésil, principalement pour les colorants de draperies. En effet, les manufactures de Rouen utilisent des teintures directement importées du Nouveau Monde, le rouge tiré de l'essence du bois-brésil, le bleu issu de la culture et la transformation de l’indigo. Cette fonction teinturière de la ville est confirmée par la présence des Florentins qui en font la plaque tournante de l'alun romain dans le Nord de la France. L'alun est un minéral permettant la fixation des pigments sur les textiles. Son exploitation est monopolisée par la papauté durant toute la période (Moyen Âge, Renaissance et époque moderne). La naumachie organisée en faveur de Henri II le 1er octobre 1550 montre que le royaume de France veut se doter d'un empire colonial en Amérique du Sud, avec comme centre d'impulsion les dynamiques ports normands. En 1500, dix imprimeries sont installées en ville, seize ans après la première installation. En 1521 et 1522 la ville subit un nouvel épisode de peste.

#### Guerres de religion

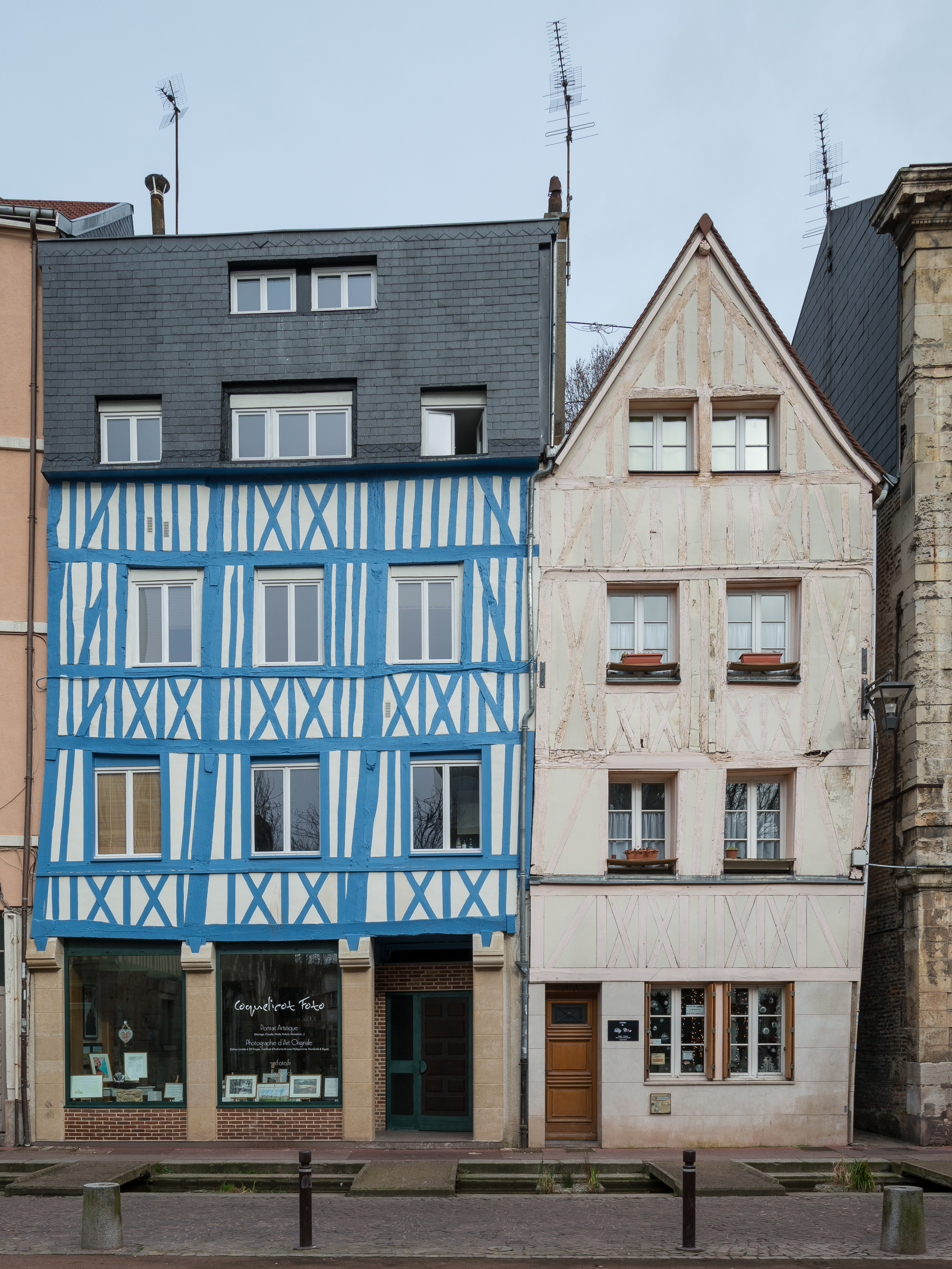
Des immeubles à pans de bois, rue Eau-de-Robec.

Dans les années 1530 et suivantes, une partie de la population rouennaise se tourne vers la religion réformée, c'est-à-dire le protestantisme sous la forme prêchée par Jean Calvin.
Les Réformés ne représentent qu'un quart à un tiers du nombre d'habitants de la ville.
Dès 1560, les tensions entre communautés protestantes et catholiques se sont exacerbées. Le massacre de Wassy force les protestants à prendre les armes, c'est le déclenchement de la première guerre de religion.
Le 15 avril 1562, la population protestante entre dans l'hôtel de ville et chasse le bailli. En mai, les troubles iconoclastes ont gagné la campagne. Le 10 mai, les parlementaires catholiques quittent Rouen. Le 18 septembre, la population demande son aide au comte de Montgommery, chef militaire des protestants en Normandie. Celui-ci fortifie et protège la ville avant l'arrivée de l'avant-garde royale, le 29.
Après avoir subi des pertes considérables, les catholiques s'emparent des redoutes du mont Sainte-Catherine qui domine la ville. Les deux camps utilisaient la terreur. Des messagers rouennais demandent alors l’aide de la reine d'Angleterre. Les Anglais envoient, en vertu du traité d'Hampton Court signé le 20 septembre 1562 avec Condé, des troupes pour soutenir les protestants et occupent Le Havre. Le 26 octobre 1562, les troupes royales, en présence de Charles IX et de Catherine de Médicis, prennent Rouen et pillent la ville pendant trois jours,
La nouvelle du massacre de la Saint-Barthélemy est parvenue à Rouen fin août 1572 : Hennequier[Qui ?] a essayé d'éviter le massacre aux protestants en les enfermant. Mais, entre le 17 et le 20 septembre, la foule a forcé les portes des prisons et égorgé les protestants qui s'y trouvaient. La ville a été plusieurs fois assaillie par Henri IV mais a résisté, notamment lors du siège de décembre 1591 à mai 1592, avec l'aide de l'armée espagnole du duc de Parme.

#### Âge classique

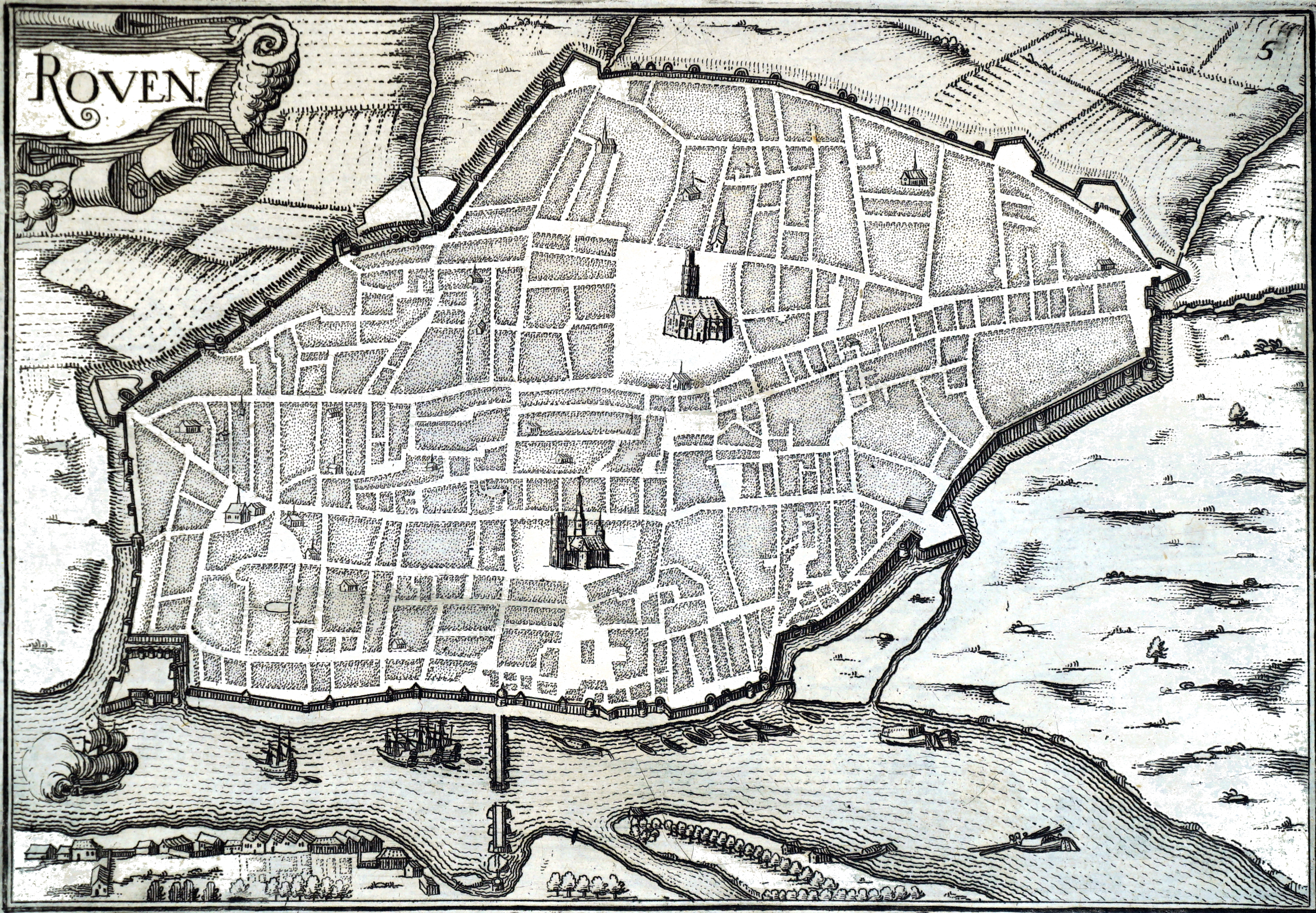
Plan de Rouen en 1634.

L'échiquier permanent de Normandie, installé à Rouen en 1499 par Georges d'Amboise, a été transformé en parlement par François Ier en 1515 et a été, jusqu'à la Révolution française, le lieu de pouvoir de la province. Il avait des compétences judiciaires, législatives et exécutives sur les affaires normandes, n’ayant au-dessus de lui que le conseil du roi. Il avait également compétence sur la gestion du Canada français.
Les XVIe et XVIIe siècles sont prospères avec le commerce du textile et l'activité du port. Rouen demeure la deuxième ville la plus peuplée du royaume et compte environ 75 000 habitants, mais à partir du milieu du XVIIe siècle, sa population stagne et la ville perd progressivement de son dynamisme.

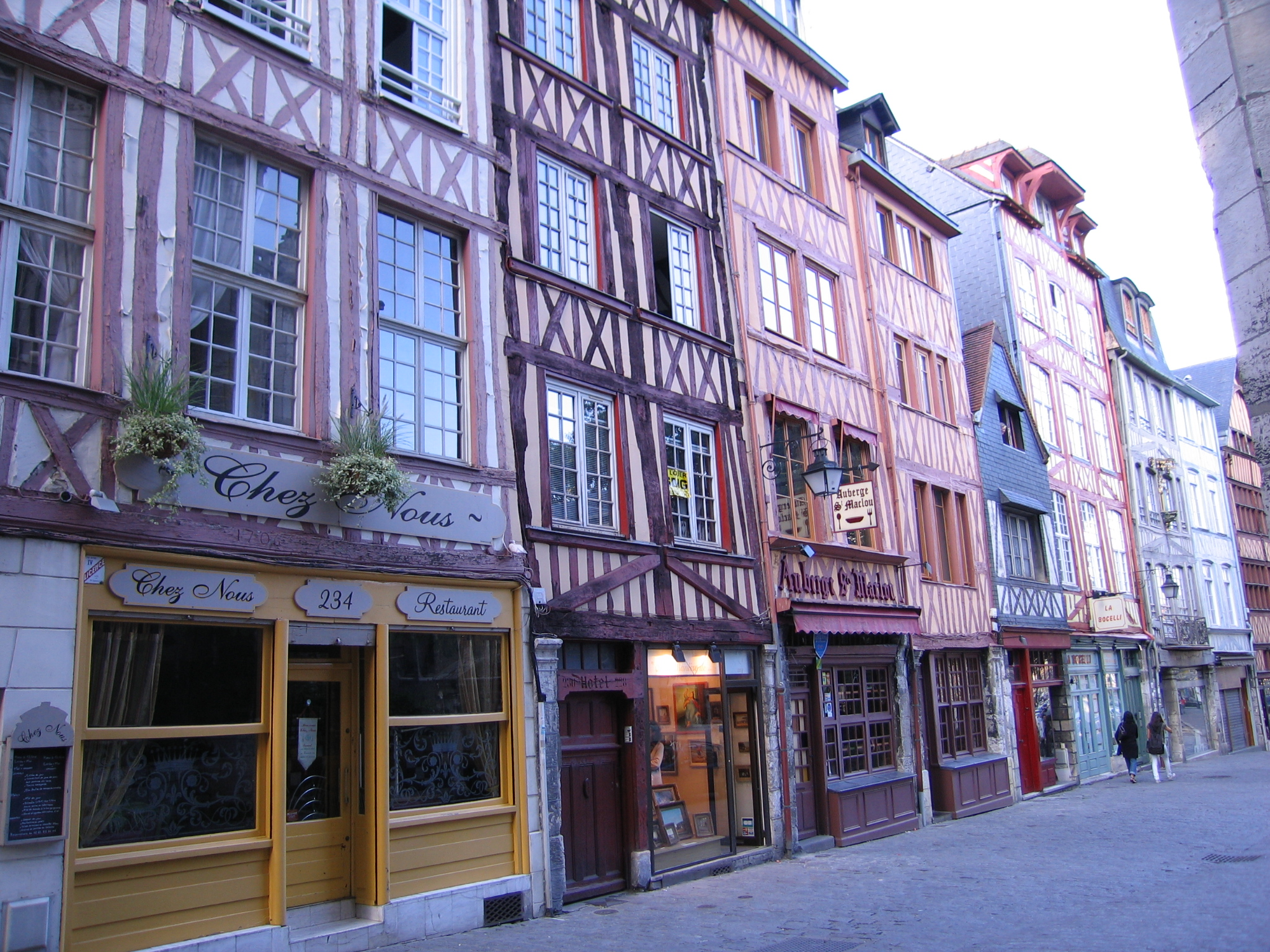
Maisons du XVIIIe siècle.

Les oratoriens ont construit une église à partir de 1659, à la place de l'église Sainte-Barbe qu'ils occupaient. Charles de La Fosse a préparé pour cette église un décor constitué d'un ensemble de cinq tableaux relatant l'enseignement du Christ. Le musée des Beaux-Arts de Rouen en conserve une esquisse Jésus parmi les docteurs (vers 1707). Quelques vestiges de l'église sont restés visibles jusqu'au milieu du XXe siècle au revers d'un immeuble de la rue de l'Hôpital.
En 1703 est créée la Chambre de commerce de Normandie.
En raison de l’impossibilité de faire remonter la Seine à des navires de gros tonnages, Rouen fut un très modeste port négrier, avec seulement 4 opérations directes de traite organisées entre 1701 et 1706. Toutefois, la ville jouera un rôle central comme poumon financier de la traite havraise et honfleuraise. Tout d'abord la puissante Compagnie du Sénégal fut « placée aux mains des Rouennais ». Puis de nombreux négociants ont investi des capitaux dans cette économie : en 1754, près d’un tiers des armements du Havre impliqués dans la traite négrière appartient à des négociants rouennais. Enfin, les industriels rouennais fournissent de grande quantité de textile comme « pacotille » (marchandises à échanger contre les esclaves).

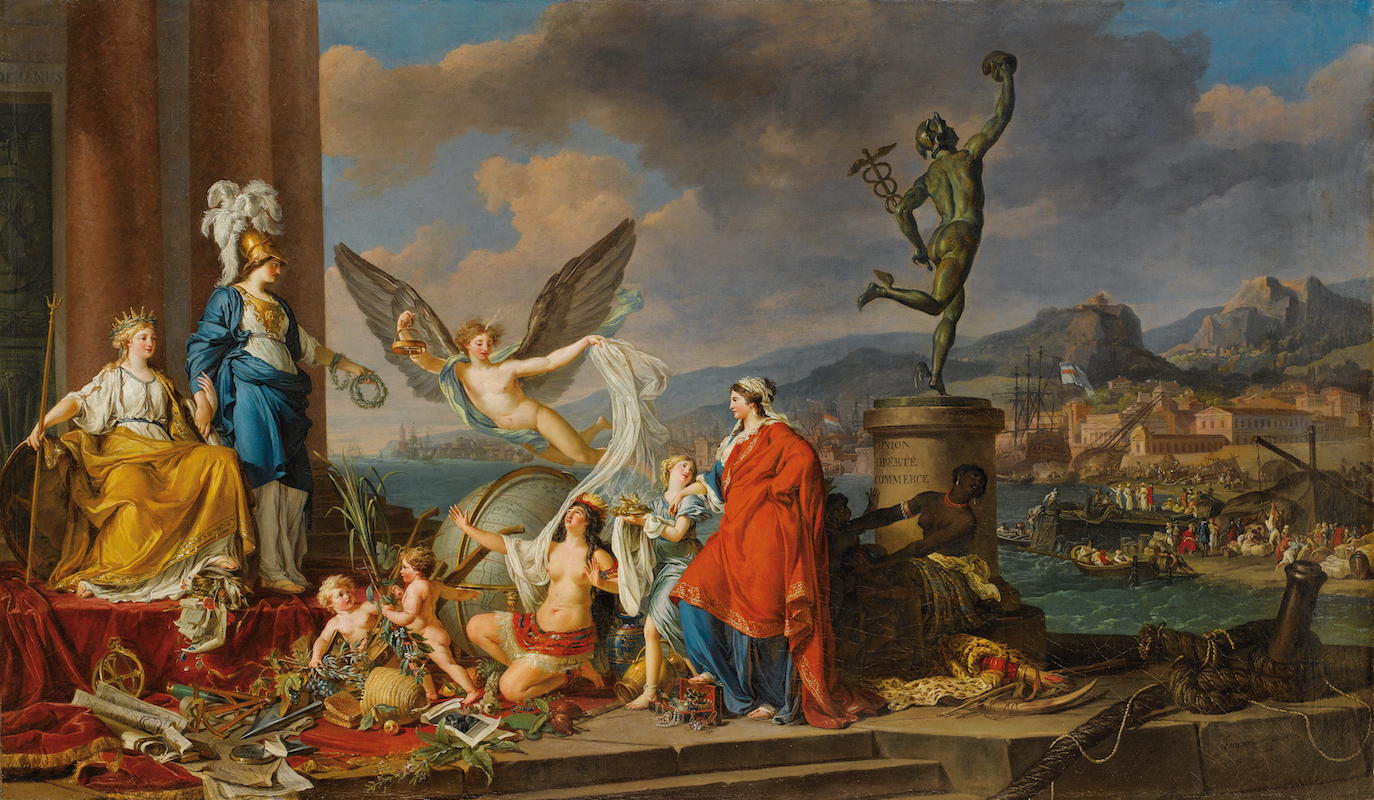
L'Esprit du Commerce, représentation allégorique des 4 continents, réalisée en 1792 par Anicet-Charles-Gabriel Lemonnier pour montrer la prospérité de la ville. Musée des Beaux-Arts de Rouen.

Bien que dépourvue d'université, Rouen a eu un fort rayonnement intellectuel avec des écoles renommées. En 1734, une école de chirurgie, la deuxième de France après Paris (1724), a été fondée. En 1758 a ouvert le nouvel Hôtel-Dieu à l'ouest de la ville, qui remplace l'ancien situé au sud de la cathédrale, devenu trop petit.
À partir de 1767 et pendant une vingtaine d'années, sous l'impulsion d'un intendant dynamique, Louis Thiroux de Crosne, la périphérie de la ville subit des transformations importantes : comblement des fossés, arasement des bastions d'entrée des murailles remplacés par des grilles, création d'un boulevard extérieur planté d'arbres, édification de casernes et création d'une place d'armes : le Champ de Mars.

### Révolution française et Empire

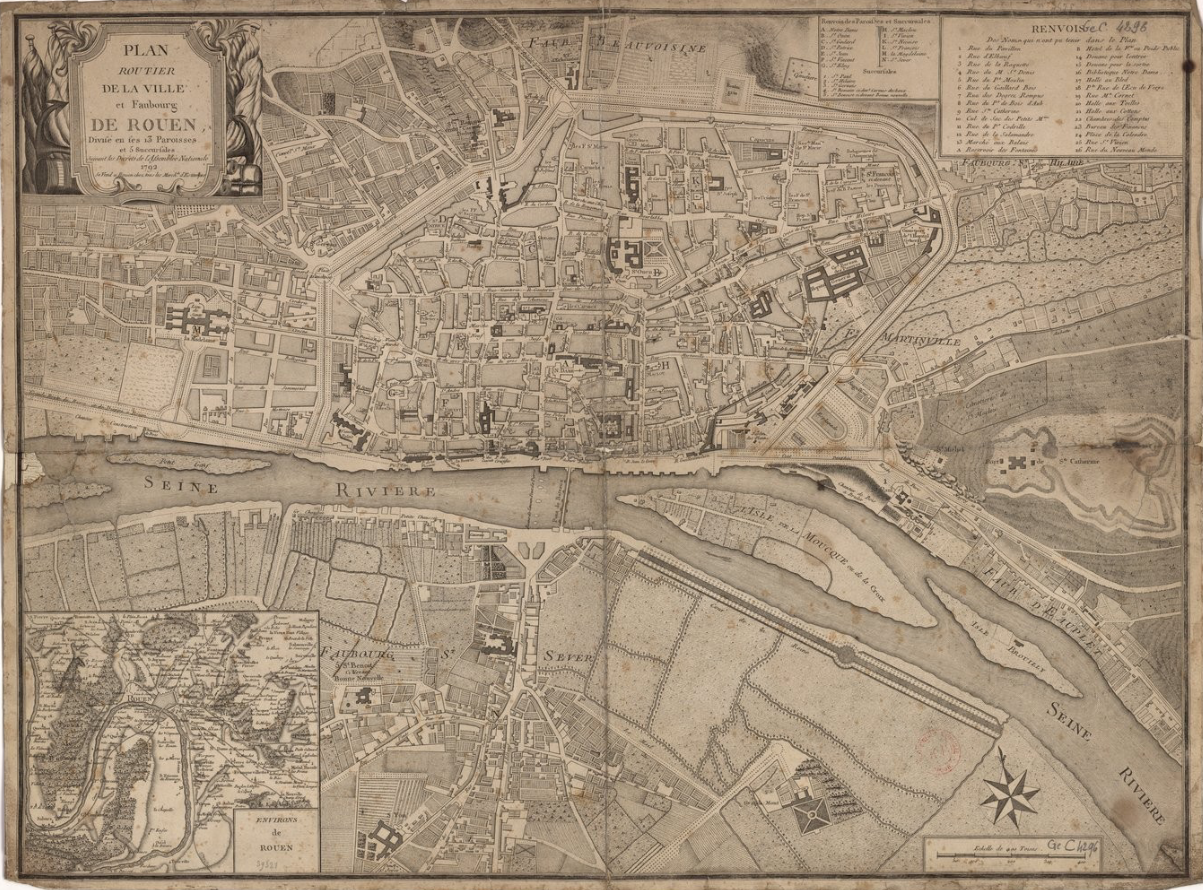
Plan routier de Rouen en 1792

Ville très modérée pendant la Révolution, Rouen est considérée comme fidèle au régime monarchique.
En 1789, la ville a pour gouverneur Charles d'Harcourt (1743-1820), marquis d'Olonde, qui représentait la noblesse aux États Généraux de Coutances.
À l'été 1792, alors que la royauté vit ses dernières semaines, un certain nombre de ministres fidèles au régime, dont Molleville, Malouët et La Porte, investissent Rouen et y mettent en place toutes les structures nécessaires pour accueillir Louis XVI qui, éloigné de Paris et de l'Assemblée nationale, aurait pu restaurer son pouvoir et organiser un véritable gouvernement contre-révolutionnaire. Mais Louis XVI, éternel indécis, préférera rester à Paris sous l'influence de l'Assemblée, anéantissant ainsi les dernières chances qu'il avait de briser la Révolution[réf. nécessaire]. Le drapeau rouge arboré à la Commune y fut remplacé par le drapeau blanc le 6 septembre 1792 bien que la suppression de la taxe du pain amenât un conflit où plusieurs personnes furent tuées. Le 12 janvier 1793 fut signée sur la place de la Rougemare une pétition pour que le sort de Louis XVI fût l'objet d'un appel à la Nation : une rixe étant survenue, les cocardes tricolores furent arrachées, et l'arbre de la liberté scié et brûlé. La pétition destinée à la Convention, au sujet de la condamnation de Louis XVI, ne fut signée le 20 février que du maire et du greffier.
La réaction en faveur de l'ordre se manifesta le 1er janvier 1795 : la statue de Marat et le bonnet rouge furent renversés et jetés à la Seine : le 21, le représentant Duport fit mettre en liberté un grand nombre de religieuses. En février, Gratien, l'évêque constitutionnel des Côtes-de-la-Manche (nom imposé par le schisme au diocèse de Rouen), rentra à la Cathédrale. Le 9 mars, le conseil de la commune déclara qu'aucun culte ne serait troublé et, dès la fin du même mois, on rouvrit quelques églises.
En 1813, l'impératrice Marie-Louise posa solennellement la première pierre du pont de pierre (actuel pont Corneille).

### Époque contemporaine

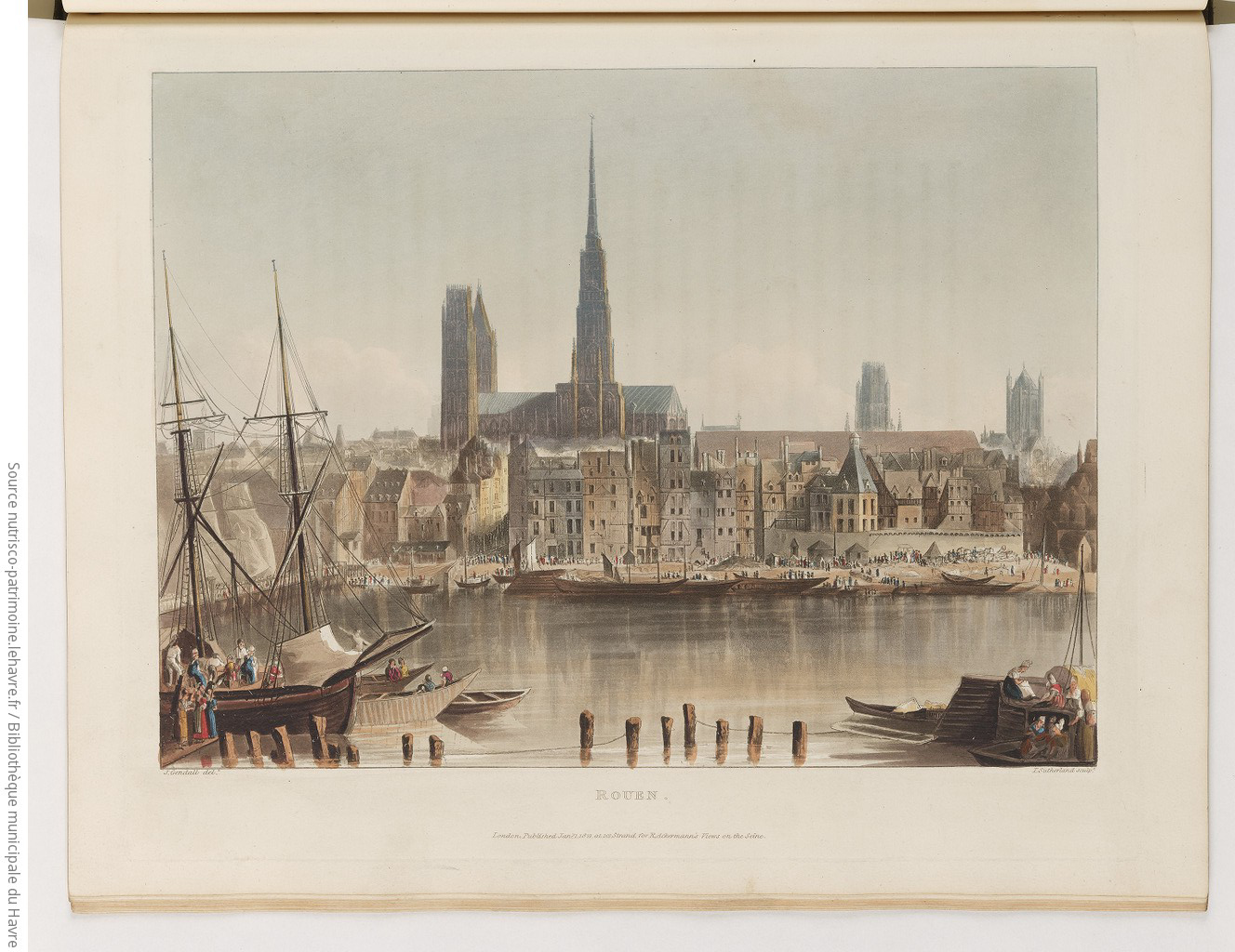
Vue de la Seine à Rouen. Gravure extraite de Picturesque tour of the Seine from Paris to the sea, with particulars historical and descriptive, by M. Sauvan. Illustrated with twenty four highly finished and coloured engravings by A. Pugin and J. Gendall, 1821. Bibliothèque municipale du Havre, en ligne sur Nutrisco

L'hiver de 1829-1830 est très rigoureux ; la Seine resta gelée quatre mois. La pandémie de choléra de 1832 fit à Rouen de grands ravages.
Pendant la monarchie de Juillet, le 12 mars 1838, le compositeur Frédéric Chopin donne à Rouen un concert public sous la direction de son compatriote Antoine Orlowski. Rouen compte ainsi parmi les très rares cités où Chopin s'est produit dans un cadre « officiel ».
Symbolisée par une statue signée Jean-Pierre Cortot installée en 1838, Rouen fait partie des huit plus grandes villes françaises représentées par des statues sur la place de la Concorde à Paris.

Lors de la révolution de 1848, Rouen est partiellement insurgée : en témoigne l'incendie du pont aux Anglais. Les troupes déployées sont d'abord menées par le général de Castellane. Les barricades, dressées dans la rue Saint-Julien ainsi que dans le quartier Martainville par les émeutiers, sont réprimées par l'usage de canons sous les ordres du général Ordener à partir du 2 avril 1848. Le Rouennais Charles Cord'homme en dresse plus tard son souvenir.

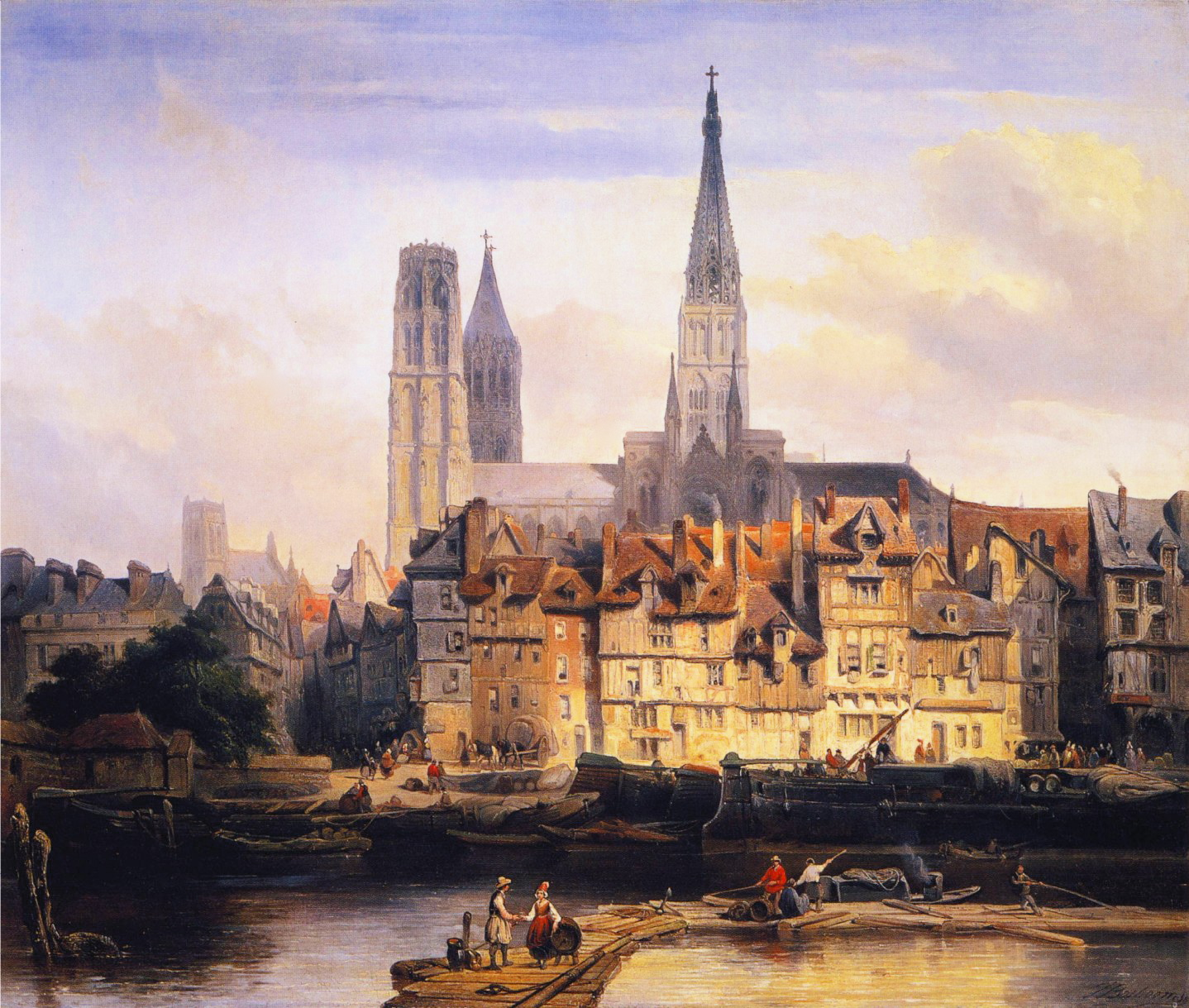
Le quai de Paris à Rouen, peint en 1839 par Johannes Bosboom.

Pendant la guerre de 1870, le lundi 5 décembre, l'armée prussienne entra à Rouen, sous les ordres du comte de Manteuffel ; ils furent remplacés par le XIIIe corps d'armée du grand-duc de Mecklembourg-Schwerin. Rouen est alors occupée par les Prussiens, qui se composaient, au 9 janvier 1871, de 16 bataillons et 16 escadrons sous le commandement du général Ferdinand von Bentheim. Rouen a été l'une des rares villes de province qui aient conservé sa garde nationale jusqu'en 1871. Les troupes d'occupation ne quittèrent la ville que le 22 juillet. Malgré ce contexte, dès 1871 une grève mobilise 3 600 tisseurs.
En 1883 le peintre Camille Pissarro visite Rouen pour y vendre ses tableaux et il réalise 17 toiles lors de ce premier voyage. Il est passionné par la vie industrielle de la ville, notamment par « les ouvriers sur les quais, les bateaux, la fumée, la brume au loin ». Une des raisons de ces voyages est liée au frère aîné de Monet, Léon, chimiste et industriel, qui y vivait et y incitait activement les collectionneurs à acheter de l'art impressionniste, en particulier celui des paysagistes.

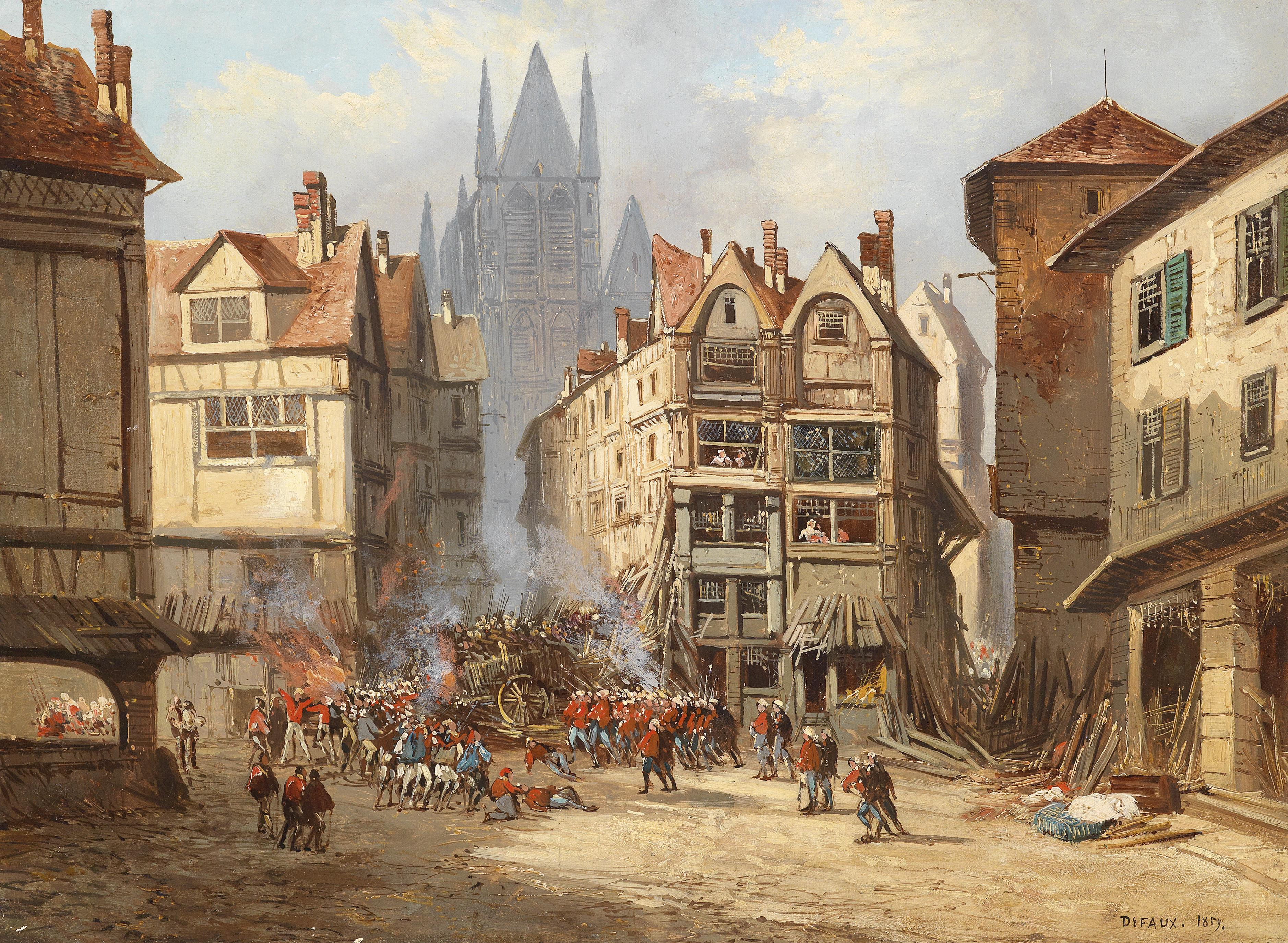
Combat de rues à Rouen, peinture d'Alexandre Defaux, 1859.

Au mois de mai 1885, sur le quai Cavelier-de-La-Salle a lieu l'embarquement, sur le bâtiment de transport militaire Isère commandé par Gabriel Lespinasse de Saune, des caisses contenant les pièces de la statue de la Liberté. Le 20 mai, le navire quitte le port à destination de New York. Il est salué par le maire Louis Ricard.

Tableaux d'Eugène Boudin en 1895-1896
La Seine à Rouen. Buffalo, galerie d'art Albright-Knox.
Rue Saint-Romain, Rouen. Williamstown, Clark Art Institute.
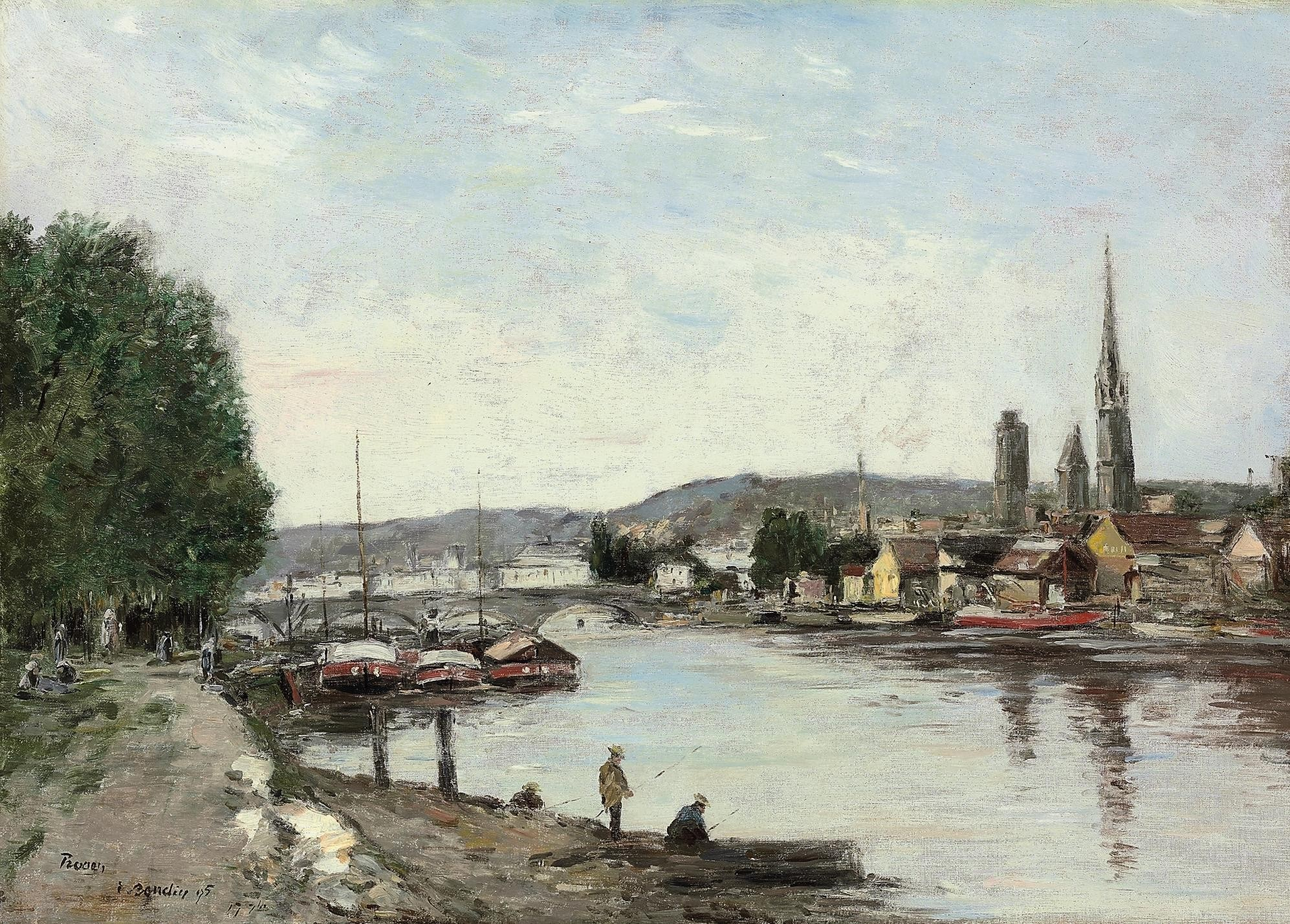
Rouen, vue prise du Cours de la Reine, 1895. Collection privée, Vente 2010.

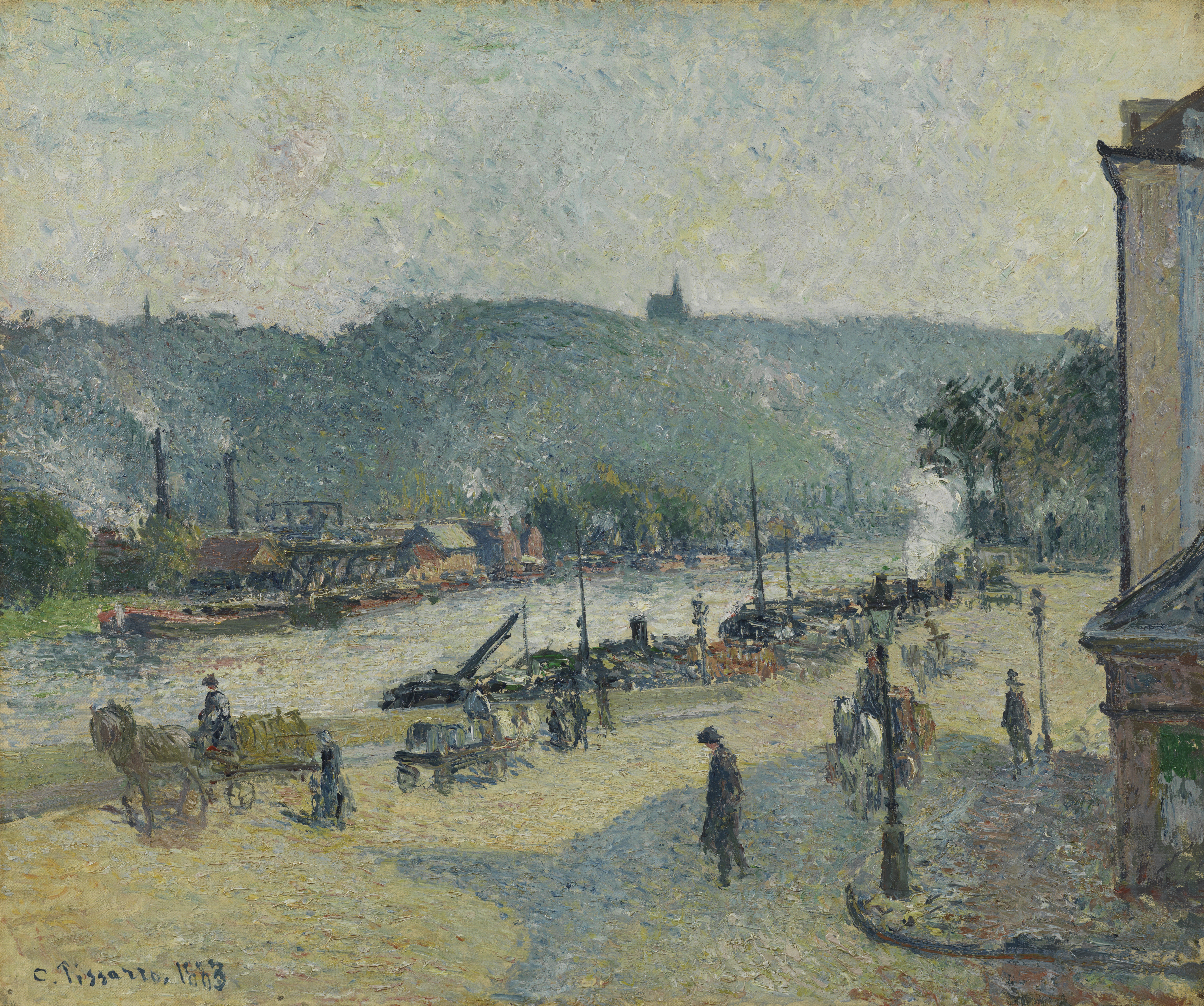
La Place Lafayette à Rouen, 1883
Institut Courtauld, Londres

Après son premier séjour de 1883, Camille Pissarro revient en 1896 et s’installe à l’Hôtel de Paris et à l’Hôtel d’Angleterre d’où il domine la Seine et les ponts, ses affections oculaires lui interdisant le travail en extérieur.
Il décrit ainsi le tableau de Rouen dans une lettre à son fils en date du 26 février : « Un motif de pont de fer par un temps mouillé, avec tout un grand trafic de voitures, piétons, travailleurs sur les quais, bateaux, fumée, brume dans les lointains, très vivant et très mouvementé ».

Pendant la répression de janvier et février 1894, la police y effectue des perquisitions visant les anarchistes qui y résident, sans réel succès,,. 

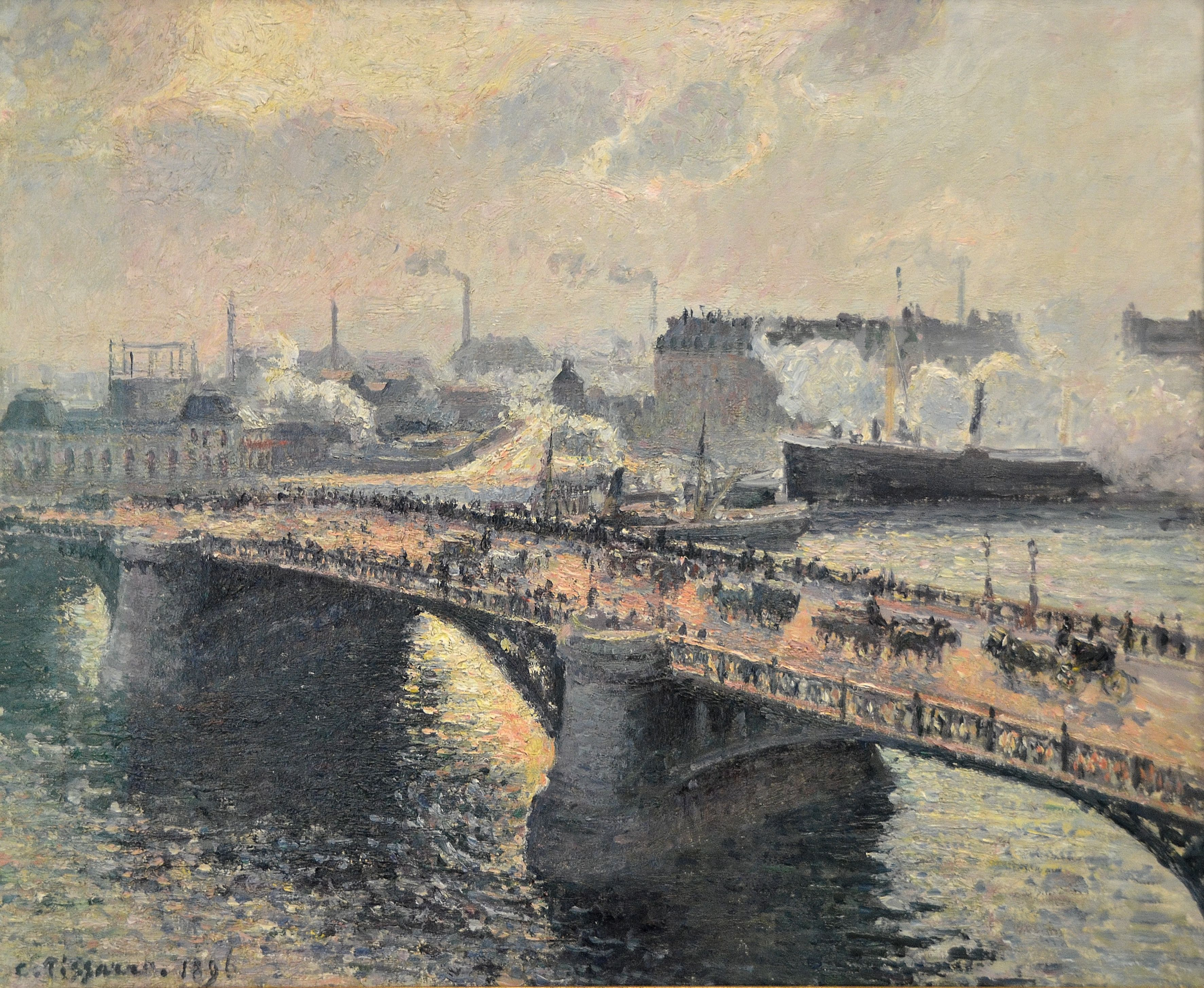
Le Pont Boïeldieu à Rouen, 1896
Camille Pissarro,
Musée des Beaux-Arts de Rouen.

En 1896, Rouen accueille l'Exposition nationale et coloniale. L'exposition a lieu entre le Champ-de-Mars et la côte Sainte-Catherine. Elle est inaugurée le 16 mai 1896 en présence des ministres Henry Boucher et André Lebon, du général Giovanninelli, du préfet Hendlé et de l'adjoint au maire Marcel Cartier. Le président de la République, Félix Faure, fait l'honneur aux exposants d'une visite officielle en s'y rendant les 14 et 15 août.
L'une des principales attractions de l'exposition était le « village nègre », installé sur le Champ-de-Mars. «Tout ce monde de races si diverses et de pays si lointains se trouve réuni autour d'un petit lac sur lequel flottent des pirogues faites d'un seul tronc d'arbre et où, tout le jour durant, la multitude des négrillons plonge à la recherche des "petits sous" que leur jettent les visiteurs. » Le public et la presse sont fascinés et 600 000 visiteurs s'y précipitent.
Le sculpteur et médailleur Oscar Roty frappe une médaille commémorant l'événement qui fit honneur à la cité normande.

#### Première Guerre mondiale

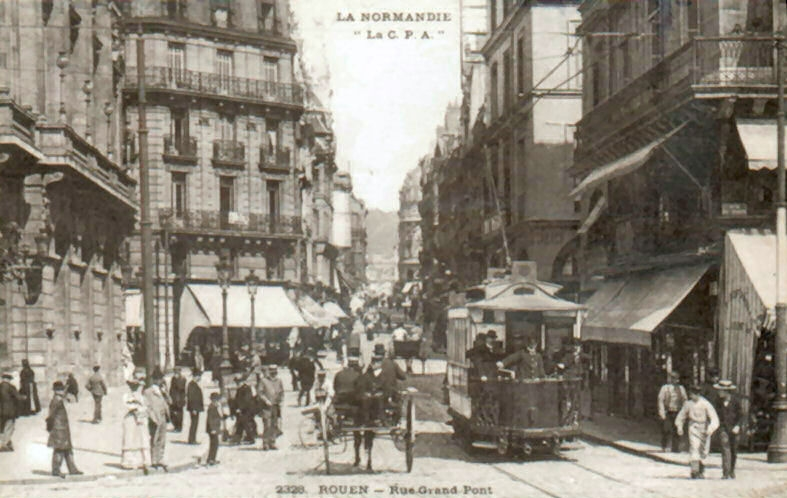
La rue Grand-Pont, entre 1905
et 1908.

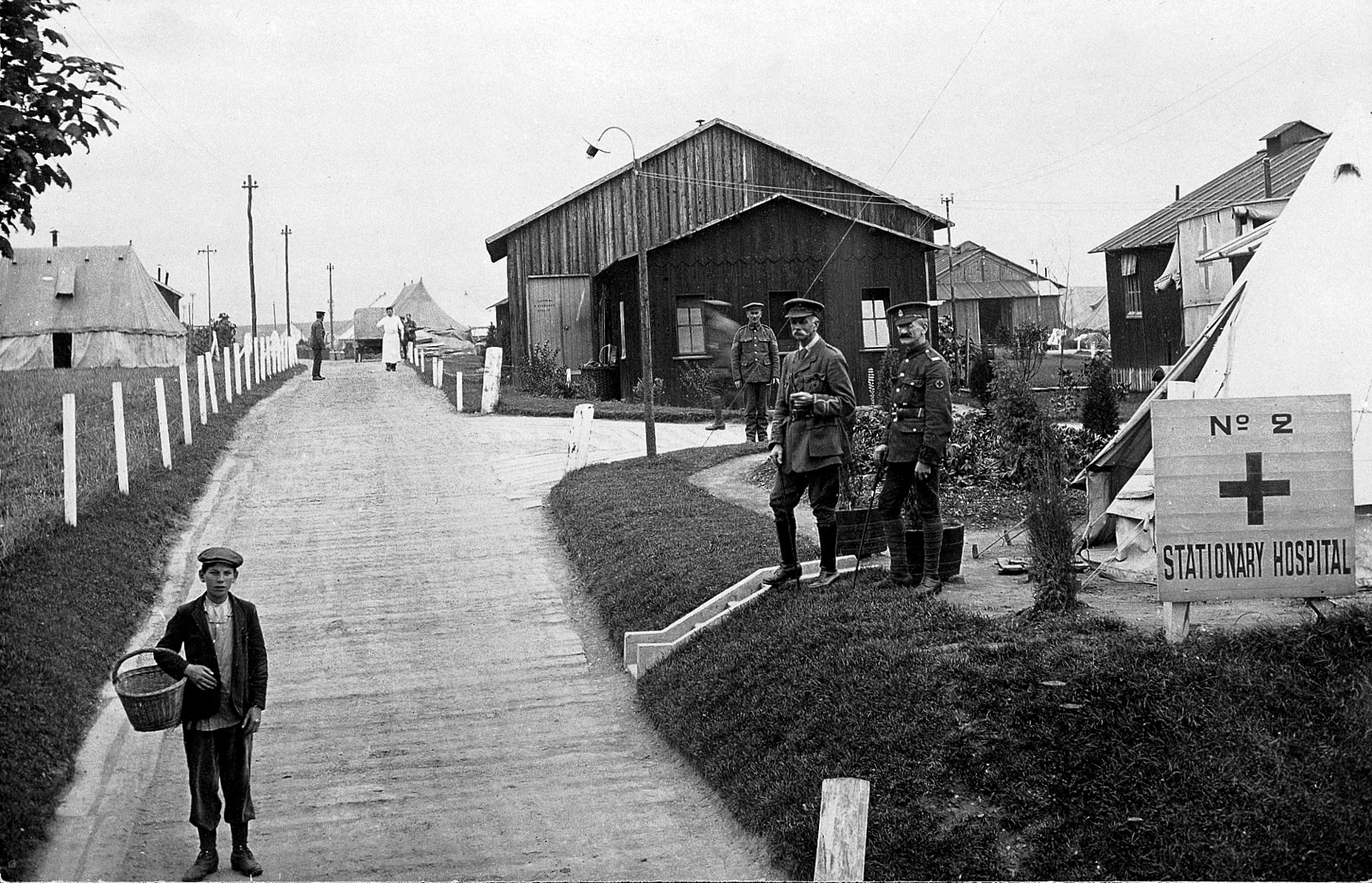
Un hôpital militaire basé à Rouen.

Lors de la Première Guerre mondiale, Rouen a servi de base à l'armée britannique. Le 2 août 1914, les gens y attendent la mobilisation générale. En effet, une dépêche est affichée à la porte de la recette principale des postes, rue Jeanne-d'Arc. « La nouvelle de la mobilisation générale a été apprise à Rouen à quatre heures, elle se répand en ville avec une rapidité incroyable. Partout elle est accueillie avec le même calme, le même sang-froid. C'est admirable et réconfortant au plus haut point. » L'ordre de mobilisation est lancé presque à la même minute dans tout le département, il est porté à la connaissance des populations grâce aux cloches et aux tambours. Le Journal de Rouen note qu'au Petit-Quevilly : « Les affiches de mobilisation ont vivement impressionné la population ouvrière ». La compagnie des tramways assure le transport gratuit des mobilisés.

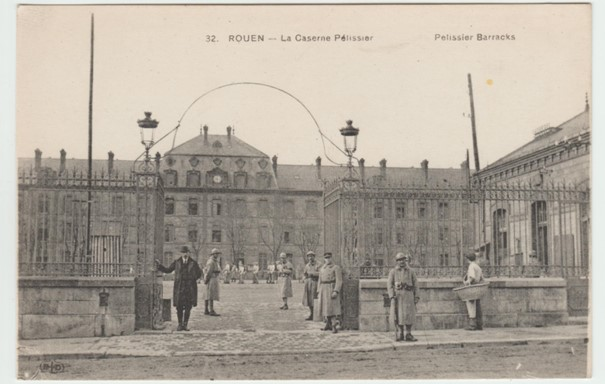
Photographie ancienne de la caserne Pélissier de Rouen

La mairie de Rouen met en place des mesures de recensement pour les jeunes nés en 1895 ; c'est la « formation des classes de 1915 ». Les inscriptions se feront en mairie en personne, sauf cas de maladie ou d'absence, auquel cas les déclarations seront faites par leurs représentants. Les hommes appartenant aux classes antérieures par leur âge et qui ne se sont pas inscrits doivent également demander leur inscription. Dans le cas contraire, ils seront annotés comme devant être incorporés dans les troupes coloniales et pourront ensuite être envoyés aux colonies. À ce moment, tous les employés des tramways et des trains sont remplacés par des femmes.
De nombreux Belges se réfugient à Rouen pour échapper aux Allemands. Un comité central des réfugiés est créé afin de récolter des dons : chaussons, chaussures, pour hommes, femmes et enfants. La mairie de Rouen a décidé d'attribuer le nom de boulevard des Belges au boulevard Cauchoise, afin de leur rendre hommage. Beaucoup de jeunes Belges cherchent du travail en ville et passent des annonces dans le Journal de Rouen.
Le Journal de Rouen note également que les familles des soldats rouennais envoient beaucoup de paquets aux militaires au front. Le Journal de Rouen du 31 janvier 1915 note des difficultés de ravitaillement des grands magasins en raison de la guerre. C'est ainsi que les ventes et les journées « vente de blanc » ont été bloquées et que certains magasins souffrent de pénurie (en particulier le Sans Pareil). En juillet 1916, et particulièrement le 14, on note une série de manifestations en soutien aux blessés soignés par la Société française de secours aux blessés militaires, des concerts militaires à Dieppe, ou encore une manifestation patriotique au Grand-Quevilly. Le maire demande à ses habitants de « pavoiser leurs maisons » et d'assister à la manifestation de l'Association des anciens combattants à l'occasion de la Fête nationale.
En 1916, Rouen est le 1er port de France et son trafic atteint neuf millions de tonnes par an, l’objectif est de quatorze millions de tonnes pour 1930.
Le Journal de Rouen du 6 mars 1917 annonce un symbole de mémoire et d'espoir : le timbre postal du « tricot du soldat » a pour but de créer des ressources nouvelles. Il représente un poilu casque en tête dans la tranchée, tendant les mains pour recevoir un paquet ; derrière lui se trouve une silhouette de la ville de Rouen. Le timbre porte l'inscription patriotique : « Tricot du soldat, Rouen-1914 jusqu'à la Victoire. Secourez les combattants. » Ce timbre est utilisé pour affranchir les lettres destinées au personnel sur le front ; ainsi les soldats comprennent qu'à l'arrière on ne les oublie pas.
Le 11 juillet 1917, la reine consort du Royaume-Uni Mary de Teck entreprend une visite à Rouen. Le Journal de Rouen du 17 juillet établit le compte-rendu de cette même visite durant laquelle la reine et le prince de Galles, futur Édouard VIII, effectuent un parcours en automobile dans le centre de Rouen : « Le public, très nombreux sur le parcours, a respectueusement salué, applaudi et acclamé la reine. […] Elle y a visité un hôpital australien, les salles militaires de l'Hôtel-Dieu, l'institut belge de Bonsecours pour la fabrication des membres artificiels. Ensuite, elle a visité les établissements anglais et installations de la rive gauche, des hôpitaux au Madrillet, puis s'est rendue à l'hôpital de la Croix-Rouge. […] La reine a employé la journée du jeudi à visiter les ruines de Jumièges et Saint-Wandrille ; elle est allée au Havre. La dernière journée du séjour de la souveraine anglaise dans notre région a été consacrée par elle à la visite du mémorial de Jeanne d'Arc, place du Vieux-Marché […] ».
L'armistice est signé le 11 novembre 1918. Le Journal de Rouen du 12 novembre relate ainsi cet évènement : « L'armistice, c'est la paix, mais il faut la réaliser. » Les Rouennais se réjouissent ; le journal décrit les manifestations d'enthousiasme, un concert organisé ainsi que des concours de musique.

#### Seconde Guerre mondiale

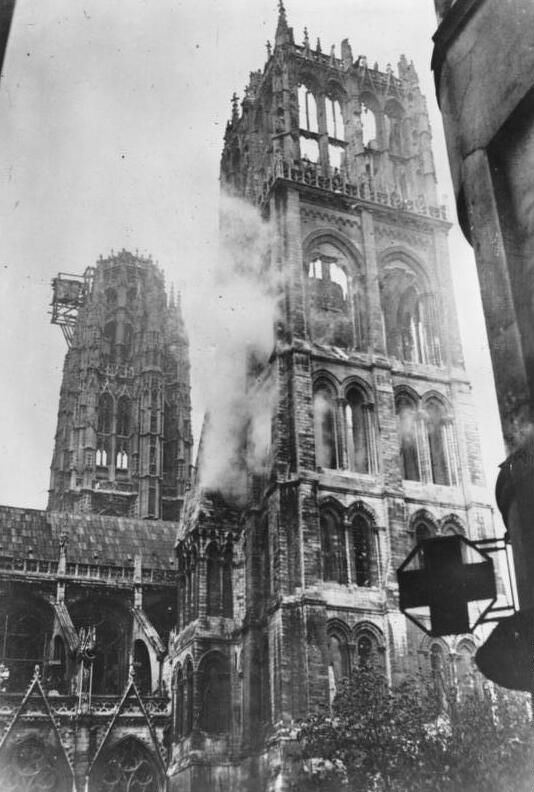
Incendie partiel de la cathédrale, en juin 1944.

Pendant la Seconde Guerre mondiale, après avoir été héroïquement défendue par le 5e groupe franc motorisé de cavalerie (GFC), Rouen est occupée par l'armée allemande du 9 juin 1940 au 30 août 1944. Le dimanche 9 juin 1940, au 11 rue de Bihorel, les Allemands massacrent à la mitrailleuse des civils et des soldats noirs ou algériens. Par la suite, 121 hommes d'origine africaine sont assassinés, et enterrés à l'emplacement actuel du Musée de l'éducation.
En début de matinée, le corps blindé allemand du général Hermann Hoth, avec les 5e et 7e divisions de Panzer de Lemelsen et de Rommel, amorçant une double manœuvre de débordement de Paris, arrive à Rouen. Ce secteur défensif appuyé sur la Seine, de plus d'une centaine de kilomètres entre l'embouchure du fleuve et Vernon, avait été constitué à la hâte le 28 mai aux ordres du général Duffour, commandant la 3e Région militaire, la défense de la ville de Rouen proprement dite et de ses quatre ponts étant sous la responsabilité du général Lallemand. Sur la rive droite de Rouen, des barricades sont établies devant chaque pont, et elles sont couvertes par le feu des armes présentes. Au pied du pont Corneille, les troupes sont disparates. Toutes celles descendant du plateau de Bonsecours se trouvent postées à Rouen par le coordonnateur de la défense de Rouen, le commandant Lalande, de l'état-major du général Duffour. Au pied du pont Corneille donc, on trouve une quantité d'hommes appartenant à des unités différentes : 31e régiment régional, un peloton antichars de cavalerie qui vient de prendre à partie les blindés de Rommel à Boos, un char SOMUA S35, deux chars FT de 1918, le 5e GFC avec deux automitrailleuses de découverte, des groupes de gardes mobiles des 1re et 3e Légions de Garde républicaine mobile, des sapeurs du 3e Génie qui doivent faire exploser le pont. Après un combat avec les Panzer qui descendent la rue de la République, le tablier sud du pont Corneille saute, bientôt suivi par le tablier nord. Devant le pont, on recueille de nombreux cadavres ; on ignore le nombre des victimes projetées dans la Seine en raison du souffle de l'explosion. L'adjudant Louis Cartron, qui est aussi le grand-père du général Jullien, figure parmi les défenseurs tués à l'ennemi.
En ce début de conflit, Rouen subit un important incendie qui détruit tout le quartier ancien entre la cathédrale et la Seine. Les Allemands laissent brûler le quartier en empêchant les pompiers d'intervenir.
De violents bombardements entre 1942 et 1944 fait par les Alliés visent notamment les ponts sur la Seine et la gare de triage de Sotteville-lès-Rouen.
Les deux bombardements ayant fait le plus de victimes et de dégâts ont été celui du 19 avril 1944 par la Royal Air Force, qui fit 816 morts et 20 000 sinistrés dans la ville et endommagea fortement la cathédrale et le Palais de justice, puis celui de la « semaine rouge », mené par les Américains du 30 mai au 5 juin 1944 et au cours duquel une partie de la cathédrale et son quartier sud ont à nouveau brûlé.
Le 30 août 1944, les Allemands battent en retraite et les Canadiens de la 3e Division d'infanterie libèrent la ville.

#### La persécution des Juifs
Dans le cadre général de la persécution des Juifs sous l'occupation nazie et le régime de Vichy, le cas de Rouen est une tragique exception. Alors qu'environ 75 % des Juifs de France ont été sauvés (généralement par des Français), « la quasi totalité des Juifs restés à Rouen pendant la Seconde Guerre mondiale [ont] été déportés et assassinés », écrit l'historienne rouennaise Françoise Bottois.
Ce fait s'explique par une conjonction de facteurs. Tout d'abord, Rouen prend rapidement un caractère stratégique pour les Allemands. C'est un port fluvial important, proche de la zone côtière, et la présence de l'occupant y est particulièrement dense. Rouen est le siège de nombreuses administrations allemandes : le Militärbefehlshaber West (Commandement militaire pour l'Ouest), le Sipo-Sd (la Gestapo, installée 9 rue du Donjon), la Feldkommandantur (à la mairie de Rouen), la Feldgendarmerie (Police militaire, installée au commissariat central) et d'autres encore. Dans leur délire idéologique, les nazis se croient tenus d'éliminer les Juifs de la région, compte tenu du « danger » qu'ils représentent.
Le second facteur, c'est l'étonnante « bonne volonté » des autorités françaises pour appliquer avec zèle les mesures prises contre les Juifs par les autorités d'occupation ou par le régime de Pétain. Les Préfets régionaux René Bouffet, auquel succède André Parmentier sont deux antisémites notoires, proches du PPF, qui ne montreront jamais la moindre hésitation dans l'application des décisions les plus humiliantes et les plus cruelles, à l'encontre de personnes qui n'ont pas transgressé la loi.
Enfin, la présence à Rouen d'une antenne de la Police aux questions juives, tenue par des antisémites acharnés (et par ailleurs corrompus) jouera également un rôle important.
Il faut inversement souligner le courage du maire (désigné par les Allemands en juin 1940), Maurice Poissant, qui aura fait ce qu'il pouvait pour protéger ses administrés, juifs ou non, notamment au moment des rafles de 1942.

##### Les recensements
Dès le 2 octobre 1940, les Juifs font l'objet d'un premier recensement. Le 3, ils sont exclus de la fonction publique. Le 16, ils doivent faire apposer un timbre portant l'inscription « JUIF » à l'encre rouge. Le 31, les commerces doivent afficher un panneau avec la mention « Jüdisches Geschäft – Magasin juif ». L'imprimeur Pierre-René Wolf, dont le commerce est situé rue de la Pie, refuse d'appliquer cette mesure. Il expose dans sa vitrine les décorations militaires de sa famille, dont sa propre croix de guerre 1914-1918.
Le 29 mars 1941 est institué le Commissariat général aux questions juives, confié à Xavier Vallat. Une police aux questions juives (PQJ) est créée le 19 octobre. Elle ouvre une antenne régionale à Rouen, au 1 rue de Fontenelle, confiée à André Coulon, un ancien membre des Croix-de-Feu. Son rôle est de traquer les Juifs qui ne se conformeraient pas à la loi, mais aussi d' « aryaniser » les entreprises juives. Ces « policiers » se montrent tellement corrompus que la PQJ est supprimée en juillet 1942, et remplacée par la « section d'enquête et de contrôle » (SEC), qui ne se comportera guère mieux.

##### Les rafles
En juin 1941, les Allemands organisent des rafles de militants communistes, mais des Juifs russes sont également arrêtés.
Les rafles se succèdent en 1942, notamment à la suite des actions de la résistance. On arrête les supposés « criminels judéo-bolcheviques ».
Dans la nuit du 6 au 7 mai, 77 Juifs, en majorité français, sont arrêtés, emprisonnés à la prison Bonne nouvelle, et transférés le 12 mai à Drancy. 56 d'entre eux seront déportés à Auschwitz. Seuls quatre étaient en vie à la libération du camp.
Après cette rafle, les Juifs sont systématiquement traqués.
Une nouvelle rafle a lieu les 9 et 10 octobre. Ses résultats sont modestes et les policiers semblent avoir des difficultés à localiser certains Juifs.
Il faut dire qu'à l'été, l'obligation du port de l'étoile jaune et les rafles dont beaucoup de Français ont été témoins, ont suscité des réactions de réserve, et même de franche indignation dans la population. L'intervention des églises catholique et protestante, ainsi que de certains diplomates étrangers a rendu les opérations des nazis et de la police plus difficiles et moins « fructueuses ». Les Juifs eux-mêmes utilisent désormais des stratagèmes variés pour échapper à l'arrestation.
Néanmoins, 44 Juifs, adultes et enfants sont envoyés à Drancy le 15 octobre, accompagnés par un détachement de gendarmes français.

Dans un rapport, le préfet de Seine-inférieure, André Pujes, évoque ce transfert :
« Sur ordre des services allemands, 24 juives étrangères avec leurs enfants ont été conduits au camp de Drancy, pour être déportés à l'est. Cette mesure qui assainira l'atmosphère politique est approuvée par les milieux sains. »
Une nouvelle rafle aura lieu du 15 au 17 janvier 1943. L'ordre vient du capitaine SS Röthke, et a pour but de « liquider le département de ses Juifs ». À nouveau, c'est la police française, sous l'autorité du préfet Parmentier, qui est chargée de l'exécution. 56 Juifs, raflés dans tout le département sont transportés à Drancy le 18 janvier. En tout, 222 personnes sont internées, puis envoyées à Auschwitz dans différents convois. Denise Holstein, qui a laissé un témoignage poignant de son expérience, et Georges Erdelyi seront les seuls survivants.

##### Un juste parmi les nations: le docteur Georges Lauret
Linda Ganon, née Alalouf, est de nationalité turque. Elle a 43 ans lors de la rafle de janvier 1943. Lorsque les policiers arrivent, elle simule une fausse couche, et demande à être hospitalisée avec ses deux filles, Paulette et Gaby. À la maternité de l'hospice général, elle est examinée par le chef du service, le docteur Georges Lauret, à qui elle dit la vérité, et qui accepte de la garder. Il diagnostique une maladie mystérieuse, malgré la présence d'un médecin allemand.
Linda Ganon et ses filles resteront à l'hospice jusqu'à la libération. Georges Lauret recevra le titre de « juste parmi les nations » en 2004, à titre posthume,. Son comportement est apparemment resté sans exemple à Rouen.

##### Une tragédie rouennaise
En 1940, 365 Juifs sont officiellement recensés à Rouen. Le 6 janvier 1943, ils ne sont plus que 264. À la Libération, 209 manquent à l'appel, soit 79 %, une proportion incomparable au chiffre de 24,4 % proposé par Raul Hilberg pour la communauté juive française.
Deux plaques commémoratives sont fixées au murs de la cour intérieure de la synagogue de Rouen. Mais pour l'instant (août 2022), aucun monument ne rappelle le martyre des Juifs de Rouen, qui avaient fait confiance à la France pour les protéger des persécutions dont ils étaient victimes. Des Stolpersteine ont été posées entre 2020 et 2022.

#### Après-guerre
Après la guerre, le centre-ville a été reconstruit selon le plan Gréber et sous la direction de Jean Démaret, François Herr et Jean Fontaine,.
Du 4 avril 1968 à sa mort en 1993, le centriste Jean Lecanuet occupe le fauteuil de maire de Rouen. Il marque profondément son époque en dotant la ville d'un réseau de tramway, inauguré peu après sa mort. Il contribue à la singularité de la capitale haut-normande en faisant d'elle la première ville de France pourvue d'une voie exclusivement piétonne en 1971.
La ville connaît une effervescence durant les événements de Mai 1968. Plusieurs mois auparavant, dès le 12 janvier 1967, vingt militants du mouvement nationaliste Occident, venus de Paris, attaquent les comités Viêt Nam devant le restaurant universitaire du Panorama à la Cité universitaire de Mont-Saint-Aignan. Un militant de gauche, Serge Bolloch, est frappé à coups de clé anglaise, puis laissé dans le coma. Il deviendra journaliste au Monde puis directeur adjoint de cette rédaction en 2007. Quelques mois plus tard, Gérard Longuet, Alain Madelin et Patrick Devedjian et dix autres militants d'Occident sont condamnés pour « violence et voies de fait avec armes et préméditation ». La même année, une manifestation contre la Réforme Fouchet des universités rassemble 2 000 personnes au lieu des 300 espérées et la pièce d’Armand Gatti, V comme Vietnam rencontre un certain succès à l'issue de sa représentation au centre culturel Voltaire de Déville-lès-Rouen. Une manifestation de 3 000 personnes a lieu dès le 7 mai suivant. Quatre jeunes ayant tenté de rejoindre la Nuit des barricades de Mai 68 l'évoquent dans un amphi bondé le lendemain tandis que plus de 30 000 personnes défilent à Rouen le 13 mai. Un comité de grève est ensuite élu en assemblée générale : ses membres sont Gérard Filoche, Michel Labro, futur journaliste à L'Express et au Nouvel Observateur, Jean-Marie Canu, ou encore Jean-Claude Laumonier, futur cadre infirmier au centre hospitalier du Rouvray.
En février 1977, après la prise de contrôle de Paris-Normandie par Robert Hersant, six journalistes démissionnaires ont fondé un nouvel hebdomadaire, la Tribune, diffusé sur l'agglomération rouennaise et tiré à quinze mille exemplaires, comportant vingt-quatre pages dont seize en couleurs.
Le 26 septembre 2019, l'incendie de l'usine Lubrizol provoque un inquiétant nuage de pollution. Les répercussions et la gestion de cette crise font l'objet de controverses[réf. nécessaire].

## Politique et administration

### Rattachements administratifs et électoraux
Rattachements administratifs

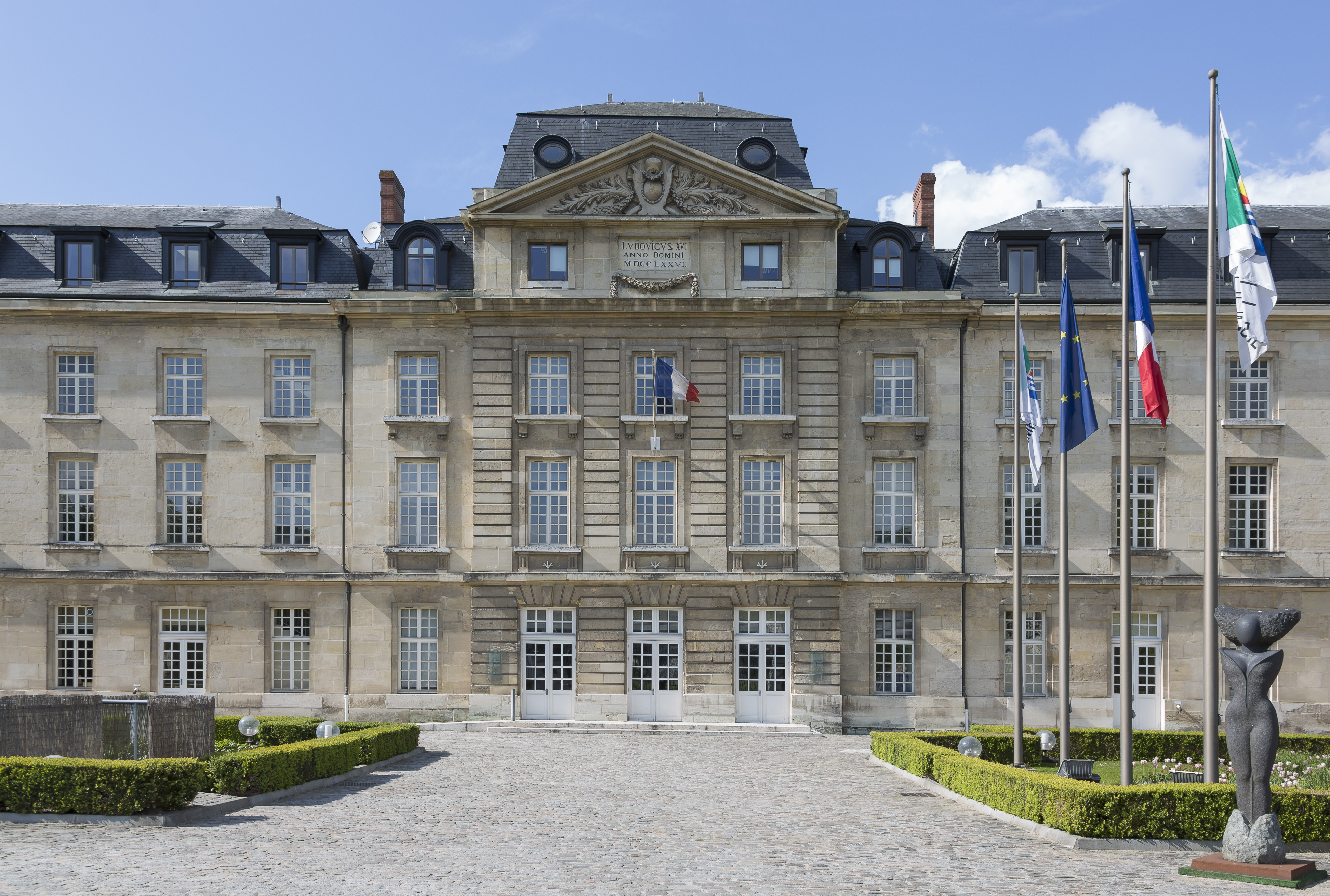
La caserne Jeanne d'Arc, siège de plusieurs services régionaux.

La ville est le chef-lieu de l'arrondissement de Rouen et du département de la Seine-Maritime. De 1801 à 1982, la ville est divisée entre 6 cantons ; Rouen-1, Rouen-2, Rouen-3, Rouen-4, Rouen-5 et Rouen-6. En 1982, ce découpage est modifié et un canton de Rouen-7 est créé. Dans le cadre du redécoupage cantonal de 2014 en France, cette circonscription administrative territoriale a disparu, et le canton n'est plus qu'une circonscription électorale.
Dès que l'idée d'une fusion entre les régions Haute et Basse-Normandie a été évoquée s'est posée la question de la ville devant être le chef-lieu de cette nouvelle région Normandie ; la prépondérance a été revendiquée tour à tour par Rouen, préfecture de la Seine-Maritime, et Caen, préfecture du Calvados. Finalement, le 28 septembre 2016, quelques mois après l'approbation d'une loi réformant l'organisation territoriale de la République ayant notamment donné naissance à la région Normandie, née de la fusion des deux entités régionales normandes, un décret promulgué par le Premier ministre, Manuel Valls, confère à Rouen le statut de préfecture (capitale administrative) de la nouvelle région Normandie, tandis que Caen, pour sa part, en devient la capitale politique puisque accueillant le siège du nouveau conseil régional,,. Cette décision finale confirme la situation de Rouen, jusqu'alors désignée comme chef-lieu provisoire de la région à partir du mois de juillet 2015.
La ville de Rouen accueille, sur son territoire, une cour d'appel. S'y trouvent également un tribunal judiciaire, qui siège au sein d'une annexe du Palais de Justice, monument de style gothique emblématique de la ville ; un tribunal correctionnel ; un tribunal de police ; un tribunal administratif ; un tribunal des affaires de sécurité sociale ; un tribunal de commerce et un conseil de prud'hommes.
Étant une des deux capitales régionales normandes, plusieurs structures administratives détiennent leur siège principal ou au moins une antenne régionale à Rouen :
- c'est le cas du rectorat de l'Académie de Rouen, de la direction départementale de l'Éducation nationale et de l'Inspection académique pour le département de la Seine-Maritime (la fusion opérée avec l'académie de Caen fait de cette dernière ville son siège depuis 2019) ;
- du Centre régional des œuvres universitaires et scolaires (CROUS)[170] ;
- de l'Agence régionale de santé (siège principal à Caen) ;
- de l'Institut national de la statistique et des études économiques (INSEE) (siège principal à Caen) ;
- de la Direction régionale des douanes ;
- ainsi que d'autres organisations publiques.

Rattachements électoraux
Pour les élections départementales, la commune est depuis 2014 le bureau centralisateur de trois cantons :
- Rouen-1, qui s'étend de Bois-Guillaume-Bihorel au Petit-Quevilly en passant par une grande partie du centre-ville de Rouen ;
- Rouen-2, allant de Bois-Guillaume-Bihorel à Saint-Léger-du-Bourg-Denis ;
- Rouen-3, comprenant la partie de la commune rouennaise non incluse dans les deux précédents cantons.

Pour l'élection des députés, ses habitants votent dans la première ou la troisième circonscription de la Seine-Maritime.

### Intercommunalité
La Métropole Rouen Normandie est instituée le 1er janvier 2015, la métropole étant la forme la plus intégrée des intercommunalités françaises : elle est dotée à ce titre de très nombreuses compétences. Rouen en est le siège.
La ville fut auparavant le siège de la communauté d'agglomération de Rouen, un établissement public de coopération intercommunale (EPCI) à fiscalité propre créé en 1974 sous le statut de SIVOM, devenu en 1999 un district puis en 1999 une communauté d'agglomération.
Cette intercommunalité fusionne le 1er janvier 2010 avec :
- la communauté d'agglomération d'Elbeuf (dix communes),
- la communauté de communes Seine-Austreberthe (quatorze communes),
- la communauté de communes du Trait-Yainville (deux communes),

pour créer la communauté d'agglomération Rouen-Elbeuf-Austreberthe (CREA). La CREA se transforme en métropole en 2015.

### Vie politique

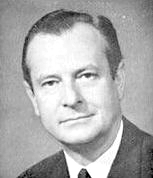
Jean Lecanuet, maire emblématique de Rouen pendant vingt-quatre ans.

Après la fin de la Seconde Guerre mondiale, le paysage politique rouennais n'a cessé d'évoluer en faveur, successivement, de la droite, du centre et de la gauche, et cela dans le cadre des élections municipales et législatives. Par le passé, Rouen a été considérée comme une ville centriste, surtout durant « l'ère Lecanuet », entre 1968 et 1993,.
Ainsi, entre 1945 et 1968, la ville est dirigée par deux maires issus du Centre national des indépendants et paysans (CNI), Jacques Chastellain et Bernard Tissot. Celui-ci, malade, laisse l'hôtel de ville à Jean Lecanuet, figure de proue du centre et candidat à l'élection présidentielle de 1965, lors de laquelle il accède à la troisième place, concourant alors à la mise en ballottage du général de Gaulle. Sans délaisser ses fonctions municipales, Jean Lecanuet aura été par deux fois ministre au sein du gouvernement, entre 1974 et 1977, sous la présidence de Valéry Giscard d'Estaing. Réélu à quatre reprises, il demeure le maire emblématique de la cité normande jusqu'à sa mort en 1993. Il sera resté vingt-quatre ans à la tête de la municipalité rouennaise, œuvrant à la promotion du patrimoine historique et à la modernisation de la ville entreprise avec la construction du tramway de Rouen tout en s'imposant, sur la scène politique nationale, comme l'un des fondateurs de l'Union pour la démocratie française (UDF), grande formation politique centriste qui aura son influence dans le paysage politique français jusqu'à sa dissolution, en 2007.
L'un de ses adjoints, François Gautier, lui succède à la mairie, sans parvenir à garder Rouen dans le giron du centre, deux ans plus tard : lors des élections de 1995, les divisions de la majorité municipale consécutives à la mort de Lecanuet, qui n'avait jamais désigné de successeur dans son entourage,,, se traduisent dans les urnes par une victoire de l'opposition de gauche, conduite par Yvon Robert ; celui-ci devient le premier édile socialiste de la ville depuis l'après-guerre. Proche de Laurent Fabius, lui-même éminente figure politique locale, il dirige une large coalition baptisée « Union de la gauche » et comprenant, outre le Parti socialiste, le PCF, le PRG, le MDC et Les Verts.
À l'issue des élections municipales de 2001, le centre conquiert de nouveau la capitale normande avec l'élection, comme premier édile, de Pierre Albertini, membre de l'UDF, député de Seine-Maritime et précédemment maire de Mont-Saint-Aignan. Candidat à sa propre succession dans la perspective des élections municipales de 2008, le maire sortant pâtit néanmoins de la contestation de sa politique municipale et de la forte impopularité du président Nicolas Sarkozy, auquel il a publiquement apporté son soutien personnel au cours de la campagne présidentielle de 2007. La socialiste Valérie Fourneyron, élue maire après la victoire d'une coalition de gauche, lui succède,,.
Nommée ministre de la Jeunesse et des Sports après la victoire du socialiste François Hollande à l'élection présidentielle de 2012 face à Nicolas Sarkozy, Valérie Fourneyron cède la place de maire à son premier adjoint Yvon Robert, qui retrouve cette fonction pour la seconde fois de sa carrière, ; il est le premier, depuis le radical Georges Métayer, à redevenir maire de Rouen une seconde fois non-consécutive. Deux ans plus tard, les élections municipales reconduisent la majorité de gauche, qui perd cependant des voix, au profit de la droite, et du Front national, lequel entre pour la première fois au conseil municipal de Rouen.
En 2018, Yvon Robert annonce qu'il ne compte pas solliciter un nouveau mandat de maire à l'occasion des élections municipales, prévues en 2020 ; dans un contexte de renouvellement politique initié en 2017, la question de sa succession se pose immédiatement, entre une gauche en pleine recomposition, une droite désunie et un camp centriste désireux de reconquérir la capitale normande.
Les élections municipales de 2020, marquées par une forte abstention à Rouen comme dans le reste du pays (70,33 % au second tour), renforce la gauche aux commandes de la ville. Le Parti socialiste demeure la première force de gauche et le premier parti de la ville suivi par Europe Écologie Les Verts qui réalise une importante percée. Le centre part divisé, et le candidat de La République en marche se retire au second tour ; l'autre candidate divers centre choisissant de se rallier au candidat divers droite. Malgré une alliance stratégique avec le centre, la droite rouennaise s'effondre, en n'obtenant que 32,87 % des voix au second tour (contre 41,48 % en 2014), face à la coalition des gauches qui obtient 67,12 % des voix. Le Rassemblement national ne parvient pas à conserver ses élus municipaux, passant de 13,38 % des suffrages exprimés en 2014 à 6,77 % en 2020. L'ancien président du conseil régional de Haute-Normandie, Nicolas Mayer-Rossignol, devient ensuite le nouveau maire de Rouen.

### Tendances politiques et résultats

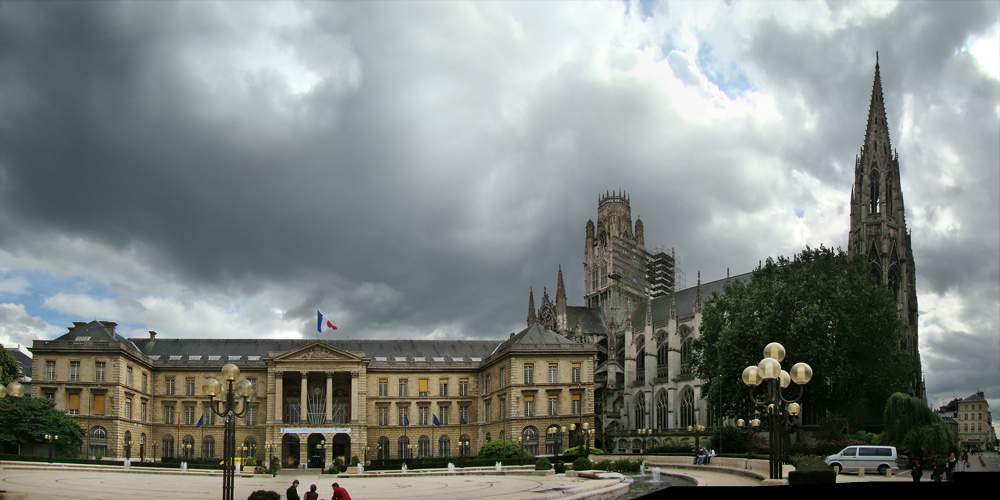
L'hôtel de ville de Rouen, contigu à l'abbatiale Saint-Ouen.

Longtemps fief des centristes, Rouen est devenue une ville marquée clairement à gauche même si celle-ci enregistre une légère régression depuis 2022.
L'année 2024 voit deux scrutins se tenir. Aux élections européennes de 2024 les listes de droite et droite radicale font un bon de sept points par rapport aux élections européennes de 2019. Il est à noter le très important recul du parti Les Écologistes (qui divisent par deux leurs points) ainsi que de Renaissance qui perd onze points.
Lors des élections législatives anticipées de cette même année, il est à noter les scores très importants obtenus par les candidats du Rassemblement national (17,38 % sur la 1re circonscription et 20,93 % sur la 3e circonscription) : ce qui permet notamment, pour la première fois, dans la 1re circonscription la présence d'un candidat du RN au second tour. Cette 1re circonscription basculera d'ailleurs à gauche (passant d'un député Renaissance à une député socialiste).
Les résultats de l'élection présidentielle de 2022 ont vu le candidat La France insoumise, Jean-Luc Mélenchon, de la gauche radicale, arriver premier à Rouen avec 33 % des suffrages exprimés, devançant le candidat et président sortant Emmanuel Macron (En Marche !).
Si durant un temps le Parti socialiste a semblé, comme à l'échelle nationale, sur le déclin : les résultats des élections européennes et législatives de 2024 tendent à démontrer un retour en force de celui-ci (au détriment de la La France insoumise ainsi que des écologistes).
Le parti présidentiel connait en revanche une très importante chute, perdant son député dans la 1re circonscription et réalisant des scores très en deçà des élections précédentes.
Quant au Rassemblement national il a semblé être marginalisé durant de très nombreuses années, mais le parti a enregistré une spectaculaire progression en multipliant par près de trois son nombre de voix entre les élections législatives de 2022 et celles de 2024.

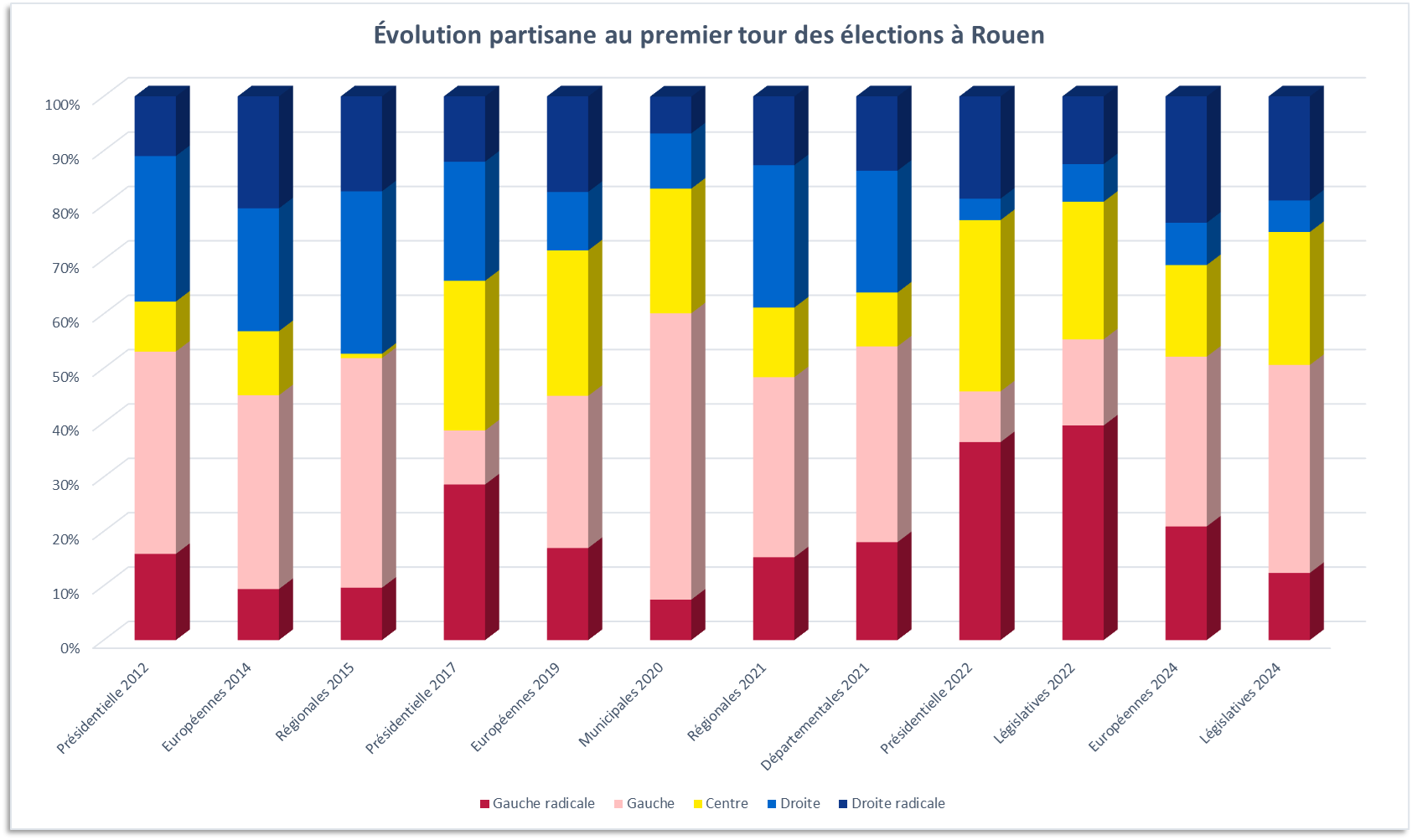
Évolution partisane au premier tour des élections à Rouen

Lors des précédentes élections présidentielles (hormis l'élection présidentielle de 2017 qui avait vu arriver Emmanuel Macron en première place d'une courte tête), les candidats de gauche ont toujours été favorisés par les électeurs rouennais : aussi, le 6 mai 2007, à l'issue du second tour de l'élection présidentielle, Ségolène Royal (PS) a été préférée à Nicolas Sarkozy (UMP) par 53,9 % des voix contre 46,1 % ; le taux de participation s'avérait très important, tout comme au niveau national, puisque 83,6 % des citoyens inscrits sur les listes électorales de Rouen ont voté lors de ce second tour. Cinq ans plus tard, le 6 mai 2012, François Hollande, candidat désigné par la primaire socialiste de 2011 et lui-même natif de Rouen, battait là aussi le président sortant Sarkozy avec un écart plus important entre les deux concurrents, puisque Hollande avait recueilli 59,4 % des voix contre 40,5 % pour son adversaire, avec un taux de participation légèrement inférieur à celui de 2007 (79,8 %).
S'agissant des élections législatives, la 1re circonscription de Seine-Maritime a eu pour députée Valérie Fourneyron, élue du PS et maire de la ville entre 2008 et 2012 ; élue députée une première fois en 2007 avec 55,1 % des voix, elle est réélue cinq ans plus tard, dans la foulée de l'élection de Hollande à la présidence de la République, avec 59,1 %. En 2017, après l'élection d'Emmanuel Macron à l'Élysée, Damien Adam (En marche !) bat Valérie Fourneyron au second tour et devient député à vingt-sept ans avec 53,8 % des voix à Rouen. Concernant la 3e circonscription de Seine-Maritime, Rouen a accordé la victoire de très peu au candidat de la gauche radicale, Hubert Wulfranc, face au candidat centriste.
Lors des élections européennes de 2014 est arrivée en tête la liste UMP menée par Jérôme Lavrilleux (19,4 %), devançant celle du socialiste Gilles Pargneaux (17,3 %), même s'il faut noter un faible taux de participation (42,6 %). Les élections régionales de 2010 avaient été remportées par le président (PS) sortant du conseil régional de Haute-Normandie, Alain Le Vern (58,9 % des voix contre 31,2 % pour celle de Bruno Le Maire, UMP), les élections régionales suivantes, en 2015, qui concernaient le conseil régional de la nouvelle région Normandie, ont été remportées, à l'issue du second tour, par la liste d'union de la gauche menée par Nicolas Mayer-Rossignol (49,6 % des voix) face à la liste de centre-droit menée par Hervé Morin (35 %).
Enfin, s'agissant des référendums, si les Rouennais ont approuvé, en 2000, l'instauration du quinquennat présidentiel à l'occasion du référendum convoqué sur cette question (72,4 % pour le « oui » ; 27,5 % pour le « non »), dont il faut souligner qu'il a suscité peu d'intérêt parmi les électeurs (30,1 % de participation), les résultats ont été plus serrés lorsque a été posée la question d'un traité établissant une Constitution pour l'Europe, en 2005 : 49,5 % des électeurs ont approuvé ce projet, tandis que 50,4 % d'autres l'ont rejeté ; la participation a, cette fois-ci, été significative, puisque 69,4 % des citoyens inscrits sur les listes électorales ont accompli leur devoir civique.

### Administration municipale
Le conseil municipal de Rouen, comme pour chaque commune de plus de 1 000 habitants, est élu au scrutin proportionnel de liste à deux tours (sans aucune modification possible de la liste), pour un mandat de six ans renouvelable. Compte tenu de la population communale, le nombre de sièges à pourvoir lors des élections municipales de 2020 est de 55.
Ces élections ont été remportées au second tour par une large coalition de gauche avec 67,12 % des voix contre 32,87 % pour une liste de centre droit. À la suite de ce scrutin marqué par un taux d'abstention très élevé, le socialiste Nicolas Mayer-Rossignol a été élu maire de Rouen.
| Groupe | Groupe                     | Parti / Nuance | Élus | Situation  | Total |
| ------ | -------------------------- | -------------- | ---- | ---------- | ----- |
|        | Fiers de Rouen             | PS-ND-PP-DVG   | 26   | Majorité   | 45    |
|        | Rouen. L'Écologie en actes | EÉLV-G.s       | 15   | Majorité   | 45    |
|        | Élus communistes           | PCF            | 4    | Majorité   | 45    |
|        | Au cœur de Rouen           | DVD            | 5    | Opposition | 10    |
|        | Ensemble pour Rouen        | DVC            | 4    | Opposition | 10    |
|        | Sans étiquette             | IND            | 1    | Opposition | 10    |

### Liste des maires
| Période      | Période                        | Identité                | Étiquette                      | Qualité |
| ------------ | ------------------------------ | ----------------------- | ------------------------------ | --- |
| avril 1968   | février 1993                   | Jean Lecanuet           | CD (1966-1976) UDF (1978-1993) | Conseiller d'État Député (1951 → 1955 1973 → 1974, 1986 → 1986), député européen (1979 → 1988), sénateur de la Seine-Maritime (1959 → 1973, 1977 → 1986, 1986 → 1993) Ministre (1955 → 1956, 1974 → 1976) Conseiller général pour le canton de Rouen-2 (1958 → 1993) Président du conseil général de Seine-Maritime (1974 → 1993) Président du SIVOM de l'Agglomération rouennaise (1974 → 1989) Décédé en fonction. |
| mars 1993    | juin 1995                      | François Gautier        | UDF                            | Administrateur civil Secrétaire général adjoint de la Compagnie générale des eaux (1982 → 1993) Adjoint au maire chargé des Finances (1989 → 1993) Sénateur de la Seine-Maritime (1994 → 1995) Conseiller régional de Haute-Normandie |
| juin 1995,   | mars 2001                      | Yvon Robert             | PS                             | Inspecteur général de l'Éducation nationale Président de la communauté d'agglomération de Rouen (2000 → 2001) |
| mars 2001    | mars 2008                      | Pierre Albertini        | UDF (jusqu'en 2007)            | Professeur d'université Maire de Mont-Saint-Aignan (1980 → 2001) Député de la Seine-Maritime (1993 → 2007) |
| mars 2008    | juin 2012                      | Valérie Fourneyron      | PS                             | Médecin du sport Première adjointe au maire (1998 → 2001) Ministre (2012 → 2014) Députée de la Seine-Maritime (2007 → 2012 ; 2014 → 2017) Conseillère générale pour le canton de Rouen-5 (2004 → 2008) |
| juillet 2012 | juillet 2020                   | Yvon Robert             | PS                             | Conseiller général pour le canton de Rouen-4 (2004 → 2011) Premier adjoint au maire (2008 → 2012) Président de la Métropole Rouen Normandie (2019 → 2020) |
| juillet 2020 | En cours (au 31 décembre 2020) | Nicolas Mayer-Rossignol | PS                             | Ingénieur du Corps des Mines Président du conseil régional de Haute-Normandie (2013 → 2015) Président de la Métropole Rouen Normandie (2020 →) |

### Budget et fiscalité 2023
En 2023, le budget de la commune était constitué ainsi :
- total des produits de fonctionnement : 185 055 000 €, soit 1 598 € par habitant ;
- total des charges de fonctionnement : 163 030 000 €, soit 1 408 € par habitant ;
- total des ressources d'investissement : 48 395 000 €, soit 418 € par habitant ;
- total des emplois d'investissement : 83 888 000 €, soit 465 € par habitant ;
- endettement : 131 045 000 €, soit 1 132 € par habitant.

Avec les taux de fiscalité suivants :
- taxe d'habitation : 22,22% ;
- taxe foncière sur les propriétés bâties : 48,71 % ;
- taxe foncière sur les propriétés non bâties : 27,88 % ;
- taxe additionnelle à la taxe foncière sur les propriétés non bâties : 0,00 % ;
- cotisation foncière des entreprises : 0,00 %.

### Politique de développement durable
La ville a engagé une politique de développement durable en lançant une démarche d'Agenda 21 en 2003.
Cette initiative se traduit par diverses actions sur le plan politique ayant pour finalités principales la lutte contre le dérèglement climatique, la protection de l'environnement et une responsabilisation des modes de consommation et de production. Ces actions avaient été planifiées pour la période 2011-2014 et incluaient notamment la prise en compte d'un critère « développement durable » dans l'élaboration des politiques municipales, les dons de la ville aux associations. Avait également été prise en compte l'assurance de la durabilité des projets municipaux, d'appels à projets en lien avec le développement durable. La ville s'était enfin engagée à inclure le développement durable dans sa communication – à travers Rouen Magazine, par exemple –, à ce qu'une évaluation objective du respect de ces politiques soit réalisée et tendre vers une éco-responsabilité des services de la ville.
Dans un communiqué de presse de décembre 2018, le conseil municipal rappelle « l'engagement précoce » de la ville de Rouen sur les questions de la transition énergétique et de développement durable et la politique « ambitieuse » qui s'est ensuivie sur ces questions. Toujours d'après ce texte, parmi les actions menées dans ce sens, la municipalité de Rouen a engagé « une rénovation énergétique exemplaire de l'hôtel de ville », encouragé « le développement du jardinage urbain » et accompagné « des clubs sportifs dans une démarche éco-responsable », entre autres choses.

### Criminalité
La criminalité est largement supérieure à la moyenne départementale, régionale et nationale quel que soit l'item.
Entre 2016 et 2023, les coups et blessures sont passés de 630 à 1074 (soit une augmentation de 70 %) et le nombre d'homicide est passé de 3 en 2022 à 14 en 2023 (soit une augmentation de 367 % sur une année).
Le Ministère de l'Intérieur a ainsi classé Rouen 4ème ville la plus dangereuse de France en 2024.

### Jumelages
| Ville | Ville     | Pays | Pays         | Période                   |
| ----- | --------- | ---- | ------------ | ------------------------- |
|       | Cleveland |      | États-Unis   | depuis 2008               |
|       | Hanovre   |      | Allemagne    | depuis 1966               |
|       | Jeju-si,  |      | Corée du Sud | depuis le 14 octobre 2004 |
|       | Ningbo    |      | Chine        | depuis 1990               |
|       | Norwich   |      | Royaume-Uni  | depuis 1959               |
|       | Salerne   |      | Italie       | depuis 2002               |

## Population et société

### Démographie

#### Évolution démographique
L'évolution du nombre d'habitants est connue à travers les recensements de la population effectués dans la commune depuis 1793. Pour les communes de plus de 10 000 habitants les recensements ont lieu chaque année à la suite d'une enquête par sondage auprès d'un échantillon d'adresses représentant 8 % de leurs logements, contrairement aux autres communes qui ont un recensement réel tous les cinq ans,.

En 2022, la commune comptait 116 331 habitants, en évolution de +5,64 % par rapport à 2016 (Seine-Maritime : +0,35 %, France hors Mayotte : +2,11 %).
| 1793   | 1800   | 1806   | 1821   | 1831   | 1836   | 1841   | 1846   | 1851    |
| ------ | ------ | ------ | ------ | ------ | ------ | ------ | ------ | ------- |
| 84 323 | 80 755 | 86 672 | 86 736 | 88 086 | 92 083 | 96 002 | 99 295 | 100 265 |

| 1856    | 1861    | 1866    | 1872    | 1876    | 1881    | 1886    | 1891    | 1896    |
| ------- | ------- | ------- | ------- | ------- | ------- | ------- | ------- | ------- |
| 103 223 | 102 649 | 100 671 | 102 470 | 104 902 | 105 906 | 107 163 | 112 352 | 113 219 |

| 1901    | 1906    | 1911    | 1921    | 1926    | 1931    | 1936    | 1946    | 1954    |
| ------- | ------- | ------- | ------- | ------- | ------- | ------- | ------- | ------- |
| 116 316 | 118 459 | 124 987 | 123 712 | 122 898 | 122 957 | 122 832 | 107 739 | 116 540 |

| 1962    | 1968    | 1975    | 1982    | 1990    | 1999    | 2006    | 2011    | 2016    |
| ------- | ------- | ------- | ------- | ------- | ------- | ------- | ------- | ------- |
| 120 857 | 120 471 | 114 834 | 101 945 | 102 723 | 106 592 | 107 904 | 111 553 | 110 117 |

| 2021    | 2022    | - | - | - | - | - | - | - |
| ------- | ------- | - | - | - | - | - | - | - |
| 114 083 | 116 331 | - | - | - | - | - | - | - |

#### Pyramide des âges
La population de la commune est relativement jeune. En 2020, le taux de personnes d'un âge inférieur à 30 ans s'élève à 47,7 %, soit au-dessus de la moyenne départementale (36,2 %). À l'inverse, le taux de personnes d'âge supérieur à 60 ans est de 18,8 % la même année, alors qu'il est de 26,5 % au niveau départemental.
En 2020, la commune comptait 55 129 hommes pour 59 058 femmes, soit un taux de 51,72 % de femmes, légèrement inférieur au taux départemental (51,87 %).
Les pyramides des âges de la commune et du département s'établissent comme suit.
| Hommes | Classe d’âge | Femmes |
| ------ | ------------ | ------ |
| 0,6    | 90 ou +      | 1,7    |
| 4,5    | 75-89 ans    | 7,5    |
| 10,7   | 60-74 ans    | 12,5   |
| 14,9   | 45-59 ans    | 14,6   |
| 20,1   | 30-44 ans    | 17,4   |
| 34,9   | 15-29 ans    | 33,2   |
| 14,5   | 0-14 ans     | 13,1   |

| Hommes | Classe d’âge | Femmes |
| ------ | ------------ | ------ |
| 0,7    | 90 ou +      | 1,8    |
| 6,7    | 75-89 ans    | 9,6    |
| 16,7   | 60-74 ans    | 18     |
| 19,4   | 45-59 ans    | 19     |
| 18,5   | 30-44 ans    | 17,5   |
| 19,2   | 15-29 ans    | 17,4   |
| 18,9   | 0-14 ans     | 16,7   |

### Immigration
En 2021, la ville de Rouen comptait 14 721 immigrés sur une population totale de 114 083 habitants soit 13 % de la population.
Entre 1975 et 2015, la proportion des jeunes de moins de 18 ans immigrés d'origine extra-européenne ou vivant avec au moins un parent immigré d’origine extra-européenne est passée de 4 % à 29 %.
La ville a connu une augmentation de sa population immigrée de 159 % entre 2006 et 2021.
La nationalité des personnes immigrées a également eu tendance à être modifiée entre ces deux années.
Si, en valeur absolue, la population immigrée européenne a augmenté de 99 %, la population étrangère africaine a augmenté de 155 % et celle d'autres continents de 248 %.
Il est a noté que la ville dispose également d'un Centre d'Accueil de Demandeurs d'Asile ainsi que l'un des 10 SAS d'accueil régionaux destinés à désengorger la région parisienne depuis novembre 2023,.

### Culture et spectacles
Rouen est le lieu de manifestations culturelles dont certaines contribuent à sa réputation, comme la foire Saint-Romain, grande fête foraine, deuxième après la foire du Trône à Paris, ou bien encore l'Armada, rassemblement de grands voiliers et bâtiments de guerre convoqué tous les quatre à six ans et qui fait de Rouen la vitrine des plus beaux navires du genre.
Plusieurs festivals prennent place à Rouen, comme le festival du cinéma nordique (entre 1988 et 2010), le festival Regards sur le cinéma du monde ainsi que diverses éditions du festival Normandie impressionniste (2010, 2013, 2016, 2020).
Au cours du mois de juillet, une série de concerts gratuits, Les Terrasses du jeudi, mettant parfois en avant de jeunes artistes rouennais, sont organisés chaque jeudi.

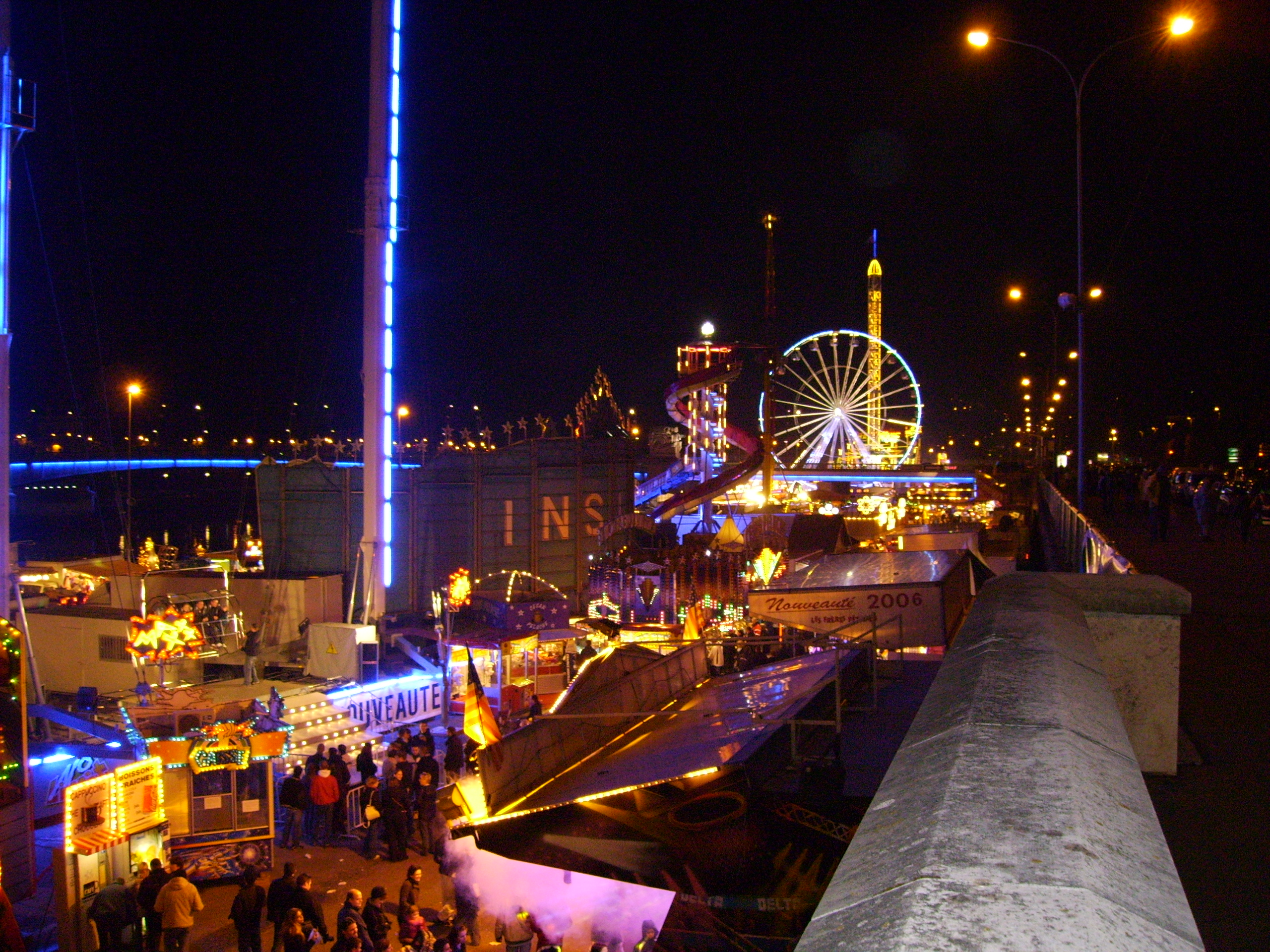
La foire Saint-Romain sur les quais.

La foire Saint-Romain est une fête foraine annuelle durant environ un mois entre octobre et novembre. C'est la première fête foraine de province par sa taille et la deuxième derrière la foire du Trône, au niveau national. C'est la plus ancienne de France, ayant plus de 500 ans d'existence.
Avant d'être déplacée à hauteur du quai Saint-Sever, elle occupait les boulevards entre la place Saint-Hilaire et la place Beauvoisine en passant par la place du Boulingrin. Le Boulingrin était à l'époque occupé par un cirque de style circulaire où se produisaient des artistes de variété, des combats de boxe et de catch et où se produisait le cirque qui animait chaque année la grande foire Saint-Romain. Depuis 2016, la foire Saint-Romain a été déplacée sur la presqu'île Waddington, à l'ouest de Rouen, sur les quais de la Seine au niveau du bassin Saint-Gervais.
Sur l'île Lacroix se tenait la foire-exposition avant que soit créé le parc des Expositions près de la forêt du Rouvray au sud de l'agglomération. Cet actuel parc des Expositions se trouve sur un ancien terrain d'aviation et de parachutisme. Boos a repris l'aérodrome, mais l'activité parachutiste s'est répartie sur Dieppe et Le Havre. Le parc aquatique Océade prenait place également sur l'île Lacroix de 1989 à 1991.
Depuis 1989, Rouen organise un rassemblement mondial réunissant les plus grands voiliers, vieux gréements et autres navires de guerre.

### Enseignement
Rouen est le siège de l'Académie de Rouen, circonscription éducative dirigée par un recteur madame Christine Gavini-Chevet (depuis le 1er avril 2019), qui administre le réseau éducatif de Normandie.

#### Enseignement supérieur
L'université de Rouen-Normandie compte près de 45 952 étudiants en 2021-2022.
Le campus Saint-Marc de Rouen regroupe sept écoles dont :
Iscom (communication) ; Formavenir (école tertiaire) ; Pigier Création (école de coiffure et d'esthétique) ; Comptexpert (école de comptabilité) ; Berlitz Rouen (école de langue étrangère) ; CPES Rouen et Med'sup (préparatoire paramédicaux et sociaux, préparatoire de médecine).
Parmi les grandes écoles rouennaises :
- cinq écoles d'ingénieurs
  - l'institut national des sciences appliquées de Rouen (INSA) ;
  - l'école supérieure d'ingénieurs en génie électrique (ESIGELEC) ;
  - l'école supérieure d’ingénieurs et de techniciens pour l’agriculture, devenue l’institut polytechnique UniLaSalle en juillet 2016 ;
  - un centre régional du centre des études supérieures industrielles (CESI), école d'ingénieurs par alternance ;
  - un centre régional du conservatoire national des arts et métiers (CNAM) ;
  - l'École supérieure d'ingénieurs en innovation technologique (ESITECH) ;
- des écoles de commerce et de management :
  - NEOMA Business School (anciennement Rouen Business School) ;
  - l'IES Business School ;
  - l'institut d'administration des entreprises de Rouen (IAE de Rouen), école de management ;
  - école de commerce et de gestion de Rouen (ISD) ;
- l'école nationale supérieure d'architecture de Normandie ;
- l'école supérieure d'art et design Le Havre-Rouen (ESADHaR) (issue du regroupement de l'école régionale des beaux-arts de Rouen et de l'école des beaux-arts du Havre) ;
- le conservatoire à rayonnement régional de Rouen ;
- un institut supérieur de communication et publicité ;
- l'institut national de la boulangerie pâtisserie ;
- une école de communication : Iscom ;
- deux classes préparatoires privées : prépa paramédicaux et sociaux (CPES Rouen) et prépa médecine (Med'sup) ;
- une école de comptabilité privée : Comptexpert ;
- l'école de coiffure et d'esthétisme de Rouen ;
- l'école nationale des douanes ;
- un institut de formation en soins infirmiers ;
- un institut des métiers du notariat.

#### Collèges et lycées
| Collèges | Lycées |
| --- | --- |
| Collèges publics : - Collège Barbey-d'Aurevilly - Collège Boieldieu - Collège Camille-Claudel - Collège Camille-Saint-Saëns - Collège Fontenelle - Collège Georges-Braque - Collège Jean-Lecanuet Collèges privés : - Institution du Sacré-Cœur - Institution Jean-Paul-II - Pensionnat Jean-Baptiste-de-La-Salle - Collège Saint-Dominique - Collège Sainte-Marie - Cours Notre-Dame | Lycées publics : - Lycée Pierre-Corneille - Lycée Jeanne-d'Arc - Lycée général et professionnel Gustave-Flaubert - Lycée Blaise-Pascal - Lycée Camille-Saint-Saëns - Lycée Grieu Lycées privés : - École industrielle de Rouen - Institution du Sacré-Cœur - Institution Jean-Paul-II - Pensionnat Jean-Baptiste-de-La-Salle - Lycée technique privé Les Tourelles - Post-Bac Join-Lambert au sein de l'Institution Jean-Paul-II |

#### Écoles maternelles et élémentaires
- Maternelle

École maternelle Camille-Claudel ; école maternelle Élisabeth-et-Marguerite-Brière ; école maternelle Maurice-Nibelle ; école maternelle Thomas-Corneille ; école maternelle Marie-Houdemare ; école maternelle Anatole-France ; école maternelle Louis-Henri-Brévière ; école maternelle Jules-Ferry ; école maternelle Catherine-Graindor ; école maternelle Pauline-Kergomard ; école maternelle Achille-Lefort ; école maternelle Marguerite-Messier ; école maternelle Louis-Pasteur ; école maternelle Pierre-de-Ronsard ; école maternelle Les Sapins ; école maternelle Guillaume-Lion ; école maternelle Jeanne-Hachette ; école maternelle Jean-de-La Fontaine ; école maternelle Claude-Debussy ; école maternelle Jean-Philippe-Rameau ; école maternelle Clément-Marot ; école maternelle Honoré-de-Balzac ; école maternelle Marie-Pape-Carpantier ; école maternelle Pépinières-Saint-Julien ; école maternelle Hameau-des-Brouettes ; école maternelle Marcel-Cartier.
- Primaire

École primaire privée Notre-Dame ; école élémentaire Jean-Philippe-Rameau ; école primaire privée Saint-Léon ; école élémentaire Marthe-Corneille ; école élémentaire Victor-Le Gouy ; école élémentaire Clément-Marot ; école élémentaire Théodore-Bachelet ; école élémentaire Jean-de-La Fontaine ; école élémentaire Benjamin-Franklin ; école élémentaire Jules-Michelet ; école élémentaire Louis-Ezéchiel-Pouchet ; école élémentaire François-Villon ; école élémentaire Marie-Houdemare ; école élémentaire Laurent-de Bimorel ; école élémentaire André-Pottier ; école élémentaire Louis-Pasteur ; école élémentaire Anatole-France ; école primaire privée Beauvoisine ; école primaire privée Sacré-Cœur ; école primaire privée Saint-Dominique ; école primaire privée Saint-Joseph ; école primaire privée Sainte-Marie ; école élémentaire Claude-Debussy ; école primaire privée Saint-Vivien ; école primaire privée Jean-Baptiste-de La Salle ; école élémentaire Guy-de-Maupassant ; école élémentaire Jules-Ferry ; école élémentaire Les Sapins ; école élémentaire Honoré-de-Balzac ; école élémentaire Pépinières-Saint-Julien ; école élémentaire Jean-Mullot ; école primaire Rosa-Parks.

### Santé
Le principal établissement de santé est le centre hospitalier universitaire de Rouen.
S'y ajoutent des professionnels et établissements de santé, notamment les cliniques suivantes : clinique de l'Europe, clinique Mathilde et clinique Saint-Hilaire,.
Le centre Henri-Becquerel est le centre régional de lutte contre le cancer.

### Sports
Équipements sportifs
- onze stades ;
- douze salles de sport ;
- vingt-et-un courts de tennis ;
- quatorze gymnases ;
- trois piscines ;

Le palais des sports, livré en 2012.

- deux patinoires (une tous publics, une aux normes olympiques : surface de glisse) ;
- depuis l'automne 2012, un Palais des sports (6 000 places assises avec gradins amovibles).

Nombre de licences sportives (2008): 20 000.
Principales disciplines
- Athlétisme : ASPTT Rouen Athlétisme évoluant en N1B.
- Baseball : les Huskies du Rouen Baseball 76 sont champions de France Élite 2003, de 2005 à 2019, champions d’Europe (groupe B) 2004 et 2006 et finalistes de la Coupe d'Europe de baseball 2007.
- Basket-ball : le Rouen Métropole Basket évolue en Élite (Pro B). L'équipe féminine a connu les honneurs au milieu des années 1990.
- Boxe anglaise.
- Canoë-kayak : Canoë Club Normand.
- Cyclisme : Véloce Club Rouen 76 (VC Rouen 76), fondé en 1880.
- Football : le FC Rouen évolue en National. Le club rouennais compte 19 saisons en Division 1 à son actif, 36 saisons en Division 2 ainsi que plusieurs participations en Coupe d'Europe. L'équipe féminine est en Régional 1.
- Football américain : les Léopards de Rouen évoluent en D2.
- Floorball : L'équipe de Rouen Floorball évolue au niveau N1 élite et en championnat D3.
- Gymnastique : Élan Gymnique Rouennais.
- Handball : le Rouen HB est en Nationale 2 ; l'équipe féminine est en Nationale 1.
- Hippisme : la société des courses hippiques de Mauquenchy–Pays de Bray, organise des courses de trot sur l'hippodrome de Rouen-Mauquenchy depuis 2005.
- Hockey sur gazon : l'équipe masculine de l'ASRUC Hockey sur gazon évolue en Nationale 1 (D2) ; il a organisé en janvier 2010 les Championnats d'Europe femmes et hommes de hockey en salle.
- Hockey sur glace : les Dragons de Rouen jouent en Ligue Magnus. Ils ont remporté 17 fois le Championnat de France de Ligue Magnus (Élite) et ont gagné 2 titres européens. C'est en outre l'une des équipes les plus titrées de France.
- Lutte : l'ASPTT Lutte de Rouen évolue au gymnase Colette Besson.
- Motonautisme : le Rouen Yacht Club organise tous les ans au mois de mai, autour de l'île Lacroix, une manifestation internationale, les 24 Heures motonautiques.
- Natation : les Vikings.
- Patinage : le Rouen Olympic Club a remporté plusieurs titres nationaux ; il est par ailleurs l'organisateur de la compétition internationale de patinage artistique synchronisé « La French Cup ».
- Roller hockey : les Spiders du Rouen Hockey Club évoluent dans l’Élite française (Ligue Élite).

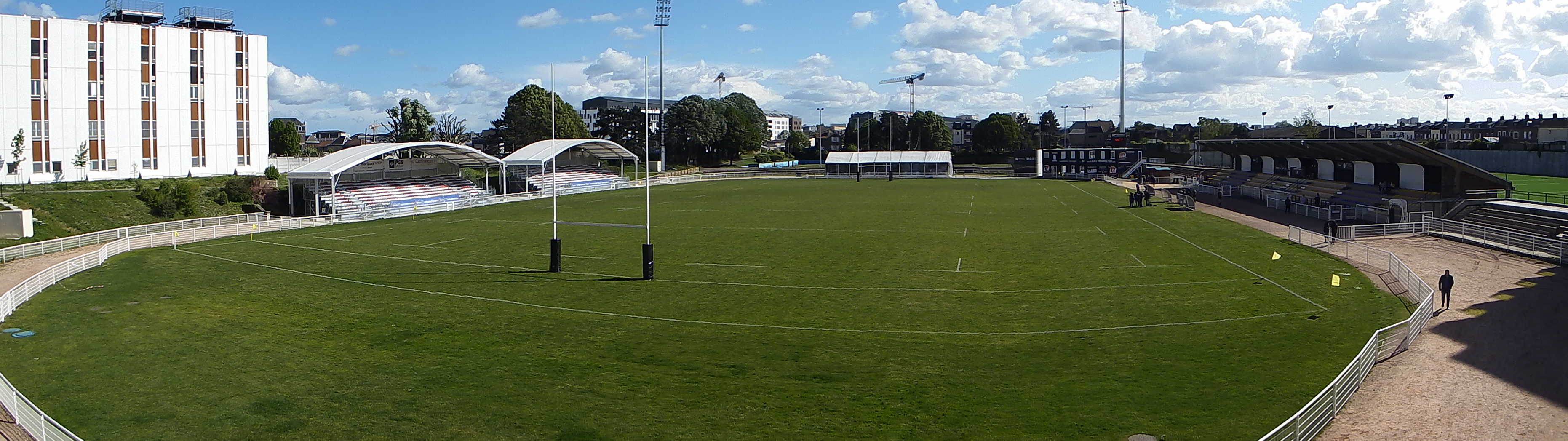
Le stade Jean-Mermoz en mai 2019.

- Rugby à XV : le Rouen Normandie Rugby évolue en Pro D2 (2e division); l'équipe première féminine de l'ASRUC évolue en 1re division.
- Sport automobile : l'AS Automobile Club Normand a organisé jusqu'en 1993 des courses sur le circuit de Rouen Les Essarts, fermé depuis, qui a accueilli à cinq reprises le Grand Prix de France. La construction d'un nouveau circuit, prévue à Mauquenchy, est abandonné avec la construction du circuit de Nevers Magny-Cours.
- Tennis de table : l'équipe masculine du SPO Rouen évolue en Pro A.
- Triathlon : le RouenTriathlon évolue en Division 1.
- Volley-ball : l'ASPTT Rouen MSA Volley Ball évolue en Nationale 3.
- Golf : golf de Rouen Mont-Saint-Aignan et golf de Rouen La Forêt Verte.

Rouen a été candidate aux Jeux olympiques de la jeunesse d'été 2014, mais le Comité national olympique a préféré défendre une candidature aux Jeux d'hiver en 2018.

### Médias

#### Presse écrite

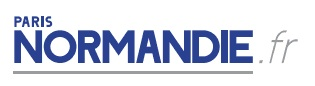
Le logo de Paris-Normandie, l'un des quotidiens normands.

Le principal quotidien régional est Paris-Normandie, qui couvre les départements de la Seine-Maritime et de l'Eure depuis la fusion des trois principaux journaux de l'après-guerre, Liberté-Dimanche, Havre libre et Le Havre Presse. Trois journaux gratuits sont distribués : Côté Rouen, Tendance Ouest (hebdomadaires régionaux) et 20 Minutes (quotidien national).
En outre, plusieurs journaux en ligne sont basés à Rouen, tels que Le Poulpe, Normandie-actu et infoNormandie.
À l'instar des autres collectivités territoriales qui distribuent chacune leur magazine de communication, la municipalité assure la diffusion de Rouen Mag.
L'actualité culturelle locale est relatée par d'autres bulletins gratuits, comme Aux Arts, Bazart et L'Agenda rouennais.

#### Télévision

Logo de France 3 Normandie.

Antenne régionale de la troisième chaîne de télévision française, France 3 Normandie propose chaque jour l'actualité régionale ainsi qu'un journal d'actualités locales, diffusé à midi, puis à dix-neuf heures. Entre 2009 et 2011, l'actualité de la ville, alors préfecture de Haute-Normandie, faisait l'objet d'une émission spéciale d'une dizaine de minutes, Rouen métropole, qui mettait en avant les nouveautés culturelles et les initiatives locales retenant l'attention de la rédaction normande de France 3. Cette rédaction régionale traite aussi la politique locale de façon régulière, par le biais de plusieurs émissions diffusées de façon périodique, comme La Voix est libre, ou par des éditions spéciales comme le débat télévisé opposant les têtes de listes qualifiées pour le second tour des élections municipales et diffusé sur la chaîne, depuis le musée des Beaux-Arts, le 28 mars 2014.
Depuis 2019, la rédaction normande se trouve dans le hangar 11 neuf, situé sur le quai Ferdinand-de-Lesseps.
La Chaîne normande a été créée en octobre 2011. Il s'agit de la première télévision partiellement privée régionale émettant en Haute-Normandie. D'autres chaînes de télévision n’émettant pas en Haute-Normandie sont ou étaient accessibles en streaming. Parmi elles, TVNormanChannel, une chaîne de télévision privée régionaliste animée principalement par le Mouvement normand.

#### Radios
Plusieurs stations de radio ou antennes locales ont leurs propres bureaux dans la capitale normande ou y sont à tout le moins associées. La principale radio locale est Ici Normandie (100.1), radio de service public, antenne locale du groupe Radio France. Comptant près de 200.000 auditeurs quotidiens dans sa zone de diffusion (Seine-Maritime et Eure), elle diffuse ses programmes locaux de 6h à 12h puis de 16h à 19h, entre-temps, c'est l'antenne nationale qui a la main. Les émissions locales mêlent culture, information, humour. Une partie de la matinale d’Ici Normandie, entre 7h et 9h est filmée et diffusée en direct sur l'antenne locale de France 3 Normandie.
Dans les autres radios peuvent être citées Tendance Ouest, radio régionale provenant de Saint-Lô (103.7), Sweet FM Normandie (90.6) ; Radio La Sentinelle, radio associative de l'église adventiste de Rouen (97.9) ; Radio RC2, radio associative marommaise (94.4) ; Radio HDR, radio association proposant des programmes multiculturels (99.1) ; Horizon FM, radio associative siégeant à Barentin (100.9) ; R2R, radio étudiante rouennaise (92.9) ; RCF Haute-Normandie (88.1), Chérie FM Rouen (97.5), Beur FM Rouen (98.7), NRJ Rouen (100.5), Europe 2 Rouen (104.1) ; Nostalgie Rouen (105.3)… Toutes ces stations décrochent du programme national à certains horaires pour proposer des émissions locales.
Quelques radios en ligne existent également comme TST Radio.

## Économie

### Historique

#### Activité verrière
Une verrerie royale de réputation a existé dans le faubourg de Saint-Sever : elle laisse son nom à la place de la Verrerie.

#### Activité textile
Pays calcaire, couvert de forêts de chênes et de hêtres, mais aussi parsemé de vallées traversées de cours d’eau, Rouen fut très vite connue pour ses diverses productions. La plantation de lin étant facilitée par une terre souvent humide, Rouen produisit très tôt du tissu et cette production textile, véritable fleuron de la ville durant tout le Moyen Âge et la Renaissance, se poursuivit intensément jusqu’au XXe siècle. On y produit aussi des rouenneries, cotonnades de Rouen.
Les draps de Rouen sont connus dans toute l’Europe à partir du XIIIe siècle, comme en témoignent les nombreuses références qui y sont faites à cette époque comme dans La Farce de Maître Pathelin, anonyme du XVe siècle par exemple. Lors de son procès en avril 1431, Jeanne d'Arc dira, quand on lui demande si elle sait bien coudre comme sa mère le lui a appris, qu’elle « ne crain[t] dame de Rouen pour ce qui est de coudre et de tître (tisser). »

### Aujourd'hui
- 176 300 emplois dans la métropole, dont 75 700 à Rouen
- 3 000 commerces
- 1re métropole régionale tertiaire du Bassin parisien
- Aéroport Rouen Vallée de Seine
- Grand Port Maritime de Rouen
- Marché d'intérêt national, avenue Bernard-Bicheray

Rouen est le siège de la Chambre de commerce et d’industrie territoriale Seine-Mer Normandie (ex-chambre de commerce et d'industrie de Rouen) et de la Chambre régionale de commerce et d'industrie de Normandie.
Pour son développement économique, Rouen dispose d'une agence dédiée, Rouen Normandy Invest, agence rattachée au pôle métropolitain Rouen Seine-Eure, dont les principales missions sont la promotion et le développement du territoire. Cette association est financée par Métropole Rouen Normandie, Seine-Eure Agglo, la CCI Rouen Métropole, HAROPA Port, l'université de Rouen et la ville de Rouen.
À partir de la fin des années 1970, Rouen se distinguait des autres grandes villes de France par un important taux de chômage consécutif à une série de délocalisations. La ville comptait 7,8 % de personnes sans activité professionnelle en 2008.
Rouen (et communes à l'entour) abrite les sièges de la Matmut, de la Mutuelle assurance de l'éducation (MAE), le siège historique des Anciennes Mutuelles devenues Axa, de Lubrizol (filiale France), de Rapid'Flore et d'Astera. Se trouvent dans la métropole les sièges de Ferrero France, Novandie (Mamie Nova), Cap Seine, Segafredo Zanetti France, Huis-Clos, Le Mutant (supermarché), Eismann France, Maxim's SAPP, Daiwa (filiale France)…
Rouen est préfecture de région et la plupart des services déconcentrés de l'État (direction régionale de l'économie, de l'emploi, du travail et des solidarités (DREETS), direction régionale de l'Environnement, de l'Aménagement et du Logement (DREAL), direction régionale des finances publiques (DRFIP) - Normandie et département de Seine-Maritime, direction départementale de l'Emploi, du Travail et des Solidarités (DDETS)) y sont représentés.

#### Monnaie locale
Une monnaie locale, l'agnel, a été lancée en novembre 2015.

#### Activité portuaire

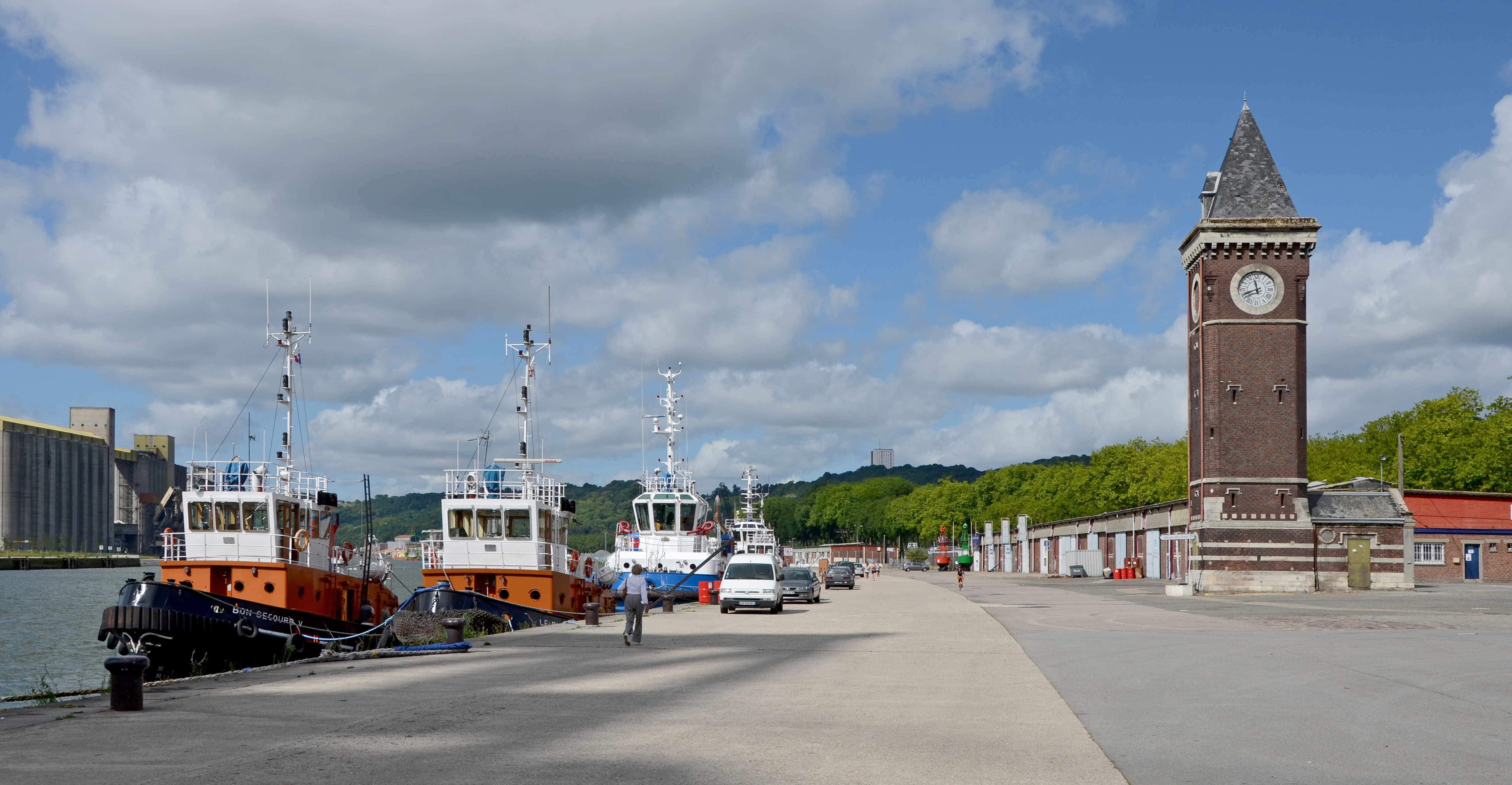
Quai Émile-Duchemin.

Depuis le Moyen Âge, et même avant, le port a eu une place prépondérante dans l'activité de la ville, en raison de sa position stratégique entre Paris et la mer, dont les marées y sont perceptibles.
Bien qu'il soit à 80 km de fleuve de l'estuaire (6 heures de navigation), le port est à la fois fluvial et maritime, pouvant accueillir des navires jusqu'à 280 m de long et 150 000 tonnes de jauge brute. En aval, les ponts sur la Seine ont 50 mètres de tirant d’air et des dragages permanents maintiennent un tirant d'eau de 10 mètres minimum.
Tous tonnages, Rouen n'est que le 28e port européen et le 5e français, derrière Marseille (3e européen), Le Havre (5e), Dunkerque (13e), Saint-Nazaire (18e), mais c'est le 1er port européen de céréales, le 1er français pour la farine et les engrais. Le trafic pétrolier est bien moindre qu'au Havre mais non négligeable lorsque la raffinerie de Petit-Couronne était en exploitation.
Rouen accueille plus de 40 000 croisiéristes fluviaux en 2014, plus de 20 000 croisiéristes maritimes.
Enfin, les plus grands voiliers du monde se rassemblent à Rouen tous les 4 à 5 ou 6 ans. L'événement a été appelé Voiles de la liberté en 1989, Armada de la liberté en 1994 et Armada du siècle en 1999, avec six millions de visiteurs. L'édition Armada 2003 a accueilli cinquante navires, six mille marins de vingt nationalités, dix millions de visiteurs, des dizaines de manifestations et d'animations. La prochaine manifestation est programmée en 2023.

## Culture locale et patrimoine
Rouen détient le label français officiel Villes et Pays d'art et d'histoire.
Stendhal l'a surnommée « l'Athènes du genre gothique ». De nombreux édifices religieux et civils ont été endommagés ou détruits par les bombardements et les incendies de la Seconde Guerre mondiale, mais la plupart des monuments les plus importants et les plus emblématiques de la cité ont été restaurés ou rebâtis.
Rouen est une étape du pèlerinage du mont Saint-Michel (Itinéraire culturel du Conseil de l'Europe) sur le chemin venant d'Amiens.

### Lieux et monuments

#### Les orgues dans les monuments de la ville
- Inventaires des orgues[284].

* Abbatiale Saint-Ouen : Grand orgue en tribune, Orgue du Voyage, Orgue d'accompagnement orgue d'étude sacristie.
* Église Saint-Sever.
* Église Saint-Maclou.
* Église Sainte-Madeleine,.
* Église Norvégienne.
* Cathédrale Notre-Dame : orgue de tribune, orgue de chœur.
* Église Saint-Nicaise.
* Chapelle de l'hôpital Charles Nicolle.
* Chapelle du pensionnat Saint-Jean-Baptiste-de-la-Salle.
* Chapelle de la congregation des Sœurs du Sacré-Cœur d’Ernemont.
* Église Saint-Joseph.
* Chapelle du couvent des Bénédictines du Saint-Sacrement,.
* Église du Sacré-Cœur.
* Chapelle Saint-Anne.
* Chapelle Corneille.
* Église Sainte-Jeanne-d’Arc.
* Théâtre des Arts.
* Archevêché.
* Église Saint-Clément.
* Église Saint-Godard.
* Église Saint-Patrice.
* Église Saint-Romain.
* Église Saint-Paul.
* Église Saint-Clément.
* Église Saint-Gervais.
* Église Saint-Sever.
* Église Saint-Vivien,.
* Halle-aux-toiles.
* Église Saint-Patrice.
* Temple Saint-Eloi.
* Conservatoire à rayonnement régional,,.
* Église Saint-Godard.
* Église Saint-Hilaire.
* Église Saint-Paul.

##### Cathédrale Notre-Dame

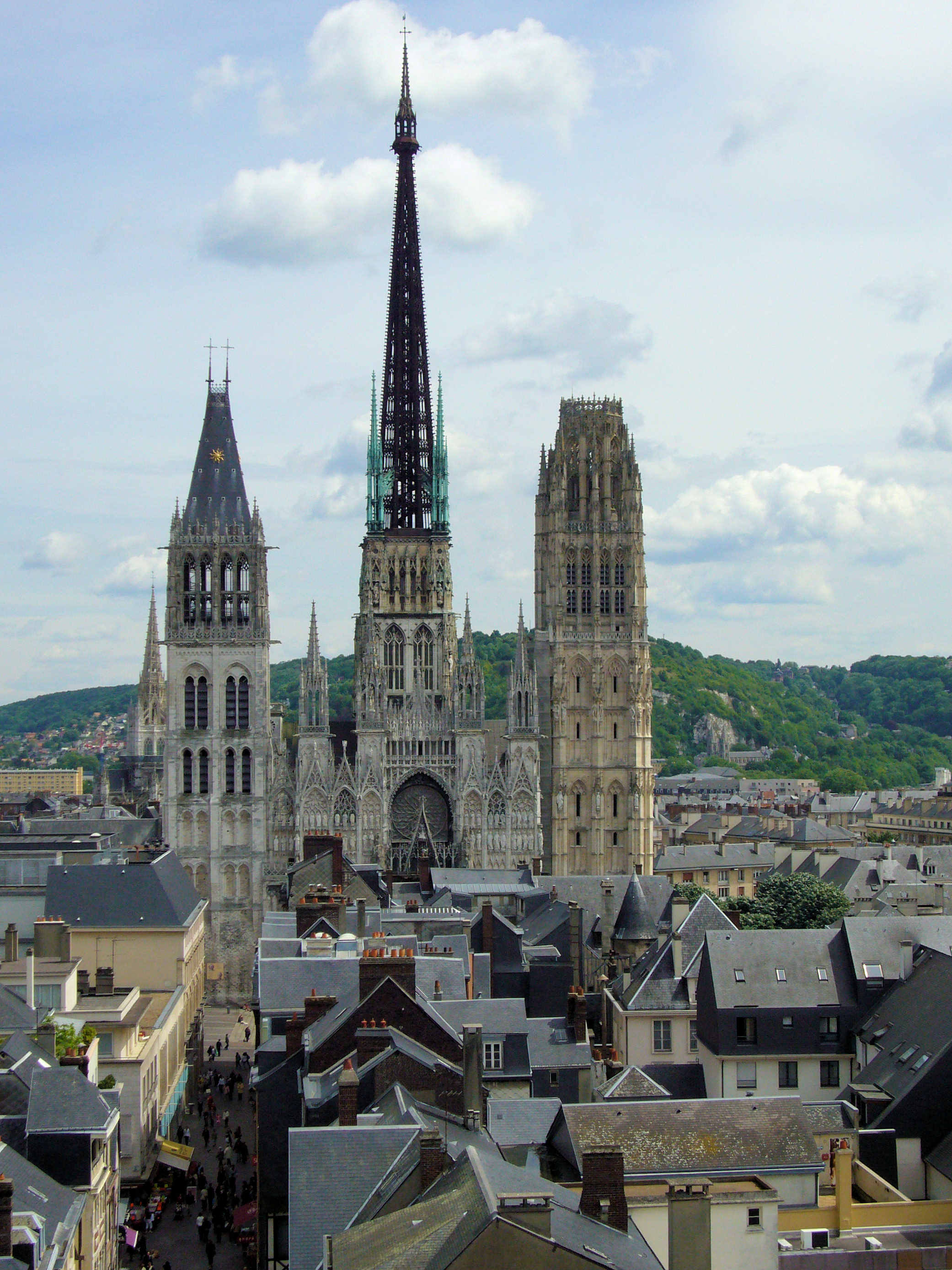
La cathédrale Notre-Dame.

La cathédrale primatiale Notre-Dame, d'architecture gothique, inspira particulièrement Claude Monet qui l'a immortalisée dans la série des « Cathédrales ». Elle est dotée d'une « tour-lanterne » sur la croisée du transept, n'ayant pas fonction de clocher, surmontée d’une flèche en fonte culminant à 151 mètres (la plus haute de France). Elle est de 5 mètres plus haute que la pyramide de Khéops initiale (la flèche est en rénovation jusqu'en 2025).
L'histoire du vitrail du XIIIe siècle à nos jours peut se lire à l’intérieur de l'église.
Dans le chœur se trouvent des sépultures d'anciens ducs de Normandie, comme celle de Rollon, le fondateur du duché, et de Richard Cœur de Lion qui a fait déposer son cœur dans la cathédrale en « remembrance d'amour pour la Normandie ».
Outre ses vitraux, la statuaire de sa façade est remarquable, avec 70 figures sculptées entre 1362 et 1421 installées entre 20 et 30 mètres de hauteur. Les anges et saintes femmes sont au niveau supérieur et, dessous, les apôtres dominent les archevêques, au dernier rang mais uniquement à gauche de la façade (nord).
La tour Saint-Romain, haute de 77 m, encadre la façade au nord. Elle tire son nom d'un archevêque de Rouen du VIIe siècle qui, selon la légende, vainquit la « gargouille », un dragon vivant dans les marécages près de la Seine. La tour relève du gothique primitif du XIIe siècle pour les premiers étages et du gothique flamboyant pour le dernier, terminé d'un toit « en fer de hache ». Elle a brûlé en 1944.
La tour de Beurre, haute de 80 m, encadre la façade au sud. Construite avec l'argent des indulgences de carême, elle est un chef-d'œuvre du gothique flamboyant.

##### Abbatiale Saint-Ouen

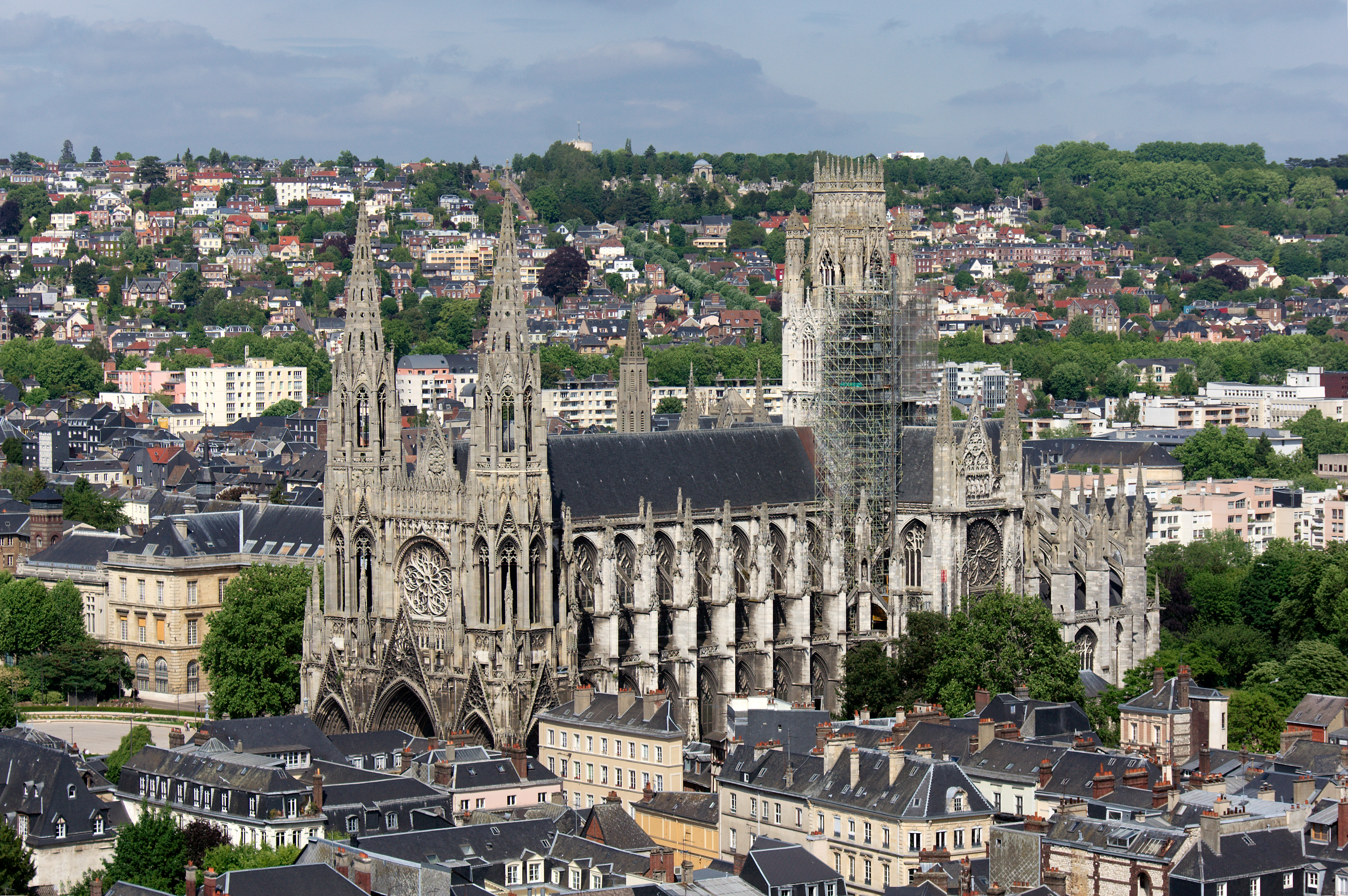
L'abbatiale Saint-Ouen.

L'abbatiale Saint-Ouen est de style gothique rayonnant et flamboyant. L'ancienne « abbaye de Saint-Ouen » a été l'un des monastères bénédictins les plus puissants de Normandie. Les travaux de l'église abbatiale, commencés en 1318, ont été ralentis par la guerre de Cent Ans et n'ont été achevés qu'au XVIe siècle. En 1800, la municipalité s’est installée dans l'ancien dortoir des moines, devenu l'hôtel de ville, contigu à l'église abbatiale, qui mesure environ 137 mètres de long du chevet à l'entrée de la nef, avec une hauteur sous voûte de 33 mètres. Elle abrite les grandes orgues du facteur romantique Aristide Cavaillé-Coll.
La « Couronne de Normandie » est le surnom de la tour de croisée surplombant l'abbatiale et haute de 87 mètres.

##### Gros-Horloge

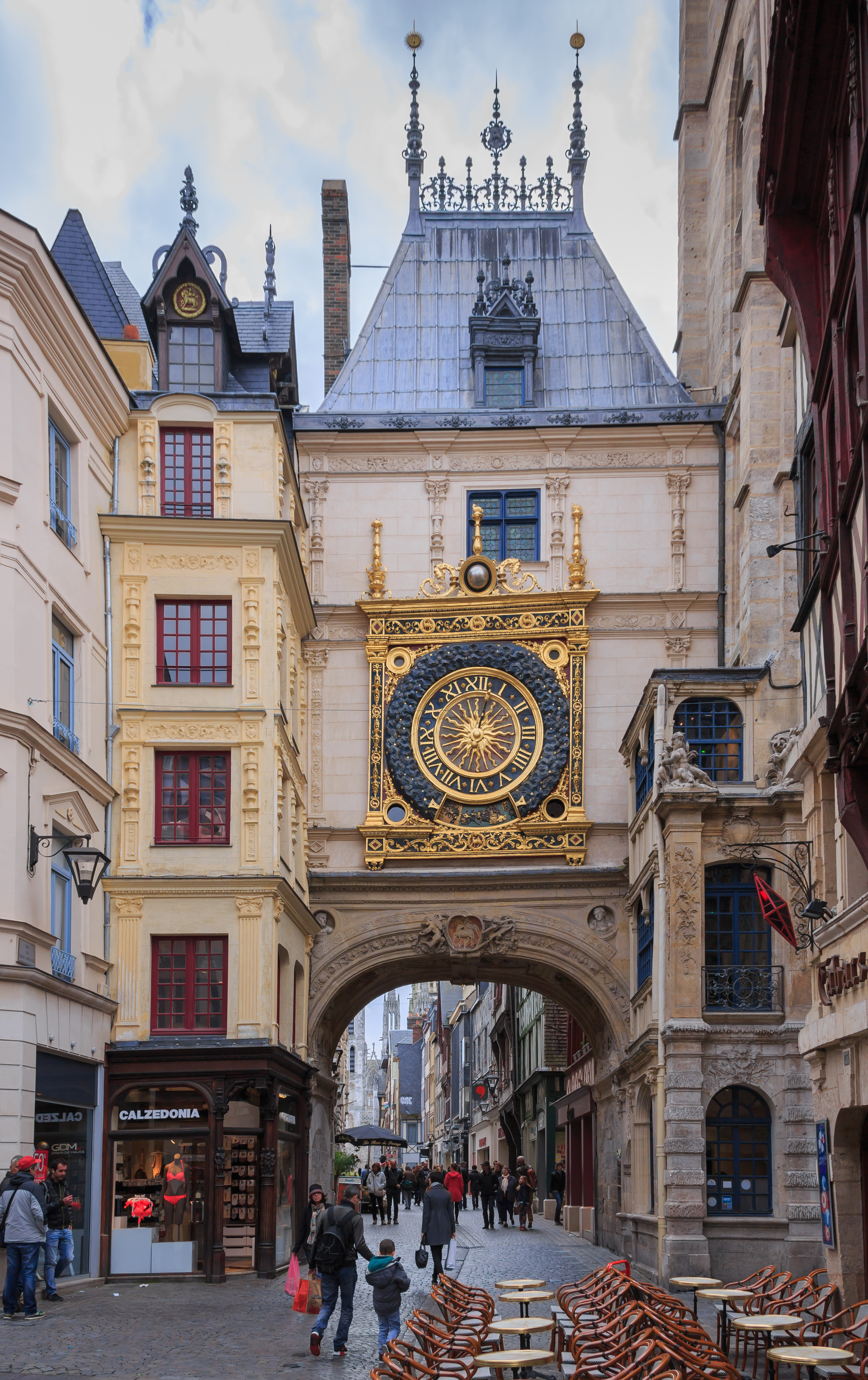
Le Gros-Horloge, dans la rue du même nom.

Symbole de la puissance de Rouen, le Gros-Horloge est un monument emblématique de la ville. Le Gros-Horloge, horloge astronomique avec un mécanisme du XIVe siècle et un cadran du XVIe siècle, est situé dans un pavillon enjambant la rue du Gros-Horloge sur une arche Renaissance et qui est contigu à un beffroi gothique. Sur le double écran, l'aiguille unique pointe l'heure. Il apparaît aussi un « semainier » et les phases de la lune sont indiquées dans l'œil-de-bœuf supérieur. L'agneau pascal, dans un écusson au centre de l'arcade, représente les armes de la ville et symbolise le commerce et l'industrie de la laine.
À voir, sur la face droite du Gros-Horloge, des anges gravés sur la pierre, dont l'un est sculpté à l'envers en signe de mécontentement des ouvriers lors de la construction de l'horloge.
Il a été intégralement restauré à partir de 1997, mis en lumière en 2003 et rouvert au public en décembre 2006.

##### Hôtel de ville
L’hôtel de ville de Rouen évolue avec l’importance de la ville.

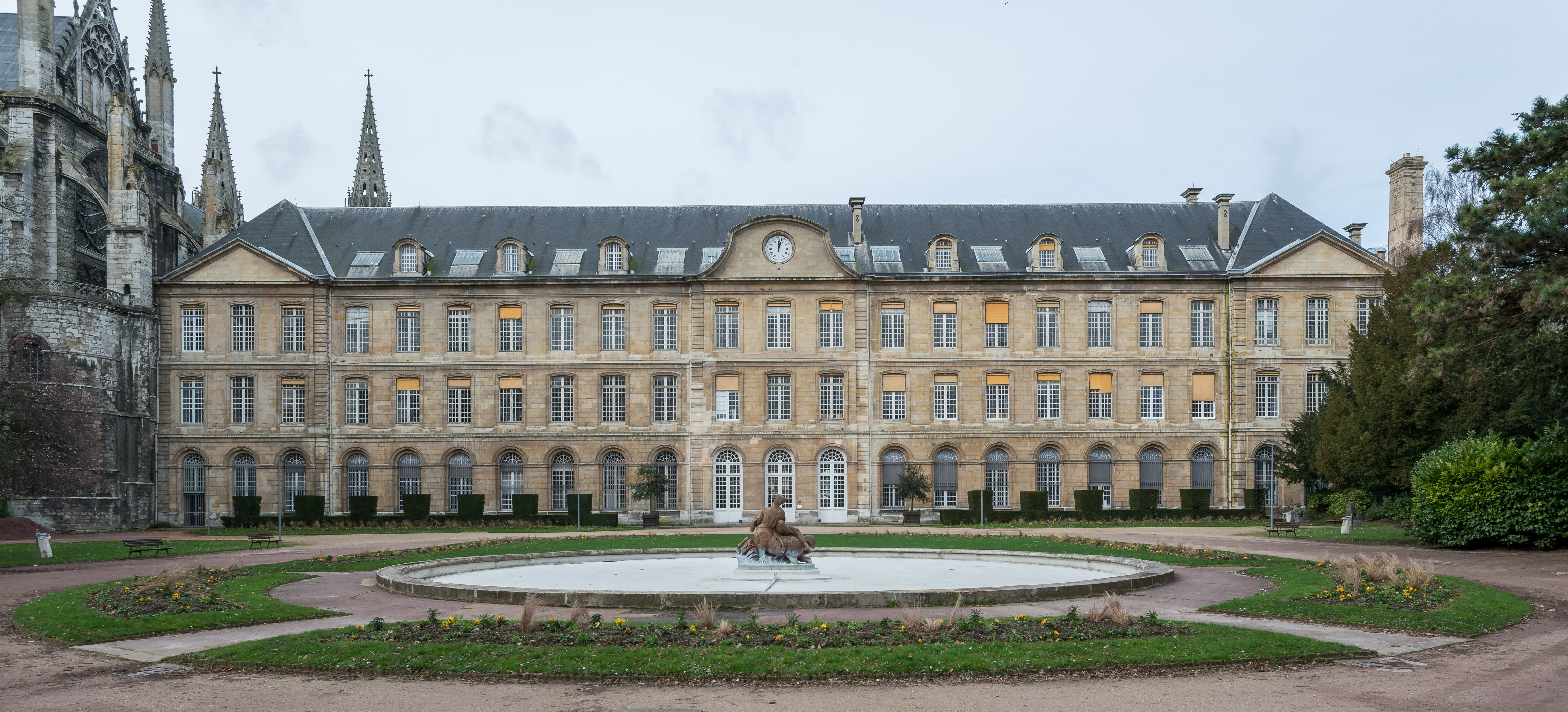
Façade arrière de l'actuel hôtel de ville.

Au XIIe siècle, les « établissements de Rouen », ancêtres de la municipalité, sont installés à la halle aux Marchands.
Début XIIIe siècle, il s'installe rue du Gros-Horloge.
En 1758, le projet de l'architecte Le Carpentier prévoit un nouveau bâtiment place du Vieux-Marché. Ce projet sera abandonné dès 1765 et, en 1791, c’est l'hôtel de la Première Présidence qui accueille la Municipalité.
En 1800, l'hôtel de ville s'installe dans les dortoirs de l'ancienne abbaye Saint-Ouen. Adaptée aux exigences modernes, la salle du conseil municipal (vers 1963) est due au décorateur Maxime Old.

##### Bureau des finances

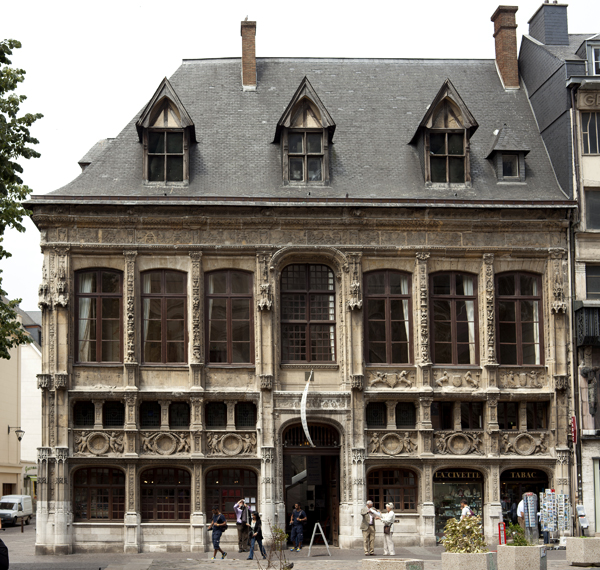
L'ancien bureau des Finances, actuel office de tourisme.

Le bureau des finances, construit de 1509 à 1540 à la demande du cardinal Georges d'Amboise, est le plus ancien monument Renaissance subsistant à Rouen.
Il a peu souffert des bombardements de la Seconde Guerre mondiale. Il est occupé depuis 1959 par l'office de tourisme de Rouen. L'ancien bureau des finances, constitué des façades sur rue et sur cour et toitures, fait l'objet d’un classement au titre des monuments historiques depuis le 20 août 1926.
Il est aussi connu pour avoir servi de lieu à Claude Monet pour peindre une partie de sa série des « Cathédrales », à savoir onze toiles.

##### Palais de Justice
Le palais de justice de Rouen est l'ancien Parlement de Normandie. Il figure l'une des quelques réalisations de l'architecture gothique civile de la fin du Moyen Âge en France.

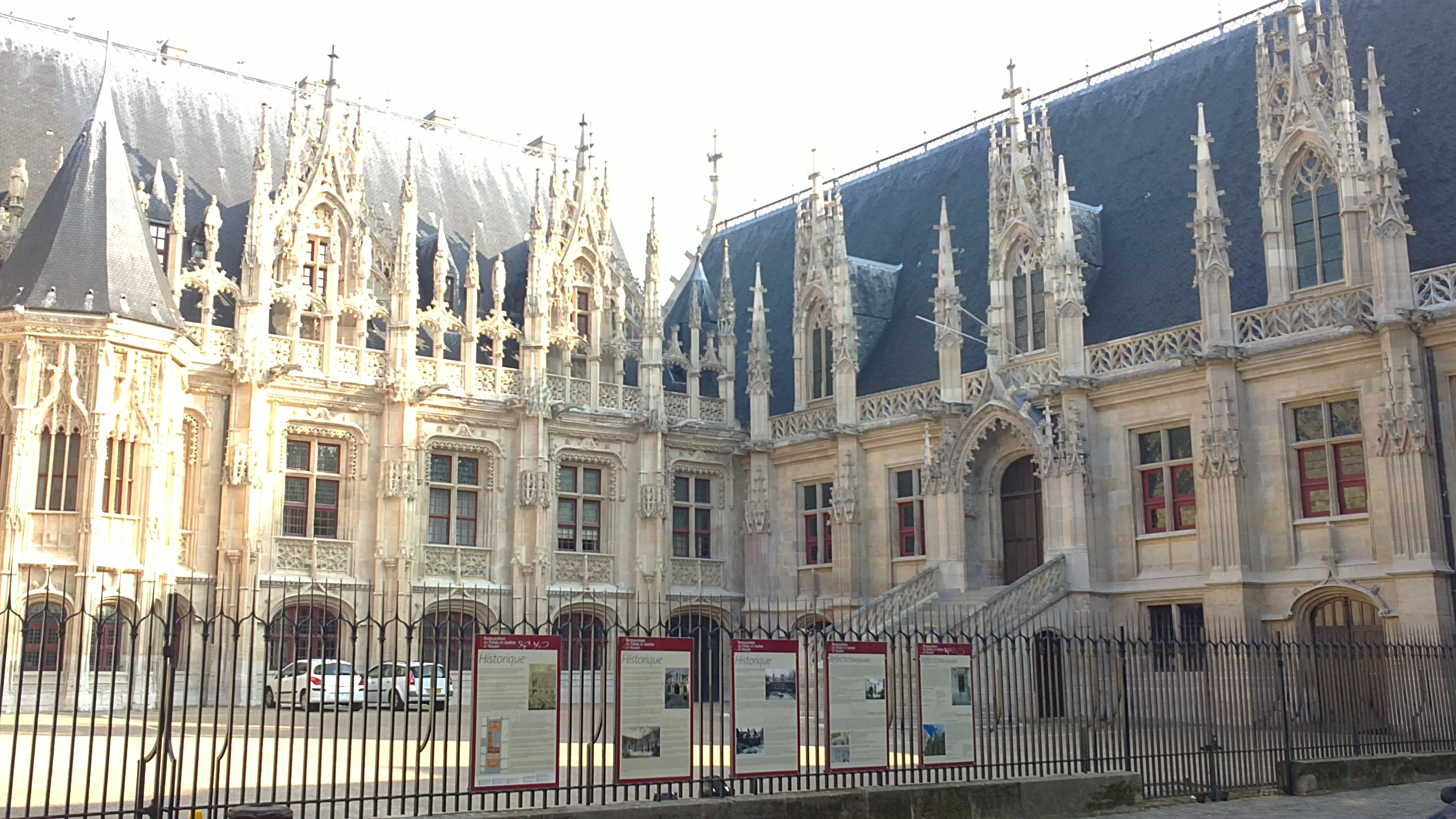
Une partie du palais de justice.

Il a été construit sur les vestiges de l'ancien quartier juif de Rouen dit « Clos aux Juifs » qui se situait entre l'actuelle rue du Gros-Horloge et la rue des Cannes, avant sa destruction et l'expulsion des juifs de France en 1306 par Philippe le Bel, dont celle des quelque 5 000 juifs rouennais installés depuis l'époque romaine,,.
Seule l'aile en retour à gauche de la façade, dans la cour d'honneur, est gothique, construite entre la fin du XVe siècle et le début du XVIe siècle. On y relève des pinacles, gargouilles et une balustrade flamboyante à la base du toit. L'escalier attenant a été reconstruit par l'architecte Paul Selmersheim en style néogothique champenois au début du XXe siècle, et ce après l'« affaire de l'escalier » entraînant le démontage de celui réalisé en style néogothique par l'architecte Lucien Lefort, apôtre de l'historicisme à Rouen.
Le corps central est un mélange de styles gothique et Renaissance, dont la construction embrasse presque tout le XVIe siècle. Le décor est plus riche que sur l'aile gothique et la balustrade est radicalement différente.
L'aile en retour de droite est un pastiche néogothique, datant du XIXe siècle et remplaçant une ancienne partie de style classique. Également néogothique est la partie donnant sur la rue Jeanne-d'Arc, avec sa tour d'horloge.
L'édifice abritait auparavant l'Échiquier de Normandie, devenu Parlement de Normandie au XVIe siècle. Il serait partiellement l’œuvre de Roulland Le Roux, architecte du bureau des finances (actuel office de tourisme).
Il a été endommagé deux fois en 1944 : lors du bombardement du 19 avril, l'aile gothique a été détruite et, le 26 août 1944, la partie centrale gothico-Renaissance a aussi été fortement touchée. Les murs en pierre sont restés debout mais les pinacles et les imposantes charpentes en bois de chêne ont été anéanties. Les intérieurs ont été ravagés (dont la magnifique salle des Assises avec un plafond à caissons, restauré depuis). Les charpentes ont été remplacées par des carènes de béton. Les parties néogothiques ont échappé à la destruction.

##### Maison sublime

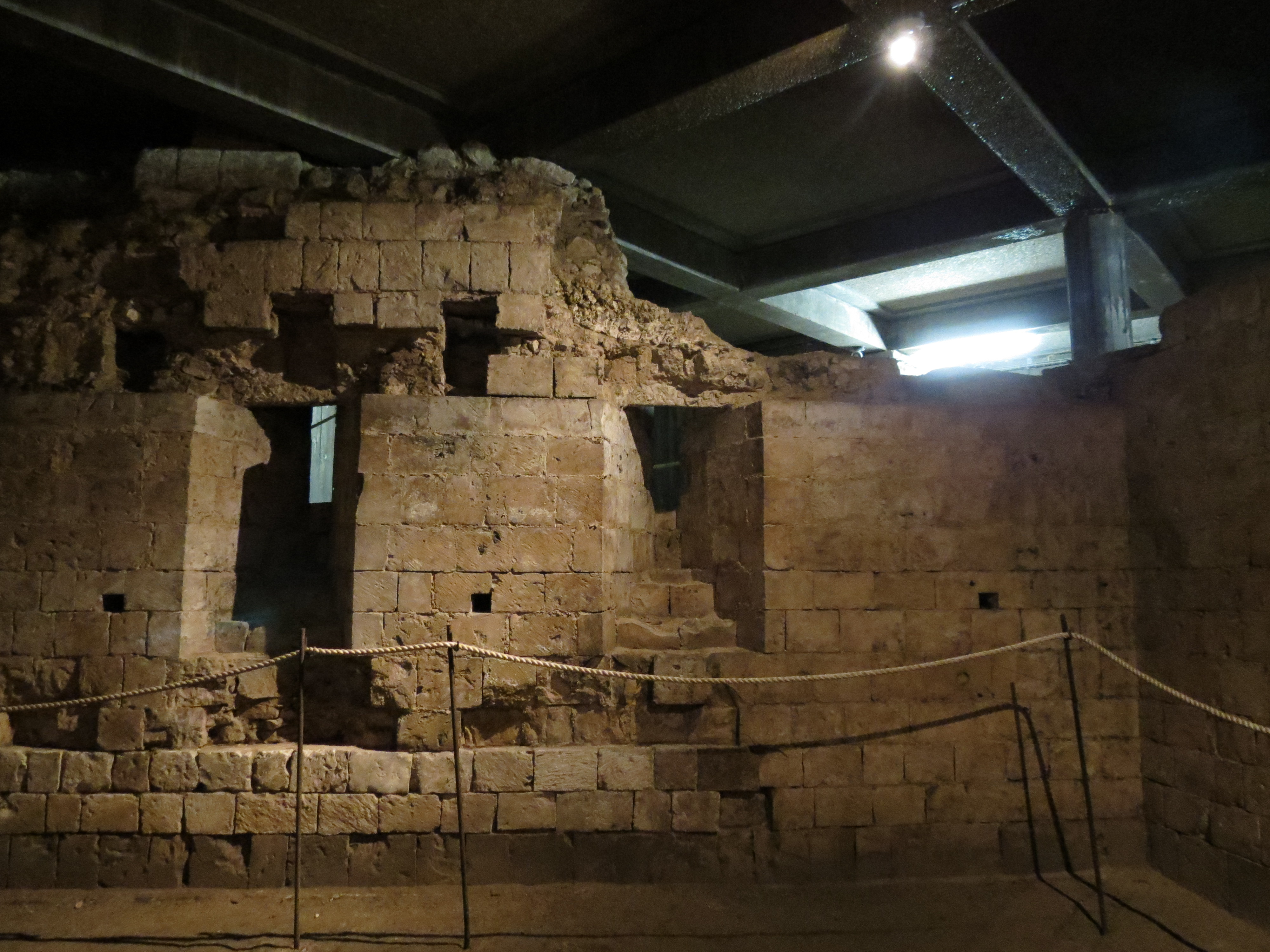
La Maison sublime, mur Nord intérieur.

La « Maison sublime » est le monument juif sous l'escalier de droite de la cour d'honneur. Il date du début du XIIe siècle et ses murs préservés de faible hauteur présentent des graffitis en hébreu, dont l'inscription issue du Livre des Rois : « Que cette maison soit (toujours) sublime ! ». On y voit aussi un lion de Juda sculpté. Après quelques hésitations sur sa destination, les historiens y reconnaissent une école rabbinique dite yeshivah (dont une synagogue),.
Malgré sa découverte en 1976, elle a été en partie détruite en 1982 pour y construire des bureaux et un parking pour le tribunal de grande instance,.
Depuis 2022, il est possible de réserver des visites guidées du monument, visites assurées par des guides formés par l'association de « la Maison Sublime » (LMSR).

##### Hôtels particuliers
La ville possède un grand nombre d'hôtels particuliers du XIIe au XIXe siècle, témoignages de son importance et de sa prospérité.

En 1982 est découvert dans la rue aux Juifs l'hôtel de Bonnevie que l'historien Norman Golb - qui s'était déjà penché sur la Maison sublime - identifie comme un bâtiment qui appartenait à un puissant Juif normand du XIIe siècle, à la fin du règne des Plantagenêt,. 

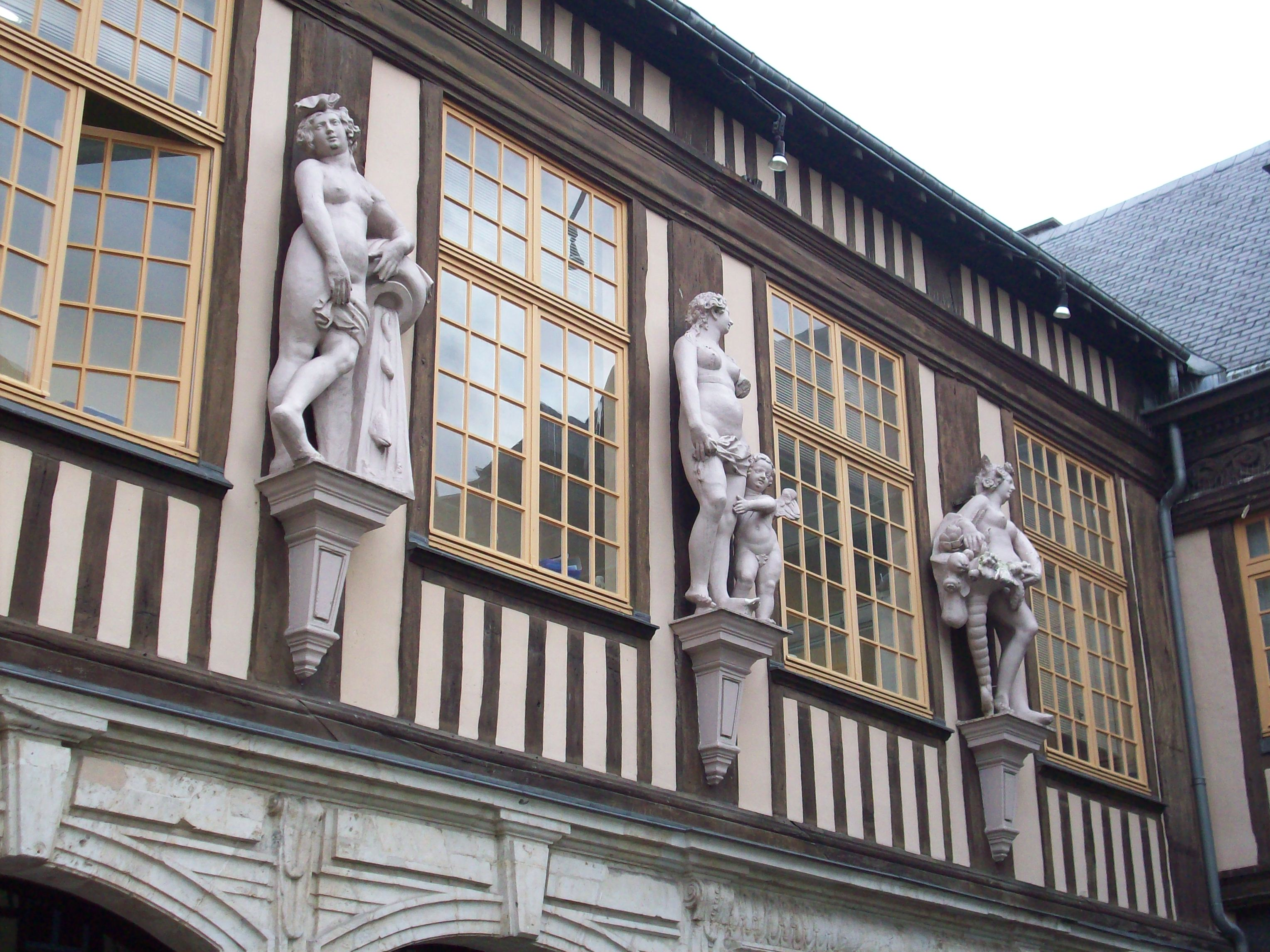
Façade de l'hôtel d'Étancourt.

L'hôtel de Bourgtheroulde, un hôtel particulier situé place de la Pucelle, présente les influences conjointes du gothique flamboyant et de la Renaissance. Il a été bâti dans la première moitié du XVIe siècle par Guillaume Le Roux, conseiller de l'Échiquier de Normandie et seigneur de Bourgtheroulde. Vendu en décembre 2006, il est devenu, quatre ans plus tard, un grand hôtel de luxe. Outre ses chambres, l'hôtel comprend un spa avec piscine, un restaurant gastronomique, une brasserie et un bar lounge.
Certains sont connus par un nom spécifique : hôtel Bésuel, hôtel d'Étancourt, hôtel de l'État-Major et du Conseil de Guerre, hôtel Jubert de Brécourt, hôtel Levavasseur, hôtel de Miromesnil, hôtel de Girancourt, hôtel de Franquetot, hôtel d'Hocqueville, hôtel de Sacy, hôtel de Senneville ou hôtel d'Aligre, etc. La plupart sont construits en pierre de taille, mais certains y mêlent le colombage et la brique.

##### Église Saint-Maclou

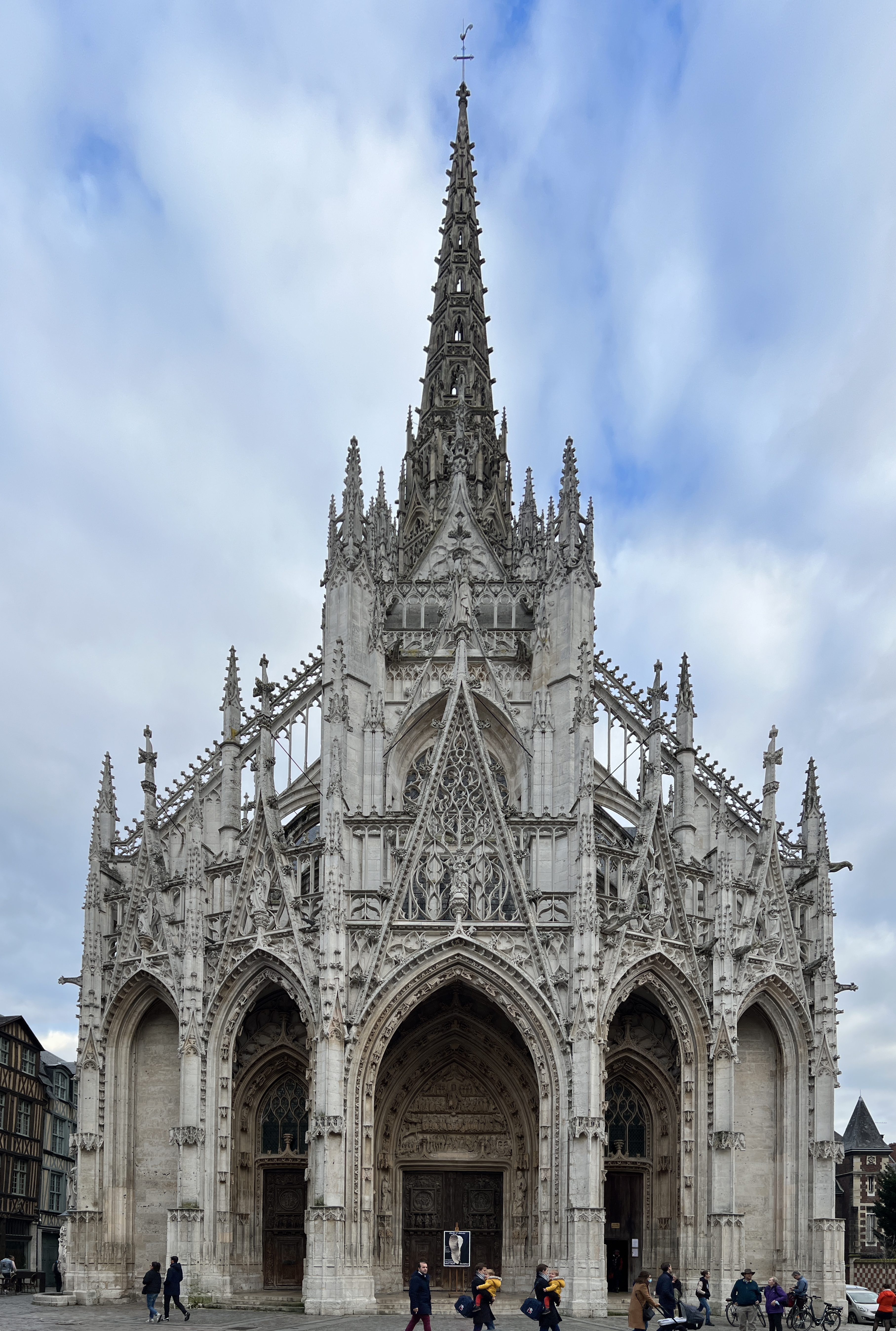
L'église Saint-Maclou.

L'église dédiée à saint Maclou est un joyau de l'art gothique flamboyant construit entre 1437 et 1517. Elle a une façade ornée d'une rose. Devant cette façade s'ouvrent cinq porches disposés en arc de cercle. Ils sont surmontés de gables très richement décorés. Trois d'entre eux abritent des portails, dont deux sont fermés par des portes en bois sculptées, œuvre des huchiers (ébénistes, sculpteurs sur bois) de la Renaissance.
Le plan de l'église présente un transept non saillant par rapport aux chapelles latérales. Elle conserve, comme la cathédrale, la tradition normande de la tour-lanterne, qui y fait office de clocher. La flèche date du XIXe siècle et est l'œuvre de l'architecte Jacques-Eugène Barthélémy. La sacristie à l'est est un pastiche néo-Renaissance dont les colonnes de marbre authentique viennent d'Italie.
Elle a subi des dommages lors de la Seconde Guerre mondiale, atteinte par deux bombes entraînant destructions et incendies. En outre, elle a souffert des aléas du climat et de la pollution.
L'intérieur du sanctuaire, conçu pour recueillir le maximum de lumière, est très clair. C'est une des raisons de l'absence de chapiteaux sur les piliers de la nef et du chœur. On remarque également la grande dimension des baies qui occupent tout l'espace entre les travées. Le chœur, rénové, n'a pas retrouvé ses belles boiseries baroques d'avant-guerre et seule une chapelle en a conservé. Une des chapelles au sud du déambulatoire n'a pas été reconstruite.
Peu de vitraux anciens ont subsisté et ceux qu'on peut observer sont souvent mêlés à des éléments modernes. À noter, cependant, l'arbre de Jessé du XVe siècle au-dessus du portail nord, avec un Jessé assis selon une habitude née en Flandres, et au-dessus du portail sud, une Crucifixion.
Sur le revers de la façade occidentale subsiste un buffet d'orgue Renaissance dont les qualités à la fois plastiques et sonores sont reconnues.

##### Aître Saint-Maclou

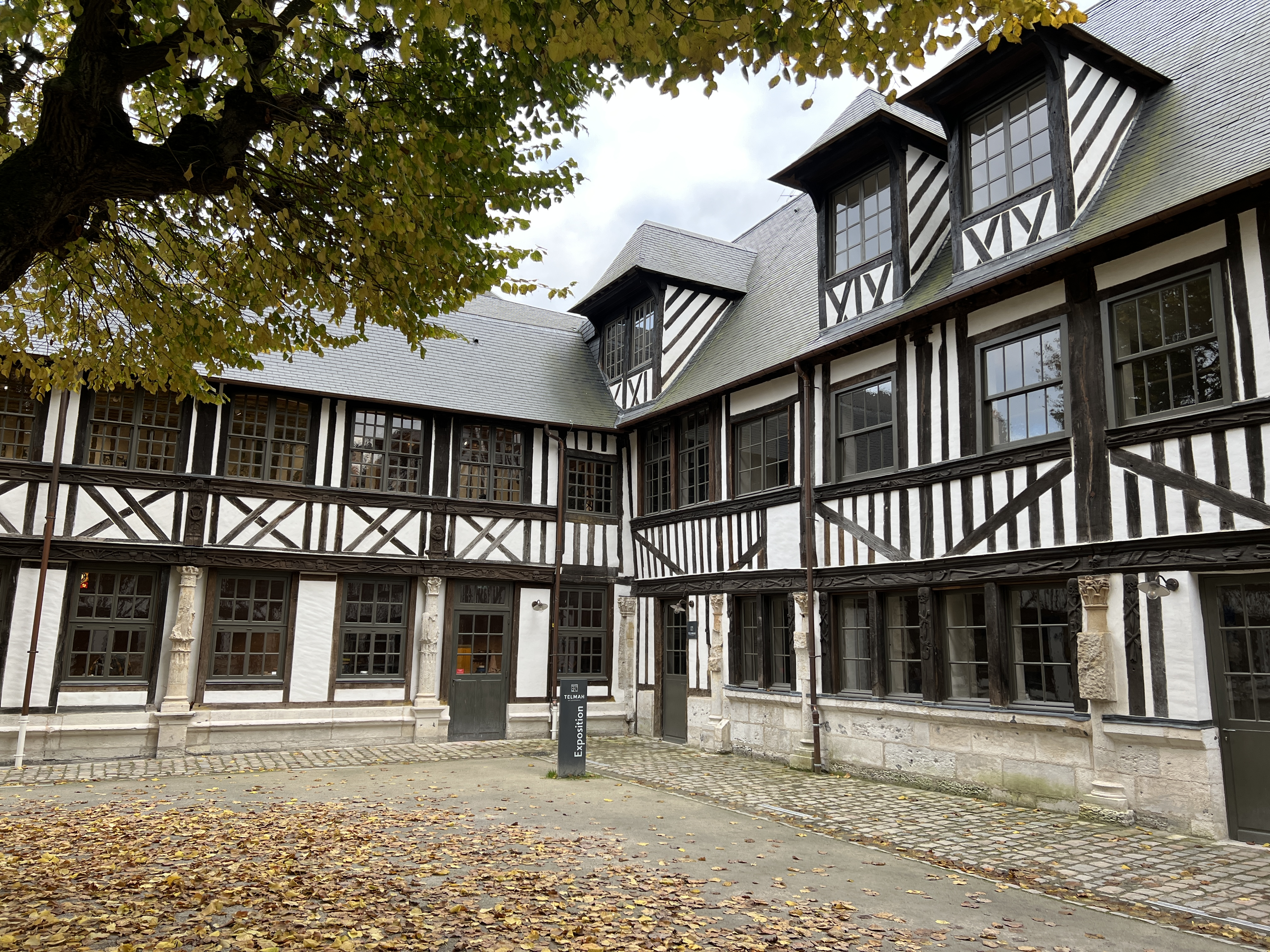
L'aître Saint-Maclou.

L'aître Saint-Maclou est un ancien ossuaire, constitué de quatre ailes en pierre et en colombage, entourant une cour de forme carrée. Son histoire remonte à la Grande Peste noire de 1348 qui tua une grande partie de la population. Le cimetière autour de l'église Saint-Maclou devenant trop petit, l'aître, qui n'était alors qu'un parvis, a été transformée en nécropole. En 1526, une nouvelle épidémie conduisit à la construction de trois galeries en colombage.
Ces trois édifices avaient un aspect sensiblement différent de l'actuel. Les charpentes étaient plus élevées et plus pentues. Le premier étage n'avait pas de fenêtres. Entre les deux sablières sculptées, l'espace était ajouré. Le premier étage servait d'ossuaire et des ossements humains y étaient entassés de manière plus ou moins organisée, les ouvertures entre les colombages devant assurer séchage et dissolution des os jusque réduction en poussière et chute sur le sol comme écrit dans la Bible. Le rez-de-chaussée était une galerie de circulation, analogue à celle d'un cloître, où de riches personnages prirent l'habitude de se faire inhumer. Sur les sablières de l'étage furent sculptés des crânes, des tibias et des objets relatifs à la destination funéraire du lieu. Au XVIIe siècle fut ajoutée une quatrième aile copiant imparfaitement les trois autres mais qui ne servit jamais d'ossuaire. En effet, elle fut construite par les prêtres de la paroisse Saint-Maclou pour servir d'habitation et d'école. Après l'interdiction des inhumations en centre-ville et la destruction des cimetières intra-muros au XVIIIe siècle, l'intégralité des bâtiments fut transformée en école.
Aujourd'hui, une partie des lieux est occupée par le service du Patrimoine et une galerie d'exposition artistique.

##### Place du Vieux-Marché

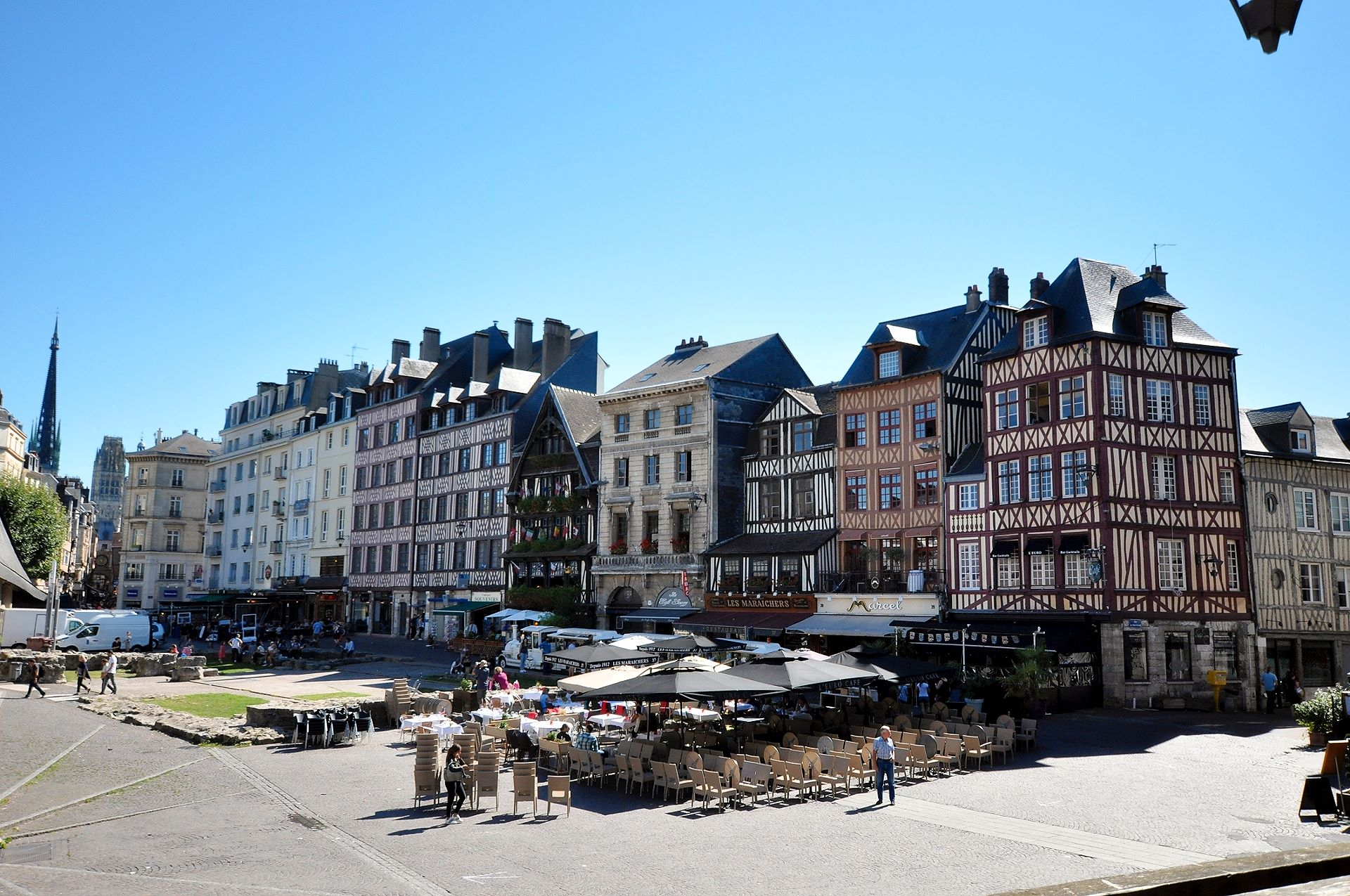
La place du Vieux-Marché.

La place du Vieux-Marché a été le théâtre, en pleine guerre de Cent Ans, du supplice de Jeanne d'Arc, brûlée vive le 30 mai 1431. Au milieu de la place, les vestiges de l'église Saint-Sauveur ont été dégagés et la place est entourée d'un ensemble de maisons à pans de bois. C'est dans l'église Saint-Sauveur de Rouen que les évêques de Coutances s'installèrent lors de leurs exils à la suite des raids vikings, et où ils restèrent jusque dans le premier quart du XIe siècle.
- L'ancien musée Jeanne-d'Arc.
- La Croix Jeanne d'Arc est une grande croix élevée près de l'emplacement du bûcher.
- L'église Sainte-Jeanne-d'Arc a été édifiée sur le lieu même du martyre. Église moderne, construite par Louis Arretche en 1979, elle a une triple mission : église pour honorer sainte Jeanne d'Arc, mémorial civil pour commémorer l'héroïne et lieu de conservation des vitraux de l'ancienne église Saint-Vincent détruite en 1944.

##### Donjon du château de Rouen, dit tour Jeanne-d'Arc

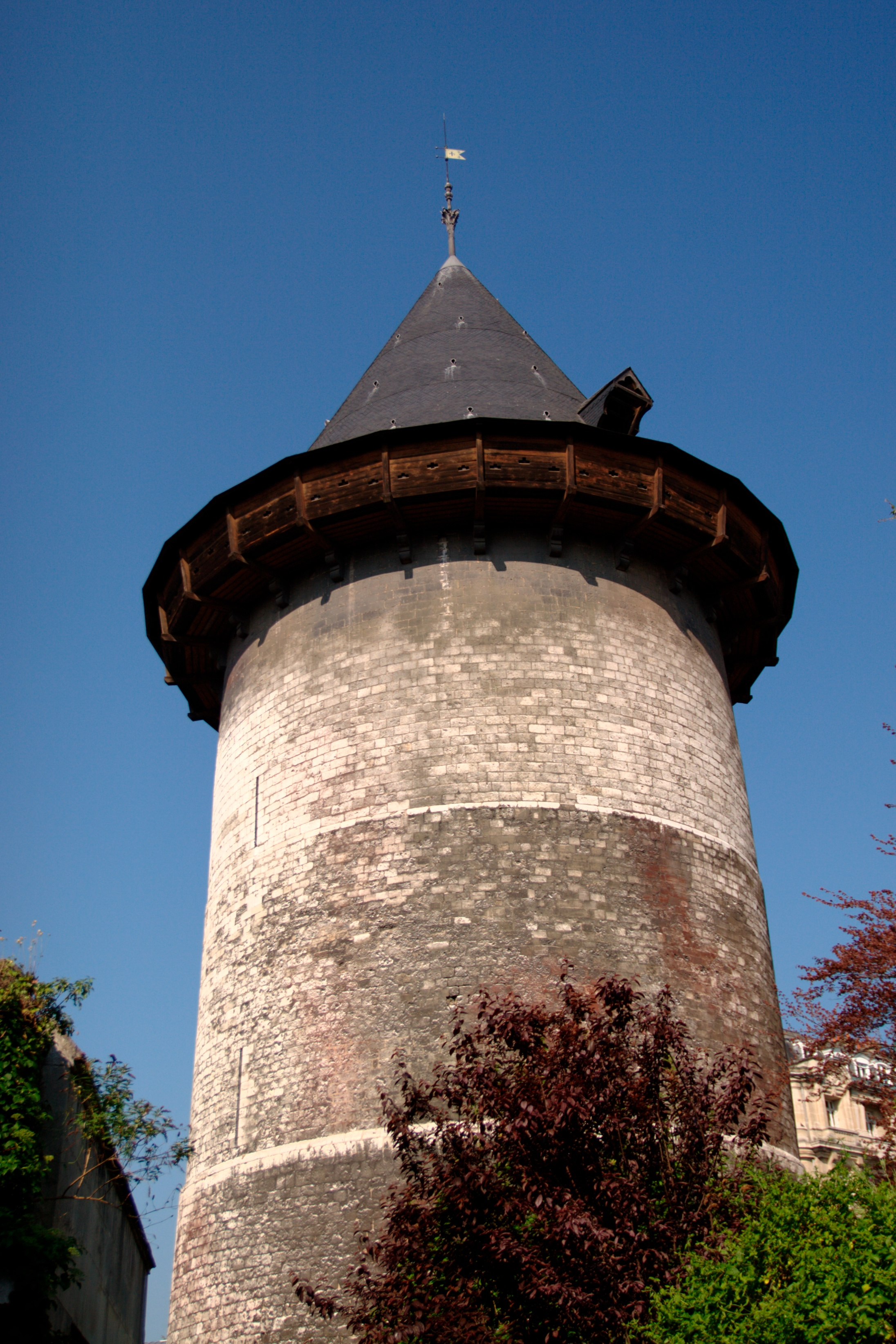
La tour Jeanne-d'Arc.

La tour Jeanne-d'Arc faisait partie du château de Rouen construit en 1204 par Philippe Auguste sur les ruines de l'amphithéâtre gallo-romain de Rotomagus. C'est dans ce château que Jeanne d'Arc a été emprisonnée et que se déroula son procès.

##### Fierte Saint-Romain

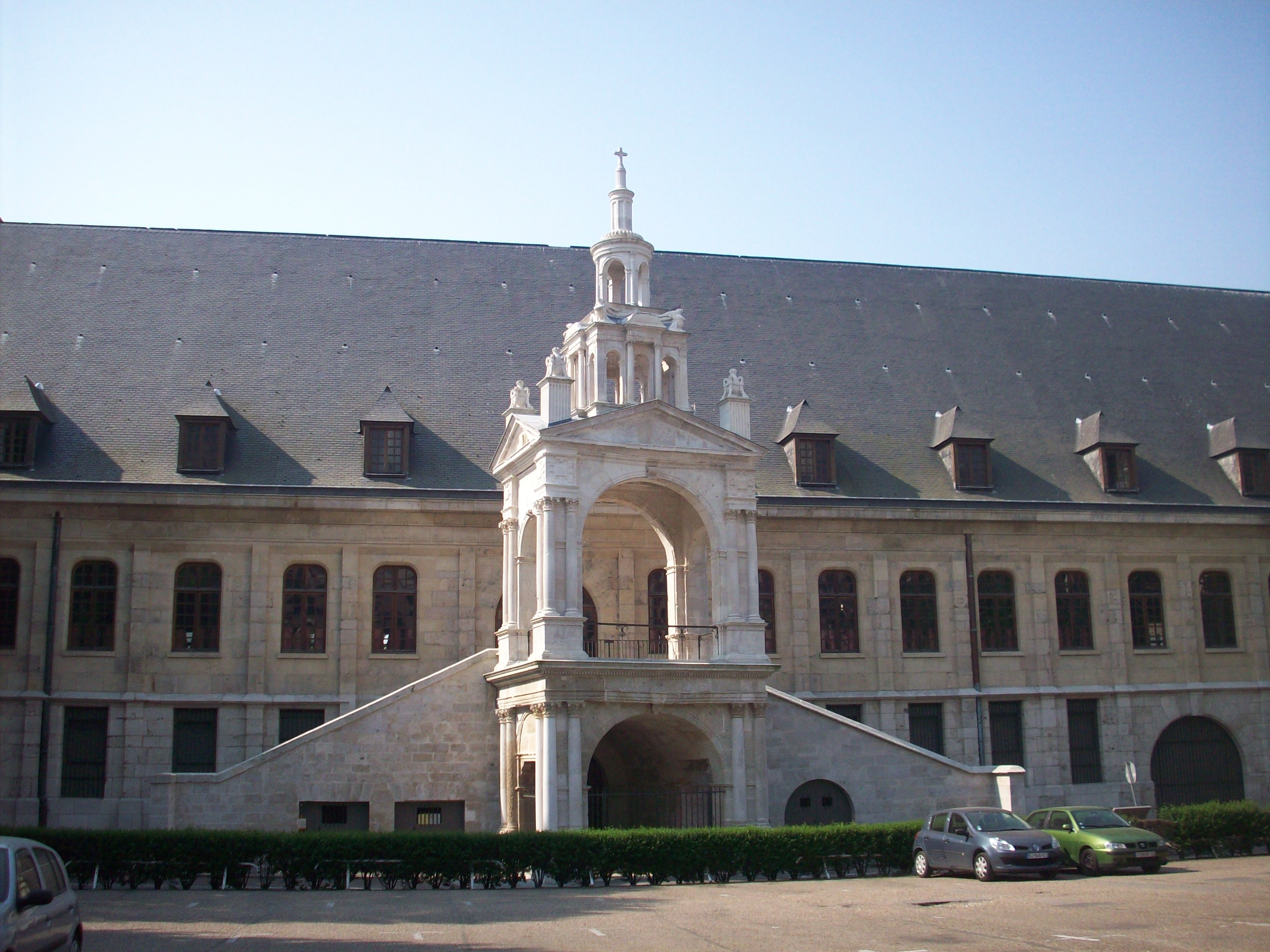
Fierté Saint-Romain, accolée à la halle aux Toiles.

C'est un des seuls vestiges de cet ancien quartier proche de la Seine, détruit par l'incendie de 1940 et les bombardements de 1944. Il est situé place de la Haute-Vieille-Tour. Il s'agit d'une sorte de podium construit en 1524 et constitué de deux étages en loggia, dans un pur style Renaissance, avec colonnes corinthiennes, pilastres, frontons et clochetons en lanterne. Sans certitude, son architecte serait Jean Goujon. Il est classé monument historique et se trouve adossé à la seule façade ancienne de la halle aux Toiles, dont les autres parties ont été reconstruites en style moderne et qui sert de salle de congrès ou de spectacle. Jadis, on accédait à la place de la Haute-Vieille-Tour par un passage voûté situé sous la fierte à travers la halle.
Fierte est un mot d'ancien français signifiant châsse, issu du latin feretrum « brancard, civière pour les morts », à rapprocher de la cérémonie dite levée de la fierte, c'est-à-dire de la châsse contenant les reliques de saint Romain, évêque mythique de Rouen au VIIe siècle. En effet, à cet endroit s'achevait la grande procession annuelle des reliques de saint Romain, patron de la ville. Cette manifestation s'appuyait sur le privilège de Saint-Romain, tradition très ancienne attestée en 1210. Un condamné à mort choisi par le chapitre de la cathédrale, juché dans la loge de l'édifice, devait soulever trois fois la châsse contenant les reliques du saint évêque. Après la manifestation, le criminel était gracié par les chanoines qui jouissaient du privilège de pouvoir libérer un condamné à mort le jour de l'Ascension. L'origine de ce privilège prend sa source dans la légende de la gargouille, sorte de dragon qui hantait les terres marécageuses du bord de Seine et qui fut vaincu par saint Romain avec l'aide d'un condamné à mort. Cette tradition prit fin en 1790.

##### Ancien Hôtel-Dieu
À Rouen, l'Hôtel-Dieu est attesté depuis 1127 dans une charte le citant comme « hôpital Notre-Dame », même s'il existait avant sous la tutelle des archevêques et du clergé. Situé au sud de la cathédrale, il a été déplacé à l'ouest de la ville. Il resta un lieu de soins jusqu'en 1988, date à laquelle les derniers services ont été transférés dans l'ancien hospice général devenu l'hôpital Charles-Nicolle. Il est depuis cette date le siège de la préfecture de la Région Normandie, préfecture de la Seine-Maritime.

##### Églises secondaires

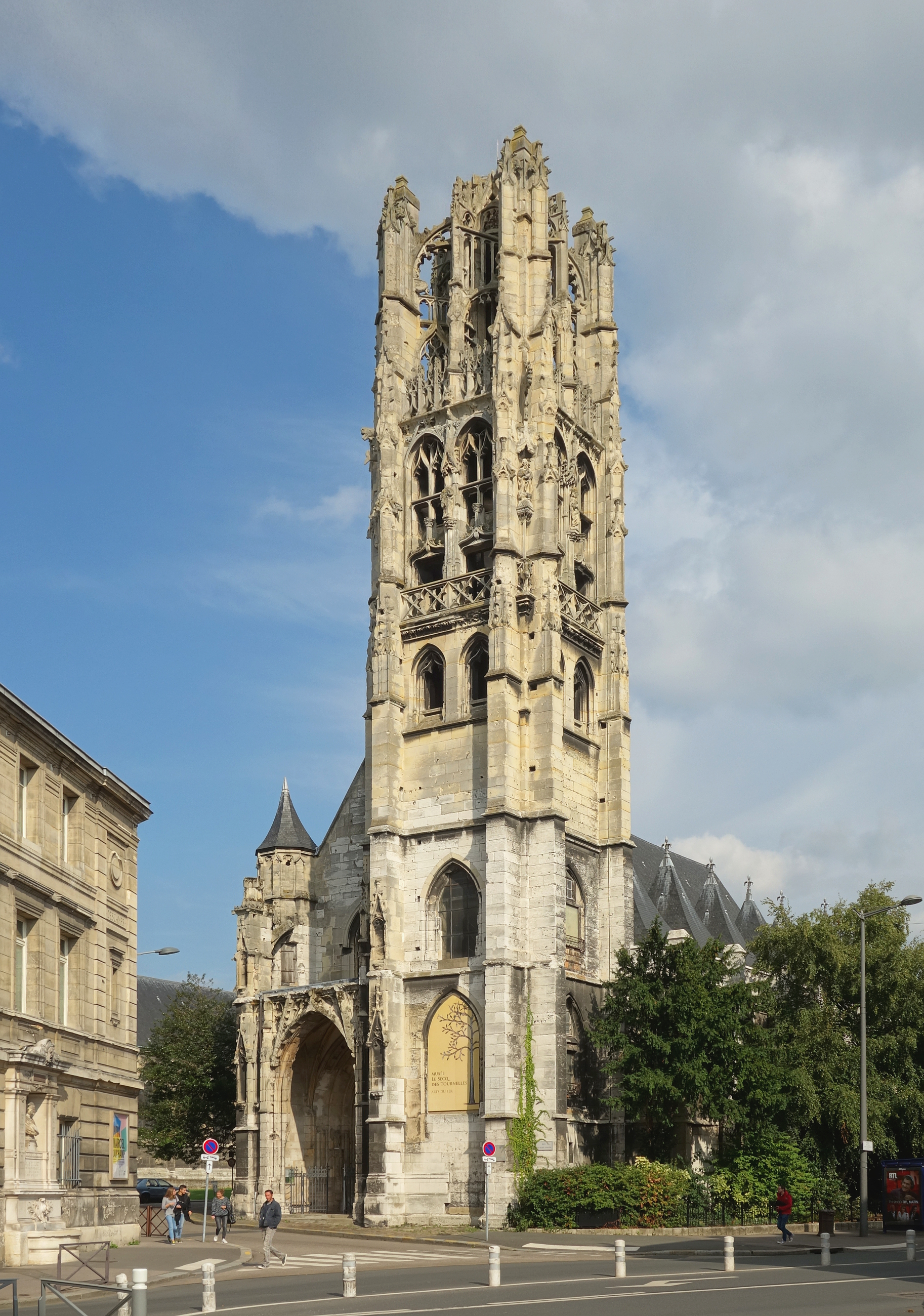
L'église Saint-Laurent, où se trouve le musée Le Secq des Tournelles.

- L'église Saint-Paul (XIXe siècle), à l'est de la ville, conserve à usage de sacristie contiguë l'abside de la plus ancienne église de la ville, datant de la fin du XIe siècle.
- L’église Saint-Laurent, de style gothique flamboyant, dont la tour est remarquable. Vendue à la Révolution, elle a été réaménagée et accueille le musée Le Secq des Tournelles, qui renferme une importante collection de ferronnerie.
- L'église Saint-Godard de style gothico-Renaissance, réputée pour ses vitraux.
- L’église Saint-Patrice, construite pendant la Renaissance, de style transitoire gothico-Renaissance, reconnue pour ses vitraux, caractéristiques de l’époque.
- L'église Saint-Vivien, de style gothique rayonnant et flamboyant.
- La chapelle du lycée Pierre-Corneille, dite « Chapelle Corneille », troisième église de Rouen pour ses dimensions, œuvre à la fois classique et baroque, abritant l'auditorium de région[340].

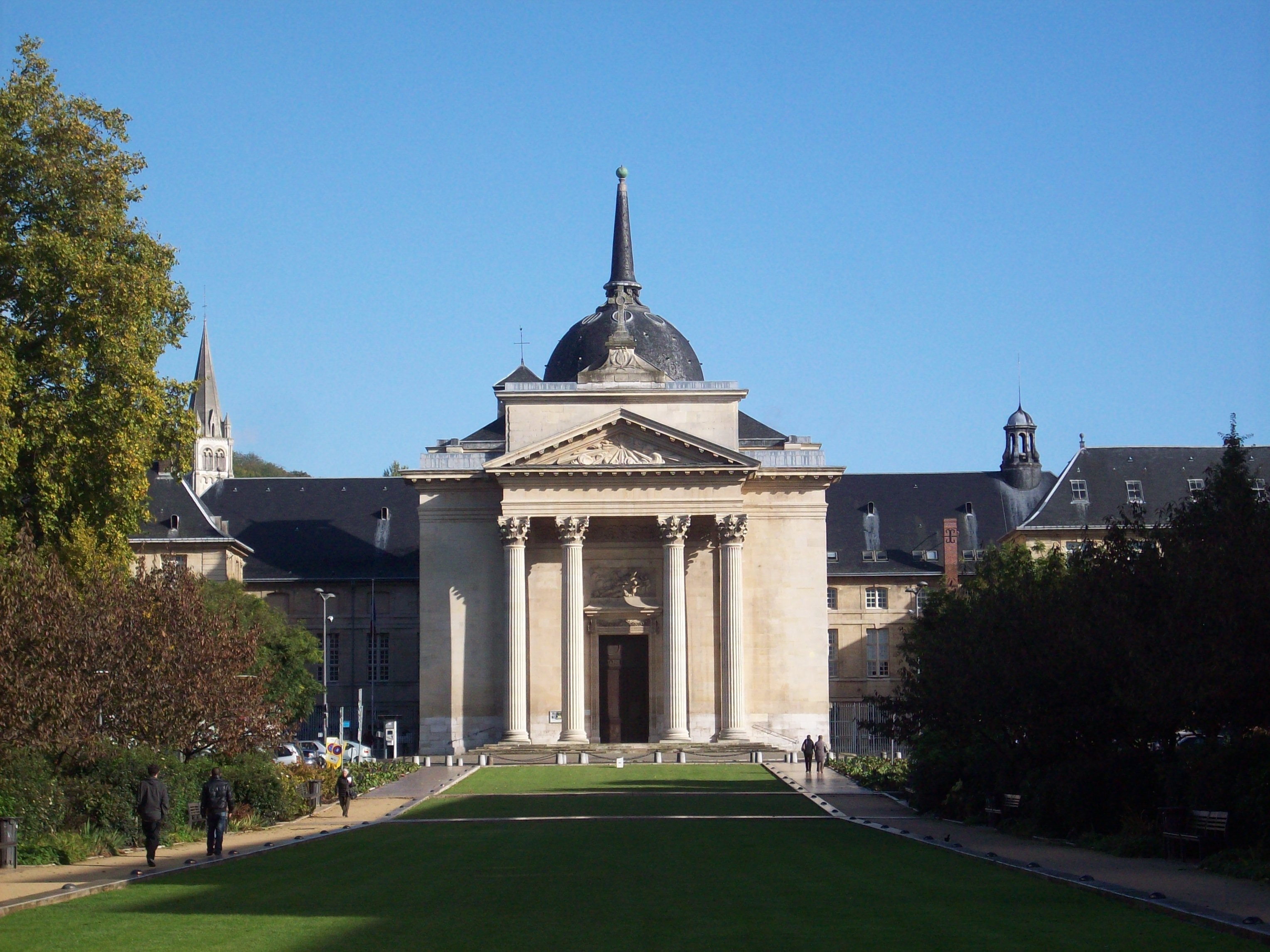
L'église Sainte-Madeleine.

- L'église Saint-Éloi, gothique flamboyant et Renaissance, aujourd'hui temple protestant.
- L'église Sainte-Croix des Pelletiers, gothique flamboyant et Renaissance, salle de concert et de conférence.
- L'église Saint-Gervais.
- L'église Sainte-Madeleine, de style néo-classique.
- L'église Saint-Romain.
- La chapelle du pensionnat Jean-Baptiste de La Salle, néo-roman (1888), place Jean-Baptiste-de-La-Salle.
- La chapelle Saint-Olav (Norsk sjømannskirke), ancienne chapelle des marins norvégiens, chapelle du Foyer international des marins.
- La chapelle du collège Fontenelle (séminaire Saint-Nicaise), en face du Conservatoire à rayonnement régional de Rouen, utilisée par ce dernier et par le collège.
- La chapelle de Grandmont.
- L'église Saint-Jean-Eudes.
- La chapelle des Franciscaines.
- La chapelle Notre-Dame-de-Charité.

##### Vestiges d'églises gothiques

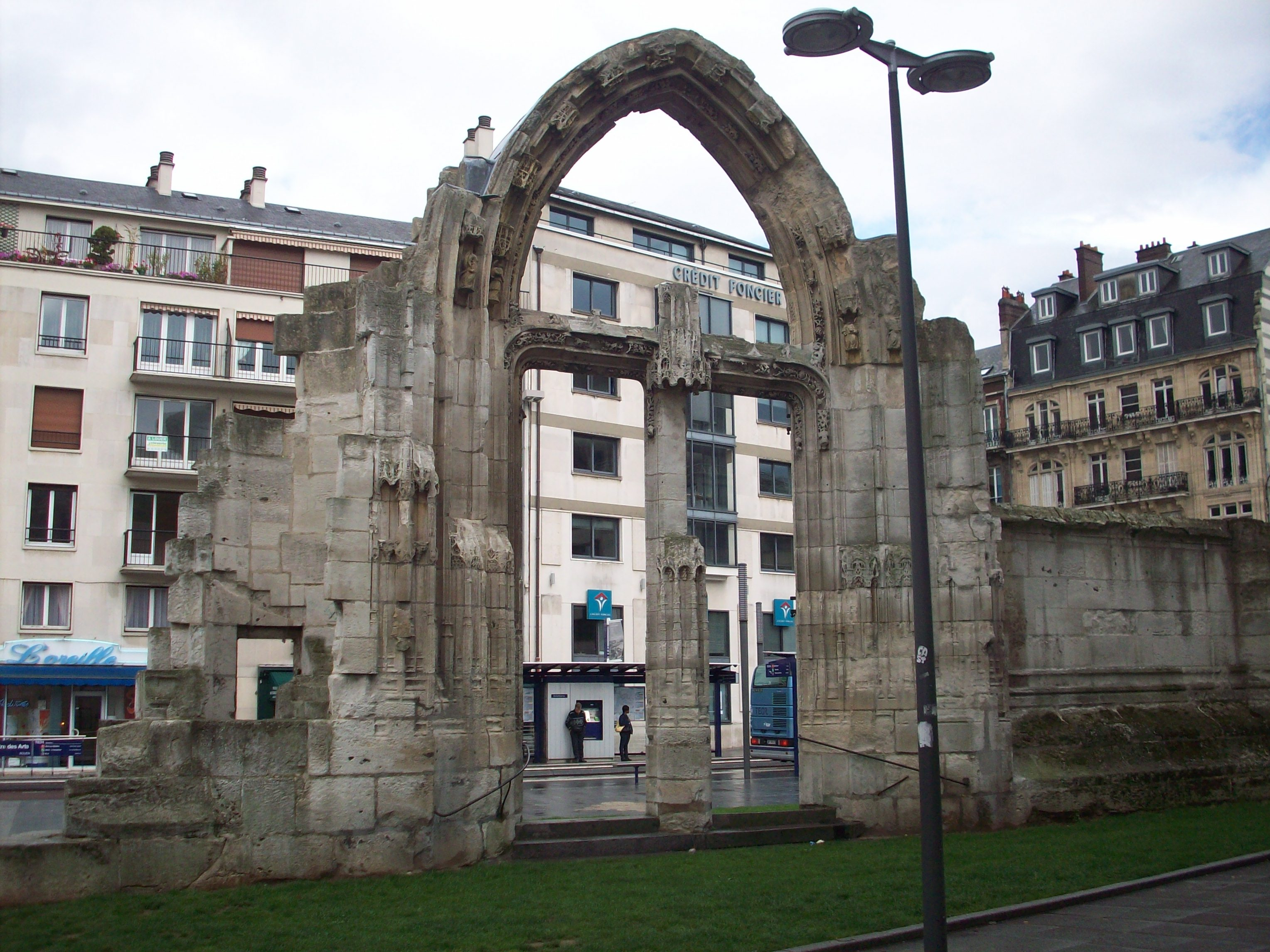
Vestige du portail sud de l'église Saint-Vincent.

- La tour Saint-André (XVIe siècle), rue Jeanne-d'Arc, unique élément subsistant de l'église Saint-André de la Porte aux Febvres, détruite lors du percement de la rue en 1861.
- Tour et élément de l'église Saint-Cande-le-Jeune, détruite à la Révolution, intégrée dans la cour d'un immeuble moderne et de l'hôtel Asselin, rue aux Ours.
- Substructions de l'église Saint-Sauveur, place du Vieux-Marché, transformée en carrière de pierre en 1793.
- Pilier et mur de l'église Saint-Nicolas, détruite à la Révolution. Son clocher a été remonté à Cottévrard.
- Ruines de l'église Saint-Pierre-du-Châtel, détruite pendant la Seconde Guerre mondiale, rue Camille-Saint-Saëns.
- Porche sud du transept (1515) de l'église Saint-Vincent, détruite pendant la Seconde Guerre mondiale, rue du Général-Giraud. Une partie des vitraux orne la nouvelle église Sainte-Jeanne-d'Arc, une autre la chapelle de la Vierge de la cathédrale Notre-Dame et d'autres sont au musée des Beaux-Arts.
- Le chœur de l'église Saint-Nicaise, gothique flamboyant. La nef et le clocher ont été reconstruits en béton à la suite d'un incendie qui s'est produit dans la nuit du 9 au 10 mars 1934.
- Le mur est du chœur de l'église Notre-Dame-de-la-Ronde, rue du Gros-Horloge, détruite après la Révolution, subsiste entre deux immeubles.

##### Vestiges d'abbayes, couvents et prieurés
- La chapelle du couvent des Ursulines, bibliothèque municipale.
- La chapelle Saint-Louis, ancienne chapelle du couvent des Bénédictines, édifice classique du XVIIe siècle, devenu le théâtre de la Rougemare.
- Le porche du prieuré Saint-Lô détruit à la Révolution, intégré au lycée Camille-Saint-Saëns, rue Saint-Lô.
- Le cloître du premier couvent de la Visitation, musée des Antiquités et musée d'histoire naturelle.
- La chapelle funéraire et les terrasses du second couvent de la Visitation, occupé par le lycée Jeanne-d'Arc.
- L'église de l'abbaye des Clarisses, fondée en 1485 par Jehan d'Estouteville, transformée en maison particulière.
- Le prieuré Saint-Michel sur la côte Sainte-Catherine, qui subit, en raison de sa position stratégique dominant la ville, plusieurs destructions, au XVe siècle lors de la guerre de Cent Ans[341] et au XVIe siècle lors des guerres de religion. Il fut détruit en 1592 et remplacé par une petite chapelle qui subsista jusqu'à la Révolution et dont les derniers pans de murs s'effondrèrent au début du XIXe siècle[342]. En 1185 le prieur en était Guillaume de Verdun qui fut appelé en 1186 par son supérieur Robert de Torigni à venir à l'abbaye du Mont-Saint-Michel[343]
- Le couvent des Dominicains, transformé en résidence privée.
- Le couvent Notre-Dame-du-Val.
- Le couvent des Pénitents.

##### Maisons anciennes

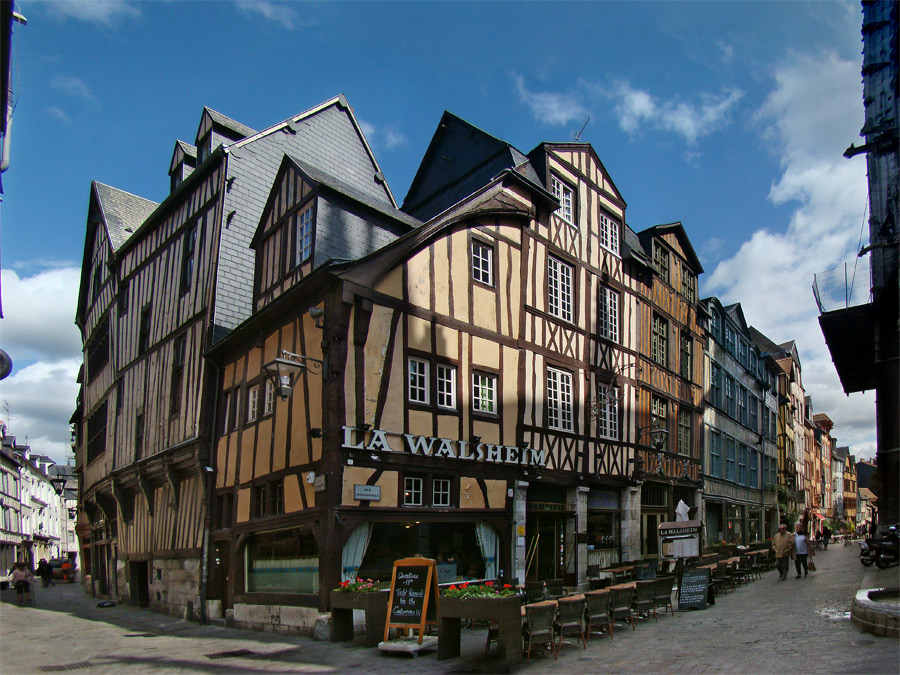
À l'angle des rues Martainville et Damiette.

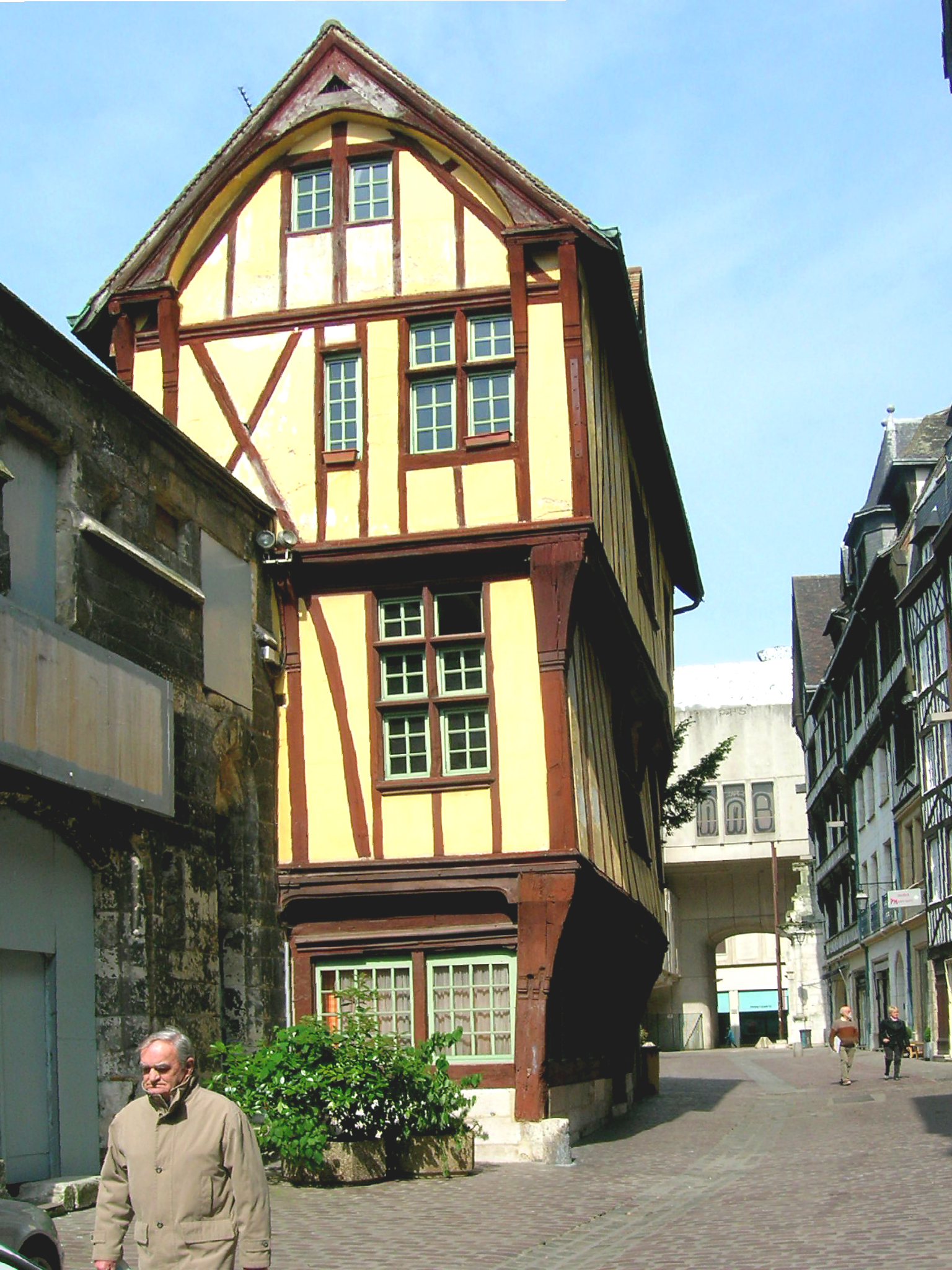
Maison de l'Œuvre, XIVe siècle, sur la rue Saint-Romain, dernière maison canoniale.

La ville est remarquable pour la diversité et la richesse du tissu urbain : on y trouve des maisons d'époques variées, du XIIIe siècle à l'époque contemporaine. Rouen est ainsi une des villes les plus hétérogènes de France sur le plan architectural : hétérogénéité des époques mais aussi des matériaux (pans de bois, pierre, brique ou béton pour les immeubles de la reconstruction), des formes ou des couleurs. Rouen a su incarner le modèle de la ville romantique, célébré par Victor Hugo dans le poème Les Feuilles d'automne. Cette variété aurait pu être anéantie par les destructions de la Seconde Guerre mondiale, avec la disparition de quartiers parmi les plus appréciés des touristes. Dans l'ensemble, la reconstruction a tenté de respecter les particularités de la vieille ville et essayé de proposer une certaine irrégularité des tracés et des formes. Cependant, beaucoup[Qui ?] critiquent le caractère très disparate entre les maisons à colombages et les tours des années 1970, et la différence entre la rive droite où se trouvent les quartiers historiques préservés et la rive gauche[réf. nécessaire].
La ville garde près de 2 000 maisons à colombages (contre environ 4 000 en 1939), dont un millier restaurées [réf. nécessaire] : les rues du Gros-Horloge, Saint-Romain, Damiette, des Faulx ou Eau-de-Robec sont ainsi remarquables. Moins restaurés et moins fréquentés par les touristes, les quartiers Saint-Vivien ou Beauvoisine méritent la visite.

##### Patrimoine détruit pendant la Seconde Guerre mondiale et non reconstruit
Édifices détruits par la guerre et non reconstruits par la suite.

###### Patrimoine religieux
- Église Saint-Vincent XVe siècle, XVIe et XVIIe siècles, gothique flamboyant (il n'en reste que le porche sud du transept construit en 1515 et un pan de mur).
- Église Saint-Pierre-du-Châtel XIVe et XVe siècles, gothique rayonnant et flamboyant (d'importantes ruines post-bombardements subsistent encore aujourd'hui).
- Église Sainte-Marie-la-Petite (utilisée comme synagogue) XVIe siècle, gothique flamboyant. Aucun vestige.
- Église Saint-Denis XVIe siècle, gothique flamboyant et Renaissance. Aucun vestige.
- Église Saint-Étienne-des-Tonneliers, fin XIVe - XVe siècle, gothique rayonnant et flamboyant (il subsistait l'essentiel avant les bombardements, malgré son état de délabrement). Aucun vestige.
- Chapelle des Augustins XIVe et XVe siècles, gothique rayonnant et flamboyant, porche de style classique. Il ne reste que quelques baies remontées dans un square[Lequel ?].
- L'église Saint-Jean-sur-Renelle, disparue.

###### Patrimoine civil monumental
- Maison consulaire[344] XVIIIe et XIXe siècles, architecture classique et néo-classique. Un fronton de l'ancien bâtiment orne un petit jardin derrière l'actuel Palais des Consuls.
- Ancienne caserne du Pré-aux-Loups, siège du Conseil régional : aussi connue sous le nom de caserne Martainville, datant de la fin du XVIIIe siècle et aujourd'hui le siège du Conseil régional à Rouen, le bâtiment a été agrandi dans les années 2000 par une immense extension moderne ; la façade, les toitures et les guérites d'entrée sont inscrites à l'inventaire supplémentaire des monuments historiques[345].
- « L'Atrium » (ancien manoir de Hauteville, renommé Saint-Yon en 1604), où Jean-Baptiste de La Salle a fondé en 1705 une école de charité pour garçons ; en 1879 y est construite l'école normale des garçons ; dans les années 2000, le bâtiment a été acquis et restauré par la Région Haute-Normandie pour y installer un pôle régional des Savoirs[346].
- Hôtel Romé XVIe siècle, style Renaissance (seuls les deux étages d'une façade sont conservés dans la cour intérieure du moderne Espace Claude-Monet).
- Hôtel de la Première présidence[347] ou hôtel des Sociétés savantes XVIIIe siècle, architecture classique (il ne subsiste qu'un portail).
- Hôtel des Douanes début XIXe siècle (il ne reste qu'un portail - monument aux victimes de la Seconde Guerre mondiale - et deux statues de David d'Angers).
- Théâtre des Arts fin XIXe siècle. Aucun vestige.
- Les halles médiévales (seule une façade des trois halles a été reconstituée).
- La Bourse du Travail (1903) de style Art nouveau (endommagée et détruite après-guerre). Aucun vestige.
- L'Alambra, puis l'Omnia, théâtre puis cinéma (1919[348]), style Art nouveau, rue de la République. Aucun vestige.

###### Autre patrimoine
- Le logis des Caradas, maison du XVe siècle avec une partie en quadruple encorbellement[349]. « La perle des maisons de bois de notre cité » selon le commandant Quenedey. Aucun vestige.
- La plupart des maisons médiévales à encorbellement rue Ganterie, rue de la Vicomté, côté sud de la place de la Pucelle, quartier sud de la cathédrale, rue Grand-Pont. Aucun vestige.
- Le cimetière monumental[350], le cimetière du Nord, le cimetière de l'Ouest, le cimetière Saint-Sever et le cimetière du Mont-Gargan.

#### Les fontaines dans Rouen
On dénombre une vingtaine de fontaines disséminées dans la ville, parmi lesquelles :
- fontaine de Lisieux, XVe siècle, style Renaissance. Aucun vestige ;
- fontaine Jeanne-d'Arc, XVIIIe siècle, style classique et néoclassique. Aucun vestige (place de la Pucelle) ;
- fontaine Saint-Cande ;
- fontaine Sainte-Croix-des-Pelletiers ;
- fontaine de la Crosse ;
- fontaine de la Croix-de-Pierre ;
- fontaine-réservoir Sainte-Marie ;
- fontaine Jean-Baptiste de La Salle, de Falguière et Deperthes ;
- fontaine Saint-Maclou.

#### Patrimoine portuaire

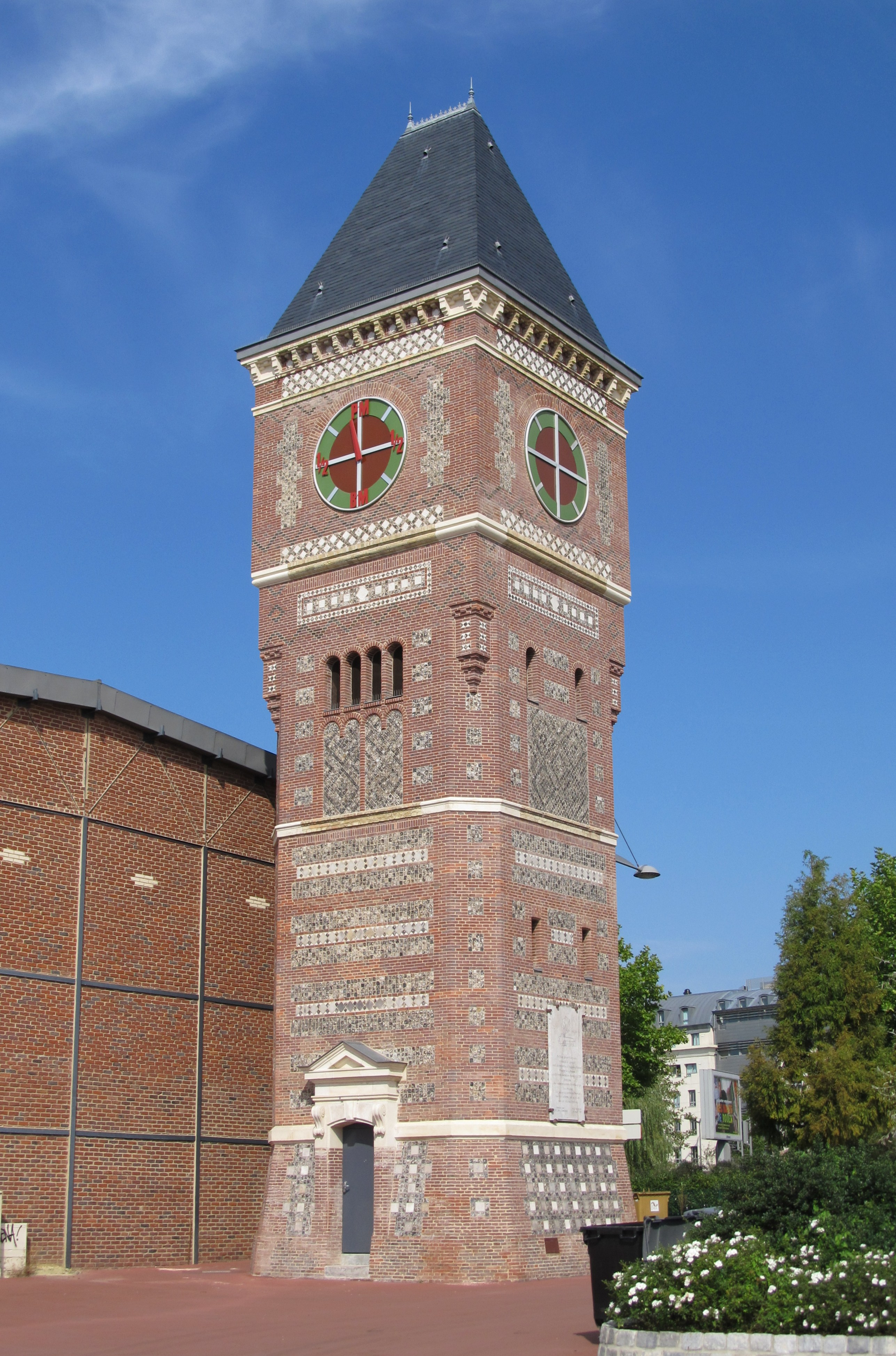
Château d'eau-marégraphe no 1.

Malgré les destructions engendrées par la Seconde Guerre mondiale qui ont touché le port et ses abords, la ville conserve certains éléments de son patrimoine liés à l'activité portuaire.
- La « façade maritime » : les édifices bâtis le long de la Seine rive droite constituaient un alignement qui faisait dire que Rouen avait « la plus belle façade maritime de France après Bordeaux ». Il n'en reste quasiment rien : les trois monuments emblématiques qui la constituaient — à savoir le Palais des Consuls, le Théâtre des Arts et la Douane — ont été totalement détruits. Il ne subsiste que quelques hôtels particuliers, de facture plus modeste, dont le plus remarquable, dit Hôtel des Sauvages, du début du XIXe siècle, est inscrit à l'inventaire supplémentaire des monuments historiques.
- Les châteaux d'eau-marégraphes sont deux tours de taille modeste en brique, silex et pierre calcaire construits fin XIXe, début XXe siècle, qui avaient pour fonction initiale de servir d'accumulateur pour l'eau nécessaire au fonctionnement des grues hydrauliques. Ils sont inscrits au titre des monuments historiques depuis 1997.
- L'ancienne centrale électrique, les docks et les hangars.

#### Tour des Archives et ponts
Inaugurée en 1965, la tour des Archives est située dans l’enceinte de l'ancienne préfecture dans le quartier Saint-Sever, locaux abritant l'hôtel du Département de la Seine-Maritime. Ce bâtiment, de conception moderne, peut accueillir 37 kilomètres linéaires de documents incluant les archives départementales. La tour compte 27 étages pour 104 mètres de hauteur, le tout en béton armé, ce qui en fait le deuxième bâtiment le plus haut de Rouen après la cathédrale.
Tous les ponts de Rouen à la mer (ponts de Brotonne, de Tancarville, de Normandie) peuvent laisser passer des navires de fort tonnage.
Rouen est la ville où les ponts empêchent les gros navires de remonter la Seine vers Paris. Ils permettent cependant le passage des caboteurs fluvio-maritimes desservant les ports de Limay et de Gennevilliers.
Le premier pont de pierre dont on a trace a été construit au IXe siècle. Les ponts suivants furent reconstruits plusieurs fois. Tous les ponts actuels datent de l'après-guerre, sauf le pont ferroviaire dit viaduc d'Eauplet, qui a pu être remis en état, les trois autres ponts ayant été complètement détruits pendant la Seconde Guerre mondiale. L'un d'entre eux était un pont transbordeur. Trois ponts supplémentaires sont venus s'ajouter depuis aux trois rebâtis, dont deux sur leur emplacement d'origine.
Ces ponts sont, de l'aval vers l'amont :
- le pont Gustave-Flaubert, mis en service en septembre 2008, pont levant ;
- le pont Guillaume-le-Conquérant ;
- le pont Jeanne-d'Arc, traversé par le tramway (réseau Métrobus) ;
- le pont Boieldieu, orné des sculptures monumentales dues à Jean-Marie Baumel et Georges Saupique ;
- le pont Pierre-Corneille, qui s'appuie sur l'île Lacroix et la dessert ;
- le pont Mathilde, au-dessus de l'île Lacroix sans la desservir ;
- le viaduc d'Eauplet (anciennement « pont aux Anglais »), pour le trafic ferroviaire, au-dessus de l'île Lacroix.

#### Espaces verts

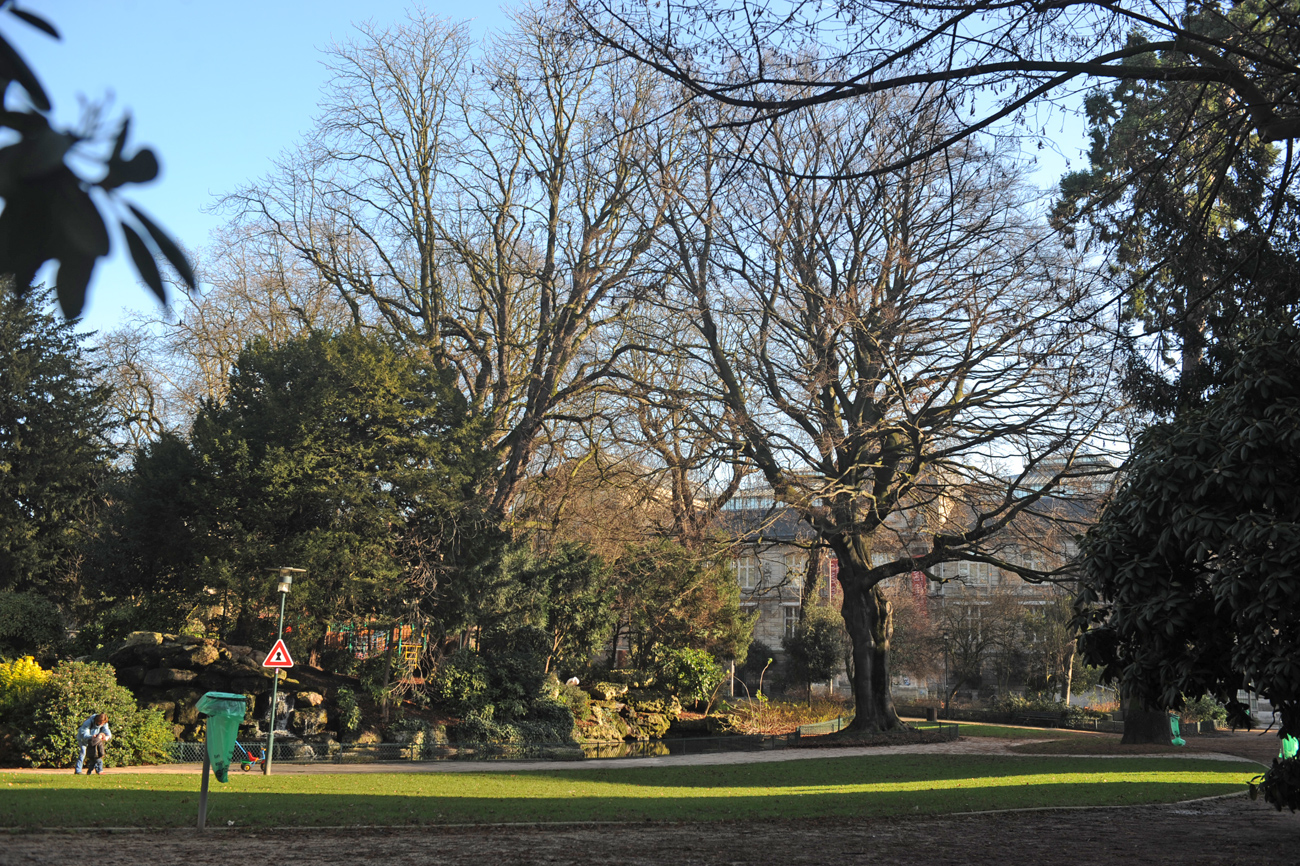
Square Verdrel.

Si Rouen détient une forte composition urbaine, dominant essentiellement le centre-ville, plusieurs parcs, jardins et autres espaces verts verdissent toutefois la capitale normande, qui compte vingt-quatre espaces du genre. Les deux plus connus, s'ils ne se distinguent pas par leur superficie, sont d'une part le square Verdrel et, d'autre part, le jardin des Plantes ; le premier est situé rive droite, au cœur même du centre-ville, tandis que le second se trouve rive gauche.
Situé rive droite, dans le centre-ville, à proximité directe de la gare et longeant deux des plus grands musées rouennais que sont le musée des Beaux-Arts et celui de la Céramique, le square Verdrel – du nom de Charles Verdrel, maire de Rouen de 1858 à 1868 et présenté comme le « baron Haussmann rouennais » – occupe une superficie de 9 000 m2. Inauguré en 1863, le site accueille une zone de jeux pour enfants et un petit plan d'eau sur lequel nagent des cygnes blancs ; les statues ou bustes de quelques illustres personnalités associées à la commune et son histoire ou son patrimoine, tels que les frères Bérat ou Jean Revel, peuvent être contemplés par les promeneurs. Le square, fermé à partir du mois d'octobre 2016,, est rouvert quelques mois plus tard après avoir fait l'objet d'un important réaménagement.

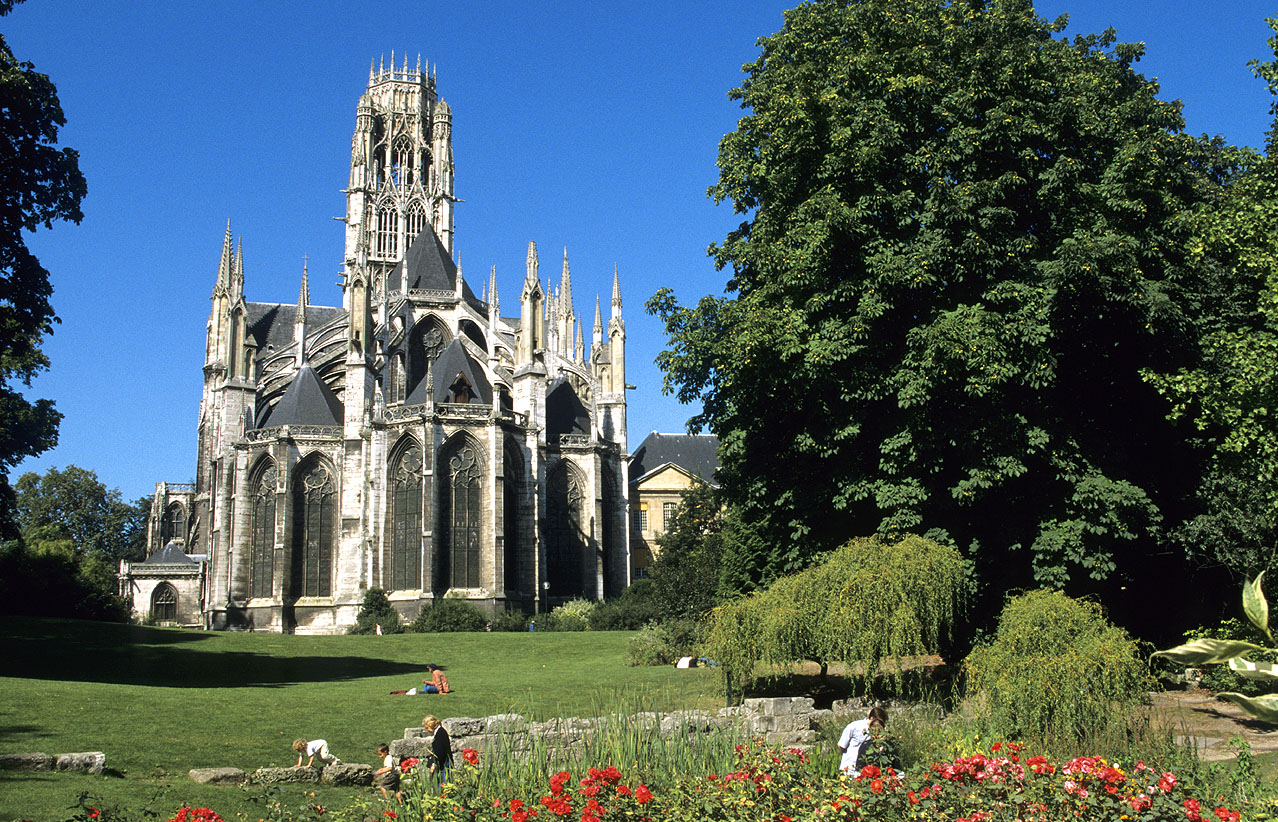
L'abbaye Saint-Ouen vue depuis le jardin de l'Hôtel de Ville.

Le jardin des Plantes se trouve sur la rive gauche. Il compte 5 600 espèces de végétaux et s'étend sur dix hectares dont huit ouverts au public ; s'y trouve aussi une orangerie, construite entre 1895 et 1896, une roseraie de 670 m2 et un pressoir. Acheté par la commune en 1832, il est ouvert au public huit ans plus tard et la serre centrale est inscrite au titre des monuments historiques depuis 1975. Depuis, il figure au nombre des jardins botaniques de France et des pays francophones (2004).
Deuxième parc de la ville par sa superficie (25 000 m2), le parc Grammont, situé quant à lui dans le quartier du même nom, sur la rive gauche, est placé sur le site des anciens abattoirs de Rouen. Sa conception a été pensée dans le cadre d'un grand projet de ville financé par la municipalité, et l'espace, fort notamment de cinq aires de jeux thématiques, trois grandes pelouses accessibles au public et un bassin orné de plantes aquatiques, a été inauguré en 2005.
Dans le quartier Croix de Pierre, le square Marcel-Halbout est d'envergure plus modeste puisqu'il est doté d'une superficie de 5 240 m2. Il s'agit cependant d'un espace riche en faune et en flore. Enfin, parmi les espaces verts les plus réputés de Rouen, le jardin de l'Hôtel de Ville, aménagé à la fin du XIXe siècle et s'étendant sur 27 789 m2, lie le centre-ville au quartier Saint-Nicaise et à la place Saint-Vivien ; les promeneurs peuvent apercevoir tout un pan de l'abbaye Saint-Ouen et découvrir une pluralité de styles mise en exergue par les jardins et les sculptures y prenant place.

### Gastronomie

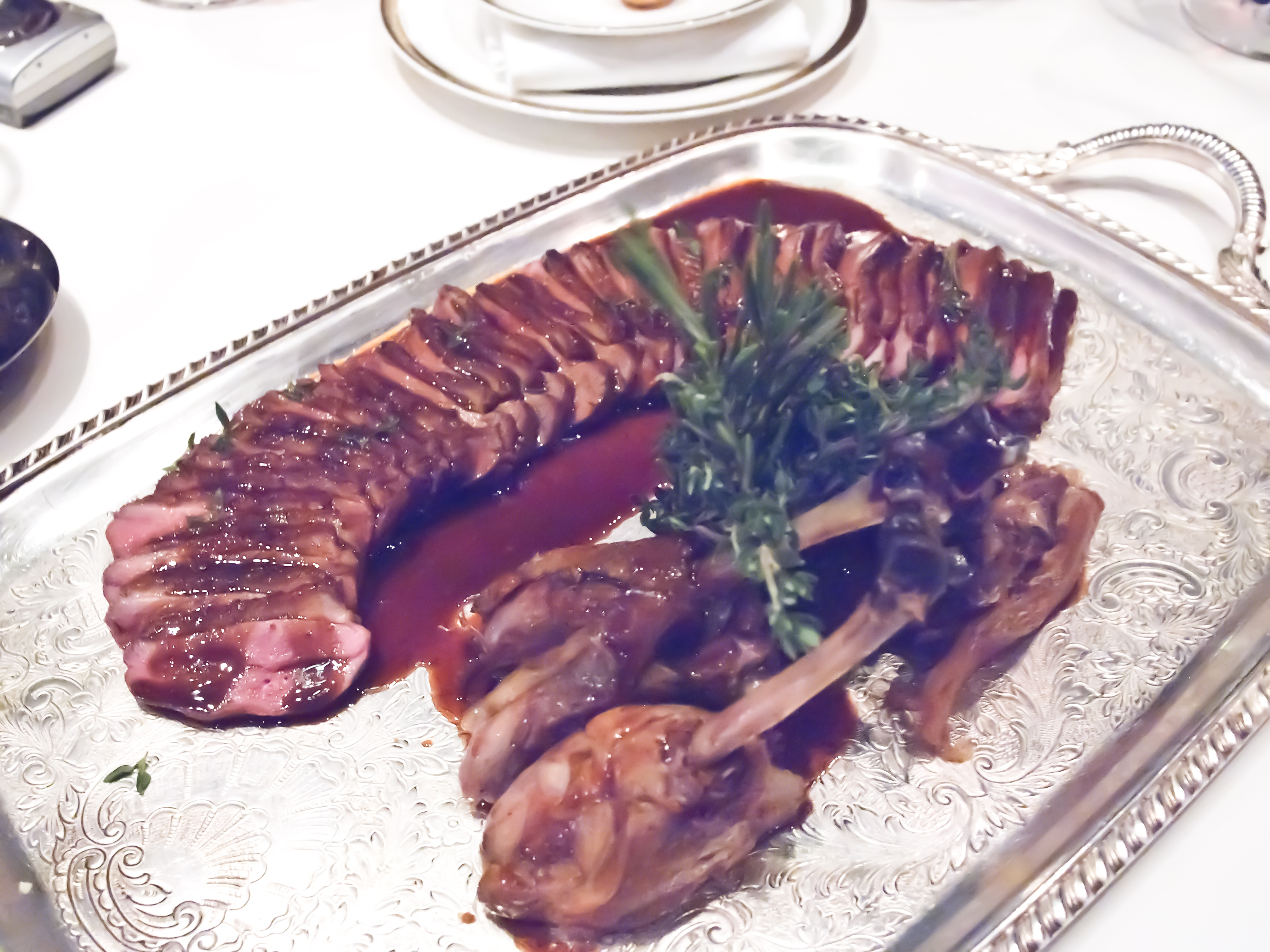
Canard à la rouennaise.

La gastronomie rouennaise s'inscrit profondément dans le cadre de la cuisine normande. Le canard au sang, le sucre de pomme et les mirlitons sont les principales spécialités culinaires de la ville.
L'agneau pascal, représenté sur le blason de la commune, est un animal essentiellement constitutif de la culture locale puisque les vallées du territoire sont entourées de pâturages à flanc de colline en pente douce, propices au séjour de ces bêtes chassées par des loups au Moyen Âge. Le nom de la commune de Canteleu – le « loup qui chante » en langue normande de Rouen – fait précisément référence à ce prédateur.

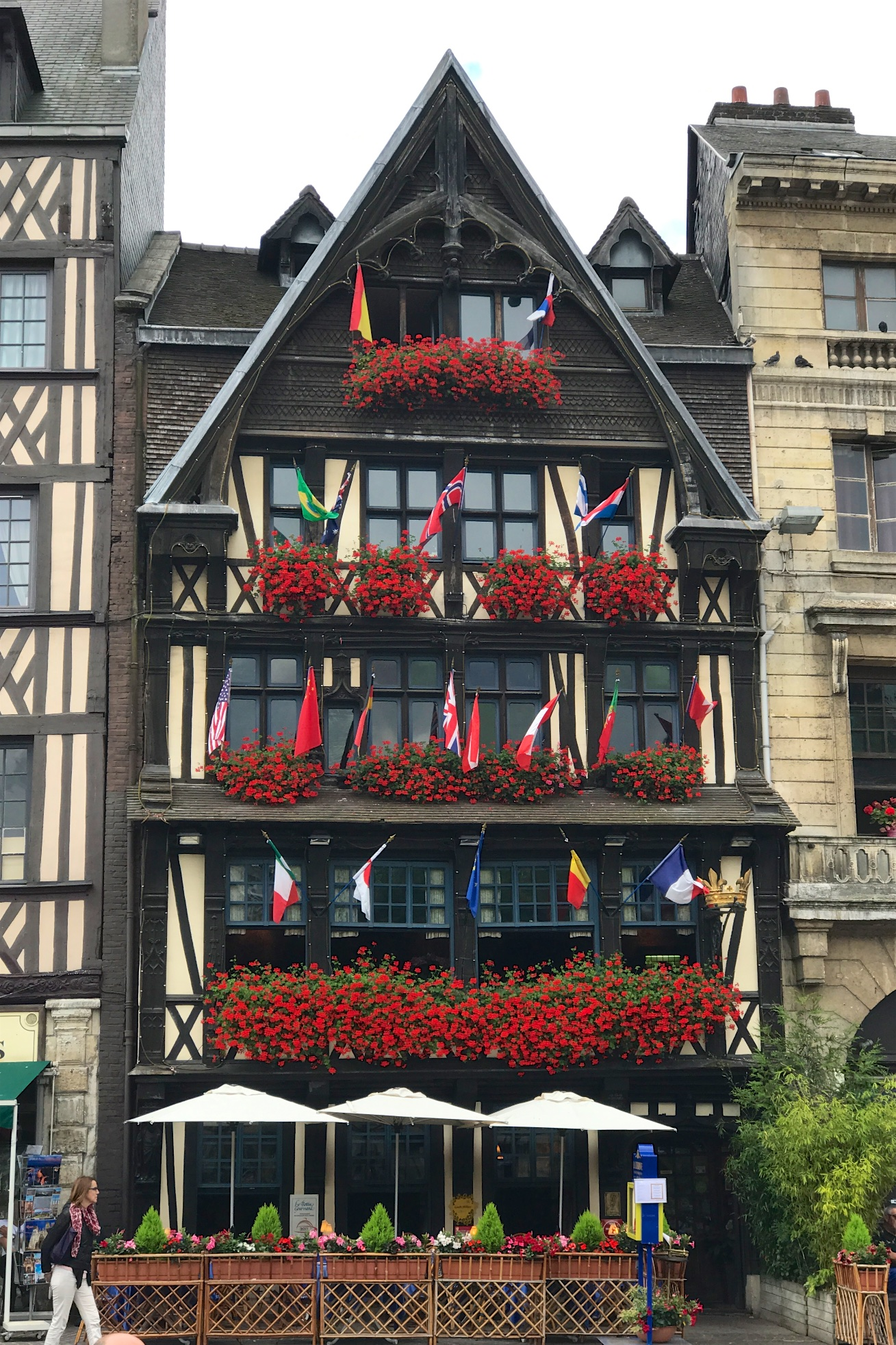
Le restaurant gastronomique La Couronne.

Omniprésent dans ce pays traversé par des mares et des rivières comme l'Aubette et le Robec, le canard fait l'objet de plusieurs recettes traditionnelles comme le canard au sang, dit aussi « canard à la rouennaise ». Ce plat est devenu l'une des spécialités du restaurant parisien La Tour d'Argent, où la recette du « caneton Tour d'Argent » a été codifiée au XIXe siècle.
S'agissant des fruits, la pomme est couramment utilisée pour des boissons qui font la réputation de la Normandie comme le pommeau, le cidre ou le calvados. Une autre spécialité régionale, le Douillon d'Elbeuf, consiste en la préparation d'une pomme entourée d'une fine pâte feuilletée. Depuis quelques années, des efforts sont fournis pour asseoir la place de cette recette dans le patrimoine gastronomique français.
La production de bière s'est accrue au début du XXIe siècle dans les environs de Rouen grâce à l'ouverture de plusieurs brasseries dans un rayon de 30 kilomètres autour de la ville, si bien qu’il est possible de parler d’une culture naissante de la bière à Rouen,.
Fondé en 1345 et situé sur la place du Vieux-Marché, le restaurant gastronomique La Couronne est la plus vieille auberge de France et l'une des tables les plus réputées de Rouen.
En 2021, la ville compte un restaurant étoilé au Guide Michelin.

### Patrimoine culturel
Capitale régionale, Rouen possède un patrimoine culturel très important. La ville est notamment réputée pour la diversité de ses monuments historiques et de ses musées. Plusieurs événements notables participent à la vie culturelle locale, comme le Festival du Livre Jeunesse ou la triennale d'art urbain Rouen impressionnée qui constitue l'une des étapes occasionnelles du Festival Normandie impressionniste.

#### Théâtres et salles de spectacle
Plusieurs salles de spectacle et de concert se trouvent à Rouen.

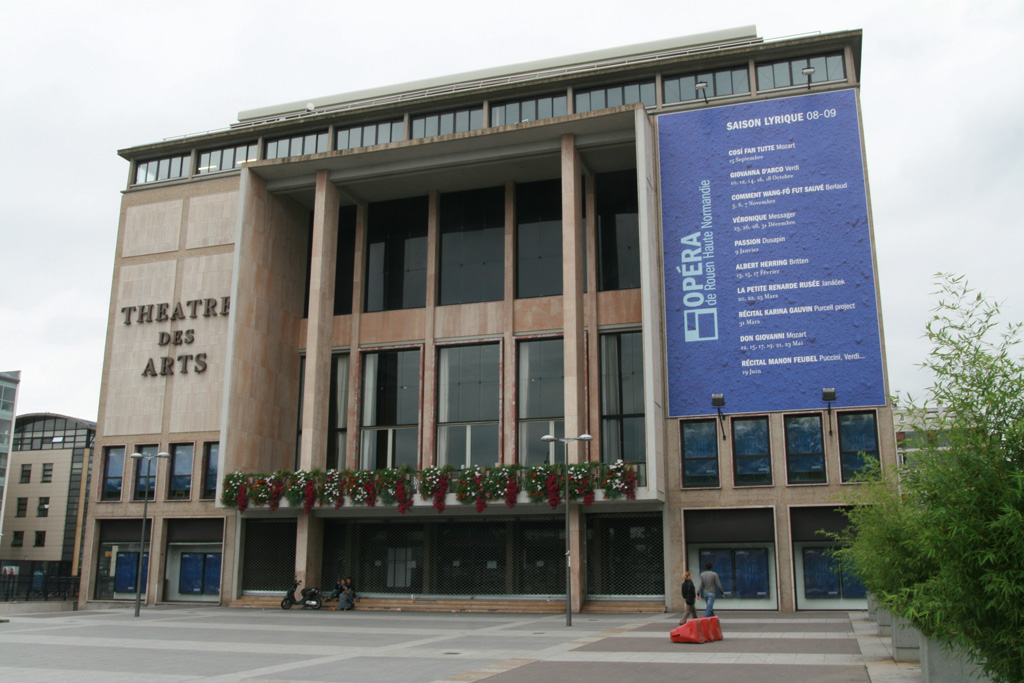
Le Théâtre des Arts, plus grande scène de Normandie.

Le complexe le plus connu de la ville est toutefois le Théâtre des Arts. D'une capacité de 1 350 places, c'est l'une des plus grandes scènes de province et la plus grande de Normandie. L'Orchestre de l'Opéra de Rouen, créé en 1998, et le Chœur de chambre Accentus y résident. Inauguré en 1962, l'actuel édifice a remplacé deux précédents bâtiments d'un autre style successivement ravagés par des incendies puis par les bombardements de la Seconde Guerre mondiale.
Deux chapelles rouennaises sont dorénavant des salles de spectacles : la première, qui siège dans le prieuré Saint-Louis-de-la-Rougemare, abrite l'actuel théâtre de la Chapelle Saint-Louis depuis 1991 tandis que la seconde est la chapelle Corneille, aménagée pour accueillir 600 spectateurs à partir de 2016.
Ouvert en 1985, le théâtre des Deux Rives occupe les anciens locaux d'un amphithéâtre de la faculté des sciences de Rouen. C'est l'une des résidences du Centre dramatique national de Normandie-Rouen.
Les musiques actuelles sont au cœur de la programmation du 106, une salle qui, située sur le quai Jean-de-Béthencourt, propose à la location cinq studios de répétition et d'enregistrement,.
Plusieurs salles de cinéma se trouvent dans la Métropole mais trois complexes sont particulièrement connus des Rouennais : le premier est situé aux Docks 76, c'est le multiplexe Pathé (14 salles dont une est équipée du concept technologique « Dolby Cinéma ») ; le deuxième, « L'Omnia » (7 salles ; rénovation de 2020 à fin 2021), se trouve rue de la République et propose régulièrement des festivals et des rencontres entre cinéphiles ainsi que la rediffusion, sur grand écran, de quelques classiques du cinéma français et étranger ; le troisième, dénommé « Kinepolis » (multiplexe de 14 salles ; rénovation totalement finalisée fin 2020), est située dans le centre Saint-Sever.
Au sud de Rouen, au Grand-Quevilly, se trouve un parc des expositions, lui-même situé à proximité directe du Zénith de Rouen, conçu par l'architecte Bernard Tschumi, inauguré en 2001 et doté d'une capacité d'accueil allant jusqu'à 8 000 places, dont 7 500 assises, ainsi que d'une scène de 450 m2.

#### Bibliothèques

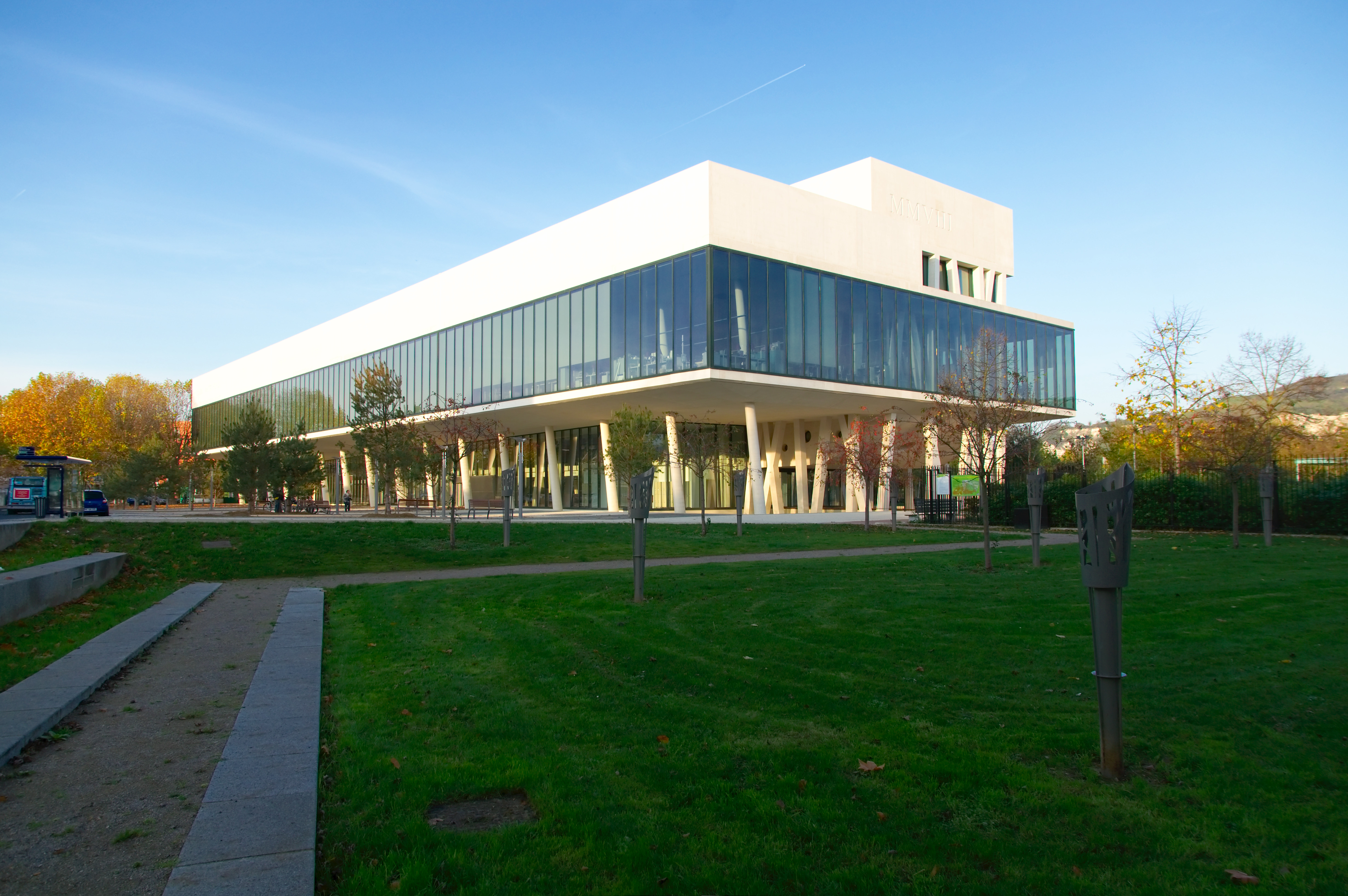
Le pôle culturel Grammont.

Le réseau « Rouen Nouvelles Bibliothèques » (Rn'Bi) comporte une bibliothèque patrimoniale classée, une bibliothèque virtuelle et six bibliothèques de proximité.
Instituée en 1809, la bibliothèque Villon est la plus ancienne de la ville. Depuis 2018, elle est située dans le bâtiment contigu à celui du musée des Beaux-Arts. Consacrée à la conservation et à la consultation de documents patrimoniaux, son fonds ancien est le troisième de France. Plus de 100 fonds patrimoniaux, constitués de 500 000 documents, sont à la disposition de son public.
Six bibliothèques de proximité agrémentent le réseau municipal, comme la bibliothèque des Capucins qui est établie dans une ancienne chapelle du couvent des Ursulines depuis 1929.
En 2010, l'inauguration d'un pôle culturel de 800 m2 dessiné par l'architecte Rudy Ricciotti et situé à proximité du parc Grammont complète l'offre culturelle municipale : la bibliothèque Simone-de-Beauvoir, l'une des six du réseau Rn’Bi, y est installée tout comme une partie des Archives départementales. Dans un espace multimédia spécialement aménagé, un fonds de 3 500 DVD (documentaires et fictions confondus) est proposé au public.
Rouen accueille également les bibliothèques universitaires de ses facultés de médecine, de droit, d'économie et de gestion.

#### Musées
Les musées de Rouen sont pour la plupart d'entre eux gérés par la Réunion des musées métropolitains Rouen Normandie, créée à l'instigation de la Métropole Rouen Normandie en 2016.

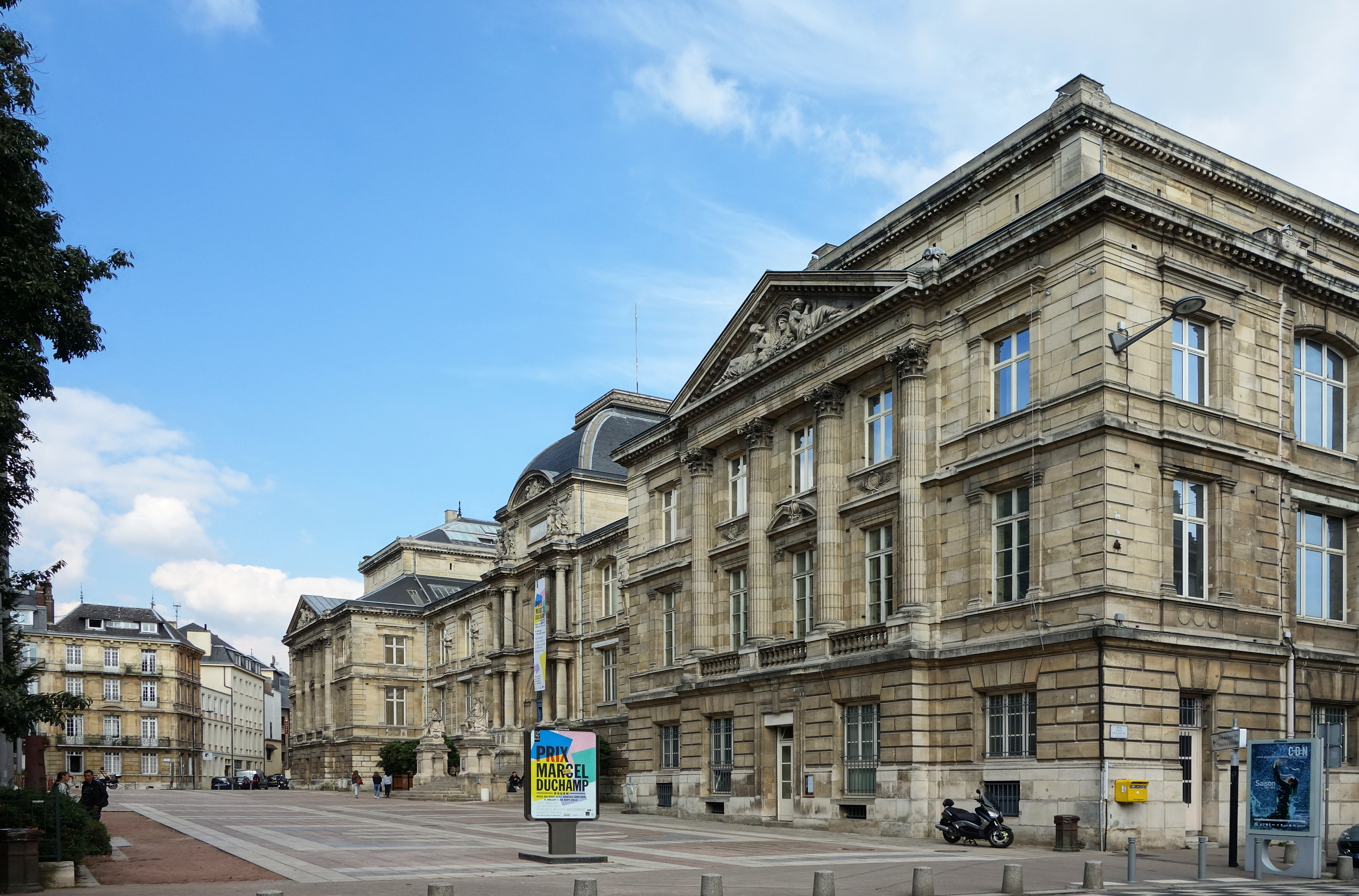
Le musée des Beaux-Arts.

Le musée des Beaux-Arts est le principal établissement muséographe de la ville. Ouvert en 1801, il est désormais installé dans un vaste bâtiment de 14 500 m2 situé face au square Verdrel et conçu par l'architecte Louis Sauvageot. Il compte une variété d'œuvres impressionnistes réputée exceptionnelle qui fait de lui l'un des établissements les plus réputés du genre en France. Outre des peintures et des dessins, le musée contient un cabinet d'art graphiques ainsi qu'une galerie de sculptures.
Unique en son genre, le musée Le Secq des Tournelles est consacré aux arts du fer,. Son siège est l'ancienne église Saint-Laurent, située à l'arrière du bâtiment du musée des Beaux-Arts.
Installé dans un ancien couvent depuis son ouverture en 1828, le muséum d'histoire naturelle se distingue par la richesse de ses collections car il possède en ses murs environ 800 000 objets.
Le musée de la Céramique met notamment en valeur la faïence de Rouen tandis que le musée des Antiquités regorge de pièces exceptionnelles provenant du territoire régional et de contrées bien plus lointaines comme la Grèce et l'Égypte. Il est installé dans l'ancien couvent de la Visitation Sainte-Marie, qui accueille aussi le muséum d'histoire naturelle.
Créé par Jules Ferry en 1879, le musée national de l'Éducation se trouvait à Paris jusqu'en 1975. Le nouvel établissement, installé à Rouen, a ouvert ses portes en 1980. Entièrement consacré à l'histoire de l'éducation, il est doté d'un centre d'expositions. Depuis 2010, un centre de ressources lié au musée est établi dans une autre structure et reçoit des visiteurs ainsi que des chercheurs.
L'historial Jeanne d'Arc, le musée Pierre-Corneille et le musée Flaubert rendent hommage à des figures historiques associées à la ville.

### Rouen et les arts

#### Arts plastiques
Au XIXe siècle, Rouen a inspiré les peintres anglais Bonington et Turner, ainsi que Camille Corot.

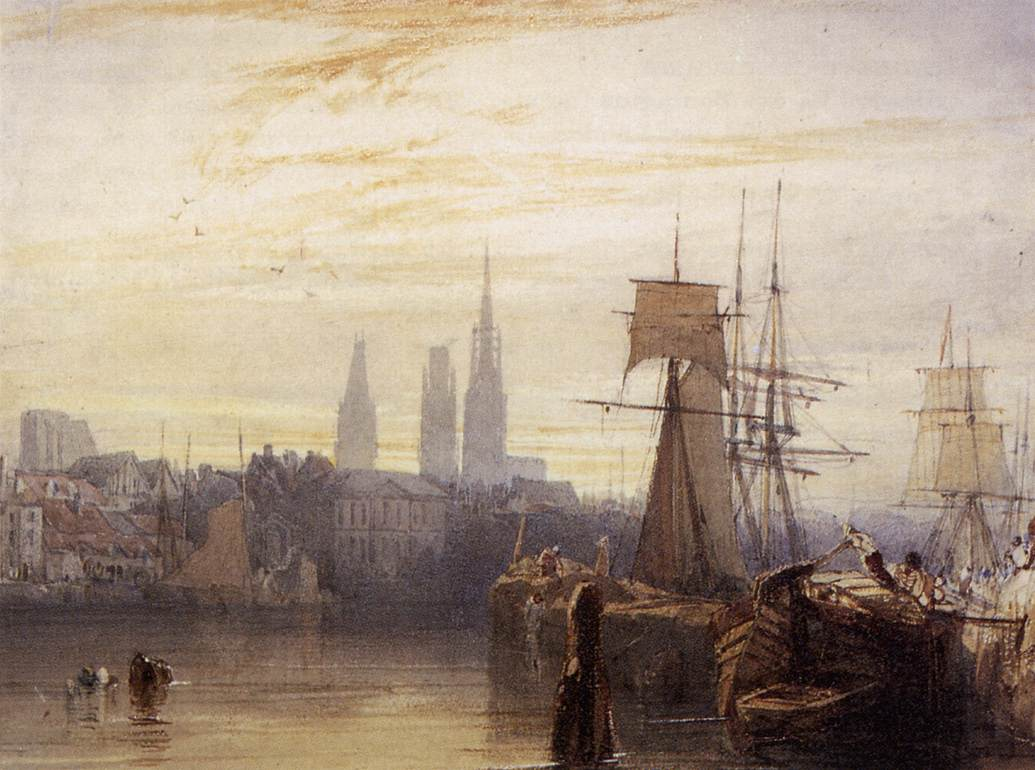
Rouen (1825), Richard Parkes Bonington, Londres, Wallace Collection.
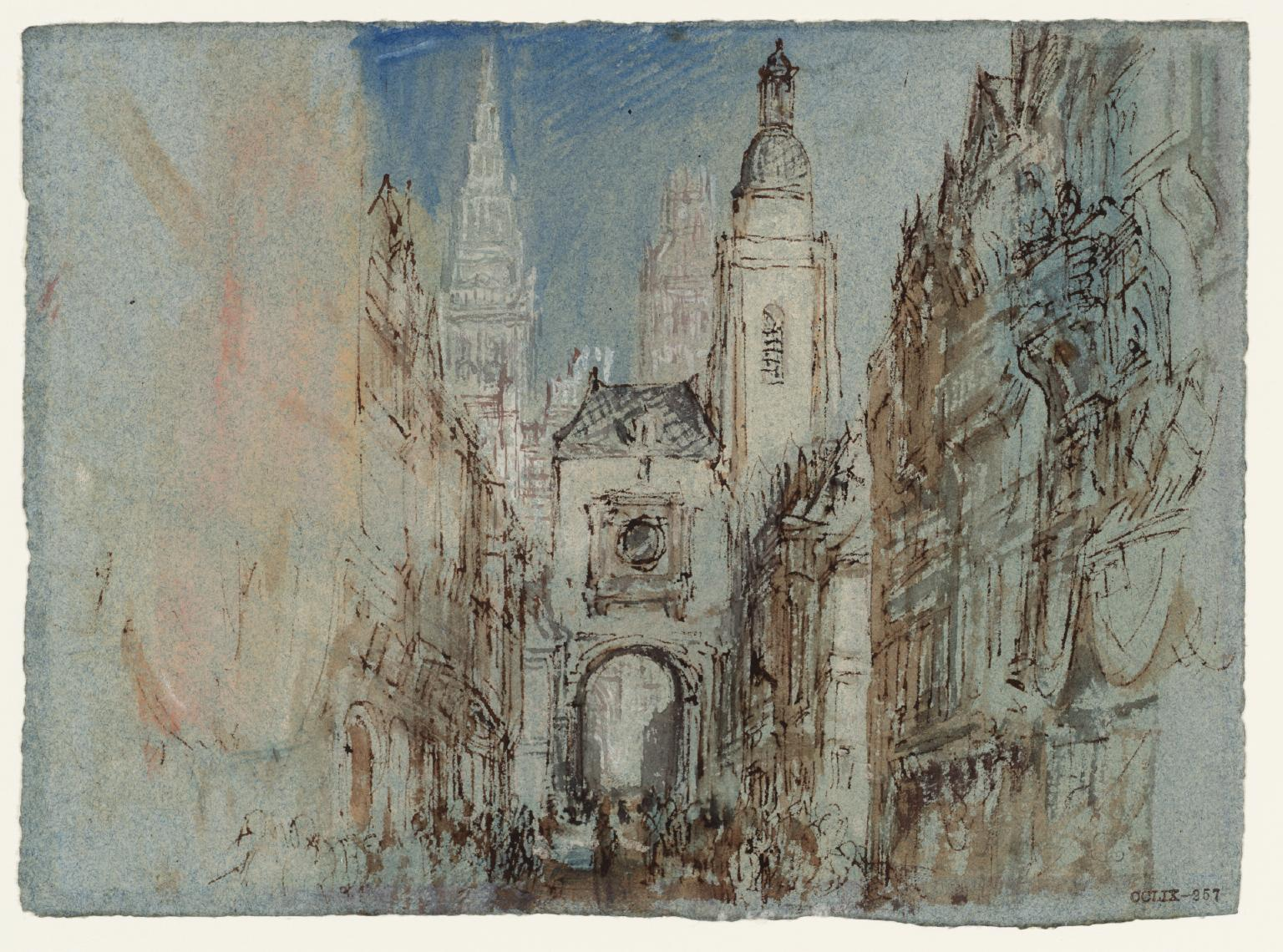
The Gros Horloge at Rouen, JMC Turner, 1832.
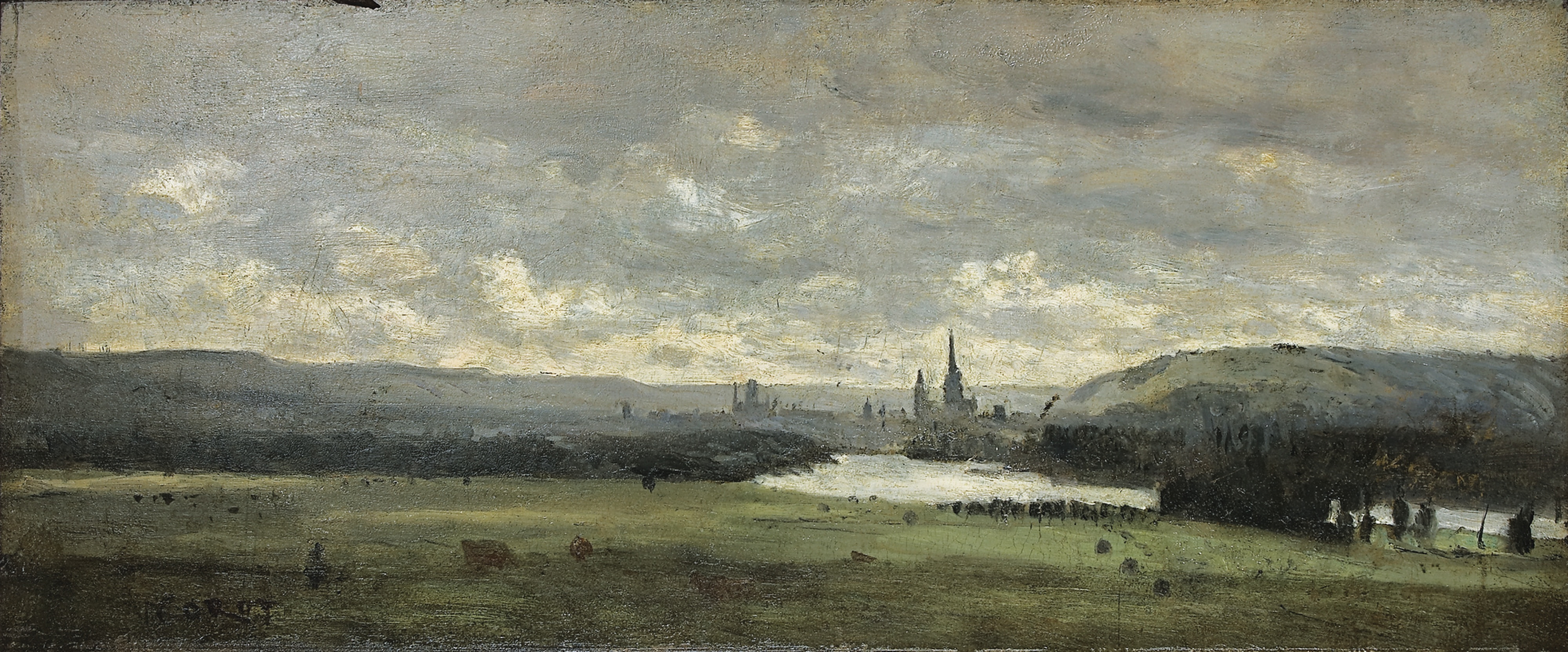
Rouen, une vue panoramique de la Seine au premier plan Camille Corot (1796-1875) Collection privée Vente 2012

L'Impressionnisme
Le Portail et la Tour Saint Romain, 1893
Claude Monet Musée d'Orsay

Claude Monet a immortalisée la cathédrale primatiale Notre-Dame dans sa série des Cathédrales de Rouen.
Camille Pissarro séjourne à deux reprises à Rouen en 1883 et 1893 et peint surtout autour du pont Boieldieu. Eugène Boudin s'y trouve en 1895-1896, et Armand Guillaumin vers 1898.

Tableaux d'Eugène Boudin en 1895-1896
La Seine à Rouen. Buffalo, galerie d'art Albright-Knox.
Rue Saint-Romain, Rouen. Williamstown, Clark Art Institute.
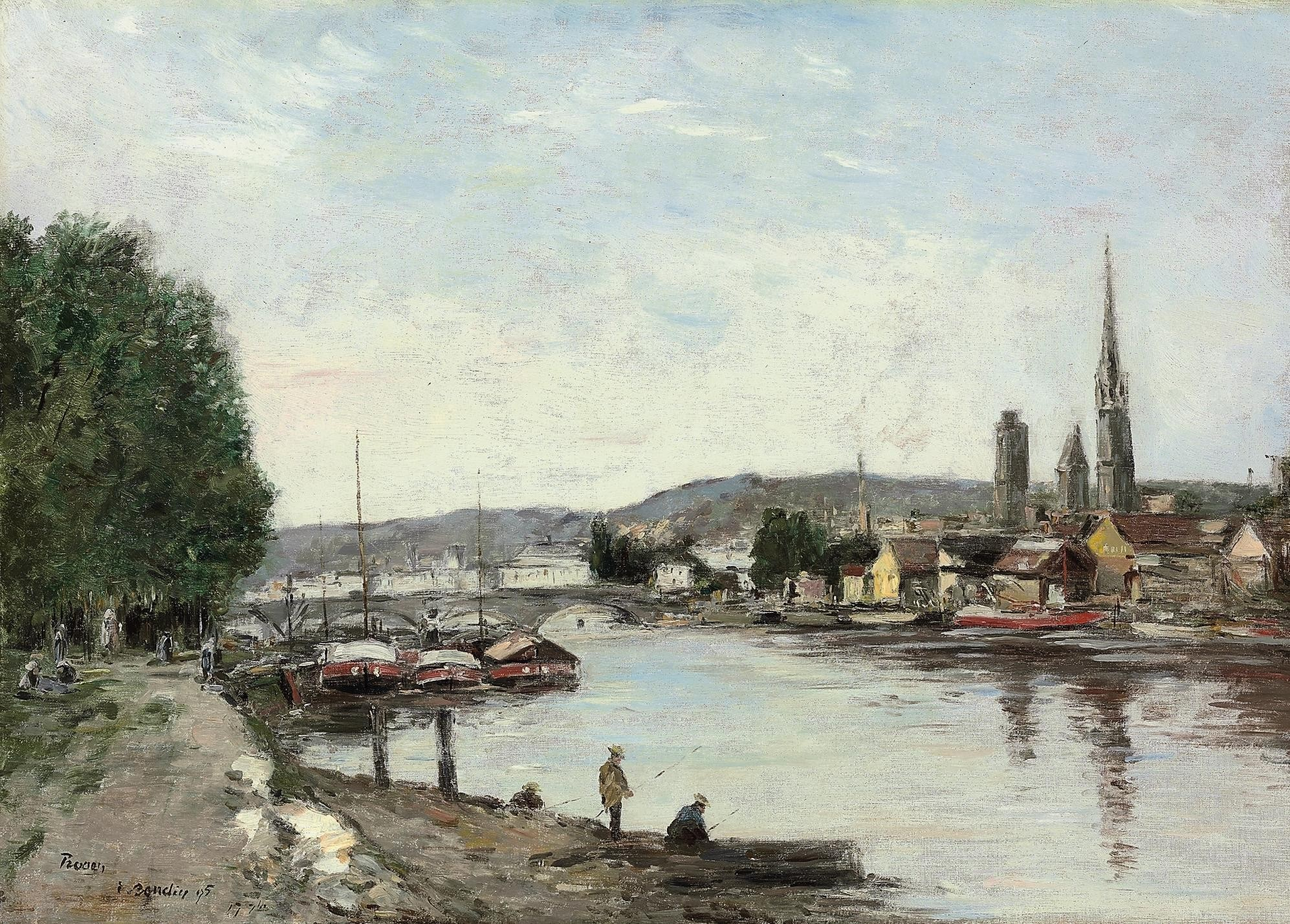
Rouen, vue prise du Cours de la Reine, 1895. Collection privée, Vente 2010.

Tableaux d'Armand Guillaumin
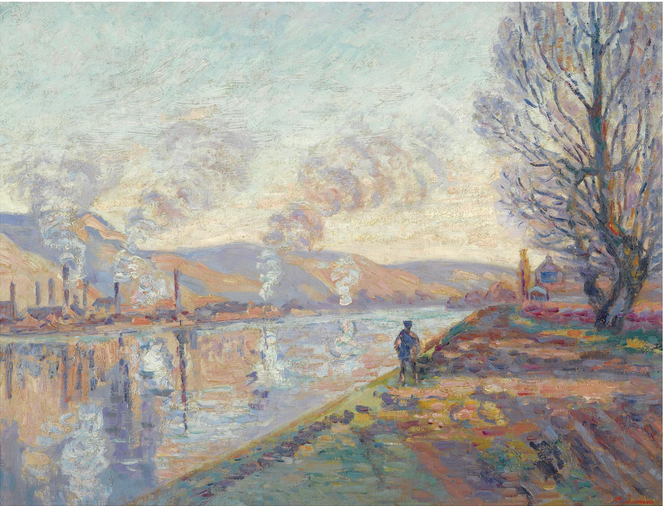
La Seine en amont de Rouen, vers 1890. Collection privée, Vente 2009.
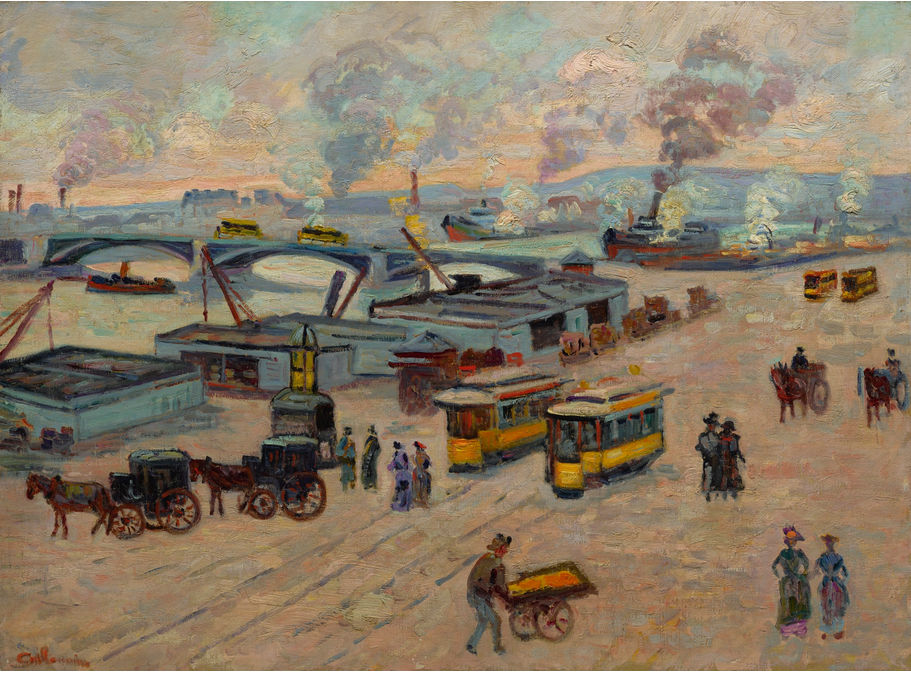
Les Quais de la Seine à Rouen, vers 1898. Collection privée, Vente 2017.
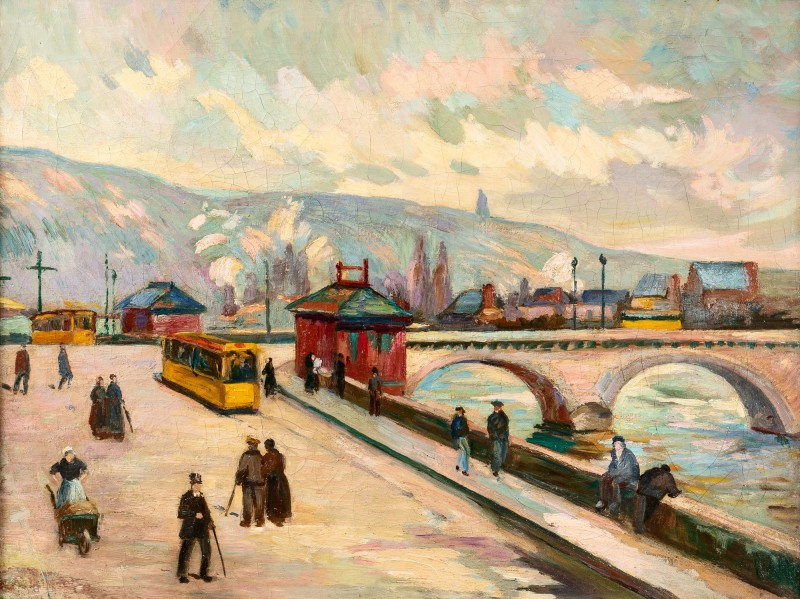
Le Pont de Corneille à Rouen, vers 1898. Collection privée, Vente 2021.

Bernard Mandeville, peintre rouennais, n'a pas manqué de faire siens ces paysages, maintes fois repris sur le motif, entre le pont Pierre-Corneille et le pont Boieldieu, entre Croisset et Eauplet.

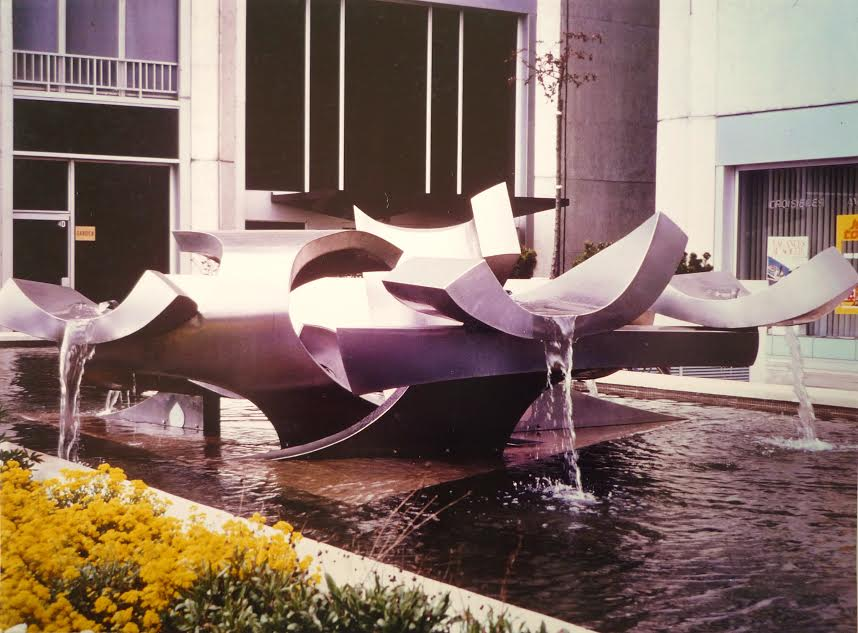
Fleur d'eau
sculpture de Jean-Yves Lechevallier
Rouen

Dans la deuxième moitié du XXe siècle, plusieurs sculptures de l'artiste Jean-Yves Lechevallier ont été placées dans les lieux publics, notamment la fontaine-sculpture Fleurs d'eau sur le front de Seine et Voile dans l'île Lacroix.

#### Cinéma
- Rouen, martyre d'une cité, court métrage de Louis Cuny, 1945.
- L'assassin est dans l'annuaire, de Léo Joannon, 1962.
- Les Mystères de Paris, d'André Hunebelle, 1962.
- Jules et Jim, de François Truffaut, 1962.
- Mission impossible (série télévisée) (vue panoramique de Rouen en balayage caméra au début de quelques épisodes de la quatrième saison, notamment le huitième, Le Robot), saison 4, 1969-1970.
- Mourir d'aimer, d'André Cayatte, 1971.
- Les Valseuses, de Bertrand Blier, 1974.
- Adieu poulet, de Pierre Granier-Deferre, 1975.
- À mort l'arbitre, de Jean-Pierre Mocky, 1984.
- Madame Bovary, de Claude Chabrol, 1991.
- Jeanne la Pucelle, de Jacques Rivette, 1994.
- Les Démons de Jésus, de Bernie Bonvoisin, 1997.
- Extension du domaine de la lutte, de Philippe Harel, 1999.
- Le Goût des autres, d'Agnès Jaoui, 2000.
- Ma vraie vie à Rouen, d'Olivier Ducastel et Jacques Martineau, 2002.
- Saint-Jacques... La Mecque, de Coline Serreau, 2005.
- Julie & Julia, de Nora Ephron, 2009.
- Le Baltringue, de Cyril Sebas, 2010.

#### Télévision
- Émission Crimes, diffusée sur NRJ 12 le 27 janvier 2014 (avec Jean-Marc Morandini).
- Téléfilm Meurtres à Rouen de Christian Bonnet, diffusé sur France 3 le 24 mai 2014 (avec Frédéric Diefenthal et Isabel Otero).

#### Littérature
- Oceanic bar d'André Renaudin ;
- Rouen dévasté texte d'André Maurois, eaux-fortes et lithographies d'Émile-Henry Tilmans, 1947.
- Plusieurs romans policiers se déroulent à Rouen : Oncle Charles s'est enfermé de Georges Simenon, Où sont les diamants du Roi ? de Françoise Kermina, Un chien du diable de Fabienne Ferrère, Le fond de l'âme effraie de Guy Langlois, Mon cadavre s'enroue en Rouen de Jean Calbrix, Hurler avec les loups à Canteleu de Michel Giard, Mourir sur Seine de Michel Bussi, Seine de crimes de Philippe Feeny, Pour ta pénitence de Nadine Mousselet.
- Madame Bovary de Gustave Flaubert. Charles Bovary a fait ses études au lycée Pierre-Corneille puis à la faculté de médecine de Rouen. Emma Bovary a été éduquée dans un couvent rouennais. Emma et Charles Bovary allaient au théâtre à l'opéra de Rouen ; ils y ont rencontré Léon Dupuis[397] le futur amant d'Emma (qui prétexta bientôt des cours de piano pour aller rendre visite à Léon chaque semaine à Rouen).
- Des philosophes ont résidé à Rouen : Nicole Oresme, Montaigne, Blaise Pascal, Fontenelle, Voltaire, Alain, Simone de Beauvoir.

### Vie militaire
Unités en garnison à Rouen :
- état-major de la 3e région militaire, (avant) 1906 – août 1939.
- état-major du 3e corps d'armée, hôtel de Crosne, 1906 – 1913.
- état-major de la 5e division d'infanterie, 1913 – 1928.
- état-major de la 5e division d'infanterie motorisée, à partir de 1928.
- 39e régiment d'infanterie, caserne Jeanne d'Arc puis caserne Hatry (avant) 1906 – août 1939.
- 71e régiment du génie, caserne Richepanse, transféré en 1973 en forêt de Rouvray puis dissous.
- 74e régiment d'infanterie, caserne Pélissier, 1906 – 1914.
- 43e régiment d'artillerie de campagne, caserne Jeanne d'Arc, 1911 - 1914.
- 22e régiment d'infanterie territoriale, caserne Jeanne d'Arc.
- 34e régiment d'artillerie légère, août 1939.
- 103e régiment d'artillerie lourde tractée, août 1939.
- 6e régiment de chasseurs, caserne Richepanse, 1906.
- 3e légion de gendarmerie, 1906.
- Région de Gendarmerie de Normandie.
- Centre mobilisateur 512, août 1939 – juin 1940.
  - 29e bataillon de chars de combat (réserve), août 1939 – juin 1940.
  - 33e bataillon de chars de combat (réserve), août 1939 – juin 1940.

### Personnalités liées à la commune
| |  |  |
| Pierre Corneille et Gustave Flaubert, deux grands auteurs de la littérature française nés à Rouen. |  |  |

C'est à Rouen que sont nés de nombreux artistes ayant profondément marqué la France. Parmi ceux-là, Pierre Corneille a vu le jour dans une maison située rue de la Pie, non loin de la place du Vieux-Marché ; l'édifice est désormais un musée consacré au dramaturge, qui a aussi laissé son nom à l'un des établissements scolaires les plus réputés de la cité normande. Auteur et membre de l'Académie française comme son compatriote Corneille, le scientifique Bernard Le Bouyer de Fontenelle naquit aussi dans une maison rouennaise au XVIIe siècle. Contemporaine, la première dramaturge jouée à la comédie-française, poétesse et romancière, Catherine Bernard fut célébrée et fameusement plagiée. Un autre homme de lettres, Gustave Flaubert, a contribué au prestige de Rouen ; sa dépouille repose au cimetière monumental de la commune. Créateur de l'élégant cambrioleur Arsène Lupin, l'auteur Maurice Leblanc y est né lui aussi.
Ville natale d'écrivains, Rouen fut aussi le berceau de peintres et de décorateurs comme Jean-Baptiste Jouvenet, Théodore Géricault ou encore Marcel Duchamp (qui y a été enterré) et de manière plus récente les peintres Daniel Authouart, Claudine Loquen, Christophe Ronel. Plusieurs acteurs comme Victor Boucher, Philippe Torreton et Arnaud Ducret y sont nés tandis que les comédiennes Anny Duperey, Valérie Lemercier, Karin Viard et le mannequin et actrice Estelle Lefébure y ont passé une partie de leur jeunesse ou de leur scolarité. À la fin du XXe siècle, la ville a vu naître les chanteurs Keen'V et Amaury Vassili ainsi que le disc jockey Petit Biscuit.
Plusieurs scientifiques éminents sont des Rouennais de naissance tels que le prix Nobel de médecine Charles Nicolle, qui a donné son nom au principal hôpital de la ville, et le spationaute Thomas Pesquet.
Capitale du territoire normand, Rouen a vu naître plusieurs personnalités politiques de premier plan comme le dirigeant centriste Jean Lecanuet, l'ancien président de la République François Hollande ou encore l'ex-Premier ministre Édouard Philippe.
Les journalistes Charles-Louis Havas, Armand Carrel et Élise Lucet sont natifs de Rouen.
Dans le domaine sportif, le judoka David Douillet et le pilote automobile Pierre Gasly sont deux Rouennais célèbres.

### Nom de la commune

#### Surnoms

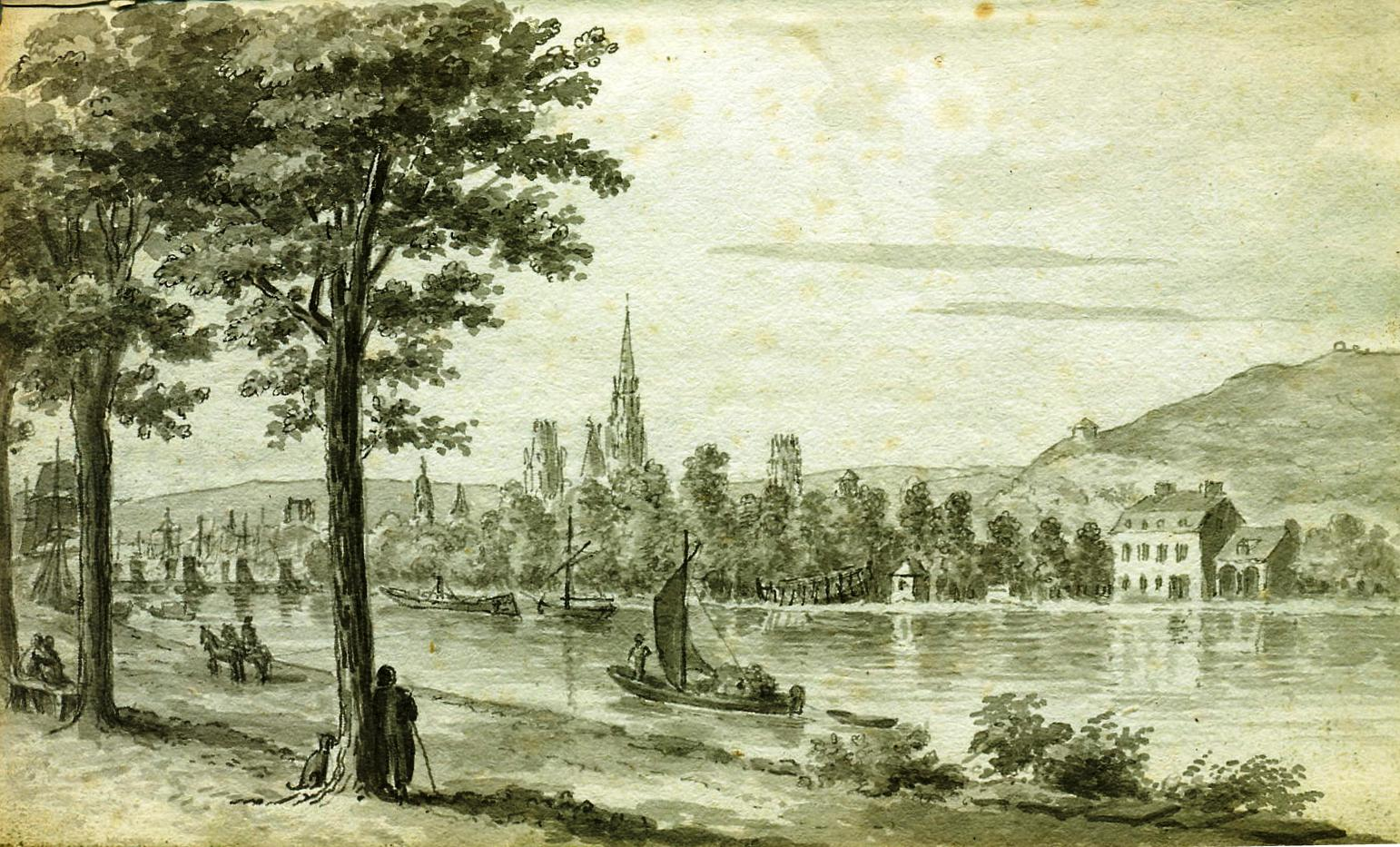
Vue de Rouen, par Constance Lézurier de La Martel, 1806.

Rouen a été désignée sous le nom de « ville aux Cent Clochers » par Victor Hugo. Ce chiffre est assez proche de la réalité, puisqu'on peut arriver au nombre d'environ cent quatre clochers avant la Révolution française. Surnom que portent aussi les villes de Caen, Dijon, Poitiers, Troyes, Liège, Prague et Montréal (Canada).
Stendhal l'a qualifiée d'« Athènes du genre gothique », ce qui signifie qu'elle constitue une référence en matière d'architecture gothique, comme Athènes en matière d'architecture classique.
Elle est surnommée irrévérencieusement « le pot de chambre de la Normandie », à cause de sa réputation, erronée, d'être la plus pluvieuse des villes normandes, et cela a figuré sur des cartes postales à partir de 1902[réf. nécessaire]. Rouen est parfois désignée comme « la ville la plus polluée de France »,.

#### Locutions
- « Aller à Rouen » signifie être sifflé, en jargon de comédiens. Le public de Rouen avait la réputation d’être fort exigeant[404].

### Héraldique

#### Blason
| Armes de la ville de Rouen | Armoiries traditionnelles de Rouen : « De gueules à l'agneau pascal d'argent, la tête nimbée et contournée, portant une bannerette du même chargée d'une croisette d'or, au chef cousu d'azur semé de trois fleurs de lys d'or » |

#### Évolution historique des armoiries

Le guidon porte une croix.

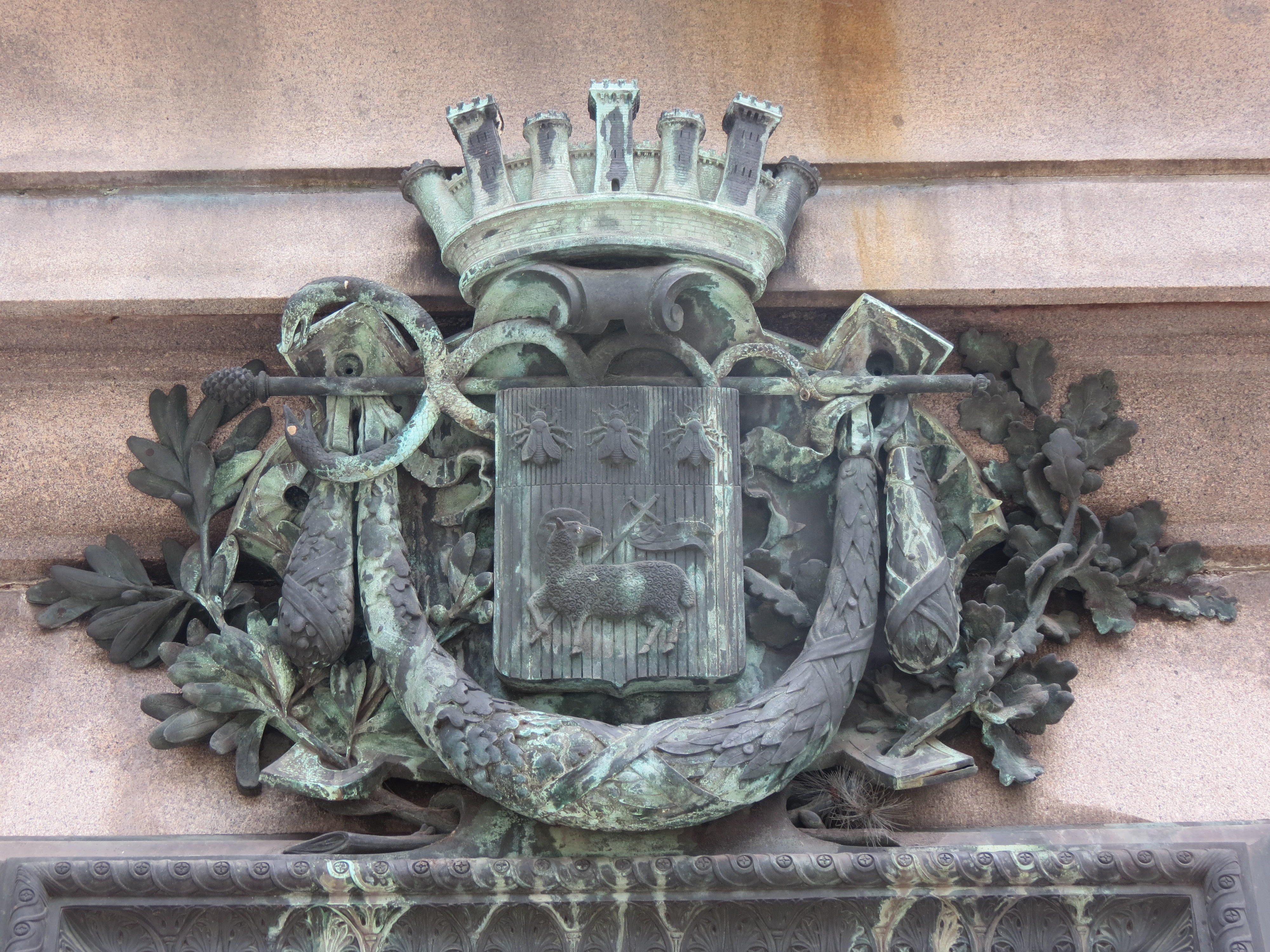
Sous Napoléon III : noter les trois abeilles d'or.

Les maires de Rouen ont bénéficié du droit d'avoir un sceau aux XIIe, XIIIe et XIVe siècles. Selon Chéruel, « leur sceau a d'abord représenté un lion de face ou léopard ; puis un agneau portant un guidon » (petit drapeau ou banderole).
Alfred Canel cite plusieurs exemples de ce premier sceau de Rouen remontant aux premières années du XIIIe siècle. Selon Chéruel, le dernier exemplaire connu de ce premier sceau date de 1309.
Léopold Delisle donne deux exemples du sceau avec l'agneau daté de 1355 et de 1364, et considère que ce sceau de la ville n'est pas antérieur à 1266. Auparavant, il était déjà utilisé par des corporations, avant que la ville de Rouen le retienne pour ses armoiries. Les archives du département de la Seine-Maritime possèdent des empreintes de ce sceau avec l'agneau datant du XIIIe siècle, dont une de 1238 venant de l'abbaye de Jumièges, une des Jacobins de Rouen de 1246 et une de 1293 venant du Chapitre.
Les deux types de sceaux de Rouen ont donc été employés simultanément pendant une certaine période. Une charte d'un maire de Rouen de 1362 les présente réunis dans un même cadre. Canel en décrit un agneau avec un « guidon posé en pal et chargé d'un léopard ». De même, au frontispice de la grand'poste de Rouen (rue Jeanne-d'Arc), l'agneau porte une bannerette chargée d'un lion-léopardé passant.
Le léopard disparut ensuite du guidon, et fut parfois remplacé par une croix ou les mots Agnus Dei. Selon Canel, les trois fleurs de lys auraient été ajoutées à partir de la première moitié du XVIe siècle.